# 大江戸捜査網
『大江戸捜査網』（おおえどそうさもう）は、1970年10月から東京12チャンネル（社名変更により、1981年10月3日放送分以降は、テレビ東京）、同系列局ほかで放送されたテレビ時代劇作品である。連続ドラマは全6シリーズ、全713話。
製作時期や配給形態で以下に分類されるが、本記事では全て説明する。
1. 1970年10月から1984年3月まで途中2度の中断を挟み、土曜日の夜に日産自動車グループの一社提供による「日産劇場」として放送[注釈 1] のシリーズ。日活での制作当初はアメリカ合衆国のテレビドラマ『アンタッチャブル』のコンセプトで連続時代劇を作ろうと企画されたために、番組の初期の第1シリーズ第1話 - 第39話には『大江戸捜査網 アンタッチャブル』とサブタイトルがつけられていた。
2. この番組では、後に時代劇の大看板俳優となった杉良太郎 → 里見浩太朗 → 松方弘樹が筆頭同心の演を務めた（杉；第1話(第1シリーズ#1) - 第130話(第3シリーズ#26)〔130話分〕、里見；第131話（第3シリーズ#27） - 第409話（第3シリーズ#305）〔278話分〕、松方；第410話（第3シリーズ#306） - 第640話（第3シリーズ#536）〔230話分〕）。ただし、これらの出演者達は、4-6人で演じ分けた複数主演の番組と述べている[1]。なので、此の番組で主演と云う場合には、其の回でメインに活躍が描かれた役を演じた場合を云う。例えば十蔵がメインの時には瑳川哲朗が主演となり、小波がメインの時には梶芽衣子が主演となり、お吉がメインの時には江崎英子が主演となる。勿論、珊次郎、音次郎、清次郎がメインの時には杉、里見、松方が主演となる。但し文面では解りやすくするため、筆頭同心を演じる俳優を主演とする時もある。
3. 杉は、第1シリーズ、第2シリーズではどちらも全52話出演していたが、第3シリーズでは半分の第26話で次の者と交代し、降板している。
4. 第1シリーズ、第2シリーズ、第3シリーズの話数は、各テレビ局での管理、解説等では、第1シリーズから通算で記している。映像ソフトとして発売されたDVDではそれぞれのシリーズ毎に#1話からにされている。以下には、テレビ番組の欄で使われている通算の話数と、それぞれのソフトでのシリーズ毎での話数とを並記する。
5. 1984年4月から半年間、前シリーズに引き続き、第4シリーズとして並木史朗の出演で『新・大江戸捜査網』が放映されたが、前作までと差が多く、視聴率が低迷して打ち切った。
6. 1990年度と、1991年度に、橋爪淳が出演のシリーズが、各年度の下半期半年間ずつ、金曜日夜に放送の計2シリーズ（平成版、第1シリーズ・第2シリーズ※第5シリーズ・6シリーズともされる）が製作放映される。
7. 2015年1月に、テレビ東京開局50周年企画 YAMADA新春ワイド時代劇として、前作から実に23年ぶりに、高橋克典ほかの出演で『大江戸捜査網2015〜隠密同心、悪を斬る!』が製作、放映された。従来製作、撮影されてきた東京の時代劇撮影可能撮影所（日活調布撮影所、稲城撮影所、生田撮影所、三船プロダクション成城撮影所、生田オープン撮影所(移管)、狛江撮影所、多摩川堤防、奥多摩、青梅等）が閉鎖されているため、初めて本格的に京都の時代劇撮影所（東映京都時代劇撮影所）で撮影が行われた。
8. 1979年に、第3シリーズの松方出演時のキャスティングで製作された映画『隠密同心・大江戸捜査網』が撮影公開された。

## 番組の概要
江戸時代の町奉行所所属の秘密潜入諜報捜査員の隠密廻り同心をモデルとして斬り捨て御免が与えられた火付け盗賊改方の役人の部分と、御庭番のエッセンスを加えて考え出された秘密潜入捜査員「隠密同心」たちが、変装、潜入、囮など様々な手段を駆使しながら探索、事件の裏にはびこる江戸の悪を斬り捨てていく痛快時代劇。この中の隠密同心とは老中松平定信が極秘に作った組織で、彼の命を受けた幕臣（旗本寄合席、大番頭、御側御用等）が隠密支配となって統括している。第1話(第1シリーズ#1)では、本来の隠密廻り同心のように、犯人である娘お菊（演：町田祥子）を北町奉行所の定町廻り同心島田又五郎（演：深江章喜）へ引き渡し、市中引き回しが描かれた。ただし、共犯の侍､大目付･生田内蔵丞（演：須賀不二男）は断罪している。話中では隠密同心であるが、放映話数によっては本来の名称であった隠密廻り同心 と、台詞で言われている回も存在している。本来の隠密廻り同心は、奉行所から貸与されている十手を所持しているが、この物語で描かれた隠密同心のメンバーは、普段は町人、浪人等として生活しているが、隠密支配 から賜った証である松平家（時により徳川家と言われる）の家紋である梅鉢紋、または三葉葵紋入りの懐剣を所持してもおり、ここぞというときに、犯罪者や下手人に見せつける場合もある。
テレビシリーズ本編で松平定信が直接隠密同心を統率したのは、橋爪編（平成版）の第1シリーズだけである。それ以前、松平定信が登場した時は、日活製作編では堀雄二、三船プロダクション編では黒川弥太郎、ヴァンフィル編では永井秀明がそれぞれが松平定信役を、劇場版では三船敏郎が演じている。
隠密同心の活動拠点（アジト）は、日活制作の第1，第2シリーズでは主に銭湯「桜湯」の2階、三船プロ(末期はヴァンフィル製作)製作の第3シリーズ杉編では浅草の小料理店で｢矢場兼飲み屋桔梗屋」の地下である。その後里見編以降では｢御料理桔梗屋｣の奥座敷が使われていた。松方編は当初当店の雇われ板前であった清次郎が、店主に変わっている。話数によっては、少ないが空き屋敷等に集められ指示を受ける時があった。

## 劇中ナレーション
劇中のナレーション「隠密同心 心得之條」は、第105話(第3シリーズ#1)において、下手人である被疑者のところへ出向く場面に用いられたのが初出である。第1話から第104話(第1シリーズ、第2シリーズ)迄はこのナレーションは行われていなかった。第105話(第3シリーズ#1)以降の「隠密同心 心得之條」は、以下のとおりである。
- 「隠密同心 心得之條 その一つ わが命わが物と思わず 武門之儀 あくまで陰にて 己の器量を伏し 御下命 如何にても果すべし 尚 死して屍拾う者なし 死して屍拾う者なし  死して屍拾う者なし」（初出;第105話(第3シリーズ#1)）

後(第113話(第3シリーズ#9)迄｢その一つ｣がアナウンスされて居る)に、冒頭の部分から「その一つ」の文言が取り除かれたものが使われた。
第3シリーズ以降に流されたもので、｢その二つ｣、｢その三つ｣はいずれも1回限りのものである。
- 「隠密同心 心得之條 その二つ およそ悪はその実態を見極め その根源を断つべきこと 虎穴に入らば 己の肉を斬らせ しかる後 敵を倒すべし この定め 忘れることなかれ」（第106話(第3シリーズ#2)）
- 「隠密同心 心得之條 その三つ 行動は風のごとく速やかに いかなる窮地に陥るも みだりに狼狽することなく 一度 決すれば 必ず敵を斬るべし 一度 決すれば 必ず敵を斬るべし 一度 決すれば 必ず敵を斬るべし」（第109話(第3シリーズ#5)）

## 劇中で死亡したとされる隠密同心
第105話(第3シリーズ#1)から加わった被疑者の巣窟へ行進する場面で流される「隠密同心心得之条」アナウンスでは「尚、死して屍拾う者無し！死して屍拾う者無し！死して屍拾う者無し！」とあるが、実際に物語の中で死んだとされる隠密同心（または隠密廻り同心）は、第27話(第1シリーズ#27)に於いて敵に回った赤間伝七郎（演：小林勝彦）、第41話(第1シリーズ#41)で薩摩隠密党に倒され、小弥太の台詞で名を出された山科（演：中島正二）、第131話(第3シリーズ#27）に登場した山口太兵衛（演：左右田一平）、胡蝶（くれないお蝶）（演：安田道代）の4名である。隠密であることを抹消するため、処刑の後も弔うのではなく、「存在自体も無とするための処分」として火葬される。
赤間伝七郎は、内藤勘解由から甲州金山の不正探索の命を受けたが音沙汰がなくなり、金山で酷使された採掘員が目安箱間近で殺された事件をきっかけに小弥太、十蔵、小波が再度探索した結果、隠し金山の金鉱石を横領している張本人が赤間と判明。説得にも応じず悪の道を薦め、3人に倒された。隠密廻り同心であったため火葬され、無とされた。
山口太兵衛は、初探索中に敵の浪人田尻（演；天津敏）に討たれ、殉職となった。土葬が主だった時代だが「心得之条」の通り存在を抹殺するため、火葬となった。この際、音次郎（伝法寺隼人/演；里見浩太朗）は「家も無ければ身分も無い。これまで生きていた証し等の全てを、この世から抹殺しなければならない。隠密というのは、虚しいものだなぁ」と呟いた。
胡蝶は子供を庇って死亡したが、一般人の目の前での殉職となったため、音次郎に故郷へ運んでもらうことができた。

## 指令・集合・成敗時
日活製作の第1シリーズ・第2シリーズでは、報告を受けて犯罪被疑者のアジトへ向かうシーンや心得之条のアナウンスはなく、犯罪現場に捜査の過程で着いていることが多い。
初期は、小波が変装した珊次郎（十文字小弥太）に代金を渡すときや釣り針の先に引っかけるなどして手紙を渡したり、下駄の裏に書かれた文章を読ませるなど周囲に解らないように指令を受けていた。中盤以降から毎回ではないが地蔵の鉢巻きでの集散合図が始まった。

### 第1シリーズの集合の合図、断罪方法
第1シリーズでは、小弥太と十蔵への指令の書状を、小波から普通のしぐさで何気無く渡され、「〇〇〇を探索せよ。『例によって探索行動は密成るを以て、速やか成るべし。此の文は直ちに処分隠滅の事』」など、『スパイ大作戦』の指令ような内藤の手紙を小波から受け取り、読み終わると破く、燃やすなどして隠滅していた。その後、二人が犯罪組織の潜入に成功すると、小波から内藤へ連絡をさせ、変装のまま犯罪現場で「とうとうこの目で見たぜ」や「ついに証拠を掴んだぜ」等といい、誰何されても名乗らず「さぁ、どこの誰かな」等とはぐらかして成敗をする。時には警護対象から下手人達の仲間と間違われ、共に捕われそうになったりして危険物等を取り除いたりする場面 もある。援助している者が自分自身で斬って倒しているように、物影から手裏剣や吹き矢等で敵を倒す等をしていたこともあった。第3シリーズ以降より出演回数が格段に多かった、内藤勘解由だけが「旗本寄合席内藤勘解由。御老中、松平定信様の命により、罷り越した。成敗致す」と宣言をし、隠密同心達に「それ！繋かれ！」と指図をしたり、相手が斬り掛かって来るのでそのままで断罪成敗に入ったり、既に薄々正体が割れて居たり、正体を明かす場合でも第3シリーズのように紋付きに変えず、髷の調えも行わずに、その場合は刀剣はなく、遊び人姿や百姓のような姿、いわゆる乞喰での、探索をしていたままの服装で終盤近くで「幕府隠密同心、十文字小弥太。天に代わって成敗いたす」等と名乗ったり、町人姿や浪人姿のまま戦いながら「隠密同心井坂十蔵」、「隠密同心小波」と、比較的早口で名乗り上げ、第3シリーズの名乗りのように、身分と姓名の間を開けて一呼吸おいて名乗るようにはせず、続けてさっと言っていた。この衣装交換、決め台詞は“水戸黄門の印籠"のようなものでリアリティーはなくなる。後に順に名乗るようになる時とは異なり、順序も決まってはいない。小弥太（まれに十蔵も）が町人姿で忍び込んだ時には、大刀は所持せずに戦い、戦いの最中に敵の脇差し等を素早く抜き取り、それを用いて逆手斬りで相手を討ち果たす時も多くあり、時には、内藤、十蔵から｢小弥太！｣と叫ばれ脇差しを投げ渡され使用したりし、小波のみ忍装服を着用していることも多く見られた。内藤が松平定信から探索を依頼されていることが知られている身分の者が犯罪を犯していた時には、｢内藤勘解由配下だな！｣と言われると、｢如何にも、内藤勘解由配下、十文字小弥太｣ 等と名乗ることもあった。第46話(第1シリーズ#46)では、レギュラーは全員出て居るが珍しく、瑳川哲朗演じる井坂十蔵のみが被疑者下手人役(演；潮万太郎)ヘ、｢隠密同心、井坂十蔵。お前達は全て斬る！｣と一人のみ名乗った回である。
初期に内藤が出向く時に首謀者を断罪をするのは、内藤であることが多くあった。又、第14話(第1シリーズ#14)｢初姿 花の喧嘩状！｣では、黒幕の元北町奉行は、十蔵が断罪を行なって居る。内藤が断罪の場合が一番リアリティーはあったが、視聴者の好みに応えて行くので、長寿番組はリアリティーはなくなって行くのはどれも同じである。第1シリーズでは、名乗らないものの方が多く造られている。珊次郎/十文字小弥太（杉良太郎）が武家髷に紋付きで断罪の実施も僅かであったが、無宿人の姿で現れ、紋付きの着流しに着衣と、武家髷に帯刀へ早替えが行われたものは、第42話(第1シリーズ#42)｢夏祭り無法一代｣が最初である。ただし、名乗り揚げは無い。小波はそれまでにも着物の中に忍装を着込み、さっと脱ぎ捨て戦っていたこともあった。

### 第2シリーズの集合の合図、断罪方法
第2シリーズになると衣装を断罪の立回り前に紋付に衣装チェンジを行って刀剣を整え、髪形を町人髷から御家人髷に変えて下手人である被疑者の前に現れ名乗る場面が多い。名乗りの言い回しも「隠密同心、十文字小弥太｣、｢同じく、井坂十蔵｣、｢同じく、小波｣、｢旗本寄合席、内藤勘解由だ！｣のように、第3シリーズに通じる演出が増えている。隠密同心ではない山猫お七も、集合の合図で内藤勘解由邸へ指令を聞きに集参、探索にも加わり、隠密同心の正式な手下として成敗に同行した時には小弥太、十蔵、小波の順に名乗りを上げた後、最後に「同じく、仲間の山猫お七だよ」と名乗りを言うようになり立ち回りのチャンバラシーンでは素早く建物の屋上等へ上ってから、犯罪者の眉間や首筋の動脈が表面に近い場所を通っている急所へ花札に見せ掛けの手裏剣を正確に撃ち込み、下手人を断罪し、絶命させる手助けも行っていた。
第2シリーズからは内藤が出向いても、小弥太が首謀者の断罪を実行することが多くなった。

### 第3シリーズの集合の合図、断罪方法
第3シリーズは、一番長期に渡っての放映が行われ、隠密同心の決め台詞、紋着きの綺麗な決め衣装等も統一化されて、被疑者の前に現れる方法も、行進を行いながら、心得之条がアナウンスされ、被疑者の前での罪状の羅列、ほぼ決められた順序での銘々の名乗り上げ等が整ったシリーズで、心得之条と各人の順序よく決まった名乗り上げ等、TBSの時代劇ドラマの水戸黄門の印籠 のようなものが全て整った人気シリーズである。第3シリーズでは、犯罪人の黒幕らの談合や、犯罪が成功したと思い込んでの宴席が最高潮に盛り上がる最中や、手先が実行に失敗をして逃げて行くと、後を付けて行き、犯罪人の首謀者の屋敷等へ逃げ込むのを確認したら、支配や、筆頭者へ｢〇〇は、～へ逃げ込んだのを確認した｣と報告を受けると、支配から「お前達解っていような。行ってこい。そら！」と、声を掛けられたり、筆頭同心から｢行こうか｣（※杉編では｢行くぜ！｣との台詞も多）と、罪人の巣窟に向かう時に先の心得之条のアナウンスが流され、隠密同心が並んで成敗する相手の屋敷等へ向かう。支配が成敗に同行の場合、行進の中央 に並び一緒に向かう時と、隠密同心だけが行進をし、支配は別に来ている場合がある。逃げ帰った手先等からの「何しろ凄ぇ強ぇ妙な奴に邪魔をされて｣等の報告を受けて｢馬鹿者！此処へ逃げ帰って来たりする奴があるか！、後を付けて来たらどうする！｣、｢手先きの貴様が死ねば、知っている者はいなくなる。死ね！」、「汚ぇぞ！約束が違う｣等と内輪揉めを始めている時等に、身なりを整え、刀剣を所持して入り込み、急に襖を開けて｢罪状｣を順次云い上げる。「何を証拠に？記憶に御座らぬ！」等と、白を切る下手人達へ「証拠（または捕えた下手人を、主に女性隠密同心がその中の一人を差し出して、｢証人」）はこれだ｣と示しながら、後で断罪を行う都合上犯罪者側へ渡す）と、後で斬られるのであるが、刀剣を構え向かい断罪されることになる。犯罪者の黒幕が「御主達は、何者だ！名を名乗れ！」※士分（もしくはそれに類する台詞で、町人は「やい貴様等！何処の誰奴だ？名前を言え！！」※杉編は｢貴様は珊次郎！｣が多く｢如何にも!又の名を隠密同心十文字小弥太｣が多く創られた）等と問い返し、それに各自が順に名乗って行く。この際、基本的に筆頭同心（杉；十文字小弥太，里見：伝法寺隼人，松方：左文字右京．）から「（※例えば最初の杉編でいうと）隠密同心、十文字小弥太」と名乗り、以下順次「同じく、井坂十蔵」等と名乗っていく（※ごくまれに、その回の主演に回った者が、例えば｢隠密同心､井坂十蔵｣ と名乗った後で、改めて「隠密同心､伝法寺隼人｣、｢同じく､くれないお蝶｣、等と続ける時や、｢隠密同心､くれないお蝶｣、｢同じく､伝法寺隼人｣、｢同じく、…｣となった場合も存在）していた。隠密同心達と共に隠密支配も断罪成敗に出向いた時には、第1シリーズや第2シリーズでは、最初や、一人だけ名乗っている場合も多かった。第2シリーズでの後半から、名乗りの順序が最後に名乗ることが多く中村竹弥は「旗本寄合席、内藤勘解由だ」、大山克巳は「幕府大番頭、藤堂対馬だ。そしてまたの役目は、隠密支配だ！｣ と名乗っている。幻の御前こと御側御用人土屋伊賀守の、立ち回りへの同行は無い。筆頭同心が名乗りを挙げる際に決め台詞（※下記参照）を言うパターンも存在する。杉良太郎編中版から後では「天知る」、「地知る」、「人ぞ知る」とお吉、十蔵、小弥太の順番で、言いながら順に現れることもある。最後まで名乗りが済むと、相手は「出合え！出合え！曲者ぞ！者共出合え！」と、手下、配下を呼び集め「曲者ぞ！者共構わぬ！斬れぇ！斬れぇ！斬って捨てぇい！」と刃向かい、戦いが始まる。時に一緒に出向いたゲスト（士分の役が主）に仇討ち等をさせる時等には、首謀者等の仇へ最後に刃を首筋等へ向けて動かせなくさせて、「〇〇、さぁ！止留めを！」等と呼び寄せ、討たせる時もあり、町人等へは「後の仇討ちは、きっと果たす。俺達に任せてもらおう｣と言う時と、本当は仇討ちの許されていない筈の町人等にも「一緒に着いて来なせぇ」と連れて行き、仇討ちをさせている時 もある。
※第3シリーズと、第4シリーズに当たる新大江戸捜査網の筆頭同心の決め台詞は下記の通り。
1. 杉良太郎（十文字小弥太）：第3シリーズの初期で「俺達が知ったが最後、悪の華は咲かさん！」だけの場合と、この台詞の前に、先に記した｢天知る!｣、｢地知る｣、｢人ぞ知る｣を、十蔵(佐川哲朗)、お吉(江崎英子)、夕霧(古城都※此の台詞への参加は1回)が云い別けた後、十蔵(佐川哲朗)，又はお吉(江崎英子)もしくは小弥太(杉)自身が｢俺(私)達が全て知って居るんだ｣の後に｢俺達が知ったが最後、悪の華は咲かさん｣が続く場合も多く有る。此の後に相手役が｢貴様は珊次郎！｣が多く｢如何にも。又の名を隠密同心、十文字小弥太｣との名乗りが多い。以降依り相手役の台詞の｢貴様達は何者だ｣が少ない。後の隠密支配藤堂対馬の名乗りに通じる点が窺える。
2. 里見浩太朗（伝法寺隼人）:第3シリーズでの、里見編の終盤で敵から「貴様達は何者だ？名を名乗れ！」と言われ、「聞きたいか！冥土の土産に聞かせてやろう！」此の後に｢隠密同心、伝法寺隼人｣と名乗りが始まる。
3. 松方弘樹（左文字右京）：「三途の川の渡し守」（以降、名乗り｢隠密同心、左文字右京｣へ。※この台詞は最後まで）、｢鈴の調べは悪を斬る｣、「許せねぇ、地獄の底へ叩き込んでやる｣、｢たとえ世間が黙って見逃したとしても、この懐剣が承知できねぇとよ｣、｢汚ぇ！反吐（へど）が出るぜ、てめぇらのような血も涙もねぇ人でなしに、明日のお天道様を拝ませるわけにはいかねぇ｣（｢三途の川｣の前の台詞。松方編でも後期に用いられた）
4. 並木史朗（新十郎）：相手を斬り倒す際に｢役儀により、冥土への速飛脚、ご案内仕る！」（※中期以降）

第3シリーズから、断罪成敗にむかう隠密同心の行進のシーンをバックに、｢隠密同心 心得之条｣がナレーションで入るようになる。途中第169話、第195話、第216話、第269話、第290話、第311話(第3シリーズ#65、#91、#112、#165、#186、#207）と、第512話（第3シリーズ#408）以降では、断罪成敗の名乗りが終わって悪人たちとの立ち回りチャンバラが始まってから心得之条が挿入されることが多くなり、心得之条をバックに歩く場面はあまり見られなくなっている。第411話(第3シリーズ#306）から第434話（第3シリーズ#330）までは、成敗時に隠密同心は紋付きの白装束姿で現れた。
第4シリーズに当たる『新・大江戸捜査網』では、成敗時に隠密支配 日向主水正（演：瑳川哲朗）から、流し目のお紺（演：大関優子→佳那晃子 ）によって、あらかじめ敵に成敗書が投函される。大江戸捜査網と異なり、相手が1人であるなど数が少ない場合もある。悪人たちの間では、「御成敗書を受け取ったら最後、助かった者は一人もいない」と恐れられている。第1シリーズ・第2シリーズのように心得の条のナレーションがなく、隠密同心は名乗らずに成敗する。必殺シリーズばりに悪人を静かに成敗することもある。しかし中版から、前述のような、新十郎の決め台詞が入るようになった。
第3シリーズ以降では、筆頭同心を演じる俳優が、犯罪者の首謀者を演じる俳優の、断罪を演じる事が略固定化した。稀に其の回の主演を行った俳優が行う場合がある時には、筆頭同心を演じる俳優が｢(例えば江崎英子が演じる時には)お吉！｣と呼び寄せられ、断罪を行う様に変わって居る。

## 音楽
CD『大江戸捜査網アンタッチャブルオリジナルサウンドトラック』での作曲者玉木宏樹の解説に拠ると、｢第1，2シリーズ｣から「第3シリーズ」に変わると、「第3シリーズ」の開始時とメンバーチェンジごとに、新たな編曲と録音が実施されたという。この玉木宏樹作曲による『大江戸捜査網テーマ曲』は、複合拍子である8分の6拍子のフラメンコのブレリアを用いたフルオーケストラの中で金管楽器が主旋律を奏でながらも軽快かつ緊張感に満ちたもので、立ち回りのチャンバラシーンでも用いられていた。前奏は、使用時期によって旋律が全く異なる複数のバージョンがある。前奏の後に主旋律に入ってからも、打楽器のリズムパターンが違うものなども存在し、オリジナルの第1シリーズのものから第3シリーズの「杉編等」初期のものでは木琴を使用している｡演奏でも其の木琴の音色が聞き取れ、録音の都合で金管楽器ラッパの種類を増やされホルンだけではなくトランペットが併奏し、打楽器の部分を代わりに弦楽器であるコントラバスのピッツィカートの演奏で行っている 部分も在った。「日活と東京12チャンネルでの製作に能って作曲の依頼が来て、何をやっても自由にさせてくれて、東映の撮影所でも同じ様に作曲したら、『雑音しか作れない奴はクビだ！』と、出入り禁止になった」 とのことである。
初めての編曲が｢第2シリーズ｣の後半で実施されたが、大幅な編曲は行われてはいないようであり、僅かに短縮が行われた位であった。この時の演奏では編曲の状態が余り判らない状態であった。日活で撮影の｢第1シリーズ｣と｢第2シリーズ｣との大きな演奏の変更を伴った編曲が、三船プロで｢第3シリーズ｣の撮影開始で、始じめて聴いていて編曲が判る演奏となった。三船プロで杉編の｢第3シリーズ｣の撮影開始に能って、新しく編曲を実施したものを使用したのである。更に編曲がはっきり判る｢里見編以降｣での異なる打楽器での演奏が行われるように、編曲されるよりも前のものである無編曲の状態での演奏になる、｢第1シリーズ｣と｢第2シリーズ｣のものとは全く異なった状態で演奏される｢第3シリーズ杉編｣の前奏と、主旋律の演奏もそれまでの｢第1シリーズ｣｢第2シリーズ｣と異なっている｢第3シリーズ｣の杉編でのみ使用される編曲後のバージョンである。｢第1シリーズ初期（杉編第26話まで）｣はエンディングでも、テーマ曲のエンディングバージョンが使用され、特に木琴の音色がはっきりと録音されていた。そのため、｢第1シリーズ｣、｢第2シリーズ｣の重厚な演奏での、効果音やナレーションが入っていない演奏は、一応ではあるがDVDで聴くことは可能である。
「第3シリーズで」、杉良太郎が引き続き演じるが、製作が変わるので、テーマ曲は編曲を行い、演奏の録音を再度行っているのである。立ち回り時チャンバラのBGMにテーマ曲を流す。出演が里見浩太朗に交代した時にテーマ曲は極僅かにアップテンポに編曲され打楽器の木琴は、全てドラムスの太鼓へ変えられて録音を行っている。だが、立ち回りのチャンバラシーンに使われるBGMは、内容が里見編になった後にも、前奏がきちんとしていた、「第3シリーズの杉編」のテーマ曲が、そのまま里見編の立ち回りのチャンバラシーンでも使われている。BGMに使われるテーマ曲は、杉良太郎が演じていた時のものを、それまでの時に丁度時間が合う時にはそのまま使用し、余る時には、途中で止めて仕舞い、足りない時には、前奏を除いた部分をそのまま繋いで繰り返していたのであるが、里見浩太朗が出演を交代して演じ始めた時から2か月位経てからは、立ち回り  チャンバラが始まる時に、よく聴いていると、テンポと音程の変わる部分が判るのであるが、テーマ曲の主要部旋律を繰り返している部分は、新しく里見が交代した時に、編曲され再録を実施した音源に変えられたのである。其の、元々の、里見編のテーマ曲の前奏の部分でのオープニングの映像は、歌舞伎の獅子踊りである。其の画に併せた音楽になっているために、BGMとして使われるには、前奏の部分が立ち回りのチャンバラを始めるに能っては、似合わない曲であった。そこで、杉編の時に録音を行った前奏の再利用を行い、編曲がされた新たに録音のものとの継ぎ足しの時に、聴いていて一番違和感がないように継いでいる。少し音程も違っているため、1小節目の中程の位置継ぐと一番判りにくく、演奏の違いを感じさせないように、継ぎ足しているのである。他の編曲は、演じる俳優のメンバーチェンジ（主に女性俳優） が行われる時には、主要旋律部へ、新しく録音を行った前奏の部分が付け足され、始めの里見浩太朗編のオリジナルの演奏が聞けるのは、『「大江戸捜査網アンタッチャブル」オリジナルサウンドトラック』のCDで、である。立ち回りの時に流すテーマ曲のBGMには、「第3シリーズの杉編の前奏と最初の1小節」分を、「里見編の主旋律」部に付け足した形で利用されるようになっていた。
板前の清次郎（左文字右京）として松方弘樹が里見浩太朗の推薦で、松方弘樹が演じ始める回に能って、テーマ曲に新しく編曲がなされ、軽快なドラムスの音色の入った演奏へ編曲を行い従来の演奏に代えて録音がなされた。この「第3シリーズ松方編」用に編曲がされたものの演奏が録音された後には、「平成橋爪編第1シリーズ中版以降」、「平成橋爪編第2シリーズ」、他局のバラエティー番組等で、この曲が使われる時には、当「第3シリーズ松方編曲版」が使われるようになっている。後年には他の放送局の別の番組（バラエティー番組等）ででも、この曲が使い回しをされて来るようになっており、時代劇で聴く以外にも多くの人々の耳へ馴染みの出ている曲の演奏となったのである。『大江戸捜査網』第3シリーズの主演が松方弘樹になった後でも、僅かの回数に留まるのではあるのだが、この松方編の立ち回りのチャンバラ時のBGMにも、里見編の時に行われていた「第3シリーズ初期の杉編」のテーマ曲がそのまま使われていたことや、「第3シリーズ杉編のテーマ曲の前奏と始めの1小節」が、「第3シリーズ里見編のテーマ」曲の主旋律の部分に継ぎ足されているものが使われている回がある。

## 大江戸捜査網の画像ソフトとテーマ曲のレコード
第1シリーズでは、主題歌｢江戸の夜明け｣他1曲で、シングルドーナッツ盤45回転EPレコード が発売。映像ソフトは、Aya Production+TV TOKYO-Medianetから、DVDBOXが発売された。第1シリーズの1話から19話までの収録で、原版破損で、欠番となった第11話を除いて18話分の収録での発売であった。其の後暫くしてから再び、第1シリーズが破損している第11話を含めた全話のDVDSetが、東映ビデオより発売された。破損している第11話の完全な修復は、出来なかったようで、映像の乱れの断り書きを添付の上で収録をしている。しかし、映像の乱れで欠番にされた前回と比べ慶ばれているという。
第2シリーズの映像ソフトがDVDSetが東映ビデオより発売となった。第2シリーズでは初のソフトの発売となった。シングルドーナッツ盤は、第1シリーズと同じため、再発売は行われていない。
第3シリーズでは、各主題歌のシングルドーナッツ盤45回転EPレコード（もどり橋，砂の枕，微笑みをすてる時，他，8曲，） 発売された。
第3シリーズの里見浩太朗編がVHSで発売、第3シリーズ松方弘樹編の『隠密同心/大江戸捜査網』の映画がVHSとDVDで発売された。ドラマは朝日新聞社+TV Tokyo MedianetからDVDブックで雑誌の付録として、第3シリーズの発売を行った。第3シリーズの第1話である、杉良太郎が出演した通算第105話から最終回までの選り抜きでの発売だが、第3シリーズで杉良太郎の出演が2クールのみで極端に少なかった。26話中から24話分が収録されていた。エンディングは杉編の｢江戸の夜明け｣はそのまま流せていたが、里見編と、松方編のエンディングは、全て先に発売された、｢大江戸捜査網アンタッチャブルオリジナルサウンドトラック｣の中に収録されていた里見編のテーマ曲に差し替えられている。
この曲『大江戸捜査網』の「オープニングテーマ」曲の、ステレオ録音での「フルバージョン」は、松方弘樹編の編曲演奏形態（大江戸捜査網のオープニングテーマ曲のフルバージョン自体が、松方編での編曲で創られているので、第1シリーズの時から、第3シリーズの杉編、里見編迄のバージョンではフルバージョンの譜面自体が存在がない）で入れられており、CD『ちょんまげ天国 ?TV時代劇音楽集?』（2002年ソニー・ミュージックエンタテインメント、MHCL-161）などで聴くことが出来る。
この時に編曲録音を行ったバージョンは、『平成橋爪淳編第1シリーズ（通算第5シリーズ）』の中期依り再開され『平成橋爪淳編第2シリーズ（通算第6シリーズ）』の最終回まで使用された。
放送時の、オープニングバージョンは、CD『大江戸捜査網 アンタッチャブル サウンドトラック』（2003年キングレコード）から里見浩太朗バージョンが録音されており、音楽として聞ける。初版の発売当時には、題名に“アンタッチャブル”が標記されていたので、第1シリーズの時に演奏、録音された音源が、入っていると思われたようで、多数の問合せがあったと後の重版時の解説に記されていた。
『大江戸捜査網サウンドトラック』｢大江戸捜査網アンタッチャブルオリジナルサウンドトラック｣の重版であるがオリジナルサウンドの音源を増大された｡
最初期の、『大江戸捜査網アンタッチャブル』第1シリーズ､第2シリーズ時のオープニングテーマ曲は、「DVDBOX」で全話発売されたために、最初期のエンディングでも、オープニングテーマ曲が使用されていた時の分も含まれている。エンディングで使われたオープニングテーマ曲には、ナレーションや、効果音が入れられていないため、同バージョンを音楽として鑑賞が可能な状態での発売であった。
最初期の、日活と組んで製作していた『大江戸捜査網アンタッチャブル』｢第1シリーズ｣、『大江戸捜査網』｢第2シリーズ｣で、使われていた無編曲のオープニングテーマ曲はレコードに録音はされてい無かった。しかし、人気の高かった当番組は『大江戸捜査網アンタッチャブル』｢第1シリーズ｣は、『DVD-BOX．3話×6枚 - 18話（第11話はフィルム状態悪化で欠番扱い）分．AyaProductionｰTVTOKYO-Media Net』が、早くに「DVDBOX」が発売されていた。此の製品は一時期廃盤時に価格が高騰していた。通算の『第5～6シリーズ』の『平成橋爪淳編第1シリーズ』、『平成橋爪淳編第2シリーズ』、又、『第3シリーズ』が朝日新聞社+TVTOKYO-Media Netから「DVDBOOKS」として発売され、最後に、オリジナルフィルムの状態が悪化し上映不能とされ、欠番扱いとなっていた第11話 を含む『大江戸捜査網アンタッチャブル第1シリーズ全52話』と『大江戸捜査網第2シリーズ全52話』が東映ビデオから発売された。杉編の作品は第3シリーズの2話分が削除されているだけで他は残り「全128話」全て発売された。製作話数の多い『第3シリーズ』のみ、選り抜きになっている。ただし、第3シリーズでは出演の回数が全26話と極端に少ない杉良太郎編の分は、半端になって仕舞う話数2話分のみ削除とされた。先に記した通り依り抜きのため、削除のされている話数があり、第3シリーズで杉が演じた編の削除は僅か2話のみであるにも係わらず、3人の中で一番少なく全26話の撮影で、2話の削除で全24話であり、他社製造の第1シリーズ、第2シリーズをも含めても少ない全128話の収録である。
『平成橋爪淳』編は「DVDBOX」で「全話」発売された。
別の曲になったのは、「第4シリーズ」に当たる、『新大江戸捜査網』並木史朗編と、「平成第1（通算第5）シリーズ」の橋爪淳編の初期のオープニングテーマ曲は、この馴染みのある曲ではない別の曲が使用された。
『大江戸捜査網』の昭和期の、番組打ち切りになった作品で、スタイルが異なったために、当時不人気で視聴率が下がって仕舞った第4シリーズの並木史朗編の「新大江戸捜査網」は映像ソフトの製作､発売が、2021年現在までにはされていない。
玉木宏樹自身の編曲･演奏の『ヴァイオリンのための“大江戸捜査網”』が、CD『玉木宏樹の大冗談音楽会!!』（1995年日本コロムビア、COCO-78584）に収録。シエナ・ウインド・オーケストラ演奏の、原曲にほぼ忠実な吹奏楽版（（編曲:福田洋介））がCD『THE刑事☆究極の刑事ドラマ・テーマ集』ー（2009年エイベックス・ミュージック・クリエイティヴ、AVCL-25459）に収録。その楽譜はウィンズスコアから発売。
玉木宏樹は、2010年にジェイムズ・スウェアリンジェン作曲の吹奏楽曲『インヴィクタ序曲』（（1981年発表））が大江戸捜査網のオープニングテーマ曲に似ていることがツイッターで指摘され、「これは、完全にパクられましたね。短三度上の転調、そして変拍子、私は作曲家ですから、パクリかどうかはすぐに判断出来ます。唯一の救いは、向こうは、カッコ良くないと言うことですね」とコメントしている。。
2014年10月11日から2019年9月7日までテレビ朝日系列でレギュラー放送された『世界が驚いたニッポン! スゴ〜イデスネ!!視察団』のオープニングにも、本曲が使われている。

## 番組の歴史
日時は東京12チャンネル、テレビ東京基準
- 1970年
  - 10月3日 - 「時代劇版のアル・カポネ、エリオット・ネスのアメリカ合衆国で放送され、日本でも吹き替えで放送された人気テレビドラマであったアンタッチャブル」のコンセプトで、杉良太郎（十文字小弥太/相模無宿の珊次郎）、瑳川哲朗（井坂十蔵）、中村竹弥（内藤勘解由）、梶芽衣子（小波）、岡田可愛（山猫お七）の主要キャスティングと、悠木千帆（樹木希林）（おとら）、野呂圭介（音吉）※第18話(第1シリーズ#18)まで → 交代、三ツ木清隆（仙吉）※第11話(第1シリーズ#11)より、白木マリ（おかん）、深江章喜（島田又五郎）※第17話(第1シリーズ#17)までのセミレギュラーの出演で『大江戸捜査網アンタッチャブル』[34] としてスタート。1970年当時は日活の所属であった杉良太郎が、他社が製作していたテレビ時代劇[35] で、時代劇俳優として頭角を著して来たため、自社で育てるという意味で、日活初のテレビ時代劇として東京の日活調布時代劇撮影所で製作が開始された。日活はノウハウを持っていなかったため、当時の東京12チャンネルと組むことにした。
- 1971年
  - 7月3日 - この日に放映の第40話(第1シリーズ#40)より「アンタッチャブル」のサブタイトルがなくなった。オープニングのナレーションも変更され、新たに録音をした。
- 1971年
  - 9月25日 - 『大江戸捜査網第1シリーズ』終了。後番組は『絵島生島』（製作は、東京12チャンネル，歌舞伎座テレビ室，京都映画 協力．瑳川哲朗出演；10月~12月）、土曜邦画劇場（第2期、1月～3月）
- 1972年
  - 3月25日 - 『大江戸捜査網第2シリーズ』開始。主要配役は「第1シリーズ」と同じで、杉良太郎（十文字小弥太/相模無宿の珊次郎）、瑳川哲朗（井坂十蔵）、中村竹弥（内藤勘解由）、梶芽衣子（小波）、岡田可愛（山猫お七）※第78話(第2シリーズ#26)まで．周囲のセミレギュラーの配役、白木マリ（おかん）、太田とも子（おせん）※第79話(第2シリーズ#27)から．他の人物は多少入れ替え｡悠希千穂（樹木希林）（おとら）→古今亭志ん駒（早耳の金太）、三ツ木清隆（仙吉、※エンディングの最後は第78話(第2シリーズ#26)まで出ているが其より後には別人役でのゲスト出演になる）は第54話(第2シリーズ#2)までで降板となった等である。他にも日活ポルノ以外の作品の時代劇等の制作を撤退することが決まったために、日活の所属であった岡田可愛[36] は事務所移籍のために第2シリーズの中盤の第78話(第2シリーズ#26)までで降板し、梶芽衣子は日活所属であった[注釈 8] ために、第104話(第2シリーズ最終#52)で、一休みに出掛ける小弥太（珊次郎）と十蔵へ勘解由が「必要が生じたら、小波に呼びに行かせる」と台詞があったが、梶芽衣子は本作品「大江戸捜査網」は『第2シリーズ』をもって降板した為に同系の役を第3シリーズでは、古城都演じる夕霧(※但し、4回のみの出演)に交代した。
- 1973年
  - 3月17日 - 『大江戸捜査網第2シリーズ』（日活製作版）終了。後番組は杉良太郎[37]主演の『旅人異三郎』（制作は東京12チャンネル，三船プロダクション）。
  - 9月22日 - 『大江戸捜査網第3シリーズ』開始。この当時に当番組のスポンサーであった日産自動車から『大江戸捜査網』の番組を継続を望む意向が出されたのを受け、日活プロデューサーで、当番組の企画者の元村武が日活から三船プロダクションに移籍。東京の日活撮影所以外で、当時東京付近で時代劇が撮影可能な設備を誇っていた三船プロダクションに制作会社を変更し、続編の製作を開始した。配役は、男性メンバーは杉良太郎（相模無宿の珊次郎/十文字小弥太）、瑳川哲朗（井坂十蔵）、中村竹弥（旗本寄合席 内藤勘解由）で代わらず、女性メンバーを江崎英子（不知火のお吉）、古城都（夕霧）に変更の上、セミレギュラーが古今亭志ん駒（早耳金太）、白木万理（おかん）、花ﾉ本以知子（おあき）を配し第3シリーズがスタート。
  - 12月29日 - ｢第119話」･『第3シリーズ｢#15｣』の「大江戸残酷秘話」を、杉良太郎が脚本を担当して執筆をした。
- 1974年
  - 2月 - 3月 - 番組スタート時からの出演メンバーの1人だった杉良太郎が「第130話」・『第3シリーズ｢#26｣』をもって十文字小弥太（相模無宿の珊次郎）の与力昇進で、出演回数が4回のみだったレギュラー・古城都（夕霧）が降板[38]。杉良太郎（相模無宿の珊次郎/十文字小弥太）の最終出演回で、新メンバーくれないお蝶（芸者胡蝶）として安田道代を迎え、翌回新出演者里見浩太朗を新筆頭同心伝法寺隼人（新内流しの音次郎）として迎えた。音次郎と共に新隠密同心として入った，山口太兵衛（演；左右田一平）は、初日で殉職となり、物語り上隠密同心で初の殉職者（※断罪された赤間伝七郎（演；小林勝彦）と薩摩隠密党に倒された山科（演；中島正二）は除き。）となった。赤間伝七郎は隠密廻り同心の、無い物として消すため、山口太兵衛は、一緒に加入した音次郎達が隠密であるので、一般的には土葬が中心であったが、無とするために火葬を行い完全な灰にし「家も無ければ身分も無い。此れ迄生きて来た全てを、無とされるんだなぁ、隠密とは。虚しいものだなぁ．」と音次郎の台詞があることで、弔いの火葬ではないことが判る。
  - 11月23日 - 山口いづみ（いさりびお紺）が新メンバーに加わり6人になったが、一堂に会する回がないまま、翌1975年3月に安田道代（くれないお蝶/胡蝶）が、殉職という形で降板となった。以後レギュラーにおける隠密同心の殉職者は出ず。役が芸者で被る安田道代、山口いづみの2人の共演は1回だけであった。
- 1976年
  - 9月 - 10月 - 江崎英子（不知火のお吉）が被疑者から狙われている幼馴染み（演；久富惟晴）を救うために、敵から散弾銃の銃弾を受けたということで重傷を負ったとされ、其の怪我の治療，療養を行うために幼馴染みと一緒に旅立つということで降板し、山口いづみ（いさり火お紺）も将軍付き護衛になるということで降板したため、女性メンバーを、土田早苗（稲妻のお竜/芸者玉竜）、志穂美悦子（風/お新）に変更。立ち回りと、アクションが強化された。
- 1977年
  - 7月16日 - ｢第301話」･『第3シリーズ｢#197｣』に、第1シリーズからの、シリーズ「通算300話」記念作品に三船プロダクション代表・三船敏郎がゲスト出演（大滝幽玄役）。
  - 8月20日 - 第1シリーズ放映開始からの通算放送回数｢300回記念｣（第302話･第3シリーズ『#198』）長崎県雲仙地方ロケーション。
  - 9月 - 志穂美悦子（風）が『明日の刑事』（TBSテレビ）出演のため降板。後任に安西マリア（隼 お銀）が登板。
- 1978年
  - 4月 - 安西マリア（隼 お銀）降板。三船プロダクション期待の新星だった、かたせ梨乃（片桐楓/流れ星おりん）が参入。
- 1979年
  - 9月 - 里見浩太朗（音次郎/伝法寺隼人）がTBSの水戸黄門で助さんを続けながら、10月スタートのテレビ朝日『長七郎天下御免!』に主演するため、伝法寺隼人（音次郎）の上方栄転という形で降板[注釈 9]。里見浩太朗が降板時に同じ東映所属であった事で推薦したことによって、3人目の出演者の1人に松方弘樹（板前の清次郎/左文字右京）が決まり、迎えた。第432話（第3シリーズ#328）から小者千代松親分（山田隆夫）が登場。以降早耳の金太（古今亭志ん駒）と、組んでコント的な小話に登場をしていく。
  - 12月1日 - 映画『隠密同心・大江戸捜査網』が封切り（松方弘樹，瑳川哲朗，土田早苗，かたせ梨乃，中村竹弥，古今亭志ん駒，三船敏郎，他。）。
- 1980年
  - 3月 - 5月 - 高瀬春奈（火車おもんとして）が土田早苗の疾病休演代理メンバーとして短期出演。
- 1981年
  - 5月 - 6月 - 第1シリーズから数えて、通算500話記念シリーズ。中島ゆたか（矢車お菊。芸者菊弥として）が土田早苗の疾病休演代理メンバーとして短期出演。
  - 5月16日 - 第1シリーズの開始から第493話(第3シリーズ#389)で、通算放送回数500回記念新潟県佐渡地方ロケーション敢行。この時期「心得の状」の口上が立ち回りチャンバラのシーンに流れるなど若干の作風の変化が起こり始める。第498話（第3シリーズ#394）で、早耳の金太と絶妙なコンビネーションを誇った小者千代松親分（山田隆夫）は降板となる。
  - 9月26日 -千代松親分山田隆夫に続いて 土田早苗（稲妻のお竜/玉竜）と、番組スタート時からの隠密支配であった旗本寄合席内藤勘解由役だった中村竹弥、第１シリーズの悠希千穂（樹木希林）（おとら）からお笑い要素を入れて，第2シリーズで交代して来た、古今亭志ん駒（瓦版売りの早耳の金太）が降板。
  - 10月3日 - 新隠密支配大番頭[39]藤堂対馬役に大山勝巳を迎え、新メンバーに岡江久美子（吹雪）、南条弘二（九條新太郎）が加入。
  - 同時期に制作局である東京12チャンネルがテレビ東京へ改称。これ以降サスペンスドラマ色が強まる。
- 1982年 
  - 9月 - 10月 - 女性メンバーをかたせ梨乃（片桐楓/ながれ星おりん）、岡江久美子（春香/吹雪）から、夏樹陽子（風車のお菊）、山田由紀子（はやてのおせん）に再び一新。番組制作は、社内の内紛騒動によるあおりから制作継続が困難になった三船プロダクションから、プロデューサー元村が自ら設立した制作会社、ヴァンフィルに移行する。
- 1983年
  - この年に入ると『積木くずし』や『蒲田行進曲』など当時のヒット作をストーリーに取り入れたエピソードや、「悪女シリーズ」「衝撃事件シリーズ」などの集中したテーマ、さらには小森和子や大川栄策など当時のテレビの人気タレントや流行歌手等を出演させる等エンターテイメントを重視した路線になる。大山勝巳（大番頭藤堂対馬），山田由起子（疾風のせん）降板。
  - 10月1日 - 山田由起子（疾風のせん）降板の代役当シリーズ最後の主役の1人に新メンバーとして清原美華（つばくろの茜）[40]，黒沢良（幻の御前；御側御用人土屋伊賀守）[41] が加入。
- 1984年 
  - - 3月一杯で、10年半に及ぶ第3シリーズが終了。続いて4月から第4シリーズとして、出演者を一新（並木史朗（新十郎/飛脚屋新十郎）、三浦浩一（銀次/お役者銀次）、大関優子（お香/流し目のお香）、橋幸夫（榊原長庵）、瑳川哲朗（日向主水正））した「大江戸捜査網の第4シリーズ」として『新・大江戸捜査網』がスタート。しかし、之までのスタイルと作向きが異なることで、視聴率が著しく下降を続け、番組の製作的に苦戦を強いられた侭で半年後に打ち切りが決定した。足掛け14年にわたる『大江戸捜査網』シリーズは一先ず之により製作が終了をした。
- 1990年
  - 10月 - 橋爪淳（役；葉月裕之介）の出演で6年ぶりに第5シリーズが再開される。制作はプロデューサー元村武の新会社、G・カンパニー。隆大介（松原蔵人），田村高廣（松平定信），京本政樹（町奉行所書き役同心 秋草新十郎），中村あずさ（華乃小路お香），が出演。隆大介、田村高廣は当シリーズのみの出演。（※本来の隠密廻り同心は、町奉行所の町奉行直属であったため、仮の職種を、定町廻り同心では無い書き役と云え此れ等の隠密廻り同心以外の役職ヘは、潜入する悪徳組織へ、余計な情報が漏れる恐れのあるような、仮の職種を行うことはない）『※平成第1シリーズとして知られる』
- 1991年 
  - -『あばれ八州御用旅（第2シリーズ）』終了後に「第6シリーズ」が再開。前シリーズから橋爪淳（天龍寺隼人）、京本政樹（秋草新十郎）、中村あずさ（流星お蝶）、和崎俊哉（旗本寄合席小笠原甚内）、若林豪（松平定信）、荒井乃梨子（矢車お仙）（※京本政樹の役名は前シリーズと同一だが、町奉行所同心を解雇ということになっている。橋爪淳、中村あずさの役名は変更された。松平定信を演じているのは、前シリーズの田村高廣から若林豪へ交代し、隠密支配に和崎俊哉が旗本寄合席小笠原甚内として配役。当初3名であった隠密同心役に、当シリーズの第1話より出演の荒井乃梨子を、隠密同心の矢車お仙として、途中から加入された。オープニングの画像は撮影されなかったため、ゲストと共にエンディングでのクレジットとなった）が加入。
- 1992年
  - 3月 - 第6シリーズで『平成第2シリーズ』として知られる連続ドラマシリーズが終了となった。
- 2015年
  - 1月 - テレビ東京開局50周年企画YAMADA 新春ワイド時代劇として、高橋克典等のキャスティングで『『大江戸捜査網2015!隠密同心、悪を斬る!』を放送。前作から23年ぶり。元村武は監修として参加。番組制作はユニオン映画と東映太秦映像。『大江戸捜査網』は、東京の日活と東京12チャンネルが作製を始めた『大江戸捜査網アンタッチャブル』第1シリーズから、東京都近辺で、撮影作製されて来ていた。三船プロダクション撮影所も東京都内であったので、京都撮影所を本格的に利用しての初めての撮影となった作品である。平成第2シリーズまでの撮影は、それぞれ、東京都世田谷区、狛江市、調布市、稲城市付近の日活撮影所、三船プロダクション世田谷調布撮影所、火災の撮影や、農村部や山中の撮影は、東京都西多摩郡奥多摩町、五日市町、檜原村、八王子市、町田市等の山間部で、実際に町家や武家屋敷、城の一部を建設して、地元消防団[42]に消防車[43]を依頼して撮影した。

## シリーズ一覧

### 昭和版

#### 第1シリーズ
1970年10月3日 - 1971年9月25日放送（制作：日活、東京12チャンネル）。
第26話までのエンディングは、オープニングと同じテーマ曲（エンディングバージョン）が使用されていた。第27話から、杉良太郎が歌う主題歌『江戸の夜明け』が使用されるようになった。
スタッフ
- 脚本：山浦弘靖（11回）、大工原正泰（8回）、中野顕彰（7回）、蘇武路夫（同）、生田直親（3回）、松本孝二（同）、柴英三郎（同）、星川清司（同）、小川英（同）、胡桃哲（2回）、曽根義忠（同） 他
- 監督：手銭弘喜（16本）、斎藤光正（7本）、松尾昭典（5本）、西山正輝（同）、柴田米幸（4本）、西村昭五郎（3本）、林功（同）、長谷部安春（2本）、遠藤三郎（1本）、樋口弘美（同）、江崎実生（同）、磯見忠彦（同）、曽根義忠（同）
- プロデューサー：神山安平、岡哲男（東京12チャンネル）、元村武（日活）
- 監修：川内康範
- 音楽：玉木宏樹、川田靖一
- 撮影：高村倉太郎、岩佐一泉、森勝、松橋梅夫
- 美術：松井敏行、柳生一夫、土屋伊豆夫
- 編集：井上親弥
- 選曲：出川史郎、牧純一、山川繁
- 助監督：田中登、曽根義忠、蔵原惟二、山口清一郎、藤井克彦、黒島横智、岡本孝二、小原宏裕
- 殺陣：尾田義男、湯浅謙太郎、林成二郎（湯浅剣睦会）
- 録音：木村瑛二、アオイスタジオ
- 現像：東洋現像所
- 風俗構成：林美一
- ナレーター：黒沢良（ただし、第14 - 16話は糸博。糸博は第1シリーズの後半では、予告編の語りを担当することが多かった）
- 協力：金剛プロダクション

主題曲
- 『大江戸捜査網アンタッチャブルのテーマ』
  - 作曲･編曲：玉木宏樹

主題歌
- 『江戸の夜明け』（第27話から）：発売 コロムビアレコード
  - 作詞：川内康範、作曲・編曲：曽根幸明、唄：杉良太郎、コロムビア男声合唱団

･杉がコロムビアレコードから、CBSソニーに移籍してから録音したセルフカヴァー版は演奏、歌い方がかなり異なっている。ソニー・ミュージックのCDでは放送当時に録音の音源で、収録されている。
登場人物
- 隠密同心 十文字小弥太：杉良太郎

普段は、「相模無宿の珊次郎」として活動。｢珊次郎兄貴｣、｢珊次郎さん｣等と呼ばれ、仲間内からの呼ばれ方は、里見浩太朗版以降と違い｢小弥太｣、または｢十文字｣と呼ばれ、小波からは｢小弥太さん｣である。髪型は、当初は町人月代だったが第6話でムシリになって以降、交互に使い分けるようになる。任務に対する非情さと江戸庶民を愛する人情を持ち合わせている。村育ちで佐渡帰りの筋者犯罪者の刺青刑罰で、2本の筋と佐渡へ流された印の、片仮名でサの文字が刺青で彫られている。 だが、内藤勘解由に拾われて隠密同心となる。初期には決まった紋付きの着流しではなく、密偵で入り込んだままでの衣装で短剣のみの所持で、敵の脇差し等を素早く抜き取り、それを使い断罪成敗を行ったり、黒の忍装束を着て成敗をし、名乗るのは一緒に登場する内藤勘解由のみであることが多かった。日中の忍装束は薄い灰色を着用し、後期の隠密装束は黒の紋付きの着流しが増えてくる。
- 隠密同心 井坂十蔵：瑳川哲朗

普段は、素浪人としての活動が多い。通称「十蔵旦那」または｢井坂の旦那｣と呼ばれ、仲間内からは｢十蔵｣または、｢井坂｣と呼ばれ、小波からは、｢十蔵さん｣である。髪型は、当初は御家人ムシリだったが第23話で総髪になって以降、交互に使い分けるようになる。珊次郎とは対照的に情にもろく、対立したりすることがある。椿の花を武器に愛用している。初期は紋付のつぎはぎの着物に袴姿が多かったが、次第に黒の着物に袴が多くなる。潜入時、日中は薄い灰色の、夜間は黒の忍装束の着用が多い。
- 芸者 小波：梶芽衣子

勘解由配下の密偵で勘解由と小弥太、十蔵との橋渡し的な役割も務める。｢小波姉さん｣と呼ばれ、仲間内からは｢小波｣と呼ばれる。身分は隠密同心であり、懐剣も所持している。隠密装束は特に決まっていないが黒の忍装束が多いが、赤紫や、白色、薄い灰色の忍装束も着用。
- 山猫お七：岡田可愛（第29，30，42，45，46，49，52話は休演）

男装の女摺り師。17歳。珊次郎たちが隠密同心であることを知らずにいたが、第4話で見破ってからは協力するようになる。珊次郎を「珊次郎兄貴」と呼び、好意を抱いている。天涯孤独の身の上で、生き別れになった兄（政吉。演；夏八木勲）がいるらしい（第7話）。その後第2シリーズで語られるように年上の姉（りえ姉さん；葉山葉子）と呼べる子を持つ摺擦稼業の父親（辰巳柳太郎）が引き取って技を仕込みながら育てられたらしい。武器として常に伸縮自在の釣竿を携帯している。
- 旗本寄合席（隠密支配） 内藤勘解由：中村竹弥（第20，21，27，30，32，34，37，42，50話は休演）

四千石をたまわる旗本。無類の道楽 好きが祟り、無役となり、旧友でもある定信の頼みで、隠密支配という裏の職に就き、隠密同心に指令を送る。｢御前｣、｢内藤のお殿様｣と呼ばれる。
- おとら：悠木千帆（樹木希林）（第4，18，20，23，26，27，31，36，38 - 44，46，49 - 51話は休演）

将棋の駒で占いをする占い師。何かとお七と行動を共にすることが多い。井坂に惚れている。
- おかん：白木マリ（第1 - 17，21 - 27，34，37，38，40，42，46，47，49，51話に出演）

音吉の元・大工の師匠の女房。未亡人になり、居酒屋を営んでいる。どんな相手にも物怖じしない肝っ玉女将。
- 音吉：野呂圭介（第1 - 5，18話の出演）

元大工でおかんの亭主の棟梁の下で働いていたが、酒の上の喧嘩で相手を傷付けたために、島流しの刑罰を終えて帰り着いた。刑罰で無宿人となったので、おかんの家に居候している飴売り。珊次郎が盗賊一味の探索のため接近してきたので最初は煙たがっていたが、彼の男気に惚れて、義兄弟の契りを交わし、探索などに協力する。珊次郎を「兄貴」と呼ぶ。※第19話以降、野呂はやくざの手先やチンピラ等の悪役等のゲスト出演に変わった。
- 仙吉：三ツ木清隆（第11話以降の出演）

第11話、“殴り込み風来坊”で珊次郎へ弟子入り希望として登場し、お七の友人となった。17歳。やくざになっていた父親、伊三郎（演;内田良平）と巡り会ったのだが、小弥太が伊三郎にやくざの足を完全に洗うまで会うなと、会うことを遮られた。しかし十蔵は会わせようとして、刃を違えた時もあり、小波等が心を痛めた時もあった。彼も珊次郎を「珊次郎兄貴」と呼び、慕う。何かとお七を｢姐御｣と呼び行動を共にすることが多い。お調子者で減らず口を叩くことが多いが、友人のために命を捨てようとする一本気な面がある。
- 島田又五郎：深江章喜（第1 - 3，5，6，8 - 11，14 - 17話に出演）

北町奉行所の定町廻り同心。事件の度に関わってくる無宿人の珊次郎を怪しんでいる。責任感が強く、真面目な性格。演じていた深江は、第18話以降では忠義者や、悪役でのゲスト出演に変わった。
- 目明し：伊豆見英輔、水木京一（第1 - 3，5，6，8 に出演）

いつも島田又五郎と同行している。演じていた伊豆見と水木は、島田が登場しなくなった第18話以降はゲスト出演に変わった。

##### オープニング及びナレーション
第1話
第1話のみ効果音と、岡田可愛の｢危ないよ！危ないよ！退いてくれぇぃ！｣の台詞のみで、｢隠密同心　それは┉｣のナレーションが入らず、各出演者に役名の表記もなく、物語の中でテロップとナレーションで紹介されるが、山猫お七は紹介されず、十文字小弥太・井坂十藏が隠密同心（話数によっては隠密廻り同心）とされ、小波は『内藤勘解由の個人的な人物か? それは追って判明するだろう』と語られていた。
第2話 - 第39話
「隠密同心 それは時の老中 松平定信の命により、無役の旗本 内藤勘解由が悪の砦に向けて密かに放った、過酷非情の男たちだ。変装、囮、様々な手段を使い、彼らは身を挺（てい）して犯罪者及び、その組織に挑戦する。相手を殺すのは自由だが、我が命を失っても省みる者はない。これは生と死のデッドラインを突っ走るアンタッチャブル。彼らに明日は無い」
第2話ー第26話は、オープニングテーマ曲にアナウンスと発砲音の音声のみであり、第27話からオープニングのテーマ曲に、第2話から入れられたアナウンスの上に第1話で使用された他の効果音や岡田可愛の台詞が再度入れられて、梶芽衣子の紹介のシーンの映像が変わった。第40話まで、タイトルにアンタッチャブルサブタイトルの表示がついている。
第40話 以降
「隠密同心 それは旗本寄合席内藤勘解由に命を預け、何時の頃からか人生の裏道を歩まねばならぬ宿命を自らに求めた者達である。凶悪な犯罪者を追求する一方、法の冷たさに泣く、大江戸八百八町の民衆を、ある時は炎の様な熱情を持って、又、ある時は影のように支えるこの男達。だが、彼等の生命を保証するものはない。」
オープニングの映像は第27話以降と変わらない。この回より、アンタッチャブルの文字が消える。

##### 放送リスト（第1シリーズ）
放送局（東京12チャンネル→テレビ東京）では、以後の製作を通算で管理しているので、この第1シリーズでの話数の52を足した数が、第2シリーズの再放送時での話数となる。第2シリーズの第1話は通算第53話となる。

#### 第2シリーズ
1972年4月3日 - 1973年3月17日放送（制作：日活、東京12チャンネル）。
スタッフ
- 脚本：中野顕彰（10回）、山浦弘靖（9回）、山崎巖（8回）、小川英（4回）、胡桃哲（同）、武末勝（同）、吉岡昭三（同）、大和久守正（3回）、蘇武路夫（2回）、中西隆三（同） 他
- 監督：斎藤光正（16本）、西山正輝（12本）、樋口弘美（9本）、小沢啓一（6本）、磯見忠彦（5本）、手銭弘喜（4本）
- ナレーター：黒沢良
- 協力：金剛プロダクション

主題歌
- 『江戸の夜明け』：発売 コロムビアレコード
  - 作詞：川内康範、作曲・編曲：曽根幸明、唄：杉良太郎

登場人物
- 隠密同心 十文字小弥太：杉良太郎

前作と同じく、「相模無宿の珊次郎」の通り名で活動している。成敗時の衣装も黒色紋付きの着流しになり、名乗ることが格段に増えてくる。
- 隠密同心 井坂十蔵：瑳川哲朗

前作と同じく素浪人姿で活躍をするが、第1シリーズのようなつぎはぎの袴姿は減り、黒の着物に袴が多くなった。珊次郎には‘山猫お七’が（第26話〔通算第78話〕まで）いるが、十蔵の‘おとら’は早耳金太と交代でいなくなった。成敗に着用の衣装は、前半はそのままが多く、後半では、黒色紋付き（家紋は第3シリーズとは違っている）の着流しに代わっている。成敗時に名乗ることが増えたのは小弥太と同じである。
- 隠密同心 （第26話〔通算第78話〕まで、芸者）小波：梶芽衣子

ポジションは前作と同じであるが、第27話（通算第79話）より隠密同心と正式に表記されるようになった。任侠一家の娘だった過去や当初から隠密同心であった（松平家の家紋入りの懐剣を所持）ことも、このシリーズで正式に明かされる。黒の忍装束の他、顔を隠さずに長髪ワンレングス姿の赤紫色の忍装束を着て参戦する。前2人と同じで、成敗時に名乗ることが増えている。
- 山猫お七：岡田可愛

このシリーズでは内藤邸への出入りや、補佐として正式に捜査を担当したり、名乗りを上げるシーンにも登場するが、あくまで隠密同心ではなかった。花札を摸した手裏剣を武器に使用する。生まれて幼子の時に実の兄（夏八木勲）と生き別れになり、その後女児を持つ摺擦稼業の父親（辰巳柳太郎）が引き取り、実子のりえ（葉山葉子）と分け隔てなく技を仕込み乍ら育てた｡双方とも足を洗ったが、技を使うところをお七に見られた。第26話（通算、第78話）を最後に、姿を消す。岡田可愛は第3シリーズで、娘瓦版売りのお花として、ゲスト出演（小弥太を｢珊次郎兄貴｣と呼ぶ他、髪型も同一である等、お七と共通であり、復活したような演じ方であった）をした。
- 旗本寄合席 内藤勘解由：中村竹弥

前作と同じ旗本寄合席で、隠密支配をしている。第3シリーズ以降に比べ、出演話数も多かった。前作では1人で名乗ることが多かったのと、配下の名乗りがある時も最初に名乗っていたが、今作で、配下が名乗るのが増えると、最後に名乗るようになり、第3シリーズに演出が似て来た。
- おかん：白木マリ

前作と同じく、居酒屋の女将である。ただし、居候の音吉は登場しない。
- 早耳金太：古今亭志ん駒

珊次郎、十蔵、小波、お七 達と旧知の瓦版売りで、｢珊次郎兄ぃ｣と呼んでいる。前作のおとらに代わり登場。お七を「姉御」と呼んでいる。
- おせん：太田とも子

第27話から、山猫お七と交代で出演の、桜湯の娘役である。
- 萩乃：花ノ本以知子

内藤勘解由の（養女）娘。
- 仙吉：三ッ木清隆

第1シリーズと同じであったが､第2シリーズでは初期の2話分のみの出演とエンディングの映像に留まり以降の出演はなく､演じていた三ッ木清隆は別の登場人物として､ゲストでの出演に代わった｡

##### オープニング及びナレーション
「隠密同心 それは旗本寄合席 内藤勘解由に命を預け、人知れず人生の裏道を歩かねばならぬ宿命を、自らに求めた者たちである。極悪非道の犯罪を憎み、過酷な法の冷たさに泣く、大江戸八百八町の人々を、ある時は助け、励まし、また、ある時は影のように支える男たち。だが、身をやつし、姿を変えて敢然と悪に挑む彼らに、明日と言う日はない」第1シリーズでの変更があったが、僅か12話分で新なナレーションが創られている。完成形の第3シリーズでの文言と、殆ど変わらない口上になっている。

##### 放送リスト（第2シリーズ）
テレビ東京での管理では、東京12チャンネル時の第1シリーズから第3シリーズまでを通算で製作を行って来た。放送回数的に第3シリーズになってからではあるが、放送回数の第300回や、第500回の記念製作が行われ、特別ゲスト（三船敏郎）を招いての製作や、地方ロケ（長崎雲仙、新潟佐渡）を行っていたが、第1シリーズからの通算放映回数で、話数は計上されている。そのために再放送や、CS通信衛星放送局の番組表などでは、このリストと違いテレビ東京（東京12チャンネル）の話数で表されており、第2
シリーズでは、第1シリーズからの通算話数（＋52。※第1シリーズ話数を足した数）となっている。第2シリーズの第1話は通算第53話となる。

#### 第3シリーズ
1973年9月22日 - 1984年3月31日放送。制作は三船プロダクションに移行するも、内紛分裂騒動の余波から、1982年10月より、ヴァンフィルに。2007年1月に発売されたパチンコ「CR大江戸捜査網」のモチーフになっているのは、このシリーズである。
2003年にキングレコードから発売された「大江戸捜査網オリジナ ルサウンドトラック」はジャケットに「アンタッチャブル」と記されているが、収録されているメインテーマの演奏は第3シリーズ 里見浩太朗の主演時に編曲された時のものである。
スタッフ
- 原案：日活株式会社（第1 - 305話）
- 脚本：胡桃哲（126回）、山崎巌（123回）、中野顕彰（109回）、山浦弘靖（49回）、武末勝（24回）、小川英（22回）、大工原正泰（18回）、土橋成男（15回）、服部一久（12回）、中西隆三（10回）､ 杉良太郎（1回）他
- 監督：江崎実生（72本）、宮越澄（60本）、長谷部安春（55本）、斎藤光正（38本）、高橋勝（37本）、松尾昭典（35本）、手銭弘喜（30本）、小沢啓一（24本）、岡康季（20本）、外山徹（19本） 他
- 企画：時崎克彦（東京12チャンネル→テレビ東京）、元村武（三船プロ→ヴァンフィル）
- プロデューサー：岡哲男、小川清澄、小林尚武、石川博（東京12チャンネル→テレビ東京）、佐々木太郎、木村博人、内藤三郎、新藤次郎、田辺隆史（三船プロ→ヴァンフィル）
- プロデューサー補：犬飼佳春
- 音楽：玉木宏樹
- 脚本協力：ジャック・プロダクション
- 選曲：鈴木清司、合田豊
- 撮影：岩橋秀光、原一民、山田一夫、村野信明、斉藤孝雄、小野進、坪井誠、森隆吉、有吉英敏、小泉一、笹木欣二、緒方博
- 美術：川島泰造、福留八郎、筒井増男、上條文雄、石田良之、木村晃广
- 録音：近藤克巳、吉沢昭一、大野久男、宮永晋、秋山一三、八木多木之助、浜勝堂、宮永サウンド
- 照明：窪田彰、土井直之、遠藤克己、佐藤幸郎、釜田一、北爪勇、内田皓三、嶋田宜代士
- 編集：岡田三知夫、井上親弥、岡村博也
- 助監督：宮本淳郎、布施修、佐野正弘、宮越澄、鹿島章弘、下村優、北村武司、白井政一、岡康季、武内孝吉、大久保直実
- 記録：中川節子、内田絢子、石川恵与、浅野秀子、照井鈴子、黒岩美穂子、森靖子、東紀子、沢田享子、福島勇子、堀北昌子、小池美智子、小島秀子、広川貴美子、椎塚二三
- 演技事務：長崎洋二郎、石坂久美男、佐々木健一、前原満司、宮下博、真鍋和己、大場正弘、平林俊夫、松本清孝
- 製作主任：力武敏彦
- 製作担当：江成健、河井正一、守屋徹、平林俊夫、荻原静、高橋憲行、福塚孝哉、吉田由二
- 殺陣：林成二郎、渡辺高光、山口博義、伊奈貫太、上野隆三、三好郁夫、高倉英二
- 効果：東洋音響、宮田音響
- 整音：星一郎、アオイスタジオ、トリッセン・スタジオ、黒丸治夫
- レーザーサウンド：横浜シネマ（第513 - 536話）
- 現像：東洋現像所、東京現像所
- 装置：三船プロ、トリッセン、美建興業
- 小道具：高津映画装飾
- 装飾：三度屋美術工房
- 衣裳：京都衣裳
- 美粧：山田かつら店
- 協力：三船芸術学院（第409 - 510話）
- ナレーター：黒沢良
- 製作協力：金剛プロダクション、六本木オフィス、松プロダクション、三船プロダクション（第460 - 510話）

主題歌
- 『江戸の夜明け』（第1 - 26話）/音源は発売用レコードより｡
  - 作詞：川内康範、作曲：曽根幸明、唄：杉良太郎、発売：コロムビアレコード
- 『ながれ橋』（第27 - 78話）
  - 作詞：葉方八郎、作曲：玉木宏樹、唄：若子内悦郎
- 『砂の枕』（第79 - 131話）
  - 作詞：菅野さほ子、作曲：遠藤実、編曲：斉藤恒夫、唄：里見浩太朗、発売：ポリドールレコード
- 『微笑みをすてる時』（第132 - 305話）
  - 作詞：石原信一、作曲：竜崎孝路、編曲：小谷充、唄：里見浩太朗、発売：RCAレコード
- 『燃えよ夕陽』（第306 - 408話）
  - 作詞：柴田陽平、作編曲：玉木宏樹、唄：たきまさと、発売：CBSソニー
- 『落日』（第409 - 442話）
  - 作詞：なかにし礼、作曲：浜圭介、編曲：竜崎孝路、唄：南条弘二、発売：コロムビアレコード
- 『漂流者たち』（第443 - 510話）
  - 作詞：大津あきら、作編曲・唄：ノーザン・ライツ、発売：東芝EMIイーストワールドレーベル
- 『陽だまり』（第511 - 536話）
  - 作詞：山上路夫、作曲：平尾昌晃、編曲：馬飼野俊一、唄：西尾ふじ美、発売：東芝EMI

挿入歌
- 『愛しいバラのように』
  - 作詞：大津あきら、作曲：小田裕一郎、編曲・唄：ノーザン・ライツ

登場人物
隠密同心（レギュラー）
- 十文字小弥太：杉良太郎

前シリーズ同様普段は佐渡帰の遊び人，相模無宿の珊次郎として活動。捕らえられ佐渡送りの島流しの刑を受けて、江戸へ帰って来ていた。流刑の付属刑左腕へ刺青で2本の筋と片仮名のサの文字も彫られているが、隠密廻り同心として内藤に入れて貰えたことを感謝し、熱心に仕事を続けていることに、丁度良く刺青刑を利用して悪人の組織に見せて入り込んだり、逆に不要な時には、化粧で完全に見えなくしたり、業と手拭いで巻いて隠す程度にし、同情を買って貰う等の作戦で潜入を成功に以て行く作戦等にしたり利用をしている。周囲からは｢珊次郎兄貴｣や、｢珊次郎さん｣と呼ばれ、仲間から｢小弥太｣、「十文字」と呼ばれていた。第7話（通算112話）以降、能面をつけて悪人の前に現れることがある。野性味あふれる太刀さばきが特徴。第3シリーズでの隠密装束は、黒や紺の紋付き着流しを着用する。第26話（通算130話）で、松平定信を失脚させようとした若年寄の堀田（佐々木孝丸）と北町与力の森川（勝部演之）の野望を阻止し、吟味役与力に任命（200石加増）され一旦は｢私だけ与力にはなれません、生きるも死ぬも一緒にと誓った仲間とは離れません｣等と固辞したが、勘解由より｢上様のお声掛かりだから、断ることは出来ぬ｣と云われて仲間の前から去った。
- 伝法寺隼人（でんぽうじ はやと）：里見浩太朗

小弥太の後任として、第27話（通算131話）から登場した。表向きは音次郎として、新内流しや遊び人風体で活動、仲間からは「音さん」と呼ばれ、成敗等で本名を名乗っている時に、危険等を知らせることが出来て呼ぶ時にも｢音次郎｣や、｢音さん｣と呼ばれており、表向きに刀を捨てる前に付き合いが在った、旧知の知り合いからは｢隼人｣や、｢伝法寺様｣等と呼ばれている。一刀流が中心だが、、実は二刀流の達人。元々は200石の旗本出身。第38話（通算第142話）の時点から8年前までは、矢作二刀流道場で親友の小早川（川地民夫）と共に竜虎の異名をとるほどで、しばしば二刀流で戦うことがある（第27、28、30～32、38、46、53、54、62、80、116、127、178、194、205、220、243、300話（通算第131、132、134～136、142、150、157、158、166、184、220、231、282、298、309、324、347、404話）など）。その太刀さばきは華麗。遊び人では素手や鎖（第29、31、37、46、47、51、55話（通算第131、135、141、150、151、155、159話）または仕込み煙草入れ（第47話、第52話（通算第151、156話）、新内流しでは棹や撥に刃を内蔵した仕込み三味線で闘うこともある。隠密装束は青や紺、紫（第60･273話（通算第164･377話）の紋付き着流しを着用。リーダーシップに長け、使命感に強い。第305話（通算第409話）で、爆破事件の黒幕が将軍家御家門である筆頭若年寄の菅沼将監（菅貫太郎）だったため、切腹を覚悟で成敗するが、定信の計らいで菅沼は病死となり、上方に新設される隠密同心組織の隠密支配に任命され、旅立って行った。
- 左文字右京（さもんじ うきょう）：松方弘樹

隼人の後任として、第306話（通算410話）から登場。表向きは板前･清次郎で、向島の料亭で板前をしていたが、その店が火事でやけたため内藤勘解由に雇われ桔梗屋で働くことになった。普段は「清さん」の愛称で呼ばれる。表向きに、刀を捨てる前に付き合いが在った知り合いからは｢左文字様｣等と呼ばれるが、｢左文字様は止してくれ｣と応えている。御家人の次男坊であったが、武士の仕組みに嫌気がさして刀を捨てた。だが、内藤勘解由にその腕を見込まれ、1年間、隠密同心としての修行を積んだ。直心影流の使い手で、野性味と華麗さを併せ持った太刀さばきを見せる。隠密装束は306話（通算第410話）の初登場から白の紋付き着流しで二刀流での立ち回りも多い。左投げでの目打ち投げで危機介入することが多い。第331話（通算第435話）からは毘沙門亀甲柄の浅葱色（水色）の着流し。さらに終盤は紗綾柄の紺の着流しで一本差になる。家紋鷹の羽紋。茶目っ気ある気さくな性格で江戸庶民との交友関係も幅広いが、許せぬ悪人に対しては荒っぽい言動をするほど直情的になる。第536話（通算第640話）で幻の御前の死と旧知の町人たちを自らの暗殺計画に利用された怒りから、隠密同心の証の懐剣を返上。全ての黒幕である将軍家御家門･・立花左馬介（宮内洋）を成敗した後、いずこともなく去っていった。
比較的初期には「鈴の調べは悪を斬る」と言って成敗に乗り込み、罪状を暴きながら赤房の鈴をリレーする。その後罪状を述べた後に葵または松平家家紋付き懐剣を示して｢たとえ世間は黙って見過ごしたとしても、この懐剣が承知出来ねえとよ｣と言うと、大体、下手人の頭が｢貴様等一体何者だ｣と問い掛けると順次名乗りをあげるが、殆ど｢者共出合え!曲者ぞ!構わぬ!斬れ斬れ!斬って捨てぇい!｣等と刃向かうと成敗に入る。
名乗りは「三途の川の渡し守、隠密同心左文字右京」と名乗る。
- 井坂十蔵：瑳川哲朗

前シリーズ同様、虚無僧や同心などの活動が多いが、第122話（通算第226話）で寺子屋の先生を始めてからはシリーズ後半の表向きとして定着するようになる。第27話（通算第131話）から椿の花の代わりに、太刀の柄と鞘を組み合わせた即席の長巻を武器とし（第27、29、31～34、39、40、48 ～ 50、53話（通算第131、133、135～138、143、144、152～154、157話）、髪型も総髪の他に第1シリーズ初期の御家人ムシリや）（第27～39話（通算第131～143話））、月代の武家髷に一時期変更されていた。小弥太以外の仲間からは「旦那」と呼ばれる。剣の流派は神明一刀流。かつて父親は普請方に勤めていたが、上役の賄賂による不正に巻き込まれ切腹し、お家断絶で天涯孤独となり、神明一刀流道場主の脇坂玄藩（加藤嘉）に育てられた（第122話（通算第226話））。脇坂藩家中の女性と恋仲だったが、隠密同心としてスカウトされたため別れた過去がある（第34話（通算第138話））。にわかながら医術の腕もあるようで、負傷した仲間や町人の手当てを行ったこともある、隠密装束は初期は薄い灰色、第27～305話（通算第131～409話）は黒の紋付き着流し。第306～330話（通算第410～434話）は白の紋付き着流しに黒白の帯。第331話（通算第435話）からは薄い灰色や濃い灰色の紋付き着流しを着用。吹雪と新太郎が参入した後半辺りからは黒の着流し、終盤は紗綾柄→毘沙門亀甲柄の黒の着流しを着用。職人に化けるときは丸に十の半纏を着用。
家紋は浮線片喰。第536話（通算第640話。最終回）で清次郎らと共に江戸から姿を消した。第1シリーズから最終回まで出演した唯一のレギュラーである。
- 夕霧：古城都（第1、17、18、23話（通算第105、121、122、127話））

第1話（通算105話）から登場。芸者、武家女中、男装の剣士などの顔を持つ女隠密。小波の後任。演じた古城のスケジュールの影響か、わずか4回の出演回数にとどまり、特に説明のないまま姿を消した。隠密装束は赤紫の忍装束。
- 不知火のお吉（しらぬいの おきち）：江崎英子（第132話（通算第236話）から江崎由梨に改名）（（第32、34 ～ 36、42、49、60、71 ～ 75、157話（通算第136、138～140、146、153、164、175～179、261話）を除く）

第1話（通算第105話）で隠密同心に加入。立場的には、お七の後任の位置だが正式の隠密同心である。初代魚屋隠密。盗賊・･不知火吉兵衛の娘。9歳の頃から掏りをしていたことがあった。幼い頃、内藤勘解由に拾われ、鞍馬山のぜんこう和尚に預け、修行させた。隠密装束は初期は半袖の黒地上着に、黒のショ－ツと網タイツ、髪型はポニーテール。名乗りが｢不知火のお吉｣であった。中期からは下半身はパンツになり髪型も下ろした簡単な一つ結びになり名乗りも｢不知火お吉｣となった。後期は黒地に朱色の墨流し模様柄の革製半袖上着に左手に手甲を装着、終盤は赤と黒の墨流し模様襟の黒地の長袖上着、赤と黒の墨流し模様の細い帯に両手首に黒のリストバンドを装着（装着していない回もある）、第158話（通算第262話）で、幼馴染の新吉（久富惟晴）を救おうとして、屋形船で銃弾を浴びる。重傷の身でどうにか事件の黒幕を成敗した後、内藤勘解由の計らいもあり、新吉（久富惟晴）の故郷で治療するため、彼と共に江戸を去った。
- くれないお蝶：安田道代（第26～30、32 ～ 36、38、42～47、49、59、60、66、67、69 ～ 73、78話（130～134、136、140～142、146～151、153、163、164、170、171、173～177、182話））

戦力補充のため、第26話（通算第130話）から登場。普段は胡蝶（（こちょう））という名の芸者で活動。成敗時は、唯一紫色の仕込み和傘の刀を逆手持ちで戦う。初期の傘はやや太目の長い仕込み傘。傘の頭ろくろに刃が仕込んである。隠密装束は青の着物に赤地に白の胡蝶柄の帯。髪型はやや丸みのある結髪。第78話（通算第182話）で、敵の仕掛けた罠から少女を庇い、爆発に巻き込まれて死亡。屍は拾われて火葬された遺骨は、音次郎によって故郷へ連れ帰された。
- いさり火お紺：山口いづみ（第66、67、69、70、78、110、114、125、137話（通算第170、171、173、174、182、214、218、229、241話）を除く）

第62話（通算第167話）から登場。これにより女性隠密がシリーズ唯一の3人体制になる（が、女性隠密が3人同時に出演することはなかった）。基本的にはお蝶の代役だが、第71話（通算第175話）では同じ芸者で諜報するお蝶（胡蝶）と唯一コンビを組んでいる。表向きは芸者で「お母さんに聞いてみないと」が口癖。酒豪で壷振りの名手でもある。隠密装束は、初期は桃色の着流しに髪はポニーテールで鍔ありの青い柄の刀だったが、第76話（通算第180話）からは鍔無し朱色の鞘の合口の小太刀を使用。第86話（通算第190話）からは真紅色の着物に髪は結髪に変更される。第158話（通算第262話）を最後に将軍の護衛につくため、隠密同心の任を退いた。
- 稲妻のお竜（名乗りは｢稲妻お竜｣。第203話（通算第307話）からはクレジットも稲妻お竜となる）：土田早苗

第159話（通算第263話）から登場（第328話（通算第432話）から第336話（通算第440話）の間は急病のため、出演していない）。表向きは芸者玉竜（たまりゅう）として活動する。花札占いを得意とし、鉄火肌で男相手にも引けをとらない性格の持ち主。元々は武家の娘。隠密装束は、初期は黒の折り返し袖に白の紐飾りの付いた半袖の赤紫色の忍装束に両手首に赤紫色のリストバンドで、紫色の柄の刀を逆手（順手の時もあり）で使用。髪型は三人官女風の結髪。第203話?第305話（通算第307～409話）からは青の着物→紫の着物に白の帯に赤い帯紐（337･338話も紫色着用（通算第441･442話））を着用、髪はキッチリした結髪に変更、刀は鍔無しの紺色鞘の刀を使用。第306話（通算第410話）からは白の着物に紫白の帯で鍔無し黒の鞘の刀、第339話（通算第話）からは青紫色地に白い胡蝶柄の着物。対外的に玉と名乗っていることがあり、其の場合には、｢お玉｣、｢お玉姉ちゃん｣、｢お玉小母ちゃん｣等と呼ばれていた。第408話（通算第512話）で、事件に巻き込まれた少年の目を治すため、亡くなった母親に代わり、少年に付き添い共に長崎へ旅立った。
- 風（かぜ）：志穂美悦子（第165話、第185話、第186話、第199話、第201話（通算第269、289、290、303、305話）を除く）

第159話（通算第263話）から登場。幼少時より、武術の心得がある和尚（加藤嘉）の指導の下、山奥で兄弟子佐元太（郷瑛治）と修行に励んでいたが、和尚の命にて江戸へ発ち隠密同心に。風では呼びづらいこともあり、勘解由からお新の通り名を与えられ、二代目魚屋隠密として活躍。第159話（通算第159話）で、自身よりも先に江戸へ出て道場破りを行っていた兄及び黒幕だった和尚を成敗。空手と男勝りの大胆なアクションで、新風を巻き起こす。隠密装束は背中に風の文字が書かれた赤い袖なしの忍装束で、両手と下半身は紺のタイツ、髪型はポニーテール、刀は背中に差している。第202話（通算第306話）で、身分を明かしてまで恋仲になった友吉（寺田農）の娘おさきを救出する際、爆風によって失明寸前になるが、自力で敵を討ち、友吉親子と共に治療のため、江戸を旅立った。
- はやぶさお銀：安西マリア（第206話、第215話、第218話、第222話、第227話（通算第310、319、322、326、331話）を除く）

三代目魚屋隠密。第203話（通算第307話）から登場。年齢19歳。抜荷の疑いをかけられ死罪になった、長崎の回船問屋南海屋の娘。その仇を探し求めていくうちに、女郎屋の下働きとして売り飛ばされた過去がある。身請け寸前に手裏剣の師匠と出会い、その際に手裏剣技を会得。普段から目印･護衛用にくない型手裏剣を隠し持っている。隠密装束は上半身、赤色地の縦横白線一本線模様で、下半身は黒のレオタードスパッツ姿の岡っ引き風、髪型はポニーテール。左手首に棒手裏剣を携帯している。第230話（通算第334話）で、自分と似た境遇の千太（酒井修）との出会いが縁で、役目を退いて彼と共に旅出った。
- 流れ星おりん：かたせ梨乃（第326話（通算第430話）を除く）

第231話（通算第335話）から登場した、四代目魚屋隠密。お竜との女性隠密最強コンビは、シリーズ全盛期を支えた。松平定信の身代わりとなって、地雷の犠牲となった側近片桐十郎太の娘で、本名は片桐楓。亡き父の願いで、隠密になるべく修行を重ねていた。（時々、幼少期の時の幼馴染みが、｢おりんちゃんと昔よく遊んだね｣と内藤勘解由から名付けられた筈の、通り名での幼馴染みでは、あり得ぬおかしい設定の時がある）初期の武器は赤鞘の刀だが、第254話（通算第358話）で赤い短槍と脇差に変更、槍の先に鞘が付いていたが、数話で省略された。隠密装束は初期は、上半身赤色地の縦白線の二本線模様で、岡っ引き風の上着に黒の帯、両手に黒のリストバンドを装着。254話?305話（通算第358～409話）と331話?408話（通算第435～512話）は、真紅色地に細い不揃い花弁の花模様の、岡っ引き風上着に黒の帯に、両手首に黒のリストバンドを装着し、、前髪を下げたポニーテールから、整髪されたポニーテールに、第306話（通算第410話）からは、白の岡っ引き風上着で赤白の帯に、両手に黒の手甲当てを装着。第409話（通算第513話）からは真紅色地に六枚花弁模様の、岡っ引き風の上着で、黒の帯に両手黒色の手甲当てを装着、下半身は黒ショ－ツに膝下黒の足当て姿。。終盤では白頭巾に扮して活動することも多かった。。第459話（通算第563話）で、、私情から隠密同心の肩書を捨てた上に、敵の証拠を手に入れるため、吹雪と共に敵地に乗り込んだが、公儀御庭番･天馬一真たちの襲撃を受け、重傷を負う。それでも、自力で桔梗屋まで戻り、証拠を入手した。新太郎がおりんと吹雪の治療に当たり、清次郎、十蔵、新太郎、藤堂対馬が敵地に乗り込みに成敗して、二人のために、最後の真の黒幕を、半ば傷が回復したおりんと吹雪に成敗させた。そして治療のため春香と共に江戸を離れた。
- 吹雪：岡江久美子

第409話（通算第513話）から登場。隠密支配の座を退いた、内藤勘解由の置き土産という形で加入。表の顔は芸者春香として、情報収集などに活動。新太郎とは対照的に金にはうるさいが、芸者の仕事は好きではない様子で、｢違う方法での探索をしたい｣と言っていたが、｢やることが出来るのはお前だけだ｣と説得され、渋々引き受けた。本当の名はお春で、材木問屋の娘だったが、幼少の頃に両親を賊に殺され、危ういところを根来忍者の残党だった疾風の源次に助けられ、妹同然に育てられたが、江戸の父の知り合いによって引き取られた（第434話（通算第538話））。隠密装束は、紫の着物に黒の藤巻合口の刀で、着物の右の袖を外して、緑地に白の花柄の、肌襦袢を見せて立ち回る。第459話（通算第563話）で、おりんとともに負傷。涙ながらに隠密同心を引退した。
- 九條新太郎：南条弘二

第409話（通算第513話）から登場。吹雪と同じ理由で加入。伊豆国韮山（現、静岡県伊豆の国市）で代々続く医家の出身で、実家を飛び出し江戸に遊学中に、隠密同心としてスカウトされた。後に、母親佐和（演:馬淵晴子）が実家へ帰るよう江戸へ説得しに来たが、患者に慕われているところを見て理解を得ている（第430話（通算第534話））。表の顔は小石川養生所の見習い医者だが、表の仕事に積極的でなく、養生所にもあまり顔を見せないため、先輩達を困らせている。しかし腕は確かなようで、検視官役を買って出たり、仲間や町人の治療や手術を行う場面もあり助けられた町人から ｢九條先生｣ と慕われる時も。清次郎（左文字右京）や春香（吹雪）からは「新の字」と呼ばれる。女性に目がなく、女郎屋に足繁く通い、清次郎（左文字右京）に前借りをすることもしばしばで、それが原因で、トラブルを起こしてしまうこともある。自分の身代わりで捕縛された左文字右京を、処刑寸前の危機に晒してしまう事態に発展したこともあった（第518話（通算第622話））。髪型は総髪髷だったが第423話（通算第527話）からポニーテールに変わり、普段の着物も灰色だったが、第423話から緑色、第511話（通算第615話）から紺色に変わった。成敗時の装束は、前半は青色の紋付き着流しで、太刀を武器を持つ。家紋は唐木瓜紋。第460話（通算第564話）からは紺色の半袖忍装束、白色の布帯に左腕に手甲を装着、武器も忍者刀に変更され、蹴りなどのアクションを多用。さらに終盤は緑色の半袖忍装、黒色の布帯に左腕に手甲を装着。第536話（通算第640話）で、左文字右京らと共に、江戸から姿を消した。韮山の実家にみよという妹がいる。
- 風車のお菊：夏樹陽子

第460話（通算第564話）から登場。 吉賀衆出身の忍者崩れで、風車が装飾された簪を手裏剣代わりに使用する。忍者狩りの命を受け村を訪れた藤堂対馬の温情により、父の仲間の猿（ましら）の右源太によって実の娘同然に育てられ、成長した後隠密同心に任命された。普段は芸者菊丸として、情報収集などに活動。隠密装束は藤色（薄紫色）地に白の白鷺柄の着物。帯は黒地に金の花柄。得物は紫の組紐の飾りの付いた鍔無し白い藤巻合口拵えの刀。吹雪という雑賀衆（さいかしゅう）の忍である双子の妹（夏樹陽子二役）がいる。第536話（通算第640話）で清次郎らと共に江戸から姿を消した。
- 疾風のおせん：山田由紀子→山田由起子

五代目魚屋隠密、第460話（通算第564話）から登場。左腕に昇り鯉の刺青を施している。孤児であり、軽業師一座にこき使われていたところを、薬種問屋の信濃屋に引き取られて育てられた。その後信濃屋夫婦に実の娘が誕生したため、身を引くべく刺青を入れて店を飛び出すが、信濃屋に相談を受けた藤堂対馬の計らいにより魚河岸で働きながら武芸を習得した（第461話（通算第565話））。直情的な面があり、若さと感情に任せて発言・行動することが少なからず見受けられ、仲間から指摘されることもある。その姿勢が原因で敵に捕らえられ新太郎と共に処刑寸前の危機に発展してしまうこともあった（第477話（通算第581話））。悪党に名のる際の手を打つポーズは他の隠密同心には見られない彼女特有のものである。隠密装束は袖なしの黄色の忍び上着に黄色のショーツ、髪型はポニーテール、額は鉢巻代わりの三色三つ編みの組紐、オレンジ色の細い組紐が付いた特殊な小太刀とアクロバット戦法を得意とする。第499話（通算第603話）を最後に、プライベートな事情から降板。
- つばくろ〔燕岳〕の茜：清原美華

第511話（通算第615話）から登場。幻の御前の命を受けて密かに御子神の動向を探り、その過程で清次郎たちと知り合う。幻の御前の隠密支配着任に合わせて隠密同心に加入。魚屋隠密ポジションではあるが、男装の遊び人が表向きの模様。かなりの酒豪で、渡り髪結いや桔梗屋の女中として働くこともある。3年前に不良集団の一味として荒んだ生活を過ごしていた過去が明かされているが、隠密同心にスカウトされた経緯が明かされることはなかった。隠密装束は赤地に金色の牡丹柄の岡っ引き風長袖に、黒の一本線入りの茶色とベージュの帯に、黒のショーツ姿に黒の足当てを着用、髪型はポニーテール。刀は逆手持ち。赤房付の短剣を投げて戦うこともある。第536話（通算第640話）で清次郎らと共に江戸から姿を消した。
隠密支配
- 旗本寄合席 内藤勘解由：中村竹弥

第51話（通算第155話）で、7年前に勘定奉行に任命されるが爆薬で妻子を殺され、政に対する自責の念から、勘定奉行の役職を退いた過去が判明している。同回で再び勘定奉行に推挙されるも「庶民を犠牲にする政には興味がない」との一念から拒否している。名乗りの際は初期の「旗本寄合席?」パターンと「そして隠密支配?」のパターンがある。隠密装束は特に決まっていないが、第306、307話（通算第410、411話）のみ白の着流し、後半は紫の着流しが多い。鳥を飼うのが趣味（第77話（通算第181話）ほか）。第404話（通算第508話）が最後の出演となったが、特に理由を説明されないまま姿を消した。井坂十蔵によれば家紋は「源氏車に八枚笹」とのこと（第124話（通算第228話））。
- 大番頭（おおばんがしら） 藤堂対馬（とうどう つしま）：大山勝巳

第409話（通算第513話）から登場。内藤勘解由より隠密支配を引き継いだ。隠密同心の雇い主。清次郎たちには「頭（かしら）」と呼ぶよう頼んでいる。第416話（通算第520話）で、佐竹藩藩主小池左馬介の義理の弟であることが明かされた。隠密装束は紫の着流し。名乗りの際は「そして大番頭、またの名を隠密支配?」などがある。前の大番頭だった中津川隼人の推挙によって大番頭に就いたが、その中津川が隠し金山に絡む悪事に加担していた疑惑で、良心の呵責から犠牲になった人足夫婦の仇討ちに躍起になっていた春香とおりんに手を引くよう警告した結果、2人に懐剣を返上させてしまう事態を招いたこともある。第497話（通算第601話）が最後の出演であるが、第511話（通算第615話）で御子神安房守から大坂城代となったため、隠密支配の職を辞したことが語られた。
- 影の支配 幻の御前（声）：黒沢良

第511話（通算第605話）から登場。本名や素性などは一切公表無し。普段は顔も編笠で隠したり、姿を見せず声だけだったりと正体不明の存在。御側用人・土屋伊賀守 なる人物が正体であることを仄めかす描写がある（第513、525話（通算第607、629話））が、真相は不明。指令は大概口頭で行なうが、時に文書で事情を伝えることもある（第519話（通算第623話）など）。清次郎との初顔合わせでいずれ正体を明かすことを語ったが、その日が来ることなく、最終回にあたる第536話（通算第640話）で、清次郎たちの素性を立花左馬介（宮内洋）の息のかかった若年寄・津島大膳に洩らし、それが敵の隠密同心抹殺計画に利用されたことを苦に切腹し、果てた。
サブメンバー
- 山口太兵衛：左右田一平

音次郎とともに隠密同心に加入。いささか堅物の武士で、隠密としては掟違反ながら、おはま（中村玉緒）という情妻とその間にできた赤ん坊がおり、この点は内藤勘解由も黙認している。あかねこ探索中に事件に関わっていた浪人（天津敏）の不意打ちを受け殉職。第27話（通算第131話）のみの出演。死後、音次郎、井坂、お吉、お蝶の4人が墓を掘り暴いて、棺桶から死体を取り出して焼く。この当時は棺桶をそのまま埋め込む土葬であるが、敵に掘り出され探られるのを防ぐための火葬のために、骨も残らないように完全に灰に成るまで焼き切っている。ただし、この世からの抹殺で、音次郎の台詞にそれが現れている。｢折角この世に生まれながら、隠密としての全てが消される。隠密とは虚しいものだなぁ｣と。之が火葬との違いを現している。内縁の妻の下へ帰すことが出来ないことも、音次郎の台詞に現せられていた。
- 火車おもん：高瀬春奈

実の父親は、南町奉行所与力で勘解由の将棋仲間だったが、抜荷の犯人に撃たれて死亡。勘解由の計らいで、町火消し「は」組の頭（かしら）辰造の娘として育てられた。辰造が殺された復讐を果たすべく、勘解由に懇願して隠密同心に加入した。芸者のときは染香名義。
土田早苗の急病で、第331～336話（通算第435～440話）の短期間の出演。隠密装束は赤紫色の地に白色の車輪と纏の柄の着物で、赤い鞘の刀（第331、332話（通算第435、436話））と紺の鍔なし鞘の刀（第333～336話（通算第437～440話））を使用。
- 矢車お菊：中島ゆたか

根来忍者の生き残りで、菊弥という名前で芸者をしている。内藤勘解由が隠密同心に入れようと育てていたが、悪阻で倒れていた所を町医者・高木新之助（河原崎長一郎第356話（通算第460話））に救われ、彼に恋をしてしまい、隠密同心の申し出を一度は断った。しかし、高木新之助の死をきっかけに、隠密同心に加入する。隠密装束は赤紫色地に矢車柄の着物。おもん同様お竜の代理による臨時参加で、第388話～390話・第401、402話（通算第492話～494話・第505、506話）の短期間の出演だった。
- 御子神安房守：葉山良二

若年寄。藤堂対馬が大坂城代となったため、後任が決定されるまでの間、暫定的に隠密支配の座に就いた。だがその実態は木暮藩に絡む砂金横領の黒幕で、差し向けた隠密を手にかけた兵助の抹殺を清次郎に指示するが、逆にからくりを知った隠密同心たちの刀の前に散った。第511話（通算第615話）のみの出演。
その他のレギュラー・準レギュラー
- 早耳金太：古今亭志ん駒

瓦版屋。第2シリーズより引き続き登場。事件解決のために貢献するが、大麻入りの煙草を吸わされたり、囮にされて殺されかけたりとロクな目に遭わない。いつも「桔梗屋」にいる珊次郎や音次郎、清次郎、井坂らの正体が隠密同心であることは知らない。第401話（通算第505話）までの出演。
住まいは「ほうづき長屋」（第53話（通算第157話））
- おまさ：花ノ本以知子

当シリーズ初期における「桔梗屋」の雇われ女将。珊次郎たちの正体を知っている。
- おかん：白木万理

「桔梗屋」の女将。第1シリーズより引き続いて登場する。
- お春：立花かおる

「桔梗屋」の女中。
- 松吉：南道郎

中期の第239話（通算第343話）『“泥沼に咲いた女郎花”』で登場当初は地回りであったが、第246話（通算第350話）『“音次郎を狙う狼の牙”』で、十手捕り縄を預かることとなり、御用聞きを勤め出したが、音次郎の考えを聴いてから「いやぁ俺もそうじゃねぇかと思っていた処だったんだよ」と、自分の考えのように言ったりしているお調子暫く出て来ていたが、いつの間にか出なくなるキャラクターの1人であった。
- 千代松：山田隆夫

中期より後期に掛けての第328話（通算第432話）『“夫婦十手一番手柄”』で、孤児であった左官職人である千代松が、子供時分から自身の親代わりとなって育ててくれ、親代わりと慕っていた正式に奉行所から十手を授かった小者（目明かし）の親分（稲葉義男）が下手人捕縛の際に死亡したが、その時に本当は手助けをした井坂を、余計な手出しをしたために、自分の親代わりと慕っていた目明しの親分の死を招いた仇と思っていたが、後に違っていたことがわかり、その目明しの親分の娘おしずとの祝言の仲人を依頼するに至る。千代松自身ものちに奉行所から小者（目明し）として召し抱えになり十手捕り繩を授かる。俸給は安く何時も清次郎に「今度の手柄を立てればお手当を頂戴するから、今日は付けで」とたかり、お調子者で清次郎達に大きなことを言っては空回りをするが、憎めない存在。手柄を立てることは、既に清次郎達隠密廻りが断罪しているから、千代松親分に捕縛は出来ないことを承知で、「親分！親分！お手当頂けたんでしょ？付けを払ってよ！」と清次郎に何時もからかわれ、千代松は「いやぁ大判小判をザクザク」とまで言った処で、清次郎に「じゃあ払って」と言われたら、「の予定だったんだけど、いつの間にか退治されちゃったんだよね。だからこの次。今日は付けで！」等清次郎と漫才をやるような出方だったが後に、早耳金太と共に姿を見せなくなる。（第394話（通算第498話））姫君七変化道中で、丈姫（風美圭）を亀山藩へ送る途中で立ち寄った茶店で、姫が娘姿から川屋で侍姿に着替えて目の前を通り過ぎた時には、影で見ていた清次郎とおりんに姫の姿を｢あれで変装したつもりかしら｣と言われる状態だったが、気付かずに｢長えなぁ。うひひひ｣と言っている間に置いてきぼりにされ、そのまま姿を見せなくなった。松吉と同じようなキャラクターであった。
- 瓦版売り：鹿島信哉、石山かつみ
- おみつ：小堺寛子

第409話（通算第513話）?。「桔梗屋」の女中。
- お夏：早瀬さとみ

おみつに代わって登場した「桔梗屋」の女中。清次郎と昔知り合ったことがある。491話（通算第595話）までの出演。
- おたね：丹阿弥谷津子

第508話（通算第612話）?。ある盗賊団の探索中に行方不明になった目明しの夫を探すため自らも十手を授かった小母の女目明しで、肝も据わっており、情に厚い。清次郎とは親子同然に仲がいいが、清次郎が只者でないことに勘付いている節がある。
- 松平定信：黒川弥太郎→永井秀明

内藤勘解由と旧知の幕府老中で隠密同心の創設者。
第71話（通算第175話）では実弟が鉄砲密輸に加担しているらしいことを知り、隠密同心たちに捜査解任を通告するも、懐剣を返上しながらも探索に乗り出す胡蝶の執念に心動かされた勘解由の「隠密同心は我が子以上の存在」という言葉に絆され、実弟の成敗の許可を下す。
第536話（通算第640話）では立花左馬介の陰謀に利用され、責任を取る形で自害した幻の御前の切腹に立ち会った。
- 第109話（通算第213話）「火花散る隠密七変化」で、美空ひばりが元隠密同心「葉隠れお雪」役で出演し、仇討ちを果たしている。
- 稲妻お竜役の土田早苗は、2回、長期病欠している。そのため、芸者隠密同心のピンチヒッターとして、火車おもんと矢車お菊が登場しているが、それぞれ約2?3か月しか登場していないため、オープニングには登場せず、エンドクレジットのゲスト扱いである。

##### オープニング及びナレーション
「隠密同心 それは旗本寄合席 内藤勘解由に命を預け、人知れず人生の裏道を歩かねばならぬ宿命を、自らに求めた者たちである。極悪非道の悪に虐げられ、過酷な法の冷たさに泣く、大江戸八百八町の人々を、ある時は助け、励まし、また、ある時は影のように支える彼ら。だが、身をやつし、姿を変えて敢然と悪に挑む隠密同心に、明日という日はない」
※隠密支配の変更に合わせ「大番頭 藤堂対馬に命を預け」（第409話 ～ 第510話（通算第513～614話））、「影の支配 幻の御前に命を預け」（第511話 ～ 第536話（通算第615～640話））、平成第1シリーズは「老中 松平定信に命を預け」と言い回しがそれぞれ異なっていた。

##### 放送リスト（第3シリーズ）
テレビ東京の管理では第1シリーズから第3シリーズまでを通算で管理しており、第300回や第500回の放送回数の記念は、通算での計上によって、放送回数300回記念別ゲストに、当番組製作会社の三船プロダクションの社長でもあった三船敏郎を招いての製作を行い、記念地方ロケ（300回は長崎雲仙、500回は新潟佐渡）を行って来ていた。このため、再放送時や、CS通信衛星放送の番組表などでは、このリストと違い第2シリーズ同様、第1シリーズからの通算話数となっていることが多い。朝日新聞出版から発売されている第3シリーズDVDコレクションの、杉良太郎のインタビュー映像内で示されるフリップにも第1シリーズから通算での105話、106話…と話数が記載されているのが確認が出来る。それは第3シリーズまでの管理を通算で行っているからである。放送での話数は、第1シリーズと第2シリーズの放映回数を足した数104を、更に足すと表せる。
※テレビ局で、第3シリーズが再放送される場合、番組表No.#○○○ から第1シリーズの話数の52話分と、第2シリーズの話数の52話分を足した104話を引いた数字がこのリストの各話の数字と一致する。逆にこのリストの話数に第1シリーズと、第2シリーズの話数を足した104話分を足せば、テレビ局での管理している話数となる。
| 話数   | 通算話数 | 放送日         | サブタイトル        | 脚本           | 監督     | ゲスト | 備考                                                      |
| ------ | -------- | -------------- | ------------------- | -------------- | -------- | --- | --------------------------------------------------------- |
| 第1話  |          | 1973年9月22日  | 江戸の灯をたやすな! | 中野顕彰       | 斎藤光正 | 日野道夫、三角八郎、都家かつ江（特別出演）、城所英夫、木村元、中島正二、星野兼児郎、平沢信夫、中島一男、津々井功二、山内俊和、波戸崎徹、村上豪、本田昭夫、原博美、近江友一郎、水原麻記               | 内藤勘解由、夕霧登場（通算第105話）                       |
| 第2話  |          | 1973年9月29日  | 仕掛けられた身代金  | 山崎巌         | 江崎実生 | 田坂都、池田秀一、柳川慶子、横沢裕一、八名信夫、新井和夫、あき・ひろみ、波戸崎徹、村上豪、平沢信夫、小林勝彦、福山象三                                                                               |                                                           |
| 第3話  |          | 1973年10月6日  | 天狗の館が燃えた    | 小川英、胡桃哲 | 江崎実生 | 松原光二、沢井桂子、見明凡太朗、団巌、畠山麦、中島正二、波戸崎徹、星野謙児郎、平沢信夫、あき・ひろみ、村上豪、中島一男、松野進                                                                       | 内藤勘解由登場                                            |
| 第4話  |          | 1973年10月13日 | 裁くのは俺だ!       | 中野顕彰       | 西山正輝 | 小栗一也、光川環世、美川陽一郎、玉川長太、石丸博也、津々井功二、村上豪、波戸崎徹、原博美、黒田英彦、八山俊二、中島一男、平沢信夫、森次晃嗣                                                           |                                                           |
| 第5話  |          | 1973年10月20日 | 深川慕情            | 吉岡昭三       | 斎藤光正 | 田口計、江見俊太郎、富田仲次郎、大木史朗、直木みつ男、山崎美紀、橋本仙三、桜町弘子 |                                                           |
| 第6話  |          | 1973年10月27日 | 幻の岡っ引き        | 山崎巌         | 江崎実生 | 渡辺篤史、中庸介、深江章喜、森川千恵子、柳瀬志朗、片岡五郎、小瀬格、山田禅二、平沢信夫、中島一男、中島正二、本多昭夫、鈴木正典、松野進、村上豪                                                       |                                                           |
| 第7話  |          | 1973年11月3日  | 能面の陰で泣く女    | 吉岡昭三       | 西山正輝 | 柴田鋭子、稲葉義男、浜田寅彦、村上冬樹、神島ひろ子、真家宏満、玉川長太、池田生二、石丸博也、高松政雄、猪野剛太郎、葉山美樹、永谷悟一、松本啓子、本田昭夫、山下和行、蟹沢良恵、中島一男               |                                                           |
| 第8話  |          | 1973年11月10日 | 十手は殺しの免許状  | 武末勝         | 江崎実生 | 夏純子、岡崎二朗、今井健二、池田忠夫、花ノ本以知子、波戸崎徹、木島新一、木村博人、星野兼児郎、立川雄三、南城みづ江、本多晋、島田和心、伏見哲夫、飯田和平                                             |                                                           |
| 第9話  |          | 1973年11月17日 | 裏切者の子守唄      | 蘇武路夫       | 手銭弘喜 | 長谷川明男、藤木敬士、金井由美、千波丈太郎、上野山功一、外野村晋、内海敏彦、寄山弘、山田禅二、杉浦千江子、山田喜芳、藤井多恵子、中島正二、波戸崎徹、津々井功二、村上豪、池田功                       |                                                           |
| 第10話 |          | 1973年11月24日 | 目撃者を消せ!       | 山浦弘靖       | 手銭弘喜 | 岩崎加根子、相原ふさ子、武藤英司、保科三良、倉島襄、石川博、向井淳一郎、米地政英、星野兼児郎、市原清彦、中島一夫、平沢信夫、蟹沢良恵、原博美、影山龍之                                               | 内藤勘解由登場                                            |
| 第11話 |          | 1973年12月1日  | 隠密同心射たれる!   | 山崎巌         | 松尾昭典 | 瞳順子、辻萬長、江見俊太郎、花ノ本以知子、天本英世、横森久、瀬良明、梶健司、柳瀬志朗、村上豪、原博美、石光豊、中島一男、松野進、鈴木正典、宮沢勇、平沢信夫                                           |                                                           |
| 第12話 |          | 1973年12月8日  | 必殺牢の闘い        | 中野顕彰       | 松尾昭典 | 真木沙織、森山周一郎、山谷初男、加藤春哉、木田三千雄、三上剛、中島正二、波戸崎徹、亀井三郎、中村英生、津々井功二、山下勝也、大月優子、中村万沙子、平沢信夫、川上尊志、多和田聡、山之辺邦弘、福留幸夫 |                                                           |
| 第13話 |          | 1973年12月15日 | 仕組まれた祝言      | 中野顕彰       | 西山正輝 | 伊藤るり子、高品格、山口暁、花ノ本以知子、森塚敏、関戸純方、晴海勇三、峯秀一、土屋靖雄、中島正二、津々井功二、安達由紀、若山みち子、平沢信夫、中島一男、本田昭夫、村上豪、升川暢子                   |                                                           |
| 第14話 |          | 1973年12月22日 | 辻占は殺しの暗号    | 小川英、胡桃哲 | 手銭弘喜 | 有馬昌彦、町田祥子、東大二朗、内海敏彦、きくち英一、弘松三郎、藤山竜一、岩上瑛、新井和夫、玉川長太、磯野秋雄、塚田末人、河村祐三子、築地博、尾崎孝二、遠矢孝信、東静子、記平佳枝                     | 十文字小弥太/珊次郎は最初と最後のみ登場し立ち回りは二刀流 |
| 第15話 |          | 1973年12月29日 | 大江戸残酷秘話      | 杉良太郎       | 丸輝夫   | 緑魔子、頭師孝雄、伊達三郎、蜷川幸雄、庄司永建、大村千吉、江藤潤、花ノ本以知子、波戸崎徹、滝義郎、鈴木治夫、多田丈明、田中智子、伊佐美津江、小堀ふみ江                                               |                                                           |

1974年
| 話数   | 通算話数 | 放送日   | サブタイトル            | 脚本                 | 監督       | ゲスト | 備考 |
| ------ | -------- | -------- | ----------------------- | -------------------- | ---------- | --- | --- |
| 第16話 |          | 1月5日   | 獅子舞いの逆襲          | 山崎巌               | 江崎実生   | 亀石征一郎、右京千晶、浜田晃、潮万太郎、田中浩、西沢まち、河野弘、中村正八、谷津勲、森洋、萩原勇治、松野進、本田昭夫、中村舟三郎                                                                                                 | （通算第120話） |
| 第17話 |          | 1月12日  | 無礼討ち返上            | 小川英、胡桃哲       | 江崎実生   | 竹下景子、赤塚真人、槇ひろ子、沼田曜一、波戸崎徹、滝川潤、久遠利三、阿部希郎、亀山靖博、中島正二、中島一男、原博美、津々井功二、平沢信夫、大島光幸、伊奈貫太、吉中正一、村上豪                                                   | 夕霧登場 |
| 第18話 |          | 1月19日  | 捨て子騒動始末記        | 山浦弘靖             | 手銭弘喜   | 岡田可愛、松木路子、山本紀彦、山本廉、青野平義、水村泰三、轟謙二、湊俊一、河村祐三子、木村有里、片山滉、横山勝一、伊藤充、池田功                                                                                                 | 夕霧登場 |
| 第19話 |          | 1月26日  | 人斬り稼業に明日はない! | 中野顕彰             | 丸輝夫     | 竜崎勝、沢井桂子、稲葉義男、宮口精二、岡部正純、野口元夫、波戸崎徹、木村博人、光秋次郎、平沢信夫、津々井功二、松本啓子、真鍋栄理子、佐藤孝輔、福留幸夫、本田昭夫                                                                 | |
| 第20話 |          | 2月2日   | みなごろし長屋騒動      | 武末勝               | 江崎実生   | 浜田光夫、工藤明子、天草四郎、高野眞二、福山象三、武藤章生、中島正二、津々井功二、加藤茂雄、山下勝也、波戸崎徹、杉浦千江子、東静子、川口節子、岩瀬ゆう子、花島恭子                                                               | |
| 第21話 |          | 2月9日   | 仇討ち無情              | 中野顕彰             | 江崎実生   | 石川博、小林昭二、加賀邦男、筑柴こま鶴、真山京子、鮎川浩、沼田曜一、竜崎一郎、北川陽一郎、武田一彦、倉島襄、高松政雄、川野耕司、片桐陽子、平沢信夫、大野広高、生方中、菅原慎予                                                   | |
| 第22話 |          | 2月16日  | 十手と十字架            | 小川英、四十物光男   | 丸輝夫     | 島田順司、岩井友見、潮健児、草薙幸二郎、須藤健、弘松三郎、久遠利三、池田生二、采野圭子、波戸崎徹、吉中正一、津々井功二、柿木恵至、川口節子、中村光次郎、村上豪、湯本綾野、中島一男、白木万理                                     | |
| 第23話 |          | 2月23日  | 恐怖の爆破作戦!         | 山浦弘靖             | 西山正輝   | 江夏夕子、高城淳一、誠直也、天本英世、津田亜矢子、鶴見丈二、轟謙二、玉織倫江、若原初子、村上豪、平沢信夫、中島一男、本田昭夫、松野進、宮沢勇、原博美、白木万理                                                                   | 内藤勘解由、夕霧登場 |
| 第24話 |          | 3月2日   | 裏切りの報酬            | 蘇武路夫             | 手銭弘喜   | 吉田輝雄、水上竜子、清川新吾、白木万理、大村千吉、町田博子、上田忠好、西沢武夫、波戸崎徹、門脇三郎、竹口安芸子、中島正二、町田有弘、平沢信夫、村上豪、岩瀬ゆう子                                                                 | |
| 第25話 |          | 3月9日   | 女房殺しの罠            | 山浦弘靖             | 西山正輝   | 人見きよし、松山照夫、見明凡太朗、富山真砂子、桜田千枝子、外野村晋、玉川長太、流あゆ子、河野弘、峯秀一、毛利幸子、中村英生、中島正二、平沢信夫、村上豪、中島一男、本田昭夫、西条なみ                                             | |
| 第26話 |          | 3月16日  | さらば珊次郎!           | 山崎巌               | 江崎実生   | 安田道代、勝部演之、佐々木孝丸、榎木兵衛、永野裕紀子、北九州男、藤山浩二、夏木順平、波戸崎徹、中島正二、東川舎鶴丸、中島一男、平沢信夫、原博美、津々井功二                                                                       | 内藤勘解由登場、くれないお蝶初登場、珊次郎降板、夕霧降板（通算第130話） |
| 第27話 |          | 3月23日  | 火を招く狼の群れ!       | 池田一朗             | 斎藤光正   | 中村玉緒、須賀不二男、伊豆肇、天津敏、中庸介、左右田一平、馬場勝義、尾崎孝二、高橋義治、遠矢孝信、柿木恵至、記平佳枝、井口義亮、吉中正一、白木万理                                                                               | 内藤勘解由登場（通算第131話） |
| 第28話 |          | 3月30日  | 怪盗組織に潜入せよ!     | 中野顕彰             | 坪島孝     | 沢村宗之助、石山律雄、堺左千夫、松山照夫、白木万理、高崎稔、野口英行、福田薫、花岡菊子、新井孝吉、毛利幸子、柿木恵至、伊奈貫太、久野秦子、福留幸夫、佐藤好将、高橋利道                                                           | 里見版で金太初登場だが「音兄い」とよぶ |
| 第29話 |          | 4月6日   | 恐怖の辻斬り            | 長野洋、小川英       | 山崎大助   | 竹下景子、村上冬樹、立花直樹、南原宏治、日野道夫、田原千之右、片山滉、玉織倫江、松本啓子、甲斐武、香川リサ、吉中正一、大島光幸、伊藤浩市                                                                                         | |
| 第30話 |          | 4月13日  | 夢に賭けた大泥棒        | 池田一朗、小川英     | 手銭弘喜   | 島田正吾、古谷一行、川崎あかね、伊吹総太朗、大前均、福山象三、灰地順、鮎川浩、宮島誠、清水彰、最上龍二郎、貫洞卓史、高松政雄、久本昇、田中久子、高橋義治、佐藤好将、高橋利道                                                     | 名乗順 お蝶→音次郎→井坂→お吉 |
| 第31話 |          | 4月20日  | 男の涙                  | 小川英、中野顕彰     | 手銭弘喜   | 京春上、島田順司、神田隆、原口剛、浅野進治郎、中井啓輔、長澄修、福田公子、植村謙二郎、中村孝雄、水野善行、山田禅二、亀井三郎、青木卓司、無双信、小林崇久、西川信吾、細川智、戒能邦人、南郷成吉、石川隆昭                         | |
| 第32話 |          | 4月27日  | 殺しを呼んだ御用金      | 山浦弘靖             | 宮越澄     | 岡崎二朗、北川美佳、渥美国泰、井上博一、庄司永建、上田忠好、向井淳一郎、本田龍彦、柿木恵至、渡辺高光、甲斐武、伊奈貫太、高橋義治、大島光幸、渡辺真六、佐藤好将、高橋利道、酒井務、立花かおる、白木万理                           | 内藤勘解由登場 |
| 第33話 |          | 5月4日   | 恐怖の脱出作戦          | 胡桃哲、小川英       | 内出好吉   | 長谷川明男、江見俊太郎、江夏夕子、藤岡重慶、田中浩、野口元夫、山本正明、東大二郎、高橋義治、滝川潤、伊奈貫太、斉藤勝信、有川兼光、尾崎孝二、遠矢孝信、井口義亮                                                                   | 内藤勘解由登場 タイトルとBGM一致 |
| 第34話 |          | 5月11日  | 復讐は俺にまかせろ!     | 中野顕彰             | 内出好吉   | 町田祥子、片岡五郎、黒木進、北原義郎、高杉玄、小倉雄三、上野郁巳、加藤茂雄、山下勝也、柿木恵至、小貫瑞恵、川部修詩、伊奈貫太、吉中正一、甲斐武、佐藤好将、大島光幸、伊藤浩市、山野辺邦弘、鈴木実                                 | 内藤勘解由登場 名乗り 音次郎→お蝶→井坂 |
| 第35話 |          | 5月18日  | 非情の町の掟            | 藤末勝               | 江崎実生   | 今出川西紀、小栗一也、浜田光夫、宮口二郎、三夏伸、河村憲一郎、河村弘、中島正二、中平哲仟、木島一郎、里木左甫良、福田トヨ、川越たまき、高杉哲平、柿木恵至、山下和行、松尾悟、和田正義                                             | |
| 第36話 |          | 5月25日  | 謎の連続誘拐事件        | 山崎巌               | 江崎実生   | 高城淳一、白木万理、高野眞二、杉田景子、内田勝正、大木正司、堤光子、石丸博也、山本武、田中志幸、松尾悦子、出射光子、福留幸夫、山野辺邦弘、池永寿見子、伊藤浩市、甲斐武                                                           | |
| 第37話 |          | 6月1日   | 切腹はご免だ!           | 山浦弘靖             | 松尾昭典   | 北沢彪、白木万理、近藤宏、菊容子、丹羽又三郎、小沢直子、山田禅二、安藤純子、榎木兵衛、笹川恵三、杉浦千江子、大島光幸、伊藤浩市、塚田末人、多田幸雄、宇留木康二、高橋健二、鈴木弘道、古今亭志ん駒                                 | 井坂道場破り→参った作戦 心得の条は井坂、お吉。音次郎は小田原から馬で駆けつけている途中。 罪状は井坂。名乗り：井坂→お吉 伝法寺は近藤成敗前に「隠密同心伝法寺隼人遅ればせながらただいま惨状」 |
| 第38話 |          | 6月8日   | 殺意なき殺人            | 小川英、四十物光男   | 松尾昭典   | 川地民夫、水上竜子、河村弘二、小笠原弘、団巌、高松政雄、永谷悟一、斉藤勝信、金松隆、橋本恵美子、福留幸夫、吉中正一、和田正義、蟹沢良恵、山野辺邦弘、甲斐武、鈴木実、井口義亮、古今亭志ん駒                                       | OP胡蝶のストップモーション変更 音次郎はかつて矢作二刀流道場の龍虎といわれていた |
| 第39話 |          | 6月15日  | 金のなる木で人が死ぬ    | 中野顕彰             | 手銭弘喜   | 和田浩治、田中春男、鈴木瑞穂、森章二、松木聖、市村昌治、亀井三郎、晴海勇三、武田昌之、渡辺高光、津路清子、井口義亮、久本昇、甲斐武、上沢知子、鈴木実、山下知行、松田真理、白木万理、古今亭志ん駒                                 | 内藤勘解由登場 胡蝶欠席 ラスボスは商人 心得の条は合流パターン 和田浩治も心得の条、立ち回り参加 |
| 第40話 |          | 6月22日  | 白頭巾参上 悪を斬る!    | 山浦弘靖             | 手銭弘喜   | 榊ひろみ、白木万理、伊吹総太朗、大前均、山下雄大、水野善行、桂広行、湊俊一、吉田柳児、辻村征史、福留幸夫、山野辺邦弘、和田正義、石井義幸、石崎洋光、鈴木実、井口義亮、古今亭志ん駒                                               | 内藤勘解由登場 胡蝶欠席 心得の条は合流パターン |
| 第41話 |          | 6月29日  | 無宿者仁義              | 中野顕彰             | 丸輝夫     | 松川勉、水原麻記、小林昭二、天本英世、江幡高志、山本廉、井上博一、松木路子、鈴木和夫、沢村いき雄、池田生二、直木みつ男、中島正二、森今日子、中村光次郎、記平佳枝、吉中正一、柿木恵至、甲斐武、伊藤浩市、佐藤京太郎               | 内藤勘解由登場 立ち回り参加「旗本寄合席内藤勘解由だ！」 胡蝶欠席 心得の条は一斉スタートパターン |
| 第42話 |          | 7月6日   | 渡る世間に鬼がいた      | 山崎巌               | 小沢啓一   | 賀川雪絵、大山克巳、田島義文、木村元、蟹江敬三、丹古母鬼馬二、立花かおる、佐藤宏之、木田三千雄、遠藤義徳、宮本曠二朗、桂小かん、御影伸介、三輪猛雄、柿木恵至、前原久影、堀幸子、山下和行、滝川早苗、井口義亮、古今亭志ん駒       | お吉欠席 心得の条は一斉スタートパターン ラスボスは商人 |
| 第43話 |          | 7月13日  | 過去を秘めた謎の女      | 小川英、茶木克彰     | 斎藤光正   | 鮎川いづみ、森幹太、石山政五郎、加地健太郎、陶隆、関戸純方、仙波和之、田畑義彦、花原照子、加藤土代子、片山滉、赤城信、光秋次郎、中村方隆、加藤茂雄、渡辺真六、蟹沢良恵                                                           | 地蔵の鉢巻は薄青、目から涙 凝った演出の心得の条 石山政五郎（きすけ）は善側 ラスボスは商人（元盗賊） |
| 第44話 |          | 7月20日  | 命を賭けた舞い扇        | 山崎巌               | 斎藤光正   | 服部妙子、千波丈太郎、倉島襄、高桐真、富田浩太郎、竹田将二、渡辺千世、東海林一枝、柿木恵至、福留幸夫、伊奈貫太、和田正義、吉中正一、甲斐武、大島光幸、井口義亮、伊藤浩市、鈴木実、久本昇                                         | 内藤勘解由登場 心得の条は合流パターン |
| 第45話 |          | 7月27日  | 消えた死美人            | 大和久守正、五条貴士 | 江崎実生   | 瞳順子、潮万太郎、田中浩、三夏伸、藤山浩二、川上大輔、市原清彦、船渡伸二、相沢治夫、槙ひろ子、川部修詩、奥野匡、松風はる美、紅理子、松本啓子、上沢和子、高橋義治、大島光幸、伊藤浩市、伊奈貫太、立花かおる、古今亭志ん駒         | 内藤勘解由登場 心得の条は合流パターン 音次郎立ち回り二刀流 |
| 第46話 |          | 8月3日   | おんな牢秘話            | 中野顕彰             | 丸輝夫     | 京春上、服部哲治、小笠原弘、堀井永子、森みつる、北川陽一郎、亀井三郎、隅田和世、鈴木治夫、中真千子、北川陽一郎、山田禅二、今井和雄、今村原兵、内藤みどり、記平佳枝、川口節子、東静子、川口義亮、佐藤孝輔、佐藤大亮、古今亭志ん駒 | 内藤勘解由登場 万引きした簪を天上に刺す作戦（胡蝶） 京春上心得の条参加（アップなし） 一斉スタートパターン |
| 第47話 |          | 8月10日  | 死を呼んだ花火地獄      | 小川英、茶木克彰     | 磯見忠彦   | 柳沢真一、鷲尾真知子、五藤雅博、真木沙織、内田勝正、丹羽又三郎、団巌、高木門、滝川潤、中村英生、津田亜矢子、伊吹新、関戸純方、橋本仙三、菅原慎予、福留幸夫、山野辺邦弘、古今亭志ん駒                                             | 心得の条は合流パターン |
| 第48話 |          | 8月17日  | 命を売った女            | 蘇武路夫             | 小沢啓一   | 竹下景子、武藤英司、清水一郎、加藤真知子、大木正司、木島一郎、辻伊万里、多田幸雄、永谷悟一、藤田まゆみ、小松英三郎、高橋義治、伊奈貫太、葛牧輝彦、高松政雄、福留幸夫、山ノ辺邦弘、蟹沢良恵、和田正義、古今亭志ん駒               | 胡蝶欠席 ラスボスは商人 心得の条は合流パターン |
| 第49話 |          | 8月24日  | 花嫁暗殺計画            | 中野顕彰             | 小沢啓一   | 鳥居恵子、深江章喜、植村謙二郎、岩城力也、幸田宗丸、野々浩介、松尾文人、長島寛、西沢武夫、渡辺高光、大島光幸、江梨こあら、林靖子、玉緒倫江、伊奈貫太、甲斐武、伊藤浩市、古今亭志ん駒                                             | お吉欠席 音次郎、前宙で衣装替え 心得の条は一斉スタートパターン |
| 第50話 |          | 8月31日  | 血染の蛇の目傘          | 山浦弘靖             | 丸輝夫     | 松本留美、小沢沙季子、大塚国夫、灰地順、沖田駿一、富田仲次郎、光秋次郎、小倉雄三、西川敬三郎、加藤茂雄、伊奈貫太、田川恒夫、林光子、二松絹枝、大島光幸、立花かおる                                                               | 内藤勘解由登場 胡蝶欠席 下っ端との立ち回り中に心得の条 |
| 第51話 |          | 9月7日   | 逆転 隠密同心!          | 中野顕彰             | 宮越澄     | 稲葉義男、佐々木孝丸、庄司永建、小野恵子、相原巨典、大塚崇、直木みつ男、亀井三郎、仙波和之、新草恵子、山田禅二 | 胡蝶欠席 地蔵の鉢巻は薄青、この月の集合場所は絵馬堂 内藤家の菩提寺は妙真寺 内藤勘解由が勘定奉行に推挙されるが、実は隠密同心と切り離すための敵側の計略。 実は勘解由は７年前に勘定奉行に就任したが、祝品に爆薬が仕掛けられており妻子が犠牲になっていた。それ以来生来の遊び好きを演じる事とし、老中から密かに隠密支配を任命され、公儀隠密（隠密廻り同心）の統括を行っている。 心得の条は一斉スタートパターン（乗馬） 内藤勘解由立ち回り参加 |
| 第52話 |          | 9月14日  | 謎の男を追え!           | 蘇武道男             | 手銭弘喜   | 和田浩治、新井麻夕美、吉田義夫、江見俊太郎、井上博一、陶隆、木村元、立川雄三、竹田将二、柳瀬志朗、中島元、近松敏夫、高橋義治、渡辺高光、池田功柿木恵至、山ノ辺邦弘、立花かおる                                                   | 胡蝶欠席 お吉は読唇術ができる 心得の条は一斉スタートパターンからの和田浩治合流 和田も立ち回り参加 ラスボスは暗闇の五郎蔵 |
| 第53話 |          | 9月21日  | 初夜に消された恋女房    | 武末勝               | 江崎実生   | 岡崎二朗、菊容子、小栗一也、中庸助、中島正二、保科三良、島田彰、宇留木康二、福留幸夫、高杉哲平、飯田悦子、川口節子、松田真里、橋本恵美子、大島光彦、伊藤浩市、佐藤京太郎、高橋義治、伊奈貫太、古今亭志ん駒                       | 胡蝶欠席 心得の条音次郎+井坂とお吉別行動 音次郎二刀流 |
| 第54話 |          | 9月28日  | さまよえる暗殺集団      | 胡桃哲、小川英       | 吉川一義   | 田村亮、片岡五郎、村井国夫、光川環世、内田勝正、黒部進、古今亭志ん駒 | 内藤勘解由登場、立ち回り参加：隠密支配とは名乗らず 胡蝶欠席 心得の条は合流パターン |
| 第55話 |          | 10月5日  | 喧嘩三味線うすなさけ    | 中野顕彰             | 坪島孝     | 中条きよし、武原英子、勝部演之、高岡健二、宗方奈美、頭師孝雄、浅野進治郎、鈴木志郎、井口義亮、西沢武夫、櫻川ぴん助、林光子、高地由乃、渋谷さだ子、豊田喜良、山野辺邦弘                                                           | 内藤勘解由登場、心得の条、立ち回り参加「旗本寄合席内藤勘解由だ」 心得の条は合流パターン後一斉スタート 胡蝶欠席 |
| 第56話 |          | 10月12日 | 反逆の女猫              | 武末勝               | 江崎実生   | 西尾三枝子、長谷川明男、北村総一朗、高木均、植村謙二郎、小笠原弘、大村千吉 | 内藤勘解由登場、立ち回り参加「旗本寄合席内藤勘解由」 胡蝶欠席 心得の条は合流パターン |
| 第57話 |          | 10月19日 | 傷だらけのめぐり逢い    | 山本英明、小川英     | 斎藤光正   | 酒井修、呉恵美子、小林昭二、松木路子、加地健太郎、立花かおる | 胡蝶欠席 凝った演出の心得の条 ラスボスは闇の長兵衛 |
| 第58話 |          | 10月26日 | 人斬りに惚れた女        | 中野顕彰             | 斎藤光正   | 竜崎勝、円山理映子、柴田侊彦、田島義文、隅田和世、南祐輔、邦創典、高橋義治、霞涼二、本田龍彦、町田幸夫、伊奈貫太、出射みつ子、柿木恵至、古今亭志ん駒                                                                             | 内藤勘解由登場 胡蝶欠席 飛脚問屋に香典を頼むことが暗殺の依頼パターン 心得の条は行進なし |
| 第59話 |          | 11月2日  | 黒手首におびえる女      | 山浦弘靖             | 松尾昭典   | 二本柳俊衣、門岳五郎、田中浩、たくみさよ、近藤宏、絵沢萌子、葛巻輝彦、山田禅二、汐見直行、波戸崎徹、七海わたる、吉中正二、山野辺邦弘、山下和行、福留幸夫、甲斐武、渡辺真六、伊藤孝市、森洋、渡辺徹、大貫幸雄、武内孝吉           | 心得の条は合流パターン |
| 第60話 |          | 11月9日  | 女の肌に竜が泣く        | 津田幸夫             | 内藤三郎   | 水原麻記、田口計、池田秀一、長谷川明男、沖田駿一、富田仲次郎、向井淳一郎、木下ゆず子、小高まさる、吉中正一、伊藤浩市、大島光幸、橋本恵美子                                                                                       | お吉欠席 心得の条行進は一斉スタートパターン胡蝶中心、左音次郎、右井坂 池田秀一は立ち回りシーンに参加 |
| 第61話 |          | 11月16日 | かわら版武士道          | 胡桃哲、小川英       | 松尾昭典   | 新克利、片山真由美、浜田寅彦、横森久、武内亨、伊藤麻紀、袋正、真鍋明子、中寛二、高橋義治、大島光幸、柿木恵至、井口義亮、麻生龍、藤田康之、山下和行、伊奈貫太、古今亭志ん駒                                                       | 胡蝶欠席 心得の条は合流パターンお吉中心 |
| 第62話 |          | 11月23日 | 初見参 夜叉面の女       | 中野顕彰             | 宮越澄     | 大出俊、倉野章子、田武謙三、片山滉、久遠利三、多田幸雄、斉藤英雄、柄沢英二、山口譲、北川博子、新井純、高橋義治、井口義亮、堀田秀康、山口いづみ                                                                                   | 胡蝶欠席 いさり火お紺初登場（通算第166話） 内藤勘解由不在につき直々に大目付脇田備前守から指令 馬を走らせながら心得の条（51話と同じカット） 証の懐剣は梅紋ではなく一つ葵 |
| 第63話 |          | 11月30日 | 必死の金庫破り!         | 胡桃哲、小川英       | 長谷部安春 | 吉田義夫、小野千春、伊達三郎、小野川公三郎、土方弘、佐野哲也、三上剛、玉村駿太郎、岩城力也、小寺大介、松原秀、井上由起夫、山中康子、手塚敏夫、大矢兼臣、吉中正一、山之辺弘、福留幸夫、甲斐武、八木秀司                           | 胡蝶欠席 OPタイトル変更 |
| 第64話 |          | 12月7日  | 大江戸市街戦            | 中野顕彰             | 長谷部安春 | 浜田光夫、田島令子、成瀬昌彦、山本清、高木二朗、林孝一、今村原兵、大浜詩郎、山本武、伊藤浩市、柿木恵至、林光子、福留幸夫、蟹沢良恵、益子隆充、豊田喜良、山之辺弘                                                                 | 胡蝶欠席 |
| 第65話 |          | 12月14日 | 血ぬられた黄金の罠      | 武末勝               | 松森健     | 江夏夕子、福山象三、清川新吾、中谷一郎、大村千吉 | 立ち回り中に心得の条 |
| 第66話 |          | 12月21日 | 小さな目撃者            | 胡桃哲、小川英       | 吉川一義   | 水上竜子、今井健二、小鹿番、弘松三郎、池田恭子、沖田駿一、仙波和之、鈴木和夫、田川勝雄、宗近晴見、片山滉、木島進介、歌川千恵、田中一、亀井三郎、加藤茂雄、柿木恵至、吉中正一、林光子、伊奈貫太                                   | お紺欠席 内藤勘解由登場 隼人、途中まで別撮りアングル 心得の条行進は一斉スタートパターン、ゲストのおちえも心得の条に参加 |
| 第67話 |          | 12月28日 | 対決 非情の十手         | 服部一久             | 宮越澄     | 森次晃嗣、今福正雄、有吉ひとみ、榊ひろみ、南道郎、中庸助、鮎川浩、南道郎、尾崎孝二、大島光幸、関国磨、山田芳夫、今村堅光、柿木恵至、国創典、堀田雅己、花原照子                                                                   | お紺欠席 心得の条行進は一斉スタートパターン＋それぞれの顔のアップのカットイン付き |

1975年
| 話数    | 通算話数 | 放送日   | サブタイトル                   | 脚本             | 監督       | ゲスト | 備考 |
| ------- | -------- | -------- | ------------------------------ | ---------------- | ---------- | --- | --- |
| 第68話  |          | 1月4日   | 「盗まれた花嫁」               | 中野顕彰         | 丸輝夫     | 小柳ルミ子、田辺靖雄、村上冬樹、江見俊太郎、晴海勇三、松尾文人、滝川潤、山口奈美、大島光幸、吉中正一、山田禅二、井口義亮、豊田喜良、高橋義治記平佳枝、東静子、柿木恵至、鈴木実、伊奈貫太                       | （通算第172話） 内藤勘解由登場 胡蝶欠席 心得の条は音次郎、井坂、お吉のみ                                                                                          |
| 第69話  |          | 1月11日  | 「悲恋 黒絵馬の女」            | 津田幸夫         | 松尾昭典   | 二本柳俊衣、伊達三郎、河村弘二、長尾秦子、上野山功一、玉村駿太郎、小園蓉子、津村秀祐、如月寛多、甲斐武、伊藤浩市、吉中正一、寄木慶子、宮家芳文、福留幸夫、山ノ辺邦弘、蟹沢良恵、和田正義                       | 内藤勘解由登場 お紺欠席 三味線の音色とゲストの小扇の歌声に合わせての心得の条（音次郎、井坂のみ）                                                                  |
| 第70話  |          | 1月18日  | 「命の鍵をあけろ!」            | 山浦弘靖         | 内藤三郎   | 竜崎勝、桜田千枝子、沢井桂子、千波丈太郎、植村謙二郎、副島俊直、蓜島恵子、永谷悟一、八幡源太郎、柿木恵至、田原千之右、大島光幸、福留幸夫、吉中正一、山ノ辺邦弘、和田正美、佐藤京太郎、古今亭志ん駒             | 内藤勘解由登場、立ち回り参加 お紺欠席 心得の条行進は一斉スタートパターン＋心得の条が文字として表示されるパターン                                                  |
| 第71話  |          | 1月25日  | 「音次郎撃たれる」             | 中野顕彰         | 斎藤光正   | 山本耕一、小林勝彦、幸田宗丸、丹古母鬼馬二、川崎公明、進千賀子、市原清彦、平田守、多田幸雄、西川敬三郎、久本昇、中村英生、高橋義治、大島光幸、大貫幸雄、吉中正一、黒川弥太郎                                   | 内藤勘解由登場、立ち回り参加「そして旗本寄合席内藤勘解由だ」 お吉欠席 丹古母鬼馬二ヒゲ無し 心得の条は井坂、胡蝶のみ行進、勘解由、音次郎、お紺は音次郎回復の祝い酒 |
| 第72話  |          | 2月1日   | 「腰抜け武士道」               | 山浦弘靖         | 丸輝夫     | 大門正明、菅貫太郎、小川順子、北村総一郎、関戸純、川口節子、加地健太郎、岡部正純、草間璋夫、山田禅二、戸塚孝、井口義亮、久本昇、大島光幸、高橋義治、石崎洋充、甲斐武、伊藤浩市                                 | 内藤勘解由登場 お吉、胡蝶欠席 心得の条行進はお紺中心、左井坂、中心右音次郎 大門正明も立ち回り参加                                                                 |
| 第73話  |          | 2月8日   | 「恐怖の訪問者」               | 武末勝           | 手銭弘喜   | 増田順司、原田清人、小笠原弘、浜田晃、灰地順、立花直樹、武藤英司、露原千草、荒牧啓子、長島隆一、角友司郎、竹田将二、加藤茂雄、高橋義治、井口義亮、柿木恵至、森岡隆見、斉藤勝信、石崎洋光                       | 内藤勘解由登場、立ち回り参加「旗本寄合席 内藤勘解由」 お吉、胡蝶欠席 地蔵の鉢巻は通常の3分の1程度の幅 心得の条はお紺と井坂、音次郎がそれぞれ別々に行進            |
| 第74話  |          | 2月15日  | 「殺し屋への挑戦状」           | 津田幸夫         | 江崎実生   | 品川隆二、田中浩、富山真沙子、早川研吉、藤山浩二、井上博一、永井玄哉、長尾泰子、田代英子、甲斐武、邦創典、久本昇                                                                                               | 内藤勘解由登場 お吉、胡蝶欠席 心得の条行進は一斉スタートパターン                                                                                                  |
| 第75話  |          | 2月22日  | 「狙われた密会」               | 山浦弘靖         | 手銭弘喜   | 小野武彦、鳥居恵子、野口ふみえ、陶隆、山本昌平、片山滉、石丸博也、野口元夫、大村千吉、立川雄三、山本武、川越たまき、山崎美紀                                                                                   | 内藤勘解由登場 お吉、胡蝶欠席 心得の条行進は一斉スタートパターン                                                                                                  |
| 第76話  |          | 3月1日   | 「過去の恐怖を追え!」          | 山浦弘靖         | 長谷部安春 | 寺田農、中庸介、伊吹聰太朗、八木孝子、北村大造、最上龍二郎、鈴木政晴、松尾文人、松風はる美、柿木恵至、高橋義治、井口義亮、吉中正一、伊藤浩市、甲斐武、石崎洋光、久本昇                                         | 内藤勘解由登場 胡蝶欠席 心得の条行進は一斉スタートパターン 名乗り：音次郎→井坂→お紺→お吉                                                                          |
| 第77話  |          | 3月8日   | 「明日なき逃亡」               | 服部一久         | 井上昭     | 水原麻記、酒井修、野中マリ子、小笠原良知、南道郎、沖田駿一、守田学哉、上野綾子、島津元、高橋義冶、天野美保子、塚田末人、柿木恵至、渡辺貞六、西沢武夫                                                           | 胡蝶欠席 井坂道場破り→参った作戦 心得の条は合流パターン |
| 第78話  |          | 3月15日  | 「隠密同心・胡蝶 炎の彼方に!」 | 中野顕彰         | 江崎実生   | 和崎俊哉、森幹太、丹羽又三郎、市村昌治、池田恭子、木島一郎、野路きくみ、川口節子、東静子、花原照子、笹川恵三、早川五郎、大島光幸、豊田喜良、尾崎孝二、小貫瑞穂、伊藤浩市、鈴木実、小貫幸雄、斎藤勝信           | くれないお蝶殉職 内藤勘解由登場 |
| 第79話  |          | 3月22日  | 「観音像を奪回せよ!」          | 胡桃哲、小川英   | 長谷部安春 | 郷鍈治、村上冬樹、人見明、幸田宗丸、阿藤海、中村竜三郎、太刀川寛、市地洋子、仙波和之、むつみ愛、武田一彦、八幡源太郎、斉藤英雄、氷室浩二、石崎洋光、初川久、大島光幸、紅理子                                   | 内藤勘解由登場 |
| 第80話  |          | 3月29日  | 「前科なき殺人者」             | 中野顕彰         | 小沢啓一   | 新藤恵美、川地民夫、高品格、黒部進、北原義郎、中島葵、植村謙二郎、武藤章生、永谷悟一、亀淵友香、大友純、大前田武、富士乃幸夫、林光子、むつみ愛                                                                 | |
| 第81話  |          | 4月5日   | 「非情の囮作戦」               | 武末勝           | 小沢啓一   | 松山英太郎、石橋蓮司、片桐陽子、東郷晴子、黒川弥太郎、田島義文、宇留木康二、大宮幸悦、加藤茂雄、吉中正一、新井一夫、津路清子、甲斐武                                                                           | |
| 第82話  |          | 4月12日  | 「恐怖の人間標的」             | 胡桃哲、小川英   | 松尾昭典   | 橋本功、八名信夫、浅利香津代、近藤宏、小橋謙士、野呂圭介、福岡正剛、柳瀬志朗、浅若芳太郎、山口博義、大島光幸、宮家芳文、記平佳枝、久本昇、柿木恵至、伊奈貫太、高橋義冶、江口義亮                               | 内藤勘解由登場 |
| 第83話  |          | 4月19日  | 「血を呼ぶ鬼同心」             | 武末勝           | 外山徹     | 和田浩治、水上竜子、福山象三、晴海勇三、小坂生男、弘松三郎、戸塚孝、江口義亮、笹川恵三、里見たかし、星野富士男、久保田鉄男、高橋義冶、築地博、富士谷ひろみ、大島光幸、柿木恵至、久本昇、伊奈貫太               | 内藤勘解由登場 |
| 第84話  |          | 4月26日  | 「怪盗お役者変化」             | 中野顕彰         | 手銭弘喜   | 長谷川明男、藤山浩二、三島史郎、松木路子、むつみ愛、うえずのぼる、野口元夫、最上龍二郎、津々井和枝、山下雅大、久本昇、田川勝雄、森下明、高橋義冶、亀井三郎、福留幸夫、伊奈貫太                                 | 「地蔵の新しい鉢巻（青）」が隠密同心集合の合図 ゲストと共に心得の条                                                                                               |
| 第85話  |          | 5月3日   | 「囚人護送の罠」               | 服部一久         | 手銭弘喜   | 東野孝彦、深江章喜、北川美佳、片岡五郎、丘ゆり子、富田仲次郎、吉田豊明、郡司良、中島正一、波戸崎徹、広田正光、宇留木康二、東大路昌治、前原久影、福本潤、むつみ愛、荻原紀、山乃辺邦弘、石崎洋光、池田功、紅理子 | ゲストと共に心得の条 |
| 第86話  |          | 5月10日  | 「傷だらけの十手」             | 加賀美しげ子     | 長谷部安春 | 西沢利明、岩本多代、田中浩、阿藤海、藤江リカ、和沢昌治、小林千恵、石山雄大、宮廻夏穂、片山滉、山田禅二、瀧義郎、大出洋行、吉中正一、伊奈貫太、久本昇、甲斐武、井口義亮、大島光幸、柿木恵至                     | |
| 第87話  |          | 5月17日  | 「殺人依頼の謎」               | 武末勝           | 長谷部安春 | 渡辺篤史、京春上、山本麟一、工藤明子、依田英助、高桐真、加地健太郎、石丸博也、庄司永建、横井時雄、石崎洋光、花原照子、福留幸雄、山ノ辺邦弘、和田正義、高橋義治                                                 | |
| 第88話  |          | 5月24日  | 「必殺! 忍者群団」             | 中野顕彰         | 外山徹     | 奈良富士子、渥美国泰、外山高士、増田順司、嵐まこと、千波丈太郎、田中幸四郎、倉島襄、采野圭子、折尾哲郎、高橋義治、邦創典、豊田喜良、大島光幸、荻原記、柿木恵至、福留幸夫                                       | 井坂「俺たちが知ったが最後、見逃すわけにはゆかん」 |
| 第89話  |          | 5月31日  | 「命預けた怨み節」             | 武末勝           | 宮越澄     | 榊ひろみ、黒川弥太郎、菅貫太郎、和崎俊哉、剣持伴紀、吉田義夫、吉田友紀、大村千吉、清水理恵、北川陽一郎、杉山元、尾崎考二、山本恵子、伊奈貫太、八幡源太郎                                                       | 内藤勘解由登場 |
| 第90話  |          | 6月7日   | 「華やかな狙撃者」             | 胡桃哲、小川英   | 斎藤光正   | 赤座美代子、山本昌平、神田隆、むつみ愛、黒川弥太郎、轟謙二、沖田駿一、山下哲男、塚田末人、柿木恵至、宇留木康二、蟹沢良恵、安田秦三、伊奈貫太、石崎洋光                                                         | 内藤勘解由登場 |
| 第91話  |          | 6月14日  | 「大江戸血の抗争」             | 中野顕彰、胡桃哲 | 斎藤光正   | 犬塚弘、高木均、進千賀子、原口剛、弘松三郎、河村祐三子、晴海勇三、むつみ愛 | 内藤勘解由登場 名乗り：音次郎→お紺→お吉→井坂 立ち回り中に心得の条                                                                                                 |
| 第92話  |          | 6月21日  | 「殺しの招待状」               | 中野顕彰         | 丸輝夫     | 竜崎勝、珠めぐみ、人見きよし、福山象三、田中美幸、むつみ愛、大木正司、亀山靖博、山田禅二、若原初子、音羽久米子、今井和雄、加藤茂雄、大島光幸                                                                   | 内藤勘解由登場 |
| 第93話  |          | 6月28日  | 「流血の侍志願」               | 武末勝           | 江崎実生   | 高木彩、藤間文彦、浜田晃、植村謙二郎、伊沢一郎、進藤幸、堀勝之祐、波戸崎徹、荻原紀、吉中正一、永谷悟一、築地博、久本昇、山下勝也、柿木恵至、上野郁巳、鈴木輝江                                                 | 内藤勘解由登場 |
| 第94話  |          | 7月5日   | 「地下に眠る美女」             | 山浦弘靖         | 江崎実生   | 今出川西紀、久富惟晴、深江章喜、森秋子、目黒幸子、太刀川寛、鈴木敬晴、長浜鉄平、川部修詩、笹川恵三、田川勝雄、東静子、むつみ愛、石崎洋光、伊奈貫太、鈴木実、大島光幸                                           | |
| 第95話  |          | 7月12日  | 「傷だらけの復讐」             | 横田与志         | 長谷部安春 | 岡崎二朗、山添多佳子、北川美佳、田中浩、山岡徹也、千波丈太郎、風間杜夫、藤山浩二、嵐勘忍、じん弘、伊藤光一、円谷文彦、玉村駿太郎、吉中正一、井口義亮、堀礼文                                                   | |
| 第96話  |          | 7月19日  | 「暗殺者たちの罠」             | 中野顕彰、胡桃哲 | 内藤三郎   | 若林豪、北原義郎、金井大、千葉敏郎、山田厚子、仙波和之、むつみ愛、倉島襄、矢野間啓二、田頭信幸、大宮孝悦、吉中正一、井口義亮、久本昇、甲斐武、石崎洋光、長野明彦                                               | |
| 第97話  |          | 7月26日  | 「必死の逃亡者」               | 山崎巌           | 外山徹     | 南城竜也、武藤英司、市毛良枝、幸田宗丸、五味龍太郎、小沢沙季子、井上三千雄、生田くみ子、田所千津子、戸塚考、柿木恵至、吉中正一、福留幸夫、内藤亜紀子、蟹沢良恵、森洋、和田正義、伊奈貫太、大貫幸雄             | 内藤勘解由登場 内藤が名乗っている間に早変わり 立ち回りBGM「砂の枕」                                                                                               |
| 第98話  |          | 8月2日   | 「情無用の大盗賊」             | 武末勝           | 手銭弘喜   | 市川好朗、植木まり子、外山高士、藤岡重慶、木村元、松川純子、美川陽一郎、弘松三郎、原田力、森下明、市村昌治、高橋義治、久本昇、柿木恵至、大島光幸、井口義亮、吉中正一、甲斐武、石崎洋光、伊奈貫太、片岡一       | |
| 第99話  |          | 8月9日   | 「無残!! 父と娘の詩」          | 中野顕彰、胡桃哲 | 手銭弘喜   | 森次晃嗣、斎藤こず恵（子役）、細川俊夫、見明凡太朗、森章二、八木孝子、片岡五郎、早川研吉、花原照子、奥野匡、木田三千雄、花原照子、池田功、佐藤京太郎、小坂生男                                                 | |
| 第100話 |          | 8月16日  | 「替え玉脱獄作戦」             | 中野顕彰         | 高橋勝     | 品川隆二、内田勝正、近藤宏、亀淵友香、吉田豊明、むつみ愛、稲吉靖司、如月寛多、中村時之介、西川敬三郎、草間璋夫、小坂生男、高橋義治、豊田喜良、伊奈貫太、大島光幸、久本昇                                       | 内藤勘解由登場 |
| 第101話 |          | 8月23日  | 「謎の女を張り込め!」          | 胡桃哲           | 小澤啓一   | 内田朝雄、清水めぐみ、富山真沙子、杉江廣太郎、丹羽又三郎、目黒幸子、潮健児、畠山麦、木島一郎、門長太郎、塚田未人、石川徹、田城英子、大貫幸雄、石崎洋光、鈴木実、森岡隆見                                       | |
| 第102話 |          | 8月30日  | 「流転の女」                   | 津田幸於         | 斎藤光正   | 土田早苗（うた吉）、川合伸旺、沼田曜一、富田浩太郎、上野山功一、浅野進治郎、津田亜矢子、井上博一、中島久江、石垣守一、槇ひろ子、鹿島信哉、岩瀬ゆうこ、根本嘉也、橋本恵美子、橘家竹蔵、伊藤麻紀                 | 凝った演出の心得の条 名乗り：音次郎→お紺→井坂→お吉 |
| 第103話 |          | 9月6日   | 「兇悪の侵入者」               | 山崎巌           | 江崎実生   | 松本留美、浜田晃、小栗一也、小瀬格、大森不二香、小林稔侍、波戸崎徹、五十嵐美鈴、武藤章生、成田扶美子、野口一美、大島光幸、井口義亮、田城英子、佐藤京太郎                                                       | 内藤勘解由登場 名乗り；旗本寄合席内藤→隠密同心伝法寺→井坂→お紺→お吉                                                                                               |
| 第104話 |          | 9月13日  | 「捨身の一匹侍」               | 武末勝           | 松尾昭典   | 田村亮、北原義郎、原田清人、小野恵子、久遠利三、薗千雅子、松本健一、山口譲、神山勝、加藤茂雄、片岡一、高橋義治、柿木恵至、宇留木康二、吉中正一、甲斐武、井口義亮、久本昇                                       | アヘンと思われる蓬莱煙草を金太に吸わせる音次郎（実は天竺大麻） 凝ったタイトルバック 一人ずつ切りながら名乗り 凝った立ち回り                                       |
| 第105話 |          | 9月20日  | 「足でかせいだ男」             | 胡桃哲           | 宮越澄     | 高橋元太郎、伊達三郎、北上弥太朗、今福正雄、中山昭二、桐生かほる、花岡菊子、八木喬、若杉英二、宮沢康、柿木恵至、井口義亮、八幡源太郎、伊奈貫太、福留幸雄、森洋、高橋義治、甲斐武                               | 内藤勘解由登場 中山昭二はいい役 |
| 第106話 |          | 9月27日  | 「燃える屍」                   | 中野顕彰         | 江崎実生   | 久富惟晴、西尾三枝子、天草四郎、中村竜三郎、黒部進、近藤準、鈴木和夫、関戸純、川口節子 | 地蔵に巻かれているのは薄青色の鉢巻 立ち回り衣装で心得の条行進 |
| 第107話 |          | 10月4日  | 「幻の殺人者」                 | 中野顕彰         | 内藤三郎   | 柴田侊彦、高品格、郷鍈治、津山登志子、吉田義夫、晴海勇三、高橋義治、甲斐武、吉中正一、久本昇、大貫幸雄、井口義亮、石崎洋光、伊奈貫太、柿木恵至                                                                 | |
| 第108話 |          | 10月11日 | 「暗殺計画 眼には眼を!!」      | 山崎巌           | 宮越澄     | 左右田一平、奈美悦子、蜷川幸雄、大塚吾郎、頭師佳孝、高野眞二、庄司永健、きくち英一、福留幸雄、中庸介、大島光洋、吉中正一、柿木恵至、蟹沢良恵、井口義亮、伊奈貫太、森洋、高橋善治、甲斐武                       | 内藤勘解由登場 |
| 第109話 |          | 10月18日 | 「火花散る隠密七変化」         | 胡桃哲、小川英   | 内出好吉   | 美空ひばり（特別出演）、名和宏、浜田寅彦、勝部演之、多田幸雄、三角八郎、岡崎孝二、石川敏、前原久影、橋本恵美子、佐藤京太郎、甲斐武、伊奈貫太                                                                   | 内藤勘解由登場 |
| 第110話 |          | 10月25日 | 「闇に泣く人肌観音」           | 中野顕彰         | 原田雄一   | 北川美佳、山本紀彦、穂積隆信、内田稔、田口計、加賀邦男、記平佳枝、竹田将二、橋本美恵子、高橋義治、三重街恒二、井口義亮                                                                                         | |
| 第111話 |          | 11月1日  | 「呪いの美人画」               | 渡辺豊彦         | 小澤啓一   | 和崎俊哉、木村元、渥美国泰、幸田宗丸、六本木真、潮健児、斉藤里花、吉田友紀、藤山浩二、中真千子、山田禅二、五月晴子、小高まさる、北川陽一郎、井上三千男、邦創典、松尾文人、清水康晴                             | 潮健志は善人（たいこもち） |
| 第112話 |          | 11月8日  | 「音次郎心中未遂」             | 山崎巌           | 外山徹     | 鮎川いづみ、平泉征、清川新吾、沼田曜一、灰地順、戸塚孝、矢野間啓二、早川絵美、玉井ゆみ、花原照子、久本昇、井口義亮、柿木恵至、大島光幸、吉中正一、石崎洋光、鈴木実、大貫幸男、森岡隆見                         | 内藤勘解由登場 立ち回り中に心得の条 灰地順はただの同心 |
| 第113話 |          | 11月15日 | 「邪魔者を殺せ!」              | 加賀美しげ子     | 小澤啓一   | 亀石征一郎、吉岡秀隆（子役）、霧乃麻耶（子役）、藤岡重慶、田中浩、松木路子、小沢紗季子、天野美保子、高杉玄、中平哲仔、高松政雄、霧乃麻耶、大宮幸悦、高橋義治、吉中正一、森岡隆見、井口義亮、甲斐武             | |
| 第114話 |          | 11月22日 | 「富士に響く銃声!」            | 中野顕彰         | 宮越澄     | 西尾三枝子、中谷一郎、細川俊夫、山本昌平、片山滉、永井譲滋、高橋義冶、尾崎孝二、森下明、尾崎ひろみ、今井和雄、石崎洋幸、亀山靖博、堀田秀康、柿木恵至、吉中六、大島光幸、副島俊直                               | 内藤勘解由登場 音次郎の射撃の腕は超一流 |
| 第115話 |          | 11月29日 | 「渡世人 命の捨て場」          | 武末勝           | 斎藤光正   | 市毛良枝、待田京介、鈴木和夫、田島義文、高津住男、富田仲次郎、小瀬格、早川研吉、滝川潤、大宮幸悦、永谷悟一、奥野匡、鈴木和夫、草間璋夫、永谷悟一、高橋義治、井口義亮、藤田康之、吉中正一、石崎洋光             | |
| 第116話 |          | 12月6日  | 「御用船大爆破」               | 武末勝           | 高橋勝     | 横光勝彦、志摩みずえ、森塚敏、小林勝彦、倉島襄、伊吹聰太朗、近藤準、宮本曠二朗、加地健一、高杉哲平 | 地蔵の鉢巻は薄青色 音次郎二刀流 |
| 第117話 |          | 12月13日 | 「十手に賭ける遊女秘話」       | 山崎巌           | 吉川一義   | 渡辺やよい、久保明、近藤宏、河村弘二、仙波和之、大川時生、三島史郎、荻原紀、吉中正一、森岡隆見、高橋義冶、伊奈貫太、大島光幸                                                                                   | 内藤勘解由登場 |
| 第118話 |          | 12月20日 | 「仕掛けられた前科者」         | 津田幸於         | 鹿島章弘   | 竹下景子、森山周一郎、野村昭子、森川公也、野口元夫、山口仁奈子、丹古母鬼馬二、高田直久、三好美智子、下元勉、久保田鉄夫、渡辺真六、井口義亮、甲斐武、久本昇                                                     | |
| 第119話 |          | 12月27日 | 「隠密同心 一番長い日」        | 中野顕彰         | 松尾昭典   | 高橋昌也、真屋順子、荒谷公之、伊達三郎、丹羽又三郎、風間杜夫、小美野欣二、北条寿太郎、野呂圭介、長浜藤夫、加藤真知子、中川明、玉井謙介、峯田智代、築地博、竹内美香、岩永一陽                                   | |

1976年
| 話数    | 通算話数 | 放送日   | サブタイトル               | 脚本               | 監督       | ゲスト | 備考                                               |
| ------- | -------- | -------- | -------------------------- | ------------------ | ---------- | --- | -------------------------------------------------- |
| 第120話 |          | 1月3日   | 「殺しの夜明け」           | 胡桃哲             | 長谷部安春 | 菅貫太郎、岡崎二朗、田中浩、長谷川澄子、幸田宗丸、池田忠夫、晴海勇三、上野綾子、小高まさる、石山雄大、鹿島信哉、影信之介、今井和雄、東静子、松尾文人、栗原すみ江、加藤茂雄、佐久間亮、植田多華子                 | 内藤勘解由登場（通算第224話）                      |
| 第121話 |          | 1月10日  | 「闇の帝王を裁け!」        | 横田与志           | 吉川一義   | 大田黒久美、柳沢真一、田中明夫、沖田駿一、山崎猛、中村孝雄、小鹿番、北村晃一、加地健太郎、藤岡恵子、角友司郎、田川勝雄、福留幸夫、蟹沢良恵、森洋、斉藤勝信、久本昇                                               |                                                    |
| 第122話 |          | 1月17日  | 「怒りの虚無僧狩り」       | 山崎巌             | 長谷部安春 | 加藤嘉、沙川露里、関戸純、笠原玲子、中村竜三郎、藤山浩二、鈴木政晴、原田力、光秋次郎、高橋義冶、柿木恵至、吉中正一、伊奈貫太、大島光幸、村上久勝、武田倫一、森岡隆見                                             | 井坂、寺子屋を始める 名乗り：井坂→音次郎→お紺→お吉 |
| 第123話 |          | 1月24日  | 「殺しの烙印を消せ」       | 胡桃哲             | 江崎実生   | 浜田光夫、関根世津子、今福正雄、八名信夫、平田守、江幡高志、水野善行、高橋ひとみ、花原照子、遠藤義徳、長藤尚子、石川敏、宇留木康二、三輪猛雄、豊田喜良、蟹沢良恵、渋谷さだこ、森洋                               |                                                    |
| 第124話 |          | 1月31日  | 「芸者殺しの罠」           | 胡桃哲             | 長谷部安春 | 宮口精二、瞳順子、加藤和夫、大村文武、松下達夫、松川純子、大坪日出代、中村時之介、三上剛、福本潤、大東梁佶、相原巨典、富士谷ひろみ、中村寿成、久本昇、八木和子                                                   | 内藤勘解由登場 内藤勘解由に芸者殺しの疑いがかかる  |
| 第125話 |          | 2月7日   | 「雪に舞う女必殺剣!」      | 和久田正明         | 高橋勝     | 新藤恵美、内田勝正、須賀不二男、日野道夫、森章二、村松克己、矢野間啓二、金井進二、明石潮、福本潤、大宮幸悦、笹川恵三、佐藤明美、柿木恵至、荻原紀、車邦秀、大貫幸雄、伊奈貫太                                     | 内藤勘解由登場                                     |
| 第126話 |          | 2月14日  | 「対決! 男の意地」         | 天野恒幸           | 松尾昭典   | 夏八木勲、平泉征、珠めぐみ、近藤宏、弘松三郎、藤代佳子、柳瀬志郎、笠うらら、三原博、片岡一、池田恭子、佐藤京太郎、田城英子、和田正美、森洋、福留幸雄                                                             |                                                    |
| 第127話 |          | 2月21日  | 「無法街の辻駕籠」         | 武末勝             | 外山徹     | 植田峻、北原義郎、嵐まこと、住吉正博、佐野厚子、今井健二、中真千子、前原久影、田中力、戸塚孝、五月晴子、津路清子、津野哲郎、新井一夫、若尾義昭、邦創典、川越たまき、伊藤浩市                                     | 立ち回りラストで音次郎二刀流                       |
| 第128話 |          | 2月28日  | 「江戸に吹く凶悪の嵐」     | 中野顕彰           | 江崎実生   | 和田浩治、武藤英司、二本柳俊衣、中井啓輔、若杉英二、吉田友紀（子役）、木島一郎、多田幸雄、井上三千男、今村洋、川越たまき、美山ゆみ、西沢武夫、内田慎一、岩下美穂、大屋光子                                       |                                                    |
| 第129話 |          | 3月6日   | 「恋に舞う非情の掟」       | 山崎巌             | 高橋勝     | 川津祐介、天本英世、江見俊太郎、小川順子、須藤健、奥村公延、佐々木梨里、中村孝雄、龍のり子、竹口安芸子、長谷健一郎、上村一也、柿木恵至、高橋義治、伊奈貫太                                                       |                                                    |
| 第130話 |          | 3月13日  | 「美女群盗伝」             | 中野顕彰           | 内藤三郎   | 吉行和子、深江章喜、見明凡太朗、原口剛、安東結子、堀勝之祐、山田禅二、大村千吉、水沢摩耶、鈴木志郎、本多洋子、藤岡磨里、秋元羊介、杉山元、橋本恵美子、中野いずみ、山本恵子、伊東元春、荒木肇                     |                                                    |
| 第131話 |          | 3月20日  | 「恐怖の町人斬り」         | 中野顕彰、山崎巌   | 松尾昭典   | 池波志乃、山本紀彦、武内亨、佐竹明夫、伊吹聡太朗、槇ひろ子、片岡五郎、山下勝也、高橋義治、蓮見里美、川部修詩、吉中正一、渋谷さだこ、荒木肇、柿木恵至、石崎洋光                                                   | 内藤勘解由登場                                     |
| 第132話 |          | 3月27日  | 「殺しの陰謀」             | 胡桃哲             | 外山徹     | 石田信之、梅野泰靖、梅津栄、遠藤真理子、阿藤海、杉義一、佐藤京一、池田生二、井上三千雄、田川勝雄、花原照子、戸塚孝、香川リサ、辻田矢道、甲斐武、蟹沢良江、寺田涼子、越後友香子、吉中正一、伊奈貫太               |                                                    |
| 第133話 |          | 4月3日   | 「闇夜に咲いた夫婦花」     | 中野顕彰           | 内藤三郎   | 水原麻記、長谷川哲夫、山本麟一、潮健児、沖田駿一、京春上、宗近晴見、磯部稲子、山田禅二、東静子、佐藤京太郎、高橋義冶、久本昇、伊奈貫太、森岡隆見、石崎洋光、鈴木実、柿木恵至                                     |                                                    |
| 第134話 |          | 4月10日  | 「万引姫大奮戦」           | 武末勝             | 原田雄一   | 水沢アキ、深江章喜、横光克彦、人見きよし、滝波錦司、西田昭市、野口元夫、野村光絵、小貫恵子、重盛てる江、吉中正一、久本昇、柿木恵至、薄田拓巳、高橋義冶、大島光幸、安田秦三、井熊典子、橋本恵美子                 |                                                    |
| 第135話 |          | 4月17日  | 「怨みの米騒動」           | 胡桃哲             | 江崎実生   | 本阿弥周子、柴田侊彦、中村竜三郎、長谷川弘、江角英明、柳谷寛、高樹蓉子、今村原兵、きくち英一、波戸崎徹、根本喜也、八代郷子、水田まり、桑原恵子、荒木肇、石川隆昭、井口義亮、村上久勝、森岡隆見、鈴木実、藤田康之 |                                                    |
| 第136話 |          | 4月24日  | 「涙の操り人形」           | 中野顕彰           | 斎藤光正   | 宇津宮雅代、河村弘二、沼田曜一、山本昌平、井上博一、西川敬三郎、三夏伸、浜田柾彦、斉藤英雄、岩瀬ゆうこ、今井和雄、石倉秀子、高橋義治、吉中正一、大島光幸、柿木恵至、荻原紀                                       |                                                    |
| 第137話 |          | 5月1日   | 「誇り高き父子鷹」         | 中野顕彰           | 小沢啓一   | 菅貫太郎、大友柳太郎、林ゆたか、三木聖子、南利明、浅野進治郎、木島一郎、晴海勇三、岸俊也、井口義亮、加藤茂雄、大宮幸悦、今井和雄、吉中正一、伊奈貫太、高橋義冶、今村恒美                                         |                                                    |
| 第138話 |          | 5月8日   | 「大暴れ娘かわら版」       | 中野顕彰           | 高橋勝     | 泉ピン子、川合伸旺、稲葉義男、木村元、倉島襄、橋本仙三、松田洋治、園田裕久、戸塚孝、荻原紀、八木秀司、高橋義冶、音羽久米子、築地博、鹿島信哉、柿木恵至、加藤茂雄                                                 |                                                    |
| 第139話 |          | 5月15日  | 「哀しみの子連れ唄」       | 加賀美しげ子       | 長谷部安春 | 桂木梨江、植村謙二郎、姫ゆり子、川辺久造、村上冬樹、町田祥子、南祐輔、堺左千夫、八名信夫、白石幸長、丸山由利亜、汐見直行、壬村俊太郎、若原初子、伊奈貫太、大島光幸、石崎洋光、林野奈子                           |                                                    |
| 第140話 |          | 5月22日  | 「花火よ夜空を貫け!」      | 胡桃哲             | 黒田義之   | 志垣太郎、服部妙子、草野大悟、三島ゆり子、田中浩、北見治一、久本昇、山口譲、稲川善一、海原俊一、鈴木実、五十嵐美鈴、大貫幸雄、石崎洋光、森岡隆見、甲斐武、柿木恵至                                               |                                                    |
| 第141話 |          | 5月29日  | 「牢破り無情」             | 山崎巌             | 外山徹     | 佐野厚子、江見俊太郎、浜田晃、南城竜也、穂高稔、森章二、関戸純、小坂生男、戸塚孝、野村光絵、花原照子、東静子、久本昇、鈴木章江、千野重康、柿木恵至、伊奈貫太、甲斐武、森岡隆見、井口義亮                         |                                                    |
| 第142話 |          | 6月5日   | 「必殺! 捨身の勝負」       | 中野顕彰           | 高橋繁男   | 渡辺篤史、五味龍太郎、佐藤オリエ、中野誠也、陶隆司、大村千吉、高松政雄、荒木肇、溝呂木但、蟹沢良江、柿木恵至、石崎洋光、久本昇、伊奈貫太                                                                         |                                                    |
| 第143話 |          | 6月12日  | 「血塗られた兄弟の契り」   | 胡桃哲             | 松尾昭典   | 川地民夫、中庸助、島田順司、葉山葉子、松木路子、近藤宏、伊吹聡太郎、鶴賀二郎、風間杜夫、松川純子、小沢幹雄、西沢武夫、都家歌六、岩瀬ゆうこ                                                                       |                                                    |
| 第144話 |          | 6月19日  | 「緋牡丹に賭けた恋」       | 山崎巌、胡桃哲     | 江崎実生   | 竹下景子、小野進也、南道郎、勝部演之、藤山浩二、弘松三郎、畠山麦、波戸崎徹、高樹蓉子、村上幹夫、田中志幸、高橋義冶、久本昇、川崎葉子、鈴木政晴、笹川恵三、築地博、森岡隆見、伊奈貫太、柿木恵至                   |                                                    |
| 第145話 |          | 6月26日  | 「謎の土蔵破り」           | 中野顕彰           | 斎藤光正   | 新藤恵美、加藤嘉、酒井修、山本清、綾川香、小野ひずる、松川純子、吉中正一、大宮幸悦、中西良太、安田秦三、大島光幸、甲斐武、久本昇、高橋義冶                                                                       |                                                    |
| 第146話 |          | 7月3日   | 「鈴の音が俺を呼んだ!」    | 中野顕彰           | 松尾昭典   | 横内正、新海百合子、村上冬樹、中村竜三郎、杉江廣太郎、潮健児、二瓶秀雄、小園蓉子、青木真知子、片岡混、田中澄夫、宇留木康二、高松政雄、三田正水、久本昇、甲斐武、伊奈貫太、山岡葉子                               |                                                    |
| 第147話 |          | 7月10日  | 「用心棒の逆襲」           | 山崎巌             | 外山徹     | 加茂さくら、青木義朗、山岡徹也、庄司永建、西川敬三郎、戸塚孝、小坂生男、神山勝、久本昇、大島光幸、新井一夫、上野綾子、堀田秀庸、野瀬大輔、岩城睦子、今井和雄、八木和子                                           |                                                    |
| 第148話 |          | 7月17日  | 「怪盗 炎の中を走る」      | 中野顕彰           | 宮越澄     | 柴俊夫、和崎俊哉、小松方正、京春上、高杉玄、吉田豊明、山田禅二、宮沢康、森下明、芹沢由美、久本昇、佐々木栄一、田辺洋、俵みゆき、若林初子、加藤茂雄、都家歌六、高山亮一郎、大曲えり子                             |                                                    |
| 第149話 |          | 7月24日  | 「涙で斬った地獄花」       | 中野顕彰、胡桃哲   | 小沢啓一   | 三浦布美子、長谷川明男、五味龍太郎、佐々木孝丸、人見きよし、東郷晴子、村上不二夫、池田駿介、根本嘉也、内海敏彦（子役）、東静子、川口節子、戸塚孝、小坂生男、菊地晋                                               |                                                    |
| 第150話 |          | 7月31日  | 「身代り囚人の罠」         | 中野顕彰、胡桃哲   | 高橋勝     | 柴田侊彦、市毛良枝、今井健二、小林勝彦、宮島誠、藤森健之、片山滉、吉中正一、井口義亮、西沢武夫、あさみ真琴、福留幸夫、大島光幸、高橋義冶、甲斐武、石崎洋光、大貫幸雄、伊奈貫太、柿木恵至                         |                                                    |
| 第151話 |          | 8月7日   | 「三味の音は殺しの調べ」   | 武末勝             | 天野恒幸   | 堀越陽子、斎藤こず恵（子役）、穂積隆信、森章二、大前均、待田京介、本間文子、津路清子、加地健太郎、岩城力也、倉島襄、音羽久米子、林野奈子、佐藤宏之（子役）、林寛一、今井和雄、小坂生男、戸塚孝、岸田森           |                                                    |
| 第152話 |          | 8月14日  | 「明日なき命の代償」       | 胡桃哲             | 池広一夫   | 井川比佐志、入江若葉、北原義郎、伊達三郎、加賀邦男、吉田友紀（子役）、大和義武、高柳真一郎、影山大二、相原巨典、福原秀雄、北川陽一郎、荒木憲、吉中正一、高橋義冶、久本昇、安田秦三、熊谷卓三                     |                                                    |
| 第153話 |          | 8月21日  | 「殺しを呼ぶ賽の目」       | 胡桃哲             | 手銭弘喜   | 亀石征一郎、原田英子、頭師佳孝、長谷川弘、高城淳一、中村竜三郎、増田順司、東大二郎、吉田柳児、大宮幸悦、久本昇、福地華世、高橋義冶、甲斐武、伊奈貫太、森岡隆見、井口義亮                                         |                                                    |
| 第154話 |          | 8月28日  | 「逆転父と娘の絆」         | 中野顕彰           | 山崎大助   | 二木てるみ、灰地順、垂水悟郎、山本紀彦、藤岡重慶、伊沢一郎、植村謙二郎、井上博一、松川純子、鈴木正晴、柳瀬志朗、花原照子、柿木恵至、高橋義冶、吉田みゆき                                                         |                                                    |
| 第155話 |          | 9月4日   | 「密室殺人事件」           | 武末勝             | 江崎実生   | 服部妙子、横光克彦、三ツ木清隆、田中浩、今福正雄、潮万太郎、神山勝、入江正徳、木島一郎、村上幹夫、大宮幸悦、若原初子、橘家円平、築地博、岩瀬ゆうこ、山本恵子                                                     |                                                    |
| 第156話 |          | 9月11日  | 「理由なき殺人」           | 中野顕彰           | 内出好吉   | 伊藤敏孝、剣持伴紀、阿藤海、田中明夫、加藤小代子、日野道夫、矢野間啓二、伊吹聡太朗、麻ミナ、宇乃壬麻、秋元羊介、小坂生男、戸塚孝、星野晃、山本恵子、井口義亮、甲斐武、伊奈貫太、石崎洋光、高橋義冶               |                                                    |
| 第157話 |          | 9月18日  | 「悲しき泥棒稼業」         | 胡桃哲             | 内出好吉   | 片岡五郎、酒井修、津山登志子、天本英世、大村文武、細川俊夫、五十嵐美恵子、晴海勇三、久遠利三、早川研吉、滝川潤、伊藤薫、伊藤浩市、井口義亮、吉中正一、森岡隆見、甲斐武、柿木恵至、久本昇                         |                                                    |
| 第158話 |          | 9月25日  | 「隠密同心お吉銃弾に泣く」 | 胡桃哲             | 江崎実生   | 久富惟晴、江見俊太郎、永井智雄、津田亜矢子、市村昌冶、山下勝也、弘松三郎、井口義亮、吉中正一、久本昇、伊奈貫太、高橋義冶、甲斐武、大貫幸雄、柿木恵至、森岡隆見                                                   |                                                    |
| 第159話 |          | 10月2日  | 「ふたり隠密華麗に参上」   | 中野顕彰           | 長谷部安春 | 郷鍈治、加藤嘉、岩城力也、北城寿太郎、千葉敏郎、土屋靖雄、原田力、片山滉、瀬良明、石川えり子、都家歌六、宇留木康二、猪野剛太郎、亀田秀紀、高橋香理、甲斐武、石崎洋光、久本昇                                     |                                                    |
| 第160話 |          | 10月9日  | 「囚人強奪の謎」           | 中野顕彰           | 長谷部安春 | 北川美佳、下元勉、須藤健、藤山浩二、壬村俊太郎、永井譲滋、団巌、林孝一、久本昇、高橋義冶、原恵子、池田生二、日笠潤一、井口義亮、門脇三郎                                                                         |                                                    |
| 第161話 |          | 10月16日 | 「殺し屋と少年」           | 胡桃哲             | 吉川一義   | 鮎川いずみ、川合伸旺、待田京介、庄司永建、杉義一、大林丈史、松田洋治、藤森健之、竹田将二、目黒幸子、大木史朗、水林和夫、林寛一、斉藤英雄、伊奈貫太、久本昇、高橋義冶、大島光幸、甲斐武                           |                                                    |
| 第162話 |          | 10月23日 | 「夫婦花 無情の十手」      | 山崎巌             | 原田雄一   | 堀越陽子、長谷川明男、成瀬昌彦、中村竜三郎、小坂生男、井口義亮、戸塚孝、岸映子、藤木あけみ、伊奈貫太、高橋義冶、吉中正一、鈴木実、久本昇、甲斐武、柿木恵至                                                       |                                                    |
| 第163話 |          | 10月30日 | 「偽装殺人の罠」           | 武末勝             | 天野恒幸   | 森山周一郎、菅貫太郎、大門正明、頭師佳孝、上原ゆかり、柴田昌、根岸一正、倉島襄、弘松三郎、加藤茂雄、若原初子、伊藤豪、吉中正一、小坂生男、藤田康之、伊藤浩一、高橋義治、三戸部スエ                               |                                                    |
| 第164話 |          | 11月6日  | 「撃滅! 江戸の黒い霧」     | 山崎巌             | 池広一夫   | 内藤武敏、高田敏江、天津敏、広瀬昌助、瞳順子、藤岡重慶、森川公也、青木勇詞、一柳みる、坂部丈昭、門脇三郎、吉中正一、小坂生男、戸塚孝                                                                             |                                                    |
| 第165話 |          | 11月13日 | 「涙の花嫁衣裳」           | 中野顕彰           | 池広一夫   | 水前寺清子、浜田光夫、西村晃、木村元、田中浩、三條美紀、波戸崎徹、中島元、石崎洋光、高橋義治、柿木恵至 |                                                    |
| 第166話 |          | 11月20日 | 「王将に秘めた疑惑」       | 宮川一郎、中野顕彰 | 斎藤光正   | 森次晃嗣、志摩みずえ、五味龍太郎、庄司永建、伊達三郎、影千舟、山田禅二、入江正徳、鹿島信哉、益田愛子、水橋和夫、宇留木康二、草間璋夫、片山滉、大島光幸、甲斐武、吉中正一、久本昇、花柳力之輔                     |                                                    |
| 第167話 |          | 11月27日 | 「銃声は少年の叫び」       | 胡桃哲             | 高橋勝     | 村地弘美、南道郎、長谷川弘、中村孝雄、酒井修、伊藤洋一、戸塚孝、福岡正剛、大東梁佶、岸俊也、今村広則、吉中正一、柿木恵至、石崎洋光、青柳武志、角田英介、福留幸夫、大島光幸、井口義亮、森岡隆見、鈴木実           |                                                    |
| 第168話 |          | 12月4日  | 「十手に賭けた怨み節」     | 中野顕彰           | 松尾昭典   | 二本柳俊衣、杉江廣太郎、有川博、倉野章子、近藤宏、小瀬格、立石涼子、福本潤、大宮幸悦、石川えり子、久本昇、渡辺真六、吉中真六、片岡一、井口義亮、郷内栄樹、岩下純三、戸塚孝                                       |                                                    |

1977年
| 話数    | 通算話数 | 放送日   | サブタイトル                 | 脚本                   | 監督       | ゲスト | 備考 |
| ------- | -------- | -------- | ---------------------------- | ---------------------- | ---------- | --- | --- |
| 第169話 |          | 1月1日   | 「女盗賊初春に舞う」         | 胡桃哲                 | 吉川一義   | 八名信夫、片桐夕子、田口計、宮口二郎、山本紀彦、大森暁美、原恵子、稲川善一、会田由来、田辺洋、門脇三郎、時任ゆかり、野口利明、野瀬大輔、大屋光子、池田誠一、時任やまと、多田禎亜、石川えり子           | （通算第273話）                                                                                           |
| 第170話 |          | 1月8日   | 「危機一髪 殺しの切札」      | 中野顕彰               | 斎藤光正   | 峰岸徹、結城しのぶ、武藤英司、人見ゆかり、花原照子、弘松三郎、斉藤英雄、西園寺宏、松沼健、吉中正一、甲斐武、大宮幸悦、大島光幸、井口義亮、大貫幸雄、藤田康之、高橋義治                                 | |
| 第171話 |          | 1月15日  | 「傷だらけの同心魂」         | 胡桃哲                 | 宮越澄     | 横山リエ、横光克彦、中山昭二、森章二、奈三恭子、勝部演之、長島慶一、八木隆、山田禅二、林孝一、影山丈二、鹿島信哉、花原照子、石川えり子、伊藤漠、関国麿、吉中正一、高橋義治、八幡源太郎                 | |
| 第172話 |          | 1月22日  | 「無残! 盗っ人秘録」         | 蘇武道夫               | 松尾昭典   | 奈美悦子、加藤嘉、堺左千夫、渥美国泰、早川雄三、見明凡太朗、阿部希郎、平野稔、記平佳枝、石川えり子、池田路枝、小海とよ子、井口義亮、甲斐武、石崎洋光、久本昇                                           | |
| 第173話 |          | 1月29日  | 「仇討ち女三味線」           | 山崎巌                 | 天野恒幸   | 大関優子（佳那晃子）、横内正、大村文武、高杉玄、伊藤豪、東静子、北條寿太郎、吉田耕一、武田博、渋谷さだ子、田城英子、福留幸男、久本昇、武田倫一、井口義亮、甲斐武、藤田康之、高橋義治、大竹義夫、星野晃 | |
| 第174話 |          | 2月5日   | 「影なき殺人者の謎」         | 中野顕彰               | 長谷部安春 | 植村謙二郎、本田みちこ、鮎川浩、片岡五郎、和田浩治、垂水悟郎、森幹太、石山雄大、森みつる、近藤準、山本武、松川純子、小笠原まり子、高橋義治、小坂生男、中越司、林寛一                                   | |
| 第175話 |          | 2月12日  | 「必殺剣! 辻斬りの恐怖」     | 胡桃哲                 | 池広一夫   | 吉行和子、左右田一平、木村元、江見俊太郎、稲葉義男、内海敏彦、寄山弘、高杉哲平、松尾文人、宇野壬麻、戸塚孝、大島光幸、井口義亮、吉中正一、竹田博                                                       | |
| 第176話 |          | 2月19日  | 「怒りの白昼殴り込み」       | 中野顕彰               | 松尾昭典   | 杉田景子、北上弥太郎、森章二、伊達三郎、伊沢一郎、須賀不二男、林孝一、吉中正一、立川雄三、林寛一、村上久勝、戸塚孝、柿木恵至、大宮幸悦、岩本照夫、武田博                                               | |
| 第177話 |          | 2月26日  | 「雨の朝江戸に死す」         | 胡桃哲                 | 小沢啓一   | 土屋嘉男、三ツ木清隆、河村弘二、福山象三、小野ひずる、高樹蓉子、榎木兵衛、細川俊夫、藤山浩二、石丸博也、井口義亮、新井一夫、牧野博美、吉岡節子、長井悟、宇留木康二                                     | |
| 第178話 |          | 3月5日   | 「男涙の離縁状」             | 中野顕彰               | 高橋勝     | 亀石征一郎、川合伸旺、上村香子、宮口二郎、水上竜子、田中淳一、杉義一、田村貫、梅沢昌代、中垣一巳、池田生二、五十嵐五十鈴、久本昇、吉中正一、小坂生男、森下明                                           | |
| 第179話 |          | 3月12日  | 「命を賭けたいかさま稼業」   | 胡桃哲                 | 天野恒幸   | 柴田侊彦、織本順吉、城所英夫、亀淵友香、稲吉靖司、近藤準、長島隆一、矢野間啓二、湊俊一、原恵子、三沼慶、伴藤武、松田洋治、加藤茂雄、若原初子、峯田智代、乙黒涼子                                       | 亀淵は内藤の屋敷に奉公するおやすを演じる                                                                  |
| 第180話 |          | 3月19日  | 「殺し屋雨に散る」           | 胡桃哲                 | 松尾昭典   | 和崎俊哉、左時枝、清川新吾、天草四郎、北城寿太郎、岡部正純、小林重四郎、亀淵友香、古川聡、中村時之介、石川えり子、小海とよ子、音羽粂子、戸塚孝                                                         | |
| 第181話 |          | 3月26日  | 「夜桜は死の誘い」           | 中野顕彰               | 原田雄一   | 森次晃嗣、田口計、蟹江敬三、砂塚秀夫、柳家小菊、有馬昌彦、仙波和之、桃山みつる、西園寺宏、大栗清史、森下明、築地博                                                                                     | |
| 第182話 |          | 4月2日   | 「張り込み!」                | 山崎巌                 | 長谷部安春 | 磯野洋子、北原義郎、久富惟晴、森章二、綿引洪、松風はる美、大野雄二、入江正徳、荒井一夫、大竹義夫、甲斐武、志村幸江、大貫幸雄、高橋義治、大島光幸、久本昇、藤田康之                                     | 井坂の家には押し入れから上がる隠し部屋がある。 井坂の論語読み下しは貝塚流。                               |
| 第183話 |          | 4月9日   | 「連続放火魔の謎」           | 下飯坂菊馬、胡桃哲     | 天野恒幸   | 二本柳俊衣、長谷川弘、伊藤めぐみ、下川辰平、沖田駿一、磯村健治、吉田豊明、安田隆、中村竜三郎、ひろ新子、戸塚孝、大宮幸悦、井口義亮、久本昇、柿木恵至、甲斐武、吉中正一、花柳力乃輔                     | |
| 第184話 |          | 4月16日  | 「浪人殺しの陰謀」           | 中野顕彰、胡桃哲       | 宮越澄     | 菅貫太郎、珠めぐみ、長谷川哲夫、佐原健二、武内亨、多田幸雄、小高まさる、北川陽一郎、池田生二、新井一夫、久本昇、八幡源太郎、きくち英一、堀田秀雄、吉中正一、井口義亮、記平佳枝、石川えり子             | |
| 第185話 |          | 4月23日  | 「偽情報の罠」               | 蘇武道夫               | 松尾正武   | 東野英心、久保明、榊ひろみ、江見俊太郎、藤江リカ、大木正司、三夏伸、峰村銀、田村貫、加藤茂雄、畠山麦、青木文武、丹呉年克、甲斐武、大宮幸悦                                                             | |
| 第186話 |          | 4月30日  | 「恐怖の無差別殺人」         | 山崎巌                 | 高橋勝     | 原田大二郎、遠藤真理子、中村孝雄、石田信之、早川雄三、楠田薫、戸塚孝、林孝一、野瀬大輔、久本明、鈴木実、川口節子、井口義亮、石崎洋光、星野晃、永野明彦、吉中正一                                       | |
| 第187話 |          | 5月7日   | 「いのち笛を吹く殺し屋」     | 山浦弘靖               | 宮越澄     | 藤巻潤、水上竜子、梅田智美、岩城力也、中庸助、須藤健、藤山浩一、池田駿介、大山豊、夏木順平、工藤静雄、門脇三郎、柿木恵至、久本昇、大宮幸悦、鈴木実、千代田弘                                           | |
| 第188話 |          | 5月14日  | 「異母兄弟の夜明け」         | 中野顕彰               | 天野恒幸   | 風間杜夫、北原義郎、伊達三郎、山本昌平、今福将雄、真家宏満、谷口香、大東梁佶、清水幹生、若原瞳、久本昇、榎本英樹、山本恵子、荻原紀、井口義亮、井熊典子、福地華世                                       | |
| 第189話 |          | 5月21日  | 「対決! 忍者の掟」           | 大工原正泰             | 斎藤光正   | 渡辺やよい、速水亮、中田浩二、小林昭二、北城寿太郎、陶隆司、仙波和之、久本昇、萩原統、甲斐武、永野明彦、西内彰、柿木恵至                                                                               | 地蔵に巻かれているのは赤いねじり鉢巻                                                                      |
| 第190話 |          | 5月28日  | 「流転! 浮世絵の女」         | 山崎巌                 | 長谷部安春 | 佐野厚子、清水章吾、田中浩、高野眞二、植村謙二郎、伊吹徹、三角八郎、西郡英利、相沢治夫、森下明、天野美保子、千代田弘、森岡隆見、大貫幸雄、井口義亮                                                     | |
| 第191話 |          | 6月4日   | 「必死の子連れ逃亡者」       | 中野顕彰               | 外山徹     | 石橋蓮司、花原照子、外山高士、町田祥子、杉儀一、外野村晋、倉島襄、大野雄二、戸塚孝、新井一夫、井口義亮、森下明、岩瀬裕美、東静子、久本昇、武田倫一、石崎洋光                                           | 石橋蓮司は隠密同心に助けられる側。                                                                        |
| 第192話 |          | 6月11日  | 「仇討ち素浪人秘話」         | 山崎巌                 | 天野恒幸   | 川合伸旺、岸田森、望月真理子、小林勝彦、松山照夫、辰馬伸、石山雄大、林孝一、堀田佳久、川口節子、桂裕子、岸田裕、井口義亮、甲斐武、石崎洋光、柿木恵至                                                   | 岸田森は新明一刀流影山道場の元師範代で隠密同心と同じ敵を追う。                                            |
| 第193話 |          | 6月18日  | 「危うし! 隠密同心」         | 山崎巌                 | 松尾昭典   | 北川美佳、和崎俊哉、五味龍太郎、江見俊太郎、桂小かん、滝川潤、八木隆、草間璋夫、柿木恵至、荻原紀、大宮幸悦、森岡隆見、鈴木実、石崎洋光、永野明彦                                                       | |
| 第194話 |          | 6月25日  | 「お化け屋敷に消えた美女」   | 胡桃哲                 | 宮越澄     | 大和田獏、睦五郎、きくち英一、江幡高志、高木二朗、弘松三郎、三上剛、加賀麟太郎、渡辺高光、相原巨典、宮沢康、麻美あい子、森下明、戸塚考、井口義亮、加賀見博美、ふくち華世                               | 地蔵に巻かれているのは赤いねじり鉢巻き 内藤勘解由登場 睦五郎は善側 音次郎は始めから二刀流                 |
| 第195話 |          | 7月2日   | 「牢破り! 命の絶唱」         | 中野顕彰               | 吉川一義   | 島田順司、珠めぐみ、長谷川弘、浜田晃、千波丈太郎、潮万太郎、中村竜三郎、三夏伸、松田洋治（子役）、玉川長太、峯秀一、戸塚考、山本恵子、記平佳枝                                                         | |
| 第196話 |          | 7月9日   | 「女義賊復讐に燃える!」      | 大工原正泰             | 外山徹     | 大関優子（佳那晃子）、和崎俊哉、酒井修、神田隆、早川研吉、六本木真、市川好朗、富田仲次郎、玉村駿太郎、長島隆一、続圭子、会田由来、大島光幸、森下明、吉中正一、萩原紀、柿木恵至、石川えり子             | |
| 第197話 |          | 7月16日  | 「壮烈! 首領、暁に死す」     | 胡桃哲、中野顕彰       | 天野恒幸   | 三船敏郎、柴田侊彦、上原ゆかり、梅野泰靖、須藤健、吉田義夫、杉江廣太郎、中庸介、丹古母鬼馬二、北上弥太郎、矢野間啓二、伊吹新、記平佳枝、永井玄哉                                                       | 放送通算300回記念特別ゲスト 内藤勘解由登場（通算第301話）                                                 |
| 第198話 |          | 8月20日  | 「雲仙に響く銃声!」          | 胡桃哲、中野顕彰       | 宮越澄     | 服部妙子、織田あきら、北原義郎、細川俊夫、川田ともこ、本多信子、藤山浩一、日野道夫、本多信子、永野明彦、大島光幸                                                                                       | 放送回数通算300回記念地方ロケ（通算第302話） 内藤勘解由登場 隠密同心達5人は旅役者一座として雲仙へ乗り込む |
| 第199話 |          | 8月27日  | 「緊急指令! 人質を救出せよ」 | 山浦弘靖               | 原田隆司   | 片岡五郎、風見章子、河村弘二、田中浩、大木正司、村松克己、新海百合子、長澄修、吉田豊明、北村晃一、山下勝也、甲斐武、大島光幸、小坂生男                                                                 | 田中浩は入牢しているが心根はいい大工                                                                      |
| 第200話 |          | 9月3日   | 「裏切りの殺人計画」         | 天野恒幸               | 居川靖彦   | 本阿弥周子、松山省二、青木義朗、唐沢民賢、近藤宏、倉島襄、池田生二、田村貫、三沼慶、矢野宏、戸塚考、小坂生男、柿木恵至、豊田つやこ、荻原紀、石崎洋光、福留幸夫、高野槙一                               | 内藤勘解由登場                                                                                            |
| 第201話 |          | 9月10日  | 「十手に賭けた同心悲哀」     | 山崎巖                 | 宮越澄     | 三浦リカ、西沢利明、石田信之、庄司永建、原良子、小林重四郎、渡辺高光、弘松三郎、小坂生男、久本昇、井口義亮、田中加奈子、大島光幸、豊田喜良、戸塚考                                                     | 石田信之と共に心得の条行進                                                                                |
| 第202話 |          | 9月17日  | 「懐剣返上! 涙の対決」       | 胡桃哲                 | 池広一夫   | 寺田農、五味龍太郎、森章二、伊達三郎、伊藤榮子、沼田曜一、福山象三、天野美保子、根本嘉也、草間璋夫、小坂生男、川口節子、大島光幸、吉中正一、井口義亮、久本昇                                           | 内藤勘解由登場                                                                                            |
| 第203話 |          | 9月24日  | 「初見参お銀仇討ち始末」     | 胡桃哲                 | 長谷部安春 | 稲葉義男、南道郎、田中浩、片山滉、玉村駿太郎、大東梁佶、長島隆一、都家歌六、川部修詩、池田生二、志村幸江、菊地優子、徳弘夏生、森下明、嶺川貴子、石川敏、大貫幸雄、石崎洋光、柿木恵至                   | 新OP、ED 内藤勘解由登場                                                                                   |
| 第204話 |          | 10月1日  | 「鉄火芸者涙の勇み肌」       | 山浦弘靖               | 天野恒幸   | 結城しのぶ、大和田伸也、灰地順、長谷川明男、浜田寅彦、伊沢一郎、横森久、三沼慶、泉田洋志、戸塚考、遠藤義徳、丹呉年克、花原照子、石川えり子                                                             | |
| 第205話 |          | 10月8日  | 「暗躍! 幻の盗賊集団」       | 山崎巖                 | 小沢啓一   | 大関優子（佳那晃子）、浜田光夫、山本麟一、高城淳一、永井秀明、黒部進、木島一郎、山田禅二、山本恵子、岩瀬裕美、久本昇、小坂生男、大島光幸、松尾悟、石崎洋光                                             | 内藤勘解由登場                                                                                            |
| 第206話 |          | 10月15日 | 「遊女流転! 女義賊の謎」     | 胡桃哲                 | 高橋勝     | 江夏夕子、森章二、武藤英司、佐々木孝丸、小野進也、中井啓輔、須藤健、富田仲次郎、田村貫、枡田紀子、猪野剛太郎、小笠原まり子、広田雅美、記平佳枝、田中加奈子、五木暁                                     | 内藤勘解由登場                                                                                            |
| 第207話 |          | 10月22日 | 「父子同心復讐の子守唄」     | 服部一久               | 外山徹     | 小栗一也、沢井孝子、岡崎二朗、河村弘二、田口計、晴海勇三、杉義一、石山雄大、羽田勉、麻生亮、小坂生男、夏木順平、新垣嘉啓、石川えり子                                                                   | |
| 第208話 |          | 10月29日 | 「甦えった魂なき殺人者」     | 胡桃哲                 | 居川靖彦   | 原田英子、八名信夫、片岡五郎、田辺靖雄、早川雄三、片山滉、高桐真、植村謙二郎、井上茂、千代田弘、鹿島信哉、岩瀬裕美、石川隆昭、大野雄二                                                                 | |
| 第209話 |          | 11月5日  | 「大暴れ魚河岸の伊達男」     | 山浦弘靖               | 内出好吉   | 酒井修、津山登志子、中庸助、成瀬昌彦、中村竜三郎、増田順司、吉田豊明、関戸純、宇留木康二、門脇三郎、神山勝、加藤茂雄、長井悟、菊地優子、石川えり子                                                     | |
| 第210話 |          | 11月12日 | 「女刺青師怒りの恨み節」     | 山浦弘靖               | 小澤啓一   | 江波杏子、榊ひろみ、山本紀彦、今井健二、有馬昌彦、外野村晋、日野道六、霧島八千代、沖田駿一、宇南山宏、山波宏、鈴木政晴、堀江京子、那須のり子、森下明                                                   | |
| 第211話 |          | 11月19日 | 「明日なき殺しの報酬」       | 加賀美しげ子、天野恒幸 | 内出好吉   | 峰岸徹、北川美佳、松木路子、花原照子、外山高士、小堀阿吉雄、坂上忍、高橋義悟、森下明、千代田弘、片岡一、蟹沢良恵、田城英子                                                                             | |
| 第212話 |          | 11月26日 | 「恋なさけ捨身の木遣唄」     | 山崎巌                 | 高橋勝     | 有川博、水原ゆう紀、剣持伴紀、鈴木和夫、小林重四郎、竜崎一郎、伊沢一郎、見明凡太朗、早川研吉、鈴木和夫、並木静夫、山田禅二、小坂生男、大島光幸、吉中正一、森岡隆見、久本昇                             | |
| 第213話 |          | 12月3日  | 「傷だらけ涙の人情駕籠」     | 山浦弘靖               | 外山徹     | 西尾三枝子、ガッツ石松、玉川伊佐男、南城竜也、織本順吉、永井玄哉、石川敏、川部修詩、佐々木梨里、吉中正一、小坂生男、高橋義治、戸塚考、松尾悟                                                           | |
| 第214話 |          | 12月10日 | 「おんな拳法 仇討ち絵巻」    | 山崎巌                 | 原田雄一   | 早川絵美、亀石征一郎、石田信之、五味龍太郎、御木本伸介、森幹太、太刀川寛、吉田豊明、波戸崎徹、田城英子、岩本和弘、小山麻美                                                                             | |
| 第215話 |          | 12月17日 | 「罪なき父娘の絶唱」         | 服部一久               | 長谷和夫   | 菅貫太郎、内藤武敏、鳥居恵子、灰地順、山本清、広瀬昌助、仙波和之、渡辺千世、加藤春哉、田村貫、久本昇、花原照子、石川えり子                                                                             | |
| 第216話 |          | 12月24日 | 「浮世絵女の秘めた謎」       | 山浦弘靖               | 居川靖彦   | 川合伸旺、中野誠也、松本留美、伊豆肇、佐竹明夫、鳥巣哲生、弘松三郎、石崎洋光、斉藤英雄、郷内栄樹、鹿島研、二家本辰巳、新井一夫                                                                         | 内藤勘解由登場                                                                                            |

1978年
| 話数    | 通算話数 | 放送日   | サブタイトル                 | 脚本                 | 監督       | ゲスト | 備考                                                                               |
| ------- | -------- | -------- | ---------------------------- | -------------------- | ---------- | --- | ---------------------------------------------------------------------------------- |
| 第217話 |          | 1月7日   | 「初春雪どけを待つ女」       | 中野顕彰             | 長谷部安春 | 紀比呂子、久富惟晴、川地民夫、近藤宏、新井和夫、倉島襄、五藤雅博、林孝一、菊地優子、門脇三郎、吉中正一、川口節子、記平佳枝、大島光幸、古今亭志ん太                                                         | 内藤勘解由登場 音次郎二刀流（通算第321話） 獅子舞の中は金太                        |
| 第218話 |          | 1月14日  | 「悪夢に泣く少女の叫び」     | 胡桃哲               | 高橋勝     | 片岡五郎、斉藤ゆかり、片山滉、下條アトム、田中浩、葉山良二、山下勝也、池田生二、千代田弘、加藤茂雄、那須のり子、福留幸雄、大宮幸悦、石島房太郎                                                             | 音次郎二刀流                                                                       |
| 第219話 |          | 1月21日  | 「哀しき流転! 謎の女」       | 山崎巌               | 宮越澄     | 渡辺やよい、睦五朗、横光克彦、桑山正一、中庸助、星野晶子、原田千枝子、晴海勇三、木村雄、高橋義治、田辺洋、松尾悟、荻原紀                                                                                   |                                                                                    |
| 第220話 |          | 1月28日  | 「人質救出の罠」             | 山浦弘靖             | 外山徹     | 森次晃嗣、小鹿番、沢井桂子、鈴木瑞穂、木村元、高野眞二、曽田博彰、宮廻夏穂、大東梁佶、小坂生男、戸塚考、新井千秋、森下明                                                                                   | 内藤勘解由登場 音次郎二刀流                                                        |
| 第221話 |          | 2月4日   | 「笹笛に泣く女の悲哀」       | 服部一久             | 小澤啓一   | 村井国夫、市毛良枝、島田順司、森章二、中村竜三郎、福山象三、早川研吉、宇南山宏、沖田駿一、長島隆一、岩瀬裕美、前田晃一、千代田弘、柿木恵至、本田昭夫、八幡源太郎                                           | 伝法寺二刀流                                                                       |
| 第222話 |          | 2月11日  | 「悪意なき幻の女」           | 蘇武道夫             | 鹿島章弘   | 奈良富士子、清水章吾、杉江廣太郎、宮口二郎、潮万太郎、山岡徹也、青木卓、柿本恵至、草間璋夫、久本昇、渡辺真六、甲斐武、吉中正一                                                                             |                                                                                    |
| 第223話 |          | 2月18日  | 「身代り親娘 涙の絶唱」      | 中野顕彰             | 小澤啓一   | 水原麻記、南城竜也、左右田一平、佐々木孝丸、斉藤ゆかり、森幹太、片山滉、原田千枝子、井上博一、田村貫、川部修詩、石川敏、片山滉、大島光幸、高野慎一、武末正和、甲斐武、田中加奈子                           | 内藤勘解由登場 音次郎二刀流 左右田一平は悪 佐々木孝丸は善                          |
| 第224話 |          | 2月25日  | 「悲恋! 女賊の子守唄」       | 山崎巌               | 高橋勝     | 田坂都、酒井修、北原義郎、田口計、うえだ峻、菊地優子、大木正司、仙波和之、吉中正一、加藤茂雄、和久井節雄、大山清志、志村幸江、大貫幸雄                                                                     | 音次郎二刀流 酒井修も立ち回り参加                                                  |
| 第225話 |          | 3月4日   | 「屈辱に耐えた夫婦の絆」     | 山浦弘靖             | 宮越澄     | 石浜朗、加茂さくら、西沢利明、泉田洋志、杉義一、鈴木政晴、小山渚、高橋義治、加藤春哉、森下明、相原巨典、大宮幸悦、小坂生男、花原照子、大貫幸雄                                                             | 井坂道場破り→参った作戦 石浜朗も立ち回り参加                                       |
| 第226話 |          | 3月11日  | 「哀しみの岡ッ引魂」         | 中野顕彰、胡桃哲     | 外山徹     | 小栗一也、遠藤真理子、南道郎、外山高士、天草四郎、速水亮、市村昌治、瀬良明、小坂生男、長嶋隆一、吉中正一、大貫幸雄、星野晃、久本昇                                                                         |                                                                                    |
| 第227話 |          | 3月18日  | 「大雪原の決闘!」            | 胡桃哲               | 高橋勝     | 大関優子、長谷川哲夫、横森久、弘松三郎、内田昌宏、大島光幸、田中加奈子、吉中正一、花原照子、柿木恵至、内野康弘、水木京一                                                                                   |                                                                                    |
| 第228話 |          | 3月25日  | 「無法を裁く怒りの群集」     | 山崎巌               | 長谷和夫   | 多々良純、奥村公延、松下達夫、浜田寅彦、堀田真三、小林かおり、成瀬昌彦、中田博久、松下達夫、宇留木康二、久本昇、荻原紀、石崎洋光、門脇三郎、加藤茂雄、東静子、記平佳枝、川口節子、都家歌六                 | 内藤勘解由登場                                                                     |
| 第229話 |          | 4月1日   | 「死闘! 風魔一族の陰謀」     | 武末勝               | 小澤啓一   | 沢井桃子、菅貫太郎、和崎俊哉、小野川公三郎、伊沢一郎、武藤英司、牧れい、郷内栄喜、山下勝也、荻原紀、田城英子、大島光幸、柿木恵至、松尾悟、蟹沢良恵、福留幸雄                                               |                                                                                    |
| 第230話 |          | 4月8日   | 「むすめ隠密 涙の旅立ち」    | 中野顕彰             | 江崎実生   | 酒井修、鈴木和夫、岩城力也、田中明夫、浜田晃、加賀邦男、沖田駿一、戸塚孝、小坂生男、石川敏、夏木順平、若原初子、門脇三郎、久本昇、菊地優子、石塚千樹、田城英子、峯田智代、高野君江                         | 内藤勘解由登場                                                                     |
| 第231話 |          | 4月15日  | 「隠密変化! 謎の女」         | 山崎巌               | 宮越澄     | 大和田獏、黒川弥太郎、庄司永建、森章二、藤江リカ、水村泰三、原口剛、高城淳一、加賀麟太郎、神山寛、森下明、堀田佳久、田中加奈子、堀田秀康、山中康司、森岡隆見、伊奈貫太、内野康弘、橋本知波                 | 内藤勘解由登場                                                                     |
| 第232話 |          | 4月22日  | 「鉄火娘 怒りの一番纒」      | 山浦弘靖             | 外山徹     | 泉じゅん、結城しのぶ、平泉成、田中浩、松山照夫、浅野進治郎、原田清人、保積ペペ、小林重四郎、晴海勇三、玉井謙介、池田生二、大宮幸悦、小坂生男、大竹義男、郡須のり子、津森正夫、岩瀬裕美、小山麻美、丹呉年克 |                                                                                    |
| 第233話 |          | 4月29日  | 「御用金強奪の罠」           | 蘇武道夫             | 松尾昭典   | 渡辺やよい、北原義郎、川合伸旺、工藤堅太郎、石橋雅史、中平哲仔、高橋明、原恵子、田辺節子、川部修詩、大島光幸、八代郷子、森下明、菊池健一、新井一夫、久本昇                                                 |                                                                                    |
| 第234話 |          | 5月6日   | 「追跡! 哀愁の子守唄」       | 服部一久             | 原田雄一   | 八名信夫、土屋嘉男、中山昭二、佐原健二、大和田獏、早川雄三、町田祥子 | 内藤勘解由登場 中山昭二は悪側ではない                                              |
| 第235話 |          | 5月13日  | 「恋なさけ 捨身の十手魂」    | 武末勝               | 長谷部安春 | 峰岸徹、五味龍太郎、永井智雄、睦五朗、瞳順子、中庸助、大谷麻知子、小池幸次、山田禅二、高杉哲平、宇留木康二、鈴木実、甲斐武、佐藤京太郎、大島光幸                                                           |                                                                                    |
| 第236話 |          | 5月20日  | 「遊女が秘めた一筋の涙」     | 胡桃哲               | 斎藤光正   | 桜町弘子、木村元、武藤英司、伊達三郎、秋谷陽子、水上竜子、原田千枝子、草薙幸二郎、内田喜郎、仙波和之、田村貫、門脇三郎、森下明、武田倫一、小山友成、永野明彦、戸塚孝、柿木恵至                             |                                                                                    |
| 第237話 |          | 5月27日  | 「姿なき闇の仕掛人」         | 加賀美しげ子、胡桃哲 | 高橋勝     | 浅野真弓、本郷直樹、島田順司、中村孝雄、葉山良二、幸田宗丸、里木佐甫良、三島史郎、岡部正純、若尾義昭、高月忠、福岡正剛、久遠利三、門田俊一、永井玄哉、矢崎知紀、福留幸夫、蟹沢良恵、斎藤勝信、橋本房枝     |                                                                                    |
| 第238話 |          | 6月3日   | 「怪しき風来坊 謎の変身」    | 武末勝、胡桃哲       | 小沢啓一   | 桜木健一、本阿弥周子、伊沢一郎、江見俊太郎、浜田晃、美山ゆみ、五十嵐美鈴、鈴木政晴、吉中正一、戸塚孝、大宮幸悦、甲斐武、高橋義治、小坂生男、石崎洋光、大貫幸雄、柿木恵至、松尾悟                           |                                                                                    |
| 第239話 |          | 6月10日  | 「泥沼に咲いた女郎花」       | 山崎巌               | 江崎実生   | 槇ひろ子、香山武彦、青木義朗、大関優子、沼田曜一、南道郎、波戸崎徹、寄山弘、岩瀬裕美、梅沢昌代、草間璋夫、高山千草、甲斐武、清水忠一、岡田裕司、小坂生男、郷内栄喜、永野明彦、内野康弘、大島光幸           | 南道郎は筋に関係なく最初と最後に登場する地回り松吉                                 |
| 第240話 |          | 6月17日  | 「姉妹芸者 涙の仇討ち」      | 山浦弘靖             | 居川靖彦   | 小林かおり、潮哲也、河村弘二、稲吉靖司、潮万太郎、深江章喜、花原照子、保科三良、外野村晋、枡田紀子、西矢実、森愛、宇留木康二、土山登志幸、柿木恵至、伊奈貫太、大貫幸雄、大島光幸、石崎洋光                 |                                                                                    |
| 第241話 |          | 6月24日  | 「やくざ同心怒りの復讐」     | 胡桃哲               | 原田隆司   | 西尾三枝子、橋幸夫、南道郎、田口計、高野眞二、片桐竜次、須藤健、清水康晴、岡幸次郎、山下勝也、晴海勇三、加藤茂雄、森下明、大島光幸、都家歌六、峯田智代、田谷隆子、戸塚考、蟹沢良恵、矢沢裕紀               | 内藤勘解由登場 南道郎は筋に関係なく最初に登場する地回り松吉 橋幸夫も心得の条参加   |
| 第242話 |          | 7月1日   | 「無差別殺人の陰謀」         | 山崎巌               | 池広一夫   | 服部妙子、森次晃嗣、須賀不二男、山本昌平、高田直久、三角八郎、石山雄大、加地健太郎、中島元、草間璋夫、石井洵、柿木恵至、吉中正一、小坂生男、甲斐武、内野康弘                                               | 音次郎二刀流                                                                       |
| 第243話 |          | 7月8日   | 「海女が秘めた海底の罠」     | 胡桃哲               | 宮越澄     | 泉じゅん、北川美佳、名和宏、庄司永建、玉川伊佐男、南城竜也、露原千草、加藤茂雄、田村貫、森下明、柿木恵至、吉中正一、矢沢裕紀                                                                               | 内藤勘解由登場                                                                     |
| 第244話 |          | 7月15日  | 「赤児暗殺 泣き笑い騒動」    | 中野顕彰             | 高橋勝     | 工藤堅太郎、丸山ひでみ、西田健、森幹太、清水理絵、片山滉、田中筆子、中井啓輔、小沢弘子、高橋義治、峯田智代、大山清志、柿木恵至、田城英子、田谷隆子、石崎洋光、甲斐武                                       | 西田健は善良な水島藩主                                                             |
| 第245話 |          | 7月22日  | 「過去を裁く挑戦状」         | 服部一久             | 小澤啓一   | 夏夕介、川辺久造、森章二、天草四郎、中庸助、東郷晴子、荒谷公之、植村謙二郎、森下明、田中えりか、川部修詩、賀川修嗣、池田生二、長井悟、足立総史、梨沙ゆり、那須のり子                                       |                                                                                    |
| 第246話 |          | 7月29日  | 「音次郎を狙う狼の牙」       | 村尾昭               | 斎藤光正   | 五大路子、外山高士、田中明夫、最上龍二郎、吉田豊明、波戸崎徹、野川愛、山本恵子、石川敏、藤井多重子、吉中正一、大島光幸、佃文吾郎、荻原紀、松尾悟、柿木恵至、南道郎                                         | 内藤勘解由登場 南道郎は御用聞き松吉                                                |
| 第247話 |          | 8月5日   | 「女義賊 怒りの逆襲」        | 胡桃哲               | 斎藤光正   | 榊千代恵、伊達三郎、杉江廣太郎、人見きよし、野呂圭介、住吉正博、江幡高志、太刀川寛、入江正徳、弘松三郎、若原初子、愛川弥寿子、峯田智代、都家歌六                                                           | 内藤勘解由登場                                                                     |
| 第248話 |          | 8月12日  | 「怪談 涙の灯籠流し」        | 山崎巌               | 松尾正武   | 佐々木剛、佐藤万理、花原照子、利根はる恵、藤岡重慶、早川雄三、原口剛、早川研吉、南道郎、武内亨、北九州男、山下勝也、八代郷子、門脇三郎、小坂生男、有馬明彦、田坂英子、夏木順平                             | 南道郎は御用聞き松吉                                                               |
| 第249話 |          | 8月19日  | 「美女誘拐 恐怖の逢びき」    | 山浦弘靖             | 高橋勝     | 瞳順子、石山律雄、田島義文、森下哲夫、伊沢一郎、中村竜三郎、中田博久、二木てるみ、田村貫、佐藤弘一、角田淑子、山田禅二、渡辺真六、甲斐武、岡田勝、大貫幸雄、石崎洋光                                       |                                                                                    |
| 第250話 |          | 8月26日  | 「白昼に消えた死体の謎」     | 中野顕彰             | 内出好吉   | 潮哲也、信欣三、田中浩、佐竹明夫、岡崎二朗、京春上、小林重四郎、霧島八千代、大和撫子、熊谷卓三、草間璋夫、鳥巣哲生、吉中正一、前田恵子、矢沢裕紀、鈴木実、都家歌六                                         | 内藤勘解由登場 三橋会所TOP争い 音次郎、田中浩と二刀流対決                          |
| 第251話 |          | 9月2日   | 「錠前破り 男の挽歌」        | 服部一久             | 内出好吉   | 小栗一也、水原麻記、鈴木和夫、伊豆肇、田口計、森幹太、関戸純、小山友成、川部修詩、宇留木康二、大島光幸、斎藤英雄、岩瀬裕美、加藤茂雄、蟹沢良恵、村上久勝、門脇三郎                                         | 内藤勘解由登場                                                                     |
| 第252話 |          | 9月9日   | 「身代り殺人の秘めた謎」     | 山崎巌               | 鹿島章弘   | 栗田ひろみ、岩城力也、土屋嘉男、佐原健二、広瀬昌助、加藤寿、久遠利三、晴海勇三、戸塚考、高橋義治、大宮幸悦、ひるまあきら、和田正義、加賀美博美、柿木恵至                                                   | 音次郎二刀流                                                                       |
| 第253話 |          | 9月16日  | 「危機一髪 凶悪の罠」        | 胡桃哲               | 長谷部安春 | 小林かおり、八名信夫、大和田伸也、稲葉義男、有川博、今井健二、幸田宗丸、川口裕子、原田千枝子、木村雄、若原初子、永井玄哉、夏木順平、高橋義治、柿木恵至、和久井節緒                                         | 内藤勘解由登場 大和田が教える論語学而編第一15は加地流読み下し 幸田宗丸は悪ではない |
| 第254話 |          | 9月23日  | 「嘘八百に賭けた夢」         | 中野顕彰             | 高橋勝     | 鶴間エリ、根上淳、花原照子、山本昌平、加賀邦男、千葉敏郎、沢井桂子、波戸崎徹、大屋光子、国昌子、大山清志、高杉哲平、松浪志保、森下明、川口節子、永浜美千子、林野奈子、田中加奈子                           | おりん「私たちが知ったが最後、見逃すわけにはいかないねぇ」初出 音次郎二刀流        |
| 第255話 |          | 9月30日  | 「哀しき盗っ人の恩返し」     | 山崎巌               | 内出好吉   | 南城竜也、珠めぐみ、五味龍太郎、灰地順、北原義郎、庄司永建、秋谷陽子、岡部正純、水村泰三、長島隆一、吉田紀人、三上珱子、鈴木実、甲斐武、柿木恵至                                                           | 井坂道場破り→参った作戦（おりんと兄妹で武者修行の体）                              |
| 第256話 |          | 10月7日  | 「狙われた恐怖の連判状」     | 山浦弘靖             | 宮越澄     | 平泉征、小林昭二、小林伊津子、山岡徹也、弘松三郎、保科三良、田村貫、山田禅二、片山滉、池田生二、岡幸二郎、築地博、熊谷卓三、新井一夫、峯田智代、大貫幸雄、小坂生男、森下明                                 |                                                                                    |
| 第257話 |          | 10月14日 | 「白州に咲いた母子草」       | 胡桃哲               | 小澤啓一   | 正司歌江、風間杜夫、外山高士、青木義朗、杉江廣太郎、沖田駿一郎、福山象三、関根世津子、小林稔侍、外野村晋、大木史朗、加藤茂雄、志村幸江、本田博太郎                                                         | 青木義朗は奉行としてラストのみ出演                                                 |
| 第258話 |          | 10月21日 | 「遊女が秘めた謎の暗殺」     | 中野顕彰             | 高橋勝     | 佐野アツ子、高野眞二、荒谷公之、潮万太郎、成瀬昌彦、江幡高志、三島史郎、高橋義治、吉中正一、花城隆、有馬明良、武田倫一、大貫幸雄、宇留木康二                                                               |                                                                                    |
| 第259話 |          | 10月28日 | 「江戸っ子魚屋の世継ぎ騒動」 | 山崎巌               | 長谷川安人 | 菅貫太郎、桜木健一、下条正巳、中庸助、竹林真理子、天野新士、岡本麗、山川弘乃、八幡源太郎、近松敏夫、武田倫一、太田英夫、大島光幸、永野明彦                                                                 | 内藤勘解由登場 お竜二刀流                                                          |
| 第260話 |          | 11月4日  | 「闇を裂く女賊の哀愁」       | 山浦弘靖             | 原田隆司   | 浅野真弓、山本麟一、伊沢一郎、早川雄三、堀田真三、高桐真、島巣哲生、清家栄一、高松政雄、岩瀬裕美、夏木順平、星野晃、福留幸夫、前田恵子、蟹沢良恵、大貫幸雄                                                 | 内藤勘解由登場 山本麟一は、浅野真弓を見守る実父（元盗賊）で悪側ではない            |
| 第261話 |          | 11月11日 | 「人質救出に賭けた夫婦の絆」 | 胡桃哲               | 江崎実生   | 南利明、藤江リカ、近藤宏、金井由美、綾川香、吉田豊明、久遠利三、相沢治夫、西屋東、大山豊、石崎洋光、倉島襄、平塚磨紀、記平佳枝、福島靖夫、加藤みはる、加藤茂雄、前田晃一、堀田佳久、田中加奈子、山野雄治   | 着物を取り換えたための間違い誘拐プロット                                           |
| 第262話 |          | 11月18日 | 「十手は囮の免許状」         | 山崎巌               | 宮越澄     | 真夏竜、宮口二郎、久永智子、陶隆司、内田昌宏、八木隆、滝沢双、大東梁浩、名川貞郎、八幡源太郎、門脇三郎、戸塚孝、小坂生男、藤田康之、古川新之輔、鈴木実、永野明彦                                           |                                                                                    |
| 第263話 |          | 11月25日 | 「遺産に群がる狐と狸」       | 中野顕彰             | 原田雄一   | 小鹿ミキ、服部妙子、住吉道博、桜井浩子、城所英夫、市村昌治、吉中正一、三角八郎、小林重四郎、猪野剛太郎、植村謙二郎、松村志保、新井一夫、森岡隆見、鈴木実、戸塚考                                           | 内藤勘解由登場                                                                     |
| 第264話 |          | 12月2日  | 「高利貸し百一文の陰謀」     | 中西隆三             | 高橋勝     | 長谷川哲夫、松本留美、花原照子、鈴木和夫、武藤英司、田中浩、森幹太、晴海勇三、都家歌六、山中康司、福留幸夫、大竹義夫、大島光幸、北斗太郎、松尾悟                                                           | 内藤勘解由登場 音次郎の住まいは浅草甚兵衛長屋                                      |
| 第265話 |          | 12月9日  | 「殺意なき用心棒」           | 胡桃哲               | 吉川一義   | 久保明、河村弘二、横森久、原田英子、近藤準、中田博久、林孝一、日野道夫、中田成樹、吉原正皓、稲川善一、和久井節緒、藤井敏夫、荒瀬寛樹、草間璋夫、新井一夫、小坂生男                                         | 内藤勘解由登場                                                                     |
| 第266話 |          | 12月16日 | 「汚名に賭けた目明し無情」   | 山浦弘靖             | 原田雄一   | 睦五郎、中山昭二、森章二、谷川みゆき、原田千枝子、石橋雅史、滝川潤、山口あきら、都家歌六、加賀美博美、戸塚孝、久本昇、夏木順平、鈴木実、伊奈貫太、新井一夫、大貫幸雄、甲斐武                               | 伝法寺二刀流                                                                       |
| 第267話 |          | 12月23日 | 「笑いを売る謎の男」         | 中野顕彰             | 宮越澄     | 笑福亭仁鶴、佐原健二、高野眞二、佐藤仁哉、沖田駿一郎、可知靖之、渡辺高光、松丸登志乃、田村貫、三上瓔子、福岡正剛、入江正徳、高杉哲平、草間璋夫、八幡源太郎、高岡恵子、草間光幸                             | 内藤勘解由登場                                                                     |
| 第268話 |          | 12月30日 | 「除夜の鐘は皆殺しの調べ」   | 山崎巌               | 小澤啓一   | 清水章吾、藤浩子、堺左千夫、江見俊太郎、天津敏、高橋明、本間文子、田城英子、米山晃生、林秦文、亀田秀紀、石井美貴子、浜村砂里、原のり子                                                                     |                                                                                    |

1979年
| 話数    | 通算話数 | 放送日   | サブタイトル              | 脚本                 | 監督       | ゲスト | 備考 |
| ------- | -------- | -------- | ------------------------- | -------------------- | ---------- | --- | --- |
| 第269話 |          | 1月6日   | 女掏摸 初春に翔ぶ         | 中野顕彰             | 宮越澄     | 望月真理子、中田浩二、花原照子、外山高士、山谷初男、うえだ峻、山岡徹也、幸田宗丸、別所立木、北九州男、加藤茂雄、若原初子、志村幸江、君塚正統、森下明、大貫幸雄、古今亭志ん太                       | 内藤勘解由登場 正月の挨拶からスタート 獅子舞は金太 うえだ峻は目明し おりん「私たちが知ったが最後、見逃すわけにはいかないよ」（通算第374話）                                                                                         |
| 第270話 |          | 1月13日  | 姿なき目撃者              | 中西隆三             | 高橋勝     | 石田信之、野平ゆき、原口剛、五味龍太郎、北原義郎、吉田義夫、田島義文、永谷悟一、小坂生男、稲川善一、石崎洋光、大貫幸雄、鈴木実、松尾悟                                                             | 原口剛は善側 |
| 第271話 |          | 1月20日  | 身代り殺人の陰謀          | 山浦弘靖             | 井上昭     | 南城竜也、大関優子（佳那晃子）、平泉征、田口計、早川保、高橋義治、宇留木康二、新井一夫、長島隆一、高村良、那須のり子、夏木順平、都家歌六、久本昇                                                   | |
| 第272話 |          | 1月27日  | 女の肌に染めた謎の十万両  | 山崎巌               | 高橋勝     | 川合伸旺、新藤恵美、天野新士、野口貴史、市村昌治、鳥井助國、吉中六、川名美也子、森下明、城野勝巳、二家本辰巳、柿木恵至、甲斐武                                                                     | 内藤勘解由登場 |
| 第273話 |          | 2月3日   | 罪なき必死の逃亡者        | 中野顕彰             | 長谷部安春 | 八城夏子、稲葉義男、鈴木和夫、庄司永建、須賀不二男、露原千草、金子研三、滝沢双、徳弘夏生、早川研吉、小坂生男、武田倫一、福留幸夫、柿木恵至、村上久勝、清水忠一、岡田勝、鈴木実、吉岡秀隆（子役）   | 内藤勘解由登場 |
| 第274話 |          | 2月10日  | 怪盗組織の罠を暴け        | 胡桃哲、中野顕彰     | 長谷部安春 | 八名信夫、花沢徳衛、牧冬吉、沼田曜一、山科ゆり、村田みゆき、阿藤海、佐々木孝丸、沖田駿一郎、桑原大輔、加藤大樹、戸塚孝、大東梁佶、福島靖夫、藤田康之、小坂生男、大島光幸、柿木恵至                 | 内藤勘解由登場 |
| 第275話 |          | 2月17日  | 幻の船を待つ女            | 山崎巌、胡桃哲       | 宮越澄     | 藤巻潤、渡辺やよい、川辺久造、天草四郎、勝部演之、弘松三郎、八木和子、岩瀬裕美、加賀美博美、高橋義治、甲斐武、柿木恵至                                                                             | 井坂はかつて神明一刀流牧田道場の師範代を務めていた設定 |
| 第276話 |          | 2月24日  | 殺しを呼ぶひつじ年の娘    | 中西隆三             | 鹿島章弘   | 夏夕介、小林かおり、藤山律子、森章二、青木義朗、加藤和夫、野口元夫、矢野間啓二、寄山弘、丸山詠二、田村厳、熊谷卓三、加藤茂雄、窪田茂幸、片岡身江、青木文武、川瀬香織、野口直人                     | |
| 第277話 |          | 3月3日   | 命を賭けた哀しき女賊      | 胡桃哲               | 宮越澄     | 宮園純子、岩城力也、富田浩太郎、永井秀明、綾川香、藤山浩二、土方弘、三重街恒二、上村和也、中山恵子、久遠利三、高杉哲平、名川貞郎、斉藤康彦、山本武                                                 | 音次郎二刀流 |
| 第278話 |          | 3月10日  | 美女誘拐 謎のセリ札       | 大工原正泰           | 高橋勝     | 佐藤仁哉、山本由香利、山本昌平、田中明夫、保積ペペ、あきじゅん、菅野直行、大貫幸雄、清水忠一、東父岡勇二、岡田勝、原田千枝子、依田英助、三原玲奈、右京孝雄                                         | |
| 第279話 |          | 3月17日  | 女風呂殺人事件            | 山崎巌               | 小澤啓一   | 堀越陽子、江見俊太郎、田中浩、中庸助、内田昌宏、木島一郎、稲吉靖司、波戸崎徹、宏京子、瀬良明、高橋義治、門脇三郎、石崎洋光、川口節子、八幡源太郎、那須のり子、小山麻美、浜村砂里、三原玲奈         | 内藤勘解由登場 |
| 第280話 |          | 3月24日  | 大爆破を招く恐怖の大凧    | 胡桃哲               | 江崎実生   | 珠めぐみ、長谷川弘、天津敏、住吉道博、伊沢一郎、森幹太、永井玄哉、清水康晴、石川隆見、吉中六、鈴木実、有島明良、森下明、柿木恵至                                                                   | 内藤勘解由登場 |
| 第281話 |          | 3月31日  | 純愛に賭けた色事師        | 山崎巌               | 宮越澄     | 川地民夫、きくち英一、久永智子、梶健司、高木二朗、水上竜子、北川陽一郎、晴海勇三、西山健司、橘田良江、花原照子、大矢梨津子、川口節子、加藤茂雄、野下直義、横江麻記、英えり子、田城英子、渋谷さだ子 | 井坂道場破り→参った作戦 玉竜は白の着流しに青い宗十郎頭巾の変化 |
| 第282話 |          | 4月7日   | 幼女が裁いた赤い罠        | 中野顕彰             | 高橋勝     | 久富惟晴、松木路子、玉川伊佐男、かわいのどか、須貝容子、高原駿雄、団巌、横山あきお、村上久勝、遠藤義徳、熊谷卓三、相沢治夫、石原昭宏、戸塚孝、藤田康之、新井一夫                                   | |
| 第283話 |          | 4月14日  | 白頭巾参上 辻斬り大追跡   | 山崎巌、胡桃哲       | 松尾昭典   | 伊吹吾朗、水原麻記、石田信之、杉江廣太郎、新山真弓、加賀邦男、大山豊、原田清人、鮎川浩、波戸崎徹、入江正徳、宮田光、松浪志保、大木史朗                                                             | 内藤勘解由登場 |
| 第284話 |          | 4月21日  | 偽装殺人の黒い霧          | 山崎巌、胡桃哲       | 原田雄一   | 和崎俊哉、広瀬昌助、水島彩子、伊豆肇、大木正司、坂巻祥子、近松敏夫、夏木順平、石井ひとみ、門脇三郎、近藤宏、笹木舟作、田村貫、相沢治夫、不知火艶、都家歌六、志村幸江                               | 内藤勘解由登場 |
| 第285話 |          | 4月28日  | 尼僧が秘めた仇討ち七変化  | 山浦弘靖             | 斎藤光正   | 奈美悦子、南城竜也、佐原健二、岩城力也、武内亨、須藤健、長嶋隆一、霧島八千代、新井一夫、吉中六、井口亮、森みつる、高橋義治、星野晃、草薙庄一郎、高山奈緒美                                         | |
| 第286話 |          | 5月5日   | 腰抜け侍 怒りの封印刀     | 服部一久             | 高橋勝     | 蟇目良、中山昭二、佐竹明夫、東郷晴子、小林伊津子、北村総一朗、武藤英司、綾川香、木田三千雄、沖田駿一郎、峰村銀、湯村勉、笹入舟作、都家歌六、若原初子、林弘造、石川恵理子、中垣一巳、高品正宏       | 内藤勘解由登場 北村総一朗は未クレジット |
| 第287話 |          | 5月12日  | 大奥の紅い陰謀            | 中西隆三             | 江崎実生   | 佳那晃子、林啓二、北原義郎、八木孝子、武藤章生、中井啓輔、鶴見丈二、三島史郎、三角八郎、岩瀬裕美、白石のり子、丹呉年克、田中加奈子、熊谷卓三、石崎洋光、武田倫一、小坂生男、藤田康之、森下明       | 内藤勘解由登場 |
| 第288話 |          | 5月19日  | 連続誘拐事件の謎          | 山崎巌               | 宮越澄     | 磯野洋子、原口剛、五味龍太郎、森章二、灰地順、御木本伸介、庄司永建、小林建一、松田麻衣子、安田隆、加藤茂雄、小山勤、鈴木実、八木和子、猪野剛太郎                                                   | 原口剛は善側 |
| 第289話 |          | 5月26日  | 宿無し少年と女掏摸        | 胡桃哲               | 高橋勝     | 鶴間エリ、森山周一郎、原田潤、石山律雄、浜田晃、福山象三、鈴木和夫、岩城力也、滝川潤、中真千子、岡幸次郎、森田英子、池田生二、岩瀬裕美                                                             | |
| 第290話 |          | 6月2日   | 暴れ十手 捨て身の恩返し   | 中野顕彰             | 外山徹     | 平泉成、喜多川美佳、島田順司、外山高士、竜崎一郎、小林重四郎、吉中六、遠藤征慈、大島光幸、森下明、武田倫一、大村千吉、小山友成、永野明彦、柿木恵至、出原裕穀、君塚正統                             | 内藤勘解由登場 |
| 第291話 |          | 6月9日   | 連発銃が呼ぶ母の面影      | 加賀美しげ子、山崎巌 | 江崎実生   | 桜町弘子、内田稔、小沢直平、有馬昌彦、北九州男、藤山浩二、三輪猛雄、湊俊一、右京孝雄、不知火艶、田原道子、市川智也、玉木潤、木村雄、那須のり子、新井一夫、荻原紀、清水忠一、森下明                 | |
| 第292話 |          | 6月16日  | 火つけ軍団 凶悪の罠       | 中西隆三             | 宮越澄     | 小栗一也、菅貫太郎、潮哲也、玉川伊佐男、樋口和子、黒部進、井上博一、春江ふかみ、高橋義治、小坂生男、川口節子、門脇三郎、太田英夫、那須のり子、熊谷卓三、柿木恵至、大竹義夫、新井実                 | 内藤勘解由登場 |
| 第293話 |          | 6月23日  | 命の鍵を解く男            | 服部一久             | 長谷川安人 | 瞳順子、長谷川明男、田口計、平凡太郎、伊藤敏孝、早川研吉 | |
| 第294話 |          | 6月30日  | 島破り 執念の逃亡者       | 中野顕彰             | 手銭弘喜   | 志賀勝、永井秀和、小林かおり、稲葉義男、天津敏、中島正二、峯田智代、柿木恵至、友金敏雄、郷内栄喜、岩本照雄、岩崎洋光                                                                               | 内藤勘解由登場 「隠密支配内藤勘解由だ！」 |
| 第295話 |          | 7月7日   | 鉄火芸者 涙の情け肌       | 胡桃哲               | 斎藤光正   | 岡崎二朗、原田英子、江見俊太郎、天草四郎、晴海勇三、井上茂、大下哲矢、角友司郎、名川貞郎、高杉哲平、入江正徳、花原照子、依田英助、清水忠一、米沢公美子、鈴木政晴                                   | 内藤勘解由登場 |
| 第296話 |          | 7月14日  | 悪女が捨てた殺しの分け前  | 松岡志奈、山崎巌     | 江崎実生   | 谷口香、中村孝雄、三ツ木清隆、松原愛、早川雄三、木島一郎、田村貫、木村雄、矢沢裕紀、古今亭志ん太、福留幸雄、蟹沢良恵                                                                               | 内藤勘解由登場 |
| 第297話 |          | 7月21日  | 遊女が明かす連続爆破の謎  | 山浦弘靖             | 宮越澄     | 奈三恭子、小野進也、中庸助、立原博、山岡徹也、八木隆、大山豊、山口あきら、小寺大介、依田英助、大山豊、角田淑子、熊谷卓三、君塚正純、伊東あつ子、鈴木実、柿木恵至、二家本辰己、甲斐武、武田倫一     | |
| 第298話 |          | 7月28日  | 獄門台に招く幻の美女      | 山崎巌               | 岡康季     | 今出川西紀、大門正明、蟹江敬三、森章二、長谷川弘、岩城力也、高野眞二、龍駿介、吉中六、山田禅二、林野奈子、鹿又裕司、記平佳枝、武田倫一、田城英子、岡田篤子、遠藤孝子                               | 内藤勘解由登場 |
| 第299話 |          | 8月4日   | 怪奇 生きていた死美人     | 胡桃哲               | 居川靖彦   | 三浦リカ、堺左千夫、加賀邦男、南城竜也、嵯峨善兵、吉田豊明、弘松三郎、大川万裕子、溝口順子、大川リサ、伊神恵美子、村上久勝、郷内栄喜                                                               | |
| 第300話 |          | 8月11日  | 金塊の陰で泣く女          | 山浦弘靖             | 宮越澄     | 市毛良枝、梅津栄、森章二、高城淳一、信実和徳、灰地順、根岸一正、別所立木、里木佐甫良、原田千枝子、石川敏、吉中六、花原照子、川辺大一朗、槇ひろ子、鹿島研、神田正太、田中加奈子                     | 音次郎二刀流 |
| 第301話 |          | 8月18日  | 潜入 決死の悪人狩り       | 中野顕彰             | 長谷部安春 | 長谷川哲夫、中山昭二、伊達三郎、堀田真三、水原麻記、中田博久、加藤大樹、増田順司、倉島襄、相原巨典、名川貞郎、相沢治夫、真辺静枝、新井一夫、村上久勝、石崎洋光、高橋義治                           | 井坂は10年前相良藩勘定役見習いだったが公金横領した上司の罪をかぶって脱藩 中田博久は同僚の仇を討とうとする熱血同心 伊達三郎をはじめとする船宿極楽亭に巣食う面々は根はいいやつ 玉竜「私たちが知ったが最後、見逃すわけにはいかないね」 |
| 第302話 |          | 8月25日  | 赤ん坊を狙う暗殺者        | 服部一久             | 小澤啓一   | 渡辺やよい、西田健、横森久、福山象三、杉江廣太郎、八名信夫、江幡高志、高杉哲平、都家歌六、夏木順平、若原初子、熊谷卓三、上野元、門脇三郎、角谷亜希、山本武                                         | 音次郎二刀流（黒幕のみ） |
| 第303話 |          | 9月1日   | 花嫁誘拐 姿なき狼の罠     | 松岡志奈 山崎巌      | 高橋勝     | 佐藤仁哉、頭師佳孝、外山高士、沖田駿一郎、栗田洋子、藤木敬士、高橋義治、三田明子、依田英助、阿部光子、柿木恵至、大門ひろみ、村上幹夫                                                               | |
| 第304話 |          | 9月8日   | 御前試合が暴く謎の金脈    | 中野顕彰             | 江崎実生   | 根上淳、待田京介、山本昌平、秋谷陽子、伊沢一郎、日恵野晃、鈴木政晴、寄山弘、西山健司、荒瀬寛樹、永井玄哉、稲川善一、小池幸次、山中康司、大島光幸、若原初子、服部鷹子                               | 井坂道場破り→参った作戦 |
| 第305話 |          | 9月15日  | さらば音次郎              | 山崎巌 胡桃哲        | 江崎実生   | 堀越陽子、菅貫太郎、森次晃嗣、五味龍太郎、大山豊、晴海勇三、森洋二、中島元、岩瀬裕美、村上幹夫、夏木順平、三遊亭歌六、黒川弥太郎                                                                   | 音次郎降板（通算第409話） |
| 第306話 |          | 9月22日  | 悪を斬る料理人 華麗に参上 | 山崎巌               | 長谷部安春 | 武原英子、睦五朗、平田昭彦、近藤宏、花原照子、大村京子、外野村晋、山城正樹、三戸部スエ、小林重四郎、岩城和男、高杉哲平、渋谷さだ子、篠田薫、古今亭志ん駒                                           | 新OP、ED 内藤勘解由立ち回り参加「隠密支配内藤勘解由だ！」（通算第410話） 清次郎二刀流 |
| 第307話 |          | 9月29日  | 牢獄に秘めた父娘の真実    | 中野顕彰             | 高橋勝     | 三遊亭円之助、川合伸旺、山本ゆか里、浜田寅彦、内田勝正、十勝花子、若杉透、加藤春哉、林孝一、小鹿番、、小山源喜、吉中六、金井大、山田禅二、阿部光子、矢野泰子、都家歌六、熊谷卓三、石川敏           | 内藤勘解由立ち回り参加「隠密支配内藤勘解由内藤勘解由だ！」 清次郎二刀流 |
| 第308話 |          | 10月6日  | 島帰りの父 涙の絶唱       | 胡桃哲               | 小澤啓一   | 片桐夕子、高橋元太郎、宮口二郎、岡崎二朗、今井健二、沖田駿一郎、団巌、須田圭一、入江正徳、吉田豊明、岩田直樹、久遠利三、側見民雄、岸野一彦、河合絋司                                               | 内藤勘解由登場 清次郎二刀流 |
| 第309話 |          | 10月13日 | 暗殺者が狙う女の烙印      | 山浦弘靖             | 原田雄一   | 松本留美、下塚誠、三谷昇、村田みゆき、高野眞二、佐竹明夫、中庸助、武田博志、大島光幸、五十嵐五十鈴、川部修詩、中瀬博文、鈴木実、門脇三郎、夏木順平、古今亭志ん駒                                   | 清次郎二刀流（黒幕のみ） |
| 第310話 |          | 10月20日 | 豪雨に消えた謎の美女      | 山崎巌               | 岡康季     | 早乙女愛、吉田次昭、梅津栄、森章二、田口計、根岸一正、村上幹夫、宮田光、和久井節緒、猪野剛太郎、伊東あつ子、記平あつ子、東静子、川口節子                                                           | 内藤勘解由立ち回り参加「隠密支配内藤勘解由内藤勘解由だ！」 左文字二刀流 |
| 第311話 |          | 10月27日 | 鉄火女 涙の情け肌         | 中野顕彰             | 外山徹     | 三林京子、平泉成、南城竜也、早川雄三、早川保、堀田真三、長島隆一、日野道夫、戸塚孝、高杉哲平、大東梁佶、三角八郎、笹入舟作、岡幸次郎、園山淳也、井澤明子                                           | |
| 第312話 |          | 11月3日  | 宿命に泣く父娘の再会      | 松岡志奈             | 原田隆司   | 小林伊津子、牟田悌三、灰地順、稲葉義男、外山高士、原口剛、大木正司、水上英二、成田次穂、板倉加代子、都家歌六、高橋晃子、木村じゅん、村上久勝、大貫幸雄、甲斐武、古今亭志ん駒                       | 左文字二刀流 |
| 第313話 |          | 11月10日 | 五ツ刻の鐘は殺しの調べ    | 山浦弘靖             | 宮越澄     | 長谷川明男、水島彩子（奈良富士子）、山岡徹也、永井秀明、早川研吉、日恵野晃、広田正光、別所立木、福岡正剛、吉中六、大木史朗、和泉喜和子、池田光隆、佐藤由美、柿木恵至、蟹沢良恵、古今亭志ん駒       | 内藤勘解由立ち回り参加「隠密支配内藤勘解由だ！」 左文字二刀流 |
| 第314話 |          | 11月17日 | 悪を撃つ謎のオランダ銃    | 胡桃哲               | 岡康季     | 松橋登、山田はるみ、剣持伴紀、高城淳一、黒部進、岩瀬裕美、信実一徳、保科三良、町田幸夫、谷本一、荒瀬寛樹、今西正男、時任やまと、水橋和夫、熊谷卓三、戸塚孝、石崎洋光、古今亭志ん駒                 | 内藤勘解由立ち回り参加「隠密支配内藤勘解由だ！」 左文字二刀流 |
| 第315話 |          | 11月24日 | 芸者が秘めた偽証言の罠    | 山崎巌               | 長谷川安人 | 佐野アツ子、五味龍太郎、田中浩、長谷川弘、原田千枝子、水村泰三、加藤春哉、丸山詠二、森下明、金子勝美、田中加奈子、高松恭子、山名由兼、大竹義夫、鹿島研                                             | 左文字二刀流 |
| 第316話 |          | 12月1日  | 十手に賭けた涙の離縁状    | 中野顕彰             | 小澤啓一   | 井原千寿子、富川徹夫、菅貫太郎、有川博、須藤健、泉よし子、水森コウ太、斎藤真、勝野賢三、吉田紀人、中嶋元、名川貞郎、今生きよみ、向殿あさみ、花悠子、中瀬博文、新井一夫、古今亭志ん駒               | 左文字二刀流 |
| 第317話 |          | 12月8日  | 人質救出 甦る父娘の絆     | 山浦弘靖             | 高橋勝     | 広瀬昌亮、秋谷陽子、村地弘美、森山周一郎、亀石征一郎、中山昭二、玉川伊佐男、沖田駿一郎、西山健司、弘松三郎、入江正徳、石崎洋光、竹内靖、荻原紀、新井一夫、加藤茂雄、門脇三郎、小坂生男             | 左文字二刀流 |
| 第318話 |          | 12月15日 | 少年が明かす炎の殺人集団  | 胡桃哲               | 松尾昭典   | 原田潤、北原義郎、森章二、武藤英司、土屋嘉男、滝沢双、溝口拳、高杉哲平、藤田康之、阿部渡、金沢寿一、側見民雄、小寺大介、大島光幸、武田倫一、宮田光、古今亭志ん駒                                   | 井坂道場破り→参った作戦 左文字二刀流 |
| 第319話 |          | 12月22日 | 黒い傷痕に泣く女          | 山崎巌               | 長谷部安春 | 田島令子、八名信夫、川合伸旺、江見俊太郎、蟹江敬三、大山豊、伊沢一郎、伊東平山、田中貫、鈴木伊織、井上三千男、花原照子、松浪志保、三上瓔子                                                         | 左文字二刀流 |
| 第320話 |          | 12月29日 | 長屋を襲う二万坪の陰謀    | 中野顕彰             | 井上昭     | 頭師佳孝、早川絵美、神田隆、梅津栄、榊ひろみ、伊達三郎、木田三千雄、住吉道博、吉田豊明、三夏伸、穂積ペペ、阿波地大輔、角友司郎、戸塚ゆ加里、福原拓也、渡辺真六、古今亭志ん駒                       | 内藤勘解由立ち回り参加「隠密支配内藤勘解由だ！」 左文字二刀流 梅津栄は善側 |

1980年
| 話数    | 通算話数 | 放送日   | サブタイトル              | 脚本              | 監督       | ゲスト | 備考 |
| ------- | -------- | -------- | ------------------------- | ----------------- | ---------- | --- | --- |
| 第321話 |          | 1月12日  | 女忍者涙の姉弟愛          | 胡桃哲            | 宮越澄     | 若杉透、水原麻記、杉真由美、木村元、堺左千夫、天草四郎、森川公也、高木二朗、森幹太、木島一郎、沢井三郎、溝口順子、兼松三郎、鹿島研、二家本辰巳、中瀬博文、郷内栄喜、荻原紀                               | 内藤勘解由登場 左文字二刀流（通算第425話） 森幹太は善側 |
| 第322話 |          | 1月19日  | 復讐に賭けた娘の純愛      | 山浦弘靖          | 長谷和夫   | 森塚敏、火野正平、竹田かほり、川辺久造、日恵野晃、三沼慶、依田英助、湊俊一、岸野一彦、丹呉年克、大熊なぎさ、横山繫、峯田智代、森篤夫、沢柳廸子、加賀谷礼奈、田村貴彦、古今亭志ん駒                       | 左文字二刀流 |
| 第323話 |          | 1月26日  | 花嫁絶唱 地獄の情け船     | 胡桃哲            | 高橋勝     | 吉沢京子、桑原大輔、成瀬正、横森久、頭師佳孝、浜田寅彦、瀬良明、和沢昌治、大泉滉、川崎公明、大村千吉、今成友見、大山清志、星野晃、郷内栄善、大竹義夫、中瀬博文、古今亭志ん駒                             | 左文字二刀流 |
| 第324話 |          | 2月2日   | 運命に泣く親子の慕情      | 中野顕彰          | 宮越澄     | 丘さとみ、本郷直樹、小林勝彦、丸山秀美、船戸順、長谷川弘、中庸助、高原駿雄、笹入舟作、関戸純、亀井三郎、田辺洋、大島光幸、徳弘夏生、入江正徳、岩谷貴樹、若命真裕子                                       | 内藤勘解由立ち回り参加「隠密支配内藤勘解由だ！」 おりん欠席のため左文字「わし等が知ったが最後、見逃すわけにはいかん」 左文字二刀流 |
| 第325話 |          | 2月9日   | 大爆破を招く謎の贋小判    | 山崎巌            | 長谷部安春 | 工藤堅太郎、十勝花子、灰地順、外山高士、大木正司、堀田真三、吉田紀人、大島光幸、郷内栄喜、大貫幸雄、甲斐武、鹿島研、渋谷さだ子、坂田寿子、小林ルリ子、古今亭志ん駒                                       | 金太の住まいは明神長屋 左文字二刀流 |
| 第326話 |          | 2月16日  | 刺青芸者 皆殺しの謎       | 山崎巌            | 外山徹     | 佳那晃子、下塚誠、福山象三、小笠原弘、垂水悟郎、井上博一、成瀬昌彦、有馬昌彦、里木佐甫良、高橋義治、桜川梅吉、甲斐武、石崎洋光、大竹義夫                                                                 | 内藤勘解由立ち回り参加 左文字二刀流 |
| 第327話 |          | 2月23日  | 暴れ駕籠泣き笑いの縁結び  | 中西隆三          | 杉村六郎   | 野平ゆき、石田信之、田島義文、近藤宏、ガッツ石松、河村弘二、山本昌平、荻原紀、田中筆子、大木史郎、甲斐武、草薙庄一郎、岡田勝、二家本辰巳、藤田康之                                                       | 「鈴の調べは悪を斬る」終了左文字二刀流 |
| 第328話 |          | 3月1日   | めおと十手一番手柄        | 山浦弘靖          | 長谷和夫   | 山田隆夫、小林伊津子、稲葉義男、田口計、綾川香、高野眞二、南祐輔、江角英明、石川敏、加地健太郎、窪田茂幸、船場牡丹、篠田薫、渡辺志津子、戸塚孝、荻原紀、小坂生男                                         | 高野眞二は善側 内藤勘解由立ち回り参加 名乗り:左文字→おりん→内藤→井坂 左文字二刀流 |
| 第329話 |          | 3月8日   | 女すり 捨身の恩返し       | 山崎巌            | 斎藤光正   | 原田英子、賀田裕子、伊藤敏孝、今井健二、永井秀明、晴海勇三、諸岡青二、森下明、相原巨典、高杉哲平、渡部千春、黒高裕美子、武田博志、北斗太郎、村上久勝、中瀬博丈、藤田康之、甲斐武、古今亭志ん駒           | 左文字二刀流 |
| 第330話 |          | 3月15日  | 五七五に賭けた恋情け      | 胡桃哲            | 松尾昭典   | 珠めぐみ、佐竹明夫、沢本忠雄、伊達三郎、清水めぐみ、杉江廣太郎、加賀邦男、可知靖之、北川たか子、古矢順一郎、松浪志保、和沢昌治、稲川善一、若原初子、宇佐美多恵子、五十嵐美鈴、古今亭志ん駒               | 内藤勘解由立ち回り参加 左文字二刀流 加賀邦男は善側 白着流し揃い終了 |
| 第331話 |          | 3月22日  | 晴れ姿 おんな隠密一番纏   | 山崎巌            | 長谷部安春 | 高瀬春奈、日野道夫、山岡徹也、南城竜也、森章二、中田博久、弘松三郎、倉島襄、花原照子、今生きよみ、小寺大介、熊谷卓三                                                                                     | 内藤勘解由登場 名乗り:左文字→井坂→おりん→おもん 左文字二刀流 |
| 第332話 |          | 3月29日  | そこつ長屋に春が来た      | 中野顕彰          | 吉川一義   | 秋谷陽子、北原義郎、山田吾一、奥村公延、柴田侊彦、中井啓輔、人見明、小鹿番、三角八郎、森幹太、ひろみどり、新海丈夫、野口道人、高瀬春奈                                                                   | 左文字二刀流 秋谷：おつる 山田：八五郎 三角：與太郎 |
| 第333話 |          | 4月5日   | おっかさんの唄が聞こえる  | 山浦弘靖          | 井上昭     | 森川正太、京唄子、五味龍太郎、江見俊太郎、矢野間啓二、金井進二、水村秦二、稲川善一、新井一夫、渡辺真六、小林健一、花原照子、高瀬春奈、古今亭志ん駒                                                       | 左文字二刀流 |
| 第334話 |          | 4月19日  | 女三味線わかれ唄          | 山崎巌            | 宮越澄     | 美空ひばり（特別出演）、深江章喜、長谷川哲夫、東郷晴子、榊ひろみ、伊藤めぐみ、葉山良二、榊ひろみ、小林健一、永井玄哉、高瀬春奈                                                                           | 内藤勘解由出演 名乗り:左文字→井坂→おりん→おもん |
| 第335話 |          | 4月26日  | 笑いを売る男の涙          | 胡桃哲            | 原田隆司   | なべおさみ、木村元、山田隆夫、中山昭二、三好美智子、原田清人、高崎晃子、滝川潤、桜川梅八、中島元、鈴木政晴、小坂生男、戸塚孝、糸長真知、細谷泉、柿木恵至、高瀬春奈                                       | 名乗り:左文字→井坂→おりん→おもん 左文字二刀流 |
| 第336話 |          | 5月3日   | 消えた一万両の花嫁        | 中野顕彰          | 岡康季     | 吉田さより（風祭ゆき）、田崎潤、立原博、川辺久造、山本昌平、立石美由起、うえだ峻、松風はる美、田村貫、吉中六、若原初子、古今亭志ん駒                                                                     | 井坂初めて千枚漬けを食す 着物を取り換えたための間違い誘拐プロット 川辺久造は船内でビリヤード 心得の条は黒子が松明をもって入り乱れ、その松明をもって罪状表明 名乗り:左文字→井坂→おりん→おもん 左文字二刀流 うえだ峻はプロローグ、エピローグのみ出演 |
| 第337話 |          | 5月10日  | 女隠密怒りの逆襲          | 胡桃哲            | 江崎実生   | 松田洋治（子役）、田口計、大門正明、灰地順、江幡高志、小木洋子、今西正男、南佑輔、辻善仁、小山源喜、酒井郷博、大貫幸雄、村上幹夫、大島光幸、町田幸夫、武田倫一                                           | 玉竜は2か月前から信州上田一色藩の内偵に行っていた設定 内藤勘解由立ち回り参加 |
| 第338話 |          | 5月17日  | 決死の御金蔵破り          | 山崎巌            | 高橋勝     | 香山武彦、光丘真理、織本順吉、島田順司、伊豆肇、小林勝彦、早川研吉、三重街恒二、菅野直行、里木佐甫良、大矢兼臣、渡辺真六、市川みゆき、柿木恵至、森下明、岡田達                                           | 内藤勘解由出演 左文字額に白い飾り紐着用 小林勝彦、織本順吉は悪側ではない |
| 第339話 |          | 5月24日  | 海女が明かす大爆破の謎    | 胡桃哲            | 宮越澄     | 永島暎子、和崎俊哉、伊吹徹、永井秀和、北上弥太郎、高木二朗、岡幸二郎、原田力、榛奈潤一、記平佳枝、村上理子、大島光幸、古今亭志ん駒                                                                       | 内藤勘解由出演 左文字額に水色の飾り紐着用 鳥羽九鬼水軍太鼓紹介 |
| 第340話 |          | 5月31日  | 祭りに咲いた夫婦花        | 中野顕彰          | 井上昭     | 赤座美代子、菅貫太郎、西岡徳美、伊達三郎、浜田晃、剣持伴紀、八名信夫、小笠原弘、福崎和宏、保科三良、小林文彦、依田英助、小池幸次、若原初子、龍のり子、中嶋茂樹、星岡秀臣                                 | 内藤勘解由立ち回り参加 赤座美代子は健気な妻 |
| 第341話 |          | 6月7日   | 夜空に賭けた女の慕情      | 加賀美しげ子      | 長谷部安春 | 渡辺やよい、加藤大樹、清水めぐみ、野口貴史、大木正司、勝部演之、関戸純、稲川善一、関悦子、名川貞郎、小坂生男、石崎洋光、鈴木実、岡田勝、有馬明良、大竹義夫                                               | ラスボスは商人（元武士） 井坂道場破り |
| 第342話 |          | 6月14日  | 故郷偲ぶ薄幸の女          | 胡桃哲 中野顕彰   | 江崎実生   | 三浦リカ、近藤宏、田島義文、南道郎、長谷川弘、根岸一正、岸野一彦、草薙良一、星野晃、石崎洋光、荻田晴美、田頭絵津子、細川久美、川村京子、古今亭志ん駒、山田隆夫                                           | |
| 第343話 |          | 6月21日  | 幻の恋に泣く女            | 山崎巌            | 鈴木敏郎   | 江木俊夫、小林伊津子、江角英、江見俊太郎、関山耕司、佐藤了一、吉中六、越村公一、柿木恵至、深作伸二、坂口寿子、大竹義夫、山下勝、三浦由美、小林ルリ子、里見千草、和田義夫、草薙庄一郎                     | |
| 第344話 |          | 6月28日  | 悲恋 女隠密 怒りの叫び    | 芦沢俊郎          | 高橋勝     | 村嶋修、山本ゆか里、葉山良二、中井啓輔、沖田駿一、武内文平、寄山弘、岡本達哉、門田俊一、和久井節緒、側見民雄、大山豊、阿部渡、森下明、松井久子、守田ちか子、五島三津江、古今亭志ん駒                     | 内藤勘解由出演 |
| 第345話 |          | 7月5日   | 戦慄 爆薬を抱く男         | 山浦弘靖          | 原田隆司   | 原田大二郎、池波志乃、荒谷公之、細川俊夫、杉江廣太郎、松田洋治、井上三千男、原田千枝子、戸塚孝、藤沢裕子、坂田寿子、甲斐武、星野晃、大竹義夫、井添淑子、星野ひとみ、山田隆夫                             | |
| 第346話 |          | 7月12日  | おんな牢 地獄からの脱出   | 中野顕彰          | 松尾昭典   | 内藤武敏、奈三恭子、岡村清太郎、丸平峯子、ひろみどり、広京子、奥村公延、中山昭二、森章二、福岡正剛、西田良、かわいのどか、岡幸次郎、樋口和子、三原玲奈、麻田悦子                                         | 万引きした簪を天上に刺す作戦（玉竜） ED新バージョン |
| 第347話 |          | 7月19日  | 廃墟の街で待つ女          | 山崎巌            | 宮越澄     | 新藤恵美、田中浩、中村竜三郎、きくち英一、津野哲郎、八木隆、西山健司、森下明、小坂生男、有馬明良、北斗太郎、大貫幸雄、新井一夫、大竹義夫、坂田寿子、小林ルリ子                                           | 内藤勘解由立ち回り参加 |
| 第348話 |          | 7月26日  | 女の涙か 夏の嵐           | 中野顕彰          | 松尾昭典   | 睦五郎、原口剛、横森久、黒部進、沢井桃子、吉原正皓、日野道夫、新山真弓、松浪志保、滝川潤、菅野直行、斉藤真、木樽研三、武内文平、広田正光、藤田康之、星野晃、郷内栄喜、古今亭志ん駒、山田隆夫             | 左文字は4年半前の夏過ぎに隠密同心に加入 ラスボスは学者 |
| 第349話 |          | 8月2日   | 美女誘拐 蛍火の罠         | 下飯坂菊馬        | 高橋勝     | 木村理恵、小林昭二、菅貫太郎、河村弘二、川辺太一朗、中田博久、原良子、天草四郎、稲吉靖司、早川研吉、花原照子、新井英騎、水橋和夫、猪野剛太郎、橘家圓平、大場美奈子、古今亭志ん駒、山田隆夫               | |
| 第350話 |          | 8月9日   | 無情 巾着切りの涙         | 胡桃哲            | 吉川一義   | 長谷川諭、長谷川真弓、稲葉義男、福崎和宏、八名信夫、金子吉延、山岡徹也、吉田豊明、日恵野晃、高杉哲平、依田英助、記平佳枝、小寺大介、辻善仁、阿部健多、荻原紀、石川敏、戸塚孝、鹿島研                     | |
| 第351話 |          | 8月16日  | 女風呂 幽霊事件           | 中西隆三          | 杉村六郎   | 弓恵子、垂水悟郎、秋谷陽子、堀永子、奥村公延、武内亨、青山恭子、佐々木梨里、岩城力也、市地洋子、村上麻代、星野ひとみ、石井かおり、本郷和歌子、細川久美子、桜井由子、山田隆夫                             | |
| 第352話 |          | 8月23日  | 娘魚屋 五万石の涙         | 胡桃哲            | 岡康季     | 浅野真弓、住吉道博、高城淳一、佐原健二、松木路子、森章二、入江正徳、成田次穂、吉中六、鈴木政晴、横谷雄二、綾瀬さくら、長谷川佳子、和田義一、下條正巳                                                     | 井坂の寺子屋地下に実験室 |
| 第353話 |          | 8月30日  | おんな蟻地獄              | 山崎巌            | 外山徹     | 三ツ木清隆、渡辺やよい、北条清嗣、高木二朗、伊吹徹、畑中猛重、荻原賢三、市川みゆき、小坂生男、甲斐武、藤田康之、青木義朗、古今亭志ん駒                                                                   | |
| 第354話 |          | 9月6日   | 十手に賭けた 同心魂       | 芦沢俊郎          | 宮越澄     | 高橋元太郎、今福将雄、深江章喜、瞳順子、南道郎、梅津栄、福本清三、木島一郎、寄山弘、宝井宏治、井上三千男、橘田良江、田辺洋、森下明、大島光幸、小坂生男、森岡隆見、福留幸夫                               | 心得の条は高橋が大目付に訴状を届ける間の隠密同心達と忍びの攻防をバックにナレーション |
| 第355話 |          | 9月13日  | 夫婦飛脚の 子守唄         | 大工原正泰        | 長谷和夫   | 水島彩子、遠藤征慈、長谷川弘、三角八郎、森幹太、伊沢一郎、阿波地大輔、佐藤晟也、弘松三郎、戸塚孝、小坂生男、村上正次、加藤斉孝、森岡隆見、古川隆、永野明彦、高橋正昭、山田隆夫                           | |
| 第356話 |          | 9月20日  | 女忍者 傷だらけの復讐     | 中野顕彰          | 江崎実生   | 奈美悦子、森山周一郎、宮口二朗、椎谷建治、灰地順、伊達三郎、武藤章生、田村貫、中島元、浅見小四郎、森下明、大島光幸、高橋正昭、若山雅弘、荻原紀、柿木恵至、大竹義夫                                       | 奈美が心得の条と立ち回り参加 |
| 第357話 |          | 9月27日  | 人情 男涙の恩返し         | 胡桃哲            | 宮越澄     | 柴田侊彦、服部妙子、汐路章、江角英、北原義郎、横山あきお、保科三良、滝川潤、滝義郎、花原照子、岡幸次郎、戸塚孝、北斗太郎、風見章子                                                                       | |
| 第358話 |          | 10月4日  | 浮世絵が明かす 大爆破の謎 | 山崎巌            | 高橋勝     | 石川さゆり、河原崎建三、根上淳、堀田真三、里木佐甫良、依田英助、門谷美佐、音羽千佳子、大山清志、新井和夫、渡辺真六、草薙庄二郎、黒沢明美、秋山百絵、蔵下恵美、安田良智、天神睦連                         | 内藤勘解由出演 |
| 第359話 |          | 10月11日 | 炎から生まれた女          | 大工原正泰        | 岡康季     | 相原友子、西沢利明、広瀬昌助、波戸崎徹、日野道夫、稲川善一、一柳みる、朝比奈えり子、西ようこ、黒沢明美、小林美樹、坂田寿子、小林ルリ子、三浦由美子、大島光幸、大竹義夫、根本秦明、古今亭志ん駒、山田隆夫 | |
| 第360話 |          | 10月18日 | 美女誘拐 秘められた過去   | 中野顕彰          | 松尾昭典   | 浜村純、栗田洋子、佐竹明夫、北上弥太郎、横森久、鈴木俊介、北條清嗣、中平哲仟、うえずみのる、尾曳伊都子、若尾初子、日高久美子、藤田康之、鈴木実、甲斐武、根本秦明                                         | 佐竹＝悪、北上＝善 立ち回り中に心得の条ナレ |
| 第361話 |          | 10月25日 | 翔べ・走れ 隠密犬         | 胡桃哲            | 江崎実生   | 井原千寿子、木村元、梅津栄、幸田宗丸、小笠原弘、原田千枝子、斉木信博、小坂生男、星野晃、伊藤功、小林るり子、草薙庄一郎、里見千草、渋谷さだ子、あおい龍号                                                 | 内藤勘解由立ち回り参加「隠密支配内藤勘解由だ！」 |
| 第362話 |          | 11月1日  | 女賊が捨てた 殺しの分け前 | 山崎巌            | 高橋勝     | 三浦真弓、井上博一、仙道敦子、近藤宏、五味龍太郎、浜田晃、関戸純、高杉哲平、大木史朗、鹿島研、大貫幸夫、有馬明良、鈴木弘美、田島加奈子、長谷川哲夫                                                       | |
| 第363話 |          | 11月8日  | 二人の夫をもつ 花嫁       | 山崎巌            | 江崎実生   | 浅野真弓、内田勝正、南条弘二、小林勝彦、森幹太、早川研吉、南祐輔、和沢昌冶、三上左京、増岡弘、秋山敏、龍のり子、永塚りえ子、水無坂冬子、柿木恵至、永野明彦、大竹義夫                                     | |
| 第364話 |          | 11月15日 | 木枯らしに 耐えて待つ女   | 加賀美しげ子      | 宮越澄     | 森次晃嗣、沢井桃子、勝部演之、中村竜三郎、大木正司、伊吹徹、加瀬悦孝、北村大造、柿木恵至、永野明彦、郷内栄喜、岡田勝、根本秦明、有馬明良                                                                 | 御用金を奪い返すシーンで心得の条 |
| 第365話 |          | 11月22日 | 汚れた顔の 天使達         | 大工原正泰        | 斎藤光正   | 森川正太、竹井みどり、冨田浩太郎、剣持伴紀、西田良、手塚茂夫、若林哲行、徳弘夏生、田口弘、河合絃司、花原照子、西川敬三郎、倉沢暎子、中山一也、井上孝雄                                                   | 凝った演出の心得の条 立ち回り衣装で心得の条 名乗り：左文字→井坂→おりん→お竜 |
| 第366話 |          | 11月29日 | 恐怖の美女誘拐魔 赤い罠   | 武末勝            | 岡康季     | 橋本功、石橋蓮司、斉藤浩子、三角八郎、藤江リカ、森章二、清水健祐、勝野賢三、大和撫子、久遠利三、宇乃壬麻、浜田ちづる、市川みゆき、大綱めぐみ、矢沢裕紀、小林るり子                                       | 舞台は内藤新宿 左文字二刀流 橋本と心得の条（行進ではない） |
| 第367話 |          | 12月6日  | 天下を狙う 闇将軍         | 胡桃哲            | 高橋勝     | 山本伸吾、江幡高志、溝口舜亮、東龍明、宮川洋一、中村孝雄、保科三良、北九州男、団巌、三重街恒二、荻原賢三、成田次穂、大山清志、内藤武敏                                                                   | ラスボスは商人（闇のお頭） |
| 第368話 |          | 12月13日 | 悪夢に怯える女            | 山崎巌            | 長谷和夫   | 奈月ひろ子、小林昭二、西岡徳馬、外山高士、小林健一、稲吉靖司、田中筆子、松浪志保、松川勉、入江正徳、関口和之、永塚りえこ、中瀬博文、柿木恵至、大島光幸、三浦由美子                                       | 立ち回り中、心得の条 小林昭二は善 |
| 第369話 |          | 12月20日 | 非情の 少女囮作戦         | 芦沢俊郎 鹿水晶子 | 長谷和夫   | 吉田次昭、高野真二、山岡徹也、伊達三郎、長谷川弘、天草四郎、吉田豊明、片岡みえ、宗近晴見、山口博義、北川欽三、高杉哲平、麻ミナ、小坂生男、新井一夫、鈴木実、村上久勝                                     | 内藤勘解由出演 |
| 第370話 |          | 12月27日 | 明日を夢見る 浮草の女     | 大工原正泰        | 宮越澄     | 岡崎二朗、大石はるみ、柳谷寛、五味龍太郎、椎谷建治、弘松三郎、山口仁奈子、八木隆、丘ゆり子、大森不二香、別府立木、吉中六、田辺洋、鈴木正人、田中みつこ、坂田寿子、甲斐武、星野晃、古今亭志ん駒、山田隆夫 | |

1981年
| 話数    | 通算話数 | 放送日   | サブタイトル              | 脚本            | 監督       | ゲスト | 備考 |
| ------- | -------- | -------- | ------------------------- | --------------- | ---------- | --- | --- |
| 第371話 |          | 1月10日  | 花吹雪 炎に舞う一番纏     | 山崎巌          | 鈴木清順   | 荒木由美子、浜田晃、伊沢一郎、北原義郎、京春上、上野山功一、下塚誠、日恵野晃、久里みのる、新山真弓、依田英助、柿木恵至、古今亭志ん太、亀石征一郎、古今亭志ん駒、山田隆夫                                         | 内藤勘解由出演 獅子舞の中は清次郎（通算第475話） |
| 第372話 |          | 1月17日  | 運命に泣く 幸薄き女       | 胡桃哲          | 斎藤光正   | 吉沢京子、砂塚英夫、横森久、小林勝彦、奥村公延、湊俊一、早川研吉、外野村晋、里木佐甫良、高山千草、中島元、戸塚孝、藤巻潤                                                                                         | 凝った演出の心得の条 藤巻も立ち回り参加 |
| 第373話 |          | 1月24日  | 美人絵に秘めた 女地獄の謎 | 松岡志奈        | 高橋勝     | 森次晃嗣、早川保、原良子、須藤健、成瀬正、団巌、岩城和男、花原照子、戸塚孝、金子勝美、土屋安弘、甲斐武、藤田康之、森下明、伊藤栄子                                                                               | 森次も心得の条参加 |
| 第374話 |          | 1月31日  | 仇討ち無情 親子の絶唱     | 大工原正泰      | 岡康季     | 入川保則、橋爪功、田口計、鈴木政晴、吉中六、沖田駿一、清水健祐、粟津號、青木卓、小坂生男、大島光幸、柿木恵至、新敷淨、太田弘昭、鳴海康史、信高正義、小原智成、古今亭志ん駒、山田隆夫                             | おりんが銃弾2発くらう 立ち回り中、心得の条 |
| 第375話 |          | 2月7日   | 死神に出会った 色事師     | 胡桃哲          | 江崎実生   | 原田大二郎（二役）、永島暎子、汐路章、高城淳一、福崎和宏、木島一郎、晴海勇三、秋山敏、新谷由美子、新井一夫、郷内栄喜、柿木恵至、甲斐武、大竹義夫                                                                 | 井坂のガン捌きは一級品 内藤勘解由立ち回り参加「隠密支配内藤勘解由だ！」 |
| 第376話 |          | 2月14日  | 謎を呼ぶ 傀儡人形         | 山崎巌          | 江崎実生   | 三浦リカ、大門正明、堺左千夫、伊達三郎、木村元、川部修詩、槙ひろ子、今成友見、永塚りえこ、荻原紀、高橋正昭、里見千草、三浦由美子、阪田寿子、藤田康之                                                             | 内藤勘解由出演 |
| 第377話 |          | 2月21日  | 連判状が招く 姿なき殺人者 | 胡桃哲          | 原田隆司   | 殿山泰司、川合伸旺、中山昭二、秋谷陽子、金子吉延、稲葉義男、西田良、長島隆一、滝義郎、浅見小四郎、檀喧太、小林ルリ子、中島健詞、大島光幸、大貫幸夫、星野晃                                                       | 立ち回り中、心得の条 |
| 第378話 |          | 2月28日  | 嘘と誠の 夫婦雛           | 大工原正泰      | 岡康季     | 火野正平、長谷直美、石田信之、剣持伴紀、桜京美、倉島襄、佐竹一男、大村一郎、黒須薫、村上久勝、荻原紀、三浦由美子、五島やよい、谷博嗣、草薙貴幸、古今亭志ん駒、山田隆夫                                           | |
| 第379話 |          | 3月7日   | 遊女が見た 幸せの夢       | 加賀美しげ子    | 斎藤光正   | 園佳也子、菅野忠彦、江見俊太郎、南道郎、江角英、灰地順、関根世津子、金子幸枝、星野浩司、小山源喜、高杉哲平、小寺大介、泉よし子、星野晃、藤田康之、渋谷さだ子、川島光代                                           | 凝った演出の心得の条 |
| 第380話 |          | 3月14日  | 大虐殺 砂金の陰謀         | 山崎巌          | 斎藤光正   | 保積ぺぺ、奈良富士子、川辺久造、高野眞二、杉江廣太郎、滝川潤、戸塚孝、増岡弘、稲川善一、井上三千男、鹿島信哉、白井千博、柿木恵至、大島光幸、阪田寿子、青木菜々、甲斐武、永野明彦、深作覚、根本秦明、古今亭志ん駒 | 凝った演出の心得の条 |
| 第381話 |          | 3月21日  | 花嫁絶唱 お父っつあんの唄 | 胡桃哲          | 長谷部安春 | 森昌子、松本朝夫、川崎あかね、富田浩太郎、大木正司、阿波地大輔、南城竜也、たうみあきこ、賀川修嗣、中島元、出光元、荻原賢三、花沢徳衛                                                                             | |
| 第382話 |          | 3月28日  | 大奥の怪 美女殺人事件     | 大工原正泰      | 長谷部安春 | 林ゆたか、森山周一郎、清水まゆみ、清川新吾、丸山秀美、久遠利三、青山恭子、晴乃ピーチク、清水国雄、西山健司、速水隆、藍なおみ、森岡隆見、郷内栄喜、深作覚、吉江芳成、古今亭志ん駒、山田隆夫                       | |
| 第383話 |          | 4月4日   | 罠に落ちた 女ねずみ       | 中野顕彰        | 原田隆司   | 山口奈美、佐竹明夫、田中浩、堀田真三、唐沢民賢、新谷由美子、保科三良、愛夏樹、安藤彩華、有馬明良、森下明、柿木恵至、蟹沢良恵、和田正義、草薙庄二郎、阪田寿子、里見千草、古今亭志ん駒                             | 内藤勘解由立ち回り参加 |
| 第384話 |          | 4月11日  | 地獄からもどった 用心棒   | 山崎巌          | 宮越澄     | 長谷川明男、岩井友見、左右田一平、高木二朗、矢口純、森章二、武内文平、きくち英一、新井一夫、大竹義夫、星野晃、秋山敏、門脇三郎、村上久勝、大貫幸夫                                                               | 左文字大刀で二刀流（長谷川の形見と自分のもの） |
| 第385話 |          | 4月18日  | おんな湯 殺人事件         | 大工原正泰      | 宮越澄     | 市川好郎、水森コウ太、山岡徹也、呉恵美子、庄司永建、三角八朗、五味龍太郎、関戸純、佐々木梨里、京春上、吉田義夫、沖田駿一、鈴木和夫、西ようこ、北村大造、荻原紀、森岡隆見、藤田康之、古今亭志ん駒                 | |
| 第386話 |          | 4月25日  | 涙の 仇討ち赦免状         | 中野顕彰        | 手銭弘喜   | 中村玉緒、潮哲也、秋谷陽子、浜田寅彦、石橋雅史、幸田宗丸、弘松三郎、林弘道、打出親五、有馬明良、一ノ瀬浩通、御木本伸介                                                                                           | 井坂道場破り作戦 |
| 第387話 |          | 5月2日   | 銃口に 立ち向かう男       | 胡桃哲 中野顕彰 | 手銭弘喜   | 五代高之、谷川みゆき、鹿内孝、深江章喜、森幹太、天草四郎、堀広道、梶正昭、松本誠一、荻原徹也、稲川善一、永井玄哉、林寛一、村尾幸三、高杉哲平、大山豊、中島元、五十嵐五十鈴、高橋絵梨子                           | |
| 第388話 |          | 5月9日   | おんな隠密 矢車お菊       | 胡桃哲 中野顕彰 | 松尾昭典   | 中島ゆたか、河原崎長一郎、伊沢一郎、近藤宏、伊達三郎、杉江廣太郎、加瀬悦孝、増岡弘、高橋義治、藤田康之、和田正義、白石則子                                                                                       | 内藤勘解由立ち回り参加 菊弥は清次郎と顔なじみ お菊、心得の条ナレ復唱 名乗り：清次郎→井坂→おりん→お菊 |
| 第389話 |          | 5月16日  | 荒波を斬る 隠密同心       | 山崎巌          | 江崎実生   | 中島ゆたか、長谷直美、川合伸旺、今井健二、入江正徳、村上幹夫、大森不二香、記平佳枝、汐路章、江幡高志、鶴見丈二、横内正                                                                                           | 佐渡編 放送回数500回記念地方ロケ 内藤勘解由登場 立ち回り中に心得の条 立ち回りに横内参加 立ち回り中に佐渡おけさ連インサート（通算第493話） |
| 第390話 |          | 5月23日  | 海鳴りの里に 泣く遊女     | 大工原正泰      | 江崎実生   | 中島ゆたか、三浦リカ、勝部演之、石田信之、梅津栄、八名信夫、丹古母鬼馬二、一ノ瀬康子、大森不二香、新山真弓、木島一郎、三上左京、勝野賢三                                                                         | 越後編 |
| 第391話 |          | 5月30日  | 闇を裂く十手              | 山崎巌          | 長谷部安春 | あおい輝彦、岡江久美子、久富惟晴、武藤英司、伊吹徹、浅見小四郎、中島元、大山豊、小柴みゆき、岩瀬裕美、山形勲 | |
| 第392話 |          | 6月6日   | 鈴の音が 殺しを呼ぶ       | 山崎巌 胡桃哲   | 松尾昭典   | 夏純子、荒木しげる、草薙幸二郎、北原義郎、山本清、中田博久、玉村駿太郎、今西正男、若原初子、小坂生男、甲斐武、郷内栄喜、鈴木実                                                                                   | 内藤勘解由立ち回り参加「隠密支配内藤勘解由だ！」 |
| 第393話 |          | 6月13日  | 江戸を走る 裸の女         | 胡桃哲          | 岡康季     | 高橋洋子、伊藤敏孝、清水康晴、天草四郎、森章二、倉島襄、矢野間啓二、小坂生男、橘雪子、井上れい子、郷内栄喜、深作覚、星野晃、阪口寿子                                                                             | |
| 第394話 |          | 6月20日  | 姫君七変化道中            | 中野顕彰 胡桃哲 | 原田隆司   | 風美圭、下塚誠、木村弓美、吉田豊明、保科三良、村上理子、井上三千男、丸岡奨詞、沢木美伊子、船場牡丹、泉よし子、志村幸江、桜川梅八、二家本辰巳、藤田康之、森岡隆見、山田隆夫                                       | 立ち回り中に心得の条ナレ |
| 第395話 |          | 6月27日  | 隠密対殺し屋 地獄の決斗   | 胡桃哲          | 江崎実生   | 堺左千夫、関根世津子、長谷川弘、内田勝正、草薙良一、藤江リカ、粟津號、角友司郎、中瀬博文、稲川善一、池永力、矢野光洋、岡野明、古今亭志ん駒                                                                       | 堺=長谷川 |
| 第396話 |          | 7月4日   | 涙で嫁ぐ 盗賊の娘         | 松尾まもる      | 江崎実生   | 常田富士男、堀田真三、田島義文、一ノ瀬康子、松浪志保、三角八郎、福山象三、中島元、槙ひろ子、渡辺義之、星野晃、高橋正昭、中村太郎、染谷仁奈、古今亭志ん駒                                                         | |
| 第397話 |          | 7月11日  | かまいたちの 毒牙         | 中野顕彰        | 松尾昭典   | 井原千寿子、北條清嗣、露原千草、日野道夫、武内文平、鶴賀二郎、成田次穂、川崎たか子、原田千枝子、狩野舞子、戸塚孝、藤田康之、阪田寿子、保谷政子                                                                   | 立ち回り中に心得の条ナレ ラスボスは凶賊かまいたち一味 |
| 第398話 |          | 7月18日  | 幻を慕う女                | 山崎巌          | 斎藤光正   | 高田美和、亀石征一郎、西沢利明、山本昌平、江角英、袋正、滝川潤、高野晃大、明石憬子、門脇三郎、阪東豊之助、酒井斉昭                                                                                               | |
| 第399話 |          | 7月25日  | 父娘が泣く 非情の武士道   | 松尾まもる      | 斎藤光正   | 大林丈史、田武謙三、外山高士、武藤英司、黒須薫、三夏伸、和沢昌治、岩城和男、森下明、阪田寿子、草薙庄一郎、和田正義、山口義人、菊地正、渋谷さだ子、川口真理、木村京子、藤田道子                                   | 大林、立ち回り参加 |
| 第400話 |          | 8月1日   | 盗賊紅蜘蛛の女            | 芦沢俊郎        | 岡康季     | 堀越陽子、草野大悟、高城淳一、吉田豊明、矢野間啓二、大村千吉、佐々木みどり、大島光幸、新田一夫、鈴木実、有馬明良、大貫幸雄、石崎洋光                                                                             | 内藤勘解由登場 立ち回り中に心得の条ナレ ラスボス制裁直前に名乗り |
| 第401話 |          | 8月8日   | 刺青湯女 殺人事件         | 山崎巌          | 岡康季     | 中島ゆたか、浅野真弓、宮崎達也、五味龍太郎、南州太郎、村松克己、綾川香、田村貫、若原初子、岩瀬裕美、古今亭志ん駒                                                                                                 | 金太、クレジットなし |
| 第402話 |          | 8月15日  | 荒野に 散った夫婦花       | 小川英 胡桃哲   | 猪崎宣昭   | 中島ゆたか、小原秀明、大川義幸、立枝歩、中田博久、小沢象、井上博一、岩城力也、大川義幸、入江正徳、小寺大介、宮寺康夫、西屋東、坂元美智子、小坂生男、打出親伍、藤田康之、八木和子                                 | |
| 第403話 |          | 8月22日  | 傷だらけの 人質救出作戦   | 山崎巌          | 長谷部安春 | 石濱朗、遠藤征慈、八名信夫、藤江リカ、倉島襄、高木二朗、小野川公三郎、加藤大樹、下村節子、里木佐甫良、升元秦造、姫るり子、染谷仁奈、高橋正昭、村上久勝                                                           | |
| 第404話 |          | 8月29日  | 駒下駄と 鬼娘の涙         | 胡桃哲          | 長谷部安春 | 藤村俊二、伊藤由美、原口剛、三木敏彦、太刀川寛、橋本宣三、晴海勇三、中庸助、永井玄哉、大串知子、加藤茂雄、森岡隆見、二家本辰巳、新井一夫、鈴木実                                                                 | 中村竹弥（内藤勘解由）がこの回をもって事実上の降板。内藤勘解由立ち回り参加「隠密支配内藤勘解由だ！」 |
| 第405話 |          | 9月5日   | 神隠しに 泣く新妻         | 大工原正泰      | 宮越澄     | 森川正太、清水石あけみ、上田忠好、稲吉靖司、沖田駿一、吉原正皓、きくち英一、小坂生男、新井一夫、吉岡睦子、宝井宏治、大島光幸、村上久勝、石崎洋光                                                                 | |
| 第406話 |          | 9月12日  | 女飛脚は 殺しの標的       | 山崎巌          | 江崎実生   | なつきれい、大場順、藤木敬士、堺左千夫、木田三千雄、井上三千男、久遠利三、阿部渡、広森信吾、近松敏夫、村上久勝、荻原紀、古川隆、大島光幸、砂田篤志、清水進一、那須のり子、奥寺麻衣子                             | 心得の条からスタート 罪状暴露が本編 立ち回り中に再び心得の条ナレ |
| 第407話 |          | 9月19日  | 訴状を 託された娘         | 松尾まもる      | 江崎実生   | 荒木由美子、小栗一也、三夏伸、大森不二香、木島一郎、菅野直行、藤田康之、有馬明良、渡辺真六、柿木恵至、森下明、大貫幸雄、鹿島研                                                                                   | |
| 第408話 |          | 9月26日  | 稲妻お竜の 旅立ち         | 山崎巌 胡桃哲   | 斎藤光正   | 平田昭彦、市川智也、田武謙三、内田勝正、二見忠男、高橋義治、吉中六、岩瀬裕美、木村京子、阿部光子、酒井原豊広、森岡隆見、星野晃、林弘造、森下明、鈴木実、郷内栄喜、城野克巳                                       | この回をもって、土田早苗（隠密同心:稲妻竜）降板、中村竹弥（内藤勘解由）降板（通算第512話） |
| 第409話 |          | 10月3日  | 新隠密登場 謎の慶長大判   | 山崎巌          | 吉川一義   | 江見俊太郎、出光元、絵沢萌子、夏海千佳子、岩城力也、浅見小四郎、晴乃ピーチク、嶋英二、森岡優子、三輪猛雄、竹田光裕、小寺大介、鹿島信哉、岡田和子、荻原紀、照井克也、三浦裕子、小堺寛子                           | この回より、 *商号変更に伴い、製作が「テレビ東京」になる *岡江久美子（隠密同心:吹雪）、 南条弘二（隠密同心:九條新太郎）、 大山勝巳（大番頭:藤堂対馬）、 小堺寛子（みつ）加入 *それらに伴いオープニング、クロージングの変更、クロージングに役名が入る *主題歌が「落日」となる メンバー同志はすでに隠密同心として働いている（給与制）。 新太郎と吹雪は藤堂と初顔合わせ。 井坂は立ち回りまで居残り 藤堂立ち回り参加「幕府大番頭藤堂対馬又の役目は隠密支配じゃ」（通算第513話） |
| 第410話 |          | 10月10日 | 女隠密春香の恋            | 中野顕彰        | 吉川一義   | 左とん平、原口剛、矢野間啓二、関戸純、角友司郎、久保田薫、有馬明良、小坂明央、大島光幸、大竹義夫、宅間恵津子、三谷昇、小堺寛子                                                                                   | 瑳川哲朗（隠密同心:井坂十蔵）休演 藤堂立ち回り参加「幕府大番頭藤堂対馬又の役目は隠密支配」 立ち回り中に心得の条ナレ |
| 第411話 |          | 10月17日 | 新太郎出産騒動 右ひだり   | 大工原正泰      | 岡康季     | 相原友子、南原宏治、睦五郎、水島涼太、大竹修造、岩城力也、新井一夫、入江正徳、渡辺真六、甲斐武、渋谷さだ子、嶋崎由紀子、大貫幸雄、和田正義、草薙庄一郎、小堺寛子                                                 | 瑳川哲朗（隠密同心:井坂十蔵）、 大山勝巳（大番頭:藤堂対馬）休演 立ち回り中に心得の条ナレ |
| 第412話 |          | 10月24日 | 意地悪婆さん 危機一髪!    | 中野顕彰        | 斎藤光正   | 桜むつ子、保積ぺぺ、瞳順子、田島義文、江幡高志、武藤章生、原康義、根岸一正、だるま二郎、竹内靖、門脇三郎、若原初子、夏木順平、石崎洋光、藤田康之、小堺寛子                                                       | 大山勝巳（大番頭:藤堂対馬）休演 罪状述べ：左文字→九条→吹雪→井坂→おりん 名乗り：左文字→井坂→吹雪→九条→おりん 立ち回り中に心得の条ナレ ラスボスは住職 |
| 第413話 |          | 10月31日 | 白い肌に咲く 牡丹の刺青   | 大工原正泰      | 斎藤光正   | 浅野真弓、天野新士、中田博久、堀田真三、桜京美、倉島襄、水森コウ太、松風はる美、福岡正剛、大山豊、大矢兼臣、中島元、千葉茂、川崎絵美里、小堺寛子                                                                 | 大山勝巳（大番頭:藤堂対馬）休演 名乗り：左文字→井坂→吹雪→九条→おりん 立ち回り中に心得の条ナレ2回繰り返し |
| 第414話 |          | 11月7日  | 涙の 仇討ち慕情           | 山崎巌          | 江崎実生   | 新井康弘、秋谷陽子、堺左千夫、長谷川弘、吉中六、麻ミナ、江藤潤、荻原紀、藤沢昭宏、藤沢俊宏、桜井叶、北斗太郎、大貫幸雄、小堺寛子                                                                                 | 大山勝巳（大番頭:藤堂対馬）休演 |
| 第415話 |          | 11月14日 | つつもたせの娘            | 土橋成男        | 江崎実生   | 三浦リカ、今福将雄、汐路章、伊達三郎、弘松三郎、相原巨典、中平哲仟、森岡隆見、郷内栄喜、藤田康之、渋谷さだ子、三浦裕子、保谷政子、小堺寛子                                                                       | 大山勝巳（大番頭:藤堂対馬）休演 名乗り：左文字→井坂→九条→吹雪→おりん 立ち回り中に心得の条ナレ |
| 第416話 |          | 11月21日 | 父子に迫る 黒い牙         | 山崎巌          | 宮越澄     | 平凡太郎、五味龍太郎、武内亨、八木隆、小林健一、岩城力也、戸塚孝、吉岡睦子、志村幸江、高杉哲平、阿部渡、森下明、柿木恵至、大島光幸、北斗太郎、和田正義、小堺寛子                                                 | 藤堂立ち回り参加「そして隠密支配藤堂対馬」 立ち回り中に心得の条ナレ |
| 第417話 |          | 11月28日 | にせ小判 一万両           | 中野顕彰        | 宮越澄     | 松本留美、山岡徹也、冷泉公裕、斉藤優一、辻シゲル、武内文平、花原照子、ふじのゆき、大村千吉、長島隆一、小坂明央、門脇三郎、都築宏一郎、稲川善一、鹿島研、石崎洋光、照井克也、古田郷美、小堺寛子                   | ラスボスは商人 名乗り：左文字→井坂→吹雪→九条→おりん→藤堂 立ち回り中に心得の条ナレ |
| 第418話 |          | 12月5日  | 錠前師の哀歌              | 胡桃哲          | 松尾昭典   | 財津一郎、絵沢萌子、杉江廣太郎、斉藤真、久遠利三、今西正男、大場利明、大熊敏志、内田順子、石井琴子、高橋義治、松浪志保、岩城和男、林弘造、待田京介、小堺寛子                                                     | 大山勝巳（大番頭:藤堂対馬）休演 名乗り：左文字→井坂→吹雪→九条→おりん 立ち回り中に心得の条ナレ |
| 第419話 |          | 12月12日 | 危機一髪 貝になった娘     | 山崎巌          | 松尾昭典   | 常田富士男、内田勝正、大木正司、永井英里、林健樹、若原初子、加賀美博美、依田英助、夏木順平、橘田まゆみ、浅井珠代、御木本伸介、小堺寛子                                                                           | かたせ梨乃（隠密同心:流れ星りん）、 大山勝巳（大番頭:藤堂対馬）休演 |
| 第420話 |          | 12月19日 | お命買います 替え玉屋     | 中村勝行        | 岡康季     | 有吉ひとみ、早川絵美、吉田次昭、田口計、原口剛、稲吉靖司、波戸崎徹、関戸純、寄山弘、清水健祐、加藤茂雄、小原初美、大矢兼臣、星景太、渋谷さだ子、里見千草、小堺寛子                                               | 大山勝巳（大番頭:藤堂対馬）休演 名乗り：左文字→井坂→九条→おりん→吹雪 立ち回り中に心得の条ナレ |
| 第421話 |          | 12月26日 | 紅花は女の涙              | 土橋成男        | 岡康季     | 高沢順子、平泉征、秋谷陽子、幸田宗丸、鈴木和夫、大島光幸、新井一夫、溝口順子、村上久勝、戸塚孝、川合伸旺、小堺寛子                                                                                               | 大山勝巳（大番頭:藤堂対馬）休演 名乗り：左文字→井坂→九条→吹雪→おりん 立ち回り中に心得の条ナレ |

1982年
| 話数    | 通算話数 | 放送日   | サブタイトル                | 脚本              | 監督       | ゲスト | 備考 |
| ------- | -------- | -------- | --------------------------- | ----------------- | ---------- | --- | --- |
| 第422話 |          | 1月9日   | 邪剣 つばめ返し             | 山崎巌            | 斎藤光正   | 桜町弘子、菅貫太郎、永井秀和、早川雄三、小野武彦、岩城力也、瀧義郎、草間璋夫、阪田寿子、三浦裕子、鈴木実、伊勢将人、岡部明、矢野光洋、滝本雅幸、原隆彦、小堺寛子                                           | 大山勝巳（大番頭:藤堂対馬）休演 菅貫はラスト前に左文字と一騎打ち 名乗り：左文字→井坂→吹雪→おりん→九条 立ち回り中に心得の条ナレ（通算第526話） |
| 第423話 |          | 1月16日  | 大奥に棲む 女夜叉           | 中野顕彰          | 永野靖忠   | 山本みどり、二本柳俊衣、外山高士、下塚誠、松本朝夫、保科三良、山崎猛、早川研吉、戸塚孝、藤田康之、二家本辰巳、郷内栄喜、和田正義、草薙庄一郎、渋谷さだ子、保谷政子、小堺寛子                               | 名乗り：左文字→井坂→吹雪→九条→おりん 藤堂立ち回り参加するも名乗らず 立ち回り中に心得の条ナレ |
| 第424話 |          | 1月23日  | 易者は 殺しの暗号           | 土橋成男          | 江崎実生   | 久富惟晴、堺左千夫、麻生えりか、上野山功一、三夏伸、森幹太、三上剛、成田次穂、吉中六、河原裕昌、武田博志、槇ひろ子、古田郷美、森岡隆見、増位山太志郎、小堺寛子                                             | 大山勝巳（大番頭:藤堂対馬）休演 名乗り：左文字→井坂→九条→吹雪→おりん 立ち回り中に心得の条ナレ |
| 第425話 |          | 1月30日  | 掟に泣く 隠密同心           | 山崎巌            | 江崎実生   | 木村弓美、勝部演之、堀田真三、三角八郎、堀礼文、吉岡ひとみ、永井玄哉、里木佐甫良、篠田薫、藤田洋右、穴原正義、近江信行、山中康司、宮廻華絵、桜井叫、小堺寛子                                               | 大山勝巳（大番頭:藤堂対馬）休演 名乗り：左文字→井坂→吹雪→おりん→九条 立ち回り中に心得の条ナレ 堀田は立ち回り前に井坂により成敗 三角は本筋に絡まず紋の情報を提供するのみの奥祐筆 |
| 第426話 |          | 2月6日   | 秘伝七ヶ條を追う 女武芸者   | 土橋成男          | 宮越澄     | 松原留美子、中山昭二、庄司永健、八名信夫、大石はるみ、滝川潤、北村大造、檀喧太、花原照子、小坂明夫、田辺洋、鹿島研、門脇三郎、加藤嘉、小堺寛子                                                             | 大山勝巳（大番頭:藤堂対馬）休演 名乗り：左文字→井坂→九条→吹雪→おりん 立ち回り中に心得の条ナレ |
| 第427話 |          | 2月13日  | 母に託す 謎の印籠           | 山崎巌            | 宮越澄     | 楠トシエ、保積ぺぺ、森山周一郎、吉田豊明、庄司三郎、稲川善一、山河連滉、大島光幸、大竹義夫、石崎洋光、大貫幸雄、有馬明良、甲斐武、北斗太郎、村上久勝、古川隆、小堺寛子                                     | 藤堂対馬登場 名乗り：左文字→井坂→吹雪→おりん→九条→藤堂 立ち回り中に心得の条ナレ |
| 第428話 |          | 2月20日  | 女心が 悪を斬る             | 中野顕彰 蘇武道夫 | 松尾昭典   | 佐藤仁哉、千野弘美、田中浩、高木二朗、森章二、細川俊夫、松浪志保、大島光幸、村上久勝、福岡正剛、柿木恵至、森下明、草薙庄一郎、小海とよ子、小堺寛子                                                         | 大山勝巳（大番頭:藤堂対馬）休演 名乗り：左文字→井坂→九条→吹雪→おりん 立ち回り中に心得の条ナレ |
| 第429話 |          | 2月27日  | 娘十手もち 爆破魔を追う     | 山崎巌            | 岡康季     | 荒木しげる、仁和令子、江見俊太郎、黒部進、加藤益弘、川部修詩、田村貫、武田博、森下明、戸塚孝、森岡隆見、草薙庄一郎、星野晃、渋谷さだ子、里見千草                                                           | 大山勝巳（大番頭:藤堂対馬）、 小堺寛子（みつ）休演 名乗り：左文字→井坂→九条→吹雪→おりん 立ち回り中に心得の条ナレ |
| 第430話 |          | 3月6日   | 隠密大殺陣 母に別れを       | 胡桃哲            | 江崎実生   | 馬淵晴子、柴田侊彦、南道郎、小瀬朗、木島一郎、松井良樹、吉中六、大山豊、西屋東、丸山詠二、林弘造、篠田薫、戸塚孝、荻原紀、浅利智恵、小堺寛子                                                               | 名乗り：左文字→井坂→吹雪→九条→おりん→藤堂「そして公儀大番頭藤堂対馬じゃ」 立ち回り中に心得の条ナレ |
| 第431話 |          | 3月13日  | おんな唐人拳 望郷の孤児     | 山崎巌            | 斎藤光正   | 早川絵美、稲垣昭三、小林勝彦、藤江リカ、福山象三、倉島襄、風美百、藤枝亜弥、中島元、須賀沢真理子、戸塚孝、若原初子、加藤茂雄、志村幸江、大島光幸、小堺寛子                                                 | かたせ梨乃（隠密同心:流れ星りん）休演 名乗り：左文字→井坂→吹雪→九条→藤堂 立ち回り中に心得の条ナレ |
| 第432話 |          | 3月20日  | 幻の魔弓 激情に燃える女     | 胡桃哲            | 宮越澄     | 伊達三郎、芦川よしみ、潮哲也、外山高士、門脇三郎、高橋義治、藤山浩二、林孝一、阪東豊之助、都家歌六、山中康司、星野晃、藤田康之、小梅とよ子、谷口明子                                                       | 名乗り：左文字→井坂→おりん→九条 立ち回り中に心得の条ナレ |
| 第433話 |          | 3月27日  | 父よ母よ、暴走娘愚連隊      | 土橋成男          | 宮越澄     | 長谷直美、陶隆司、弘松三郎、藤岡重慶、武藤章生、北原義郎、丸山秀美、かわいのどか、下村節子、小坂明央、弘松三郎、森岡隆見、羽吹潤一、新谷英幸、古田郷美                                                     | 岡江久美子（隠密同心:吹雪）休演 |
| 第434話 |          | 4月3日   | 妖艶女風呂殺し針            | 山崎巌            | 岡康季     | 長谷川明男、佐原健二、風間舞子、内田勝正、萩原紀、長井悟、長谷川真弓、郷内栄喜、島崎由紀子、深作覚、福留幸夫、森下明                                                                                       | 立ち回り中に心得の条ナレ ラスボス前に名乗り：左文字→吹雪→井坂→九条→おりん（吹雪以外「同じく」は言わない） |
| 第435話 |          | 4月10日  | 女郎花流転 禁断の白い罠     | 中野顕彰          | 江崎実生   | 佐藤允、新谷由美子、長谷川弘、三夏伸、一ノ瀬康子、根岸一正、中島元、記平佳枝、沢柳迪子、松浪志保、石崎洋光、有馬明良、藤谷博之、待田京介、小堺寛子                                                         | 大山勝巳（大番頭:藤堂対馬）休演 ラスボス前に名乗り：左文字→井坂→九条→吹雪→おりん 立ち回り中に心得の条ナレ |
| 第436話 |          | 4月17日  | 殺し屋軍団 逆転の切り札     | 胡桃哲            | 江崎実生   | 秋谷陽子、堺左千夫、清水めぐみ、高木二朗、堀田真三、堀礼文、三沢もとこ、戸塚孝、郷内栄喜、大貫幸雄、鈴木実、新井一夫、荻原紀、草薙庄一郎、里見千草、沼尻敬子、小堺寛子                                     | 大山勝巳（大番頭:藤堂対馬）休演 名乗り：左文字→井坂→吹雪→九条→おりん 立ち回り中に心得の条ナレ |
| 第437話 |          | 4月24日  | 飛脚屋殺し 白い肌の裏切り   | 山崎巌            | 猪崎宣昭   | 伊吹剛、竹井みどり、伊藤敏孝、桜京美、高野真二、呉恵美子、八木隆、伊吹徹、葉山紘子、若原初子、武田博、近松敏夫、藤田康之、大竹義夫、松本早苗、渋谷志加利、小堺寛子                                         | かたせ梨乃（隠密同心:流れ星りん）、 大山勝巳（大番頭:藤堂対馬）休演 名乗り：左文字→井坂→吹雪→九条 立ち回り中に心得の条ナレ |
| 第438話 |          | 5月1日   | 待ったなし! 二万両の王手    | 土橋成男          | 松島稔     | 工藤堅太郎、浅野真弓、江見俊太郎、小瀬格、沖田駿一、小山友成、阿波地大輔、長島隆一、滝川潤、森岡隆見、芹沢博文、小堺寛子                                                                                   | 瑳川哲朗（隠密同心:井坂十蔵）、 岡江久美子（隠密同心:吹雪）休演 名乗り：左文字→九条→おりん→藤堂（そして幕府大番頭藤堂対馬又の役目は隠密支配だ） 立ち回り中に心得の条ナレ |
| 第439話 |          | 5月8日   | お市乱れ花 三味線殺法       | 胡桃哲            | 長谷部安春 | 松山容子、田中浩、山本百合子、村松克巳、灰地順、太刀川寛、津山栄一、波戸崎徹、大山豊、和泉喜和子、柿木恵至、大島光幸、和田正義、渋谷さだ子、里見千草、三浦由美子                                           | 瑳川哲朗（隠密同心:井坂十蔵）、 小堺寛子（みつ）休演 名乗り：左文字→吹雪→九条→おりん→藤堂 立ち回り中に心得の条ナレ |
| 第440話 |          | 5月15日  | 甘い誘惑 毒殺人名録         | 大工原正泰        | 長谷部安春 | 梅宮辰夫、井原千寿子、小沢象、保科三良、友金敏雄、相馬剛三、中真千子、杉欣也、森岡隆見、鹿島研、甲斐武、大貫幸雄、星野晃、村上久勝                                                                         | 大山勝巳（大番頭:藤堂対馬）、 小堺寛子（みつ）休演 名乗り：左文字→井坂→九条→吹雪→おりん 立ち回り中に心得の条ナレ |
| 第441話 |          | 5月22日  | 魔の刻参上! 夜の勝負師      | 中野顕彰 胡桃哲   | 松尾昭典   | 島田洋七、島田洋八、木村弓美、近藤宏、上野山功一、日野道夫、北九州男、吉中六、酒井原豊広、門脇三郎、加藤茂雄、大島光幸、藤田康之、石崎洋光、福留幸夫、小堺寛子                                             | 名乗り：左文字→井坂→九条→吹雪→おりん→藤堂 立ち回り中に心得の条ナレ |
| 第442話 |          | 5月29日  | おんな狩り 謎の人斬り狼     | 山崎巌            | 松尾昭典   | 和崎俊哉、風美圭（宝塚・星組）、西田健、杉江廣太郎、林孝一、沢木美伊子、仁科麗子、酒井原豊広、森岡隆見、村上久勝、古川隆、甲斐武、渋谷さだ子、三浦由美子                                                   | 名乗り：左文字→井坂→九条→吹雪→おりん 立ち回り中に心得の条ナレ |
| 第443話 |          | 6月5日   | 大乱戦 獲物を狙う小悪魔     | 胡桃哲            | 江崎実生   | 坂上味和、垂水悟郎、浜田晃、椎谷建治、中村ブン、石垣恵三郎、藤山浩二、久遠利三、永井玄哉、大島光幸、依田英助、林弘造、篠田薫、大貫幸雄、長塚美登、小堺寛子                                                 | 瑳川哲朗（隠密同心:井坂十蔵）、 大山勝巳（大番頭:藤堂対馬）休演 頭と十蔵旦那は休養の設定 名乗り：左文字→吹雪→九条→おりん 立ち回り中に心得の条ナレ 新ED |
| 第444話 |          | 6月12日  | 花一輪 哀しく舞う白い肌     | 土橋成男          | 江崎実生   | 林未来、梅津栄、三角八朗、三夏伸、木島一郎、松浪志保、郷内栄喜、村上久勝、槙ひろ子、円浄順子、松本弓、永野明秀、甲斐武、石崎洋光、星野晃、羽吹潤一、小堺寛子                                               | この回をもって、小堺寛子（みつ）降板、 大山勝巳（大番頭:藤堂対馬）休演 |
| 第445話 |          | 6月19日  | 品川遊郭 おんな蟻地獄       | 中西隆三          | 吉川一義   | 加藤純平、佐藤恵利、早川雄三、北原義郎、潮健児、棟理佳、山本清、原田千枝子、貴井みどり、西屋東、大竹義夫、高杉哲平、酒井郷博、大島光幸、村上久勝、星野晃、藤田康之、深作覚、鹿島研                         | 大山勝巳（大番頭:藤堂対馬）休演 名乗り：左文字→井坂→吹雪→九条→おりん 立ち回り中に心得の条ナレ |
| 第446話 |          | 6月26日  | 金貸し座頭 秘薬責めの罠     | 山崎巌            | 吉川一義   | 根岸季衣、八名信夫、外山高士、吉田豊明、江幡高志、大川義幸、兼松隆、晴海勇三、田辺洋、柿木恵至、奥寺麻衣子、本庄和子、福留幸夫、古川隆、高橋正昭、新谷英幸                                                 | 大山勝巳（大番頭:藤堂対馬）休演 名乗り：左文字→井坂→吹雪→おりん→九条 立ち回り中に心得の条ナレ |
| 第447話 |          | 7月3日   | 白昼夢 過去を暴く脅迫状     | 山崎巌            | 長谷部安春 | 葉山葉子、佐原健二、辻萬長、平野稔、都築宏一郎、利根はる恵、圓山淳也、重盛てる江、照井克也、志村幸江、河原英行、梅沢千代、富井朋二、藤田康之、甲斐武、鈴木実、村上久勝、石崎伴光                           | 岡江久美子（隠密同心:吹雪）、 大山勝巳（大番頭:藤堂対馬）休演 |
| 第448話 |          | 7月10日  | お白州無用! 孤独の暗殺者    | 胡桃哲            | 長谷部安春 | 郷鍈治、三浦真弓、森山周一郎、吉原正皓、滝川潤、佐藤了一、氷室浩二、八代康二、川野孝司、浪川拓也、荻原紀、五所勝彦、柿木恵至、森岡隆見、中瀬博文、森下明、郷内栄喜                                         | かたせ梨乃（隠密同心:流れ星りん）休演 名乗り：左文字→井坂→吹雪→九条→藤堂 立ち回り中に心得の条ナレ |
| 第449話 |          | 7月17日  | 尼僧が誘う 妖艶やわ肌蜘蛛   | 芦沢俊郎          | 伊藤秀裕   | 三崎奈美、剣持伴紀、山本昌平、武藤英司、江藤漢、市川夏江、山岡八高、三上瓔子、森下明、柿本恵至、二家本辰巳、森岡隆見、大貫幸夫、星野晃、郷内栄喜、村上勝久                                                 | 名乗り：左文字→井坂→吹雪→おりん→九条→藤堂 立ち回り中に心得の条ナレ |
| 第450話 |          | 7月24日  | おんなの決闘 くの一対女隠密 | 胡桃哲            | 猪崎宣昭   | 島村佳江、草薙幸二郎、高杉玄、南城竜也、真田健一郎、永井玄哉、寄山弘、伊藤哲哉、中真千子、若原初子、市丸和江、浅野美奈子、中瀬博文、大島光幸、大貫幸夫、石崎洋光、甲斐武、藤田康之                         | 大山勝巳（大番頭:藤堂対馬）休演 名乗り：左文字→井坂→吹雪→九条→おりん 立ち回り中に心得の条ナレ |
| 第451話 |          | 7月31日  | 女狩り 黒い十手の怨み節     | 山崎巌            | 宮越澄     | 和田浩治、丸山秀美、庄司永建、保積ペペ、穂高稔、高木二朗、八木隆、岩城力也、鹿島信哉、水沢摩耶、大田弘昭、若林味香、甲斐武、森岡隆見、大貫幸夫、藤田康之、八木和子、郷内栄喜                               | かたせ梨乃（隠密同心:流れ星りん）、 大山勝巳（大番頭:藤堂対馬）休演 名乗り：左文字→井坂→吹雪→九条 立ち回り中に心得の条ナレ |
| 第452話 |          | 8月7日   | 井戸掘り異聞 殺しの水脈     | 中西隆三          | 宮越澄     | 頭師佳孝、舟倉たまき、原口剛、下塚誠、伊沢一郎、鈴木和夫、伊達三郎、小坂明夫、荻原紀、岡幸次郎、熊谷卓三、八木和子、高橋正昭、中瀬博文、石崎洋光、深作覚、柿木恵至、大竹義夫、新井一夫                     | 岡江久美子（隠密同心:吹雪）、 大山勝巳（大番頭:藤堂対馬）休演 名乗り：左文字→井坂→おりん→九条 立ち回り中に心得の条ナレ |
| 第453話 |          | 8月14日  | 悪役志願 替え玉一発勝負     | 胡桃哲            | 松島稔     | 森川正太、南道郎、島めぐみ、戸澤佑介、湯沢勉、倉島襄、中屋敷鉄也、高橋義治、中島葵、杉欣也、三輪義治、浪川拓也、大竹義夫、二家本辰己、菊川予市、石崎洋光、北斗太郎、早瀬さとみ                             | この回より、早瀬さとみ（夏）加入 かたせ梨乃（隠密同心:流れ星りん）、 大山勝巳（大番頭:藤堂対馬）休演 名乗り：左文字→井坂→吹雪→九条 立ち回り中に心得の条ナレ |
| 第454話 |          | 8月21日  | 女が燃えた! 非情の用心棒    | 芦沢俊郎          | 松島稔     | 伊吹剛、野平ゆき、北原義郎、田口計、早川研吉、田原千之右、小林文隆、大村一郎、野母一平、河原英行、深作覚、森岡隆見、石崎洋光、大貫幸夫、柿木恵至、中瀬博文、郷内栄喜、早瀬さとみ                           | 大山勝巳（大番頭:藤堂対馬）休演 名乗り：左文字→井坂→吹雪→おりん→九条 立ち回り中に心得の条ナレ |
| 第455話 |          | 8月28日  | 女がさまよう 禁断の迷路     | 山崎巌            | 江崎実生   | 長谷直美、柴田侊彦、片桐竜次、堀田真三、横山エミー、郷内栄喜、中瀬博文、城野勝巳、高橋正昭、二家本辰己、藤田康文、鈴木実、有馬明良、鹿島研、深作覚、早瀬さとみ                                             | かたせ梨乃（隠密同心:流れ星りん）、 大山勝巳（大番頭:藤堂対馬）休演 ラスボスは風魔崩れ 名乗り：左文字→井坂→吹雪→九条 立ち回り中に心得の条ナレ |
| 第456話 |          | 9月4日   | 乱れ大奥 いけにえの姫君     | 中西隆三          | 江崎実生   | 仁和令子、小林昭二、睦五郎、堺左千夫、木島一郎、槙ひろ子、岩瀬祐美、亜蘭美香、大島幸夫、打出親五、門脇三郎、笹尾幸世、高橋信輝、大竹義夫、甲斐武、森岡隆見、北斗太郎、鹿島研                               | 岡江久美子（隠密同心:吹雪）、 大山勝巳（大番頭:藤堂対馬）休演 名乗り：左文字→井坂→おりん→九条 立ち回り中に心得の条ナレ |
| 第457話 |          | 9月11日  | 密室を暴く 恐怖の魔術師     | 芦沢俊郎          | 長谷部安春 | 御木本伸介、中田博久、高野真二、三沼慶、有馬明良、野口祐子、若原初江、音羽千佳子、戸塚孝、北斗太郎、柿木恵至、角川博子、一宮由英、二家本辰巳、中瀬博文、郷内栄喜、城野勝巳、村上久勝、早瀬さとみ           | かたせ梨乃（隠密同心:流れ星りん）、 大山勝巳（大番頭:藤堂対馬）休演 名乗り：左文字→井坂→吹雪→九条 立ち回り中に心得の条ナレ |
| 第458話 |          | 9月18日  | おんな武士道 赤い暗殺網     | 土橋成男          | 長谷部安春 | 浅野真弓、深江章喜、三角八朗、北條清嗣、草薙良一、徳弘夏生、入江正徳、折尾哲郎、照井克巳、杉欣也、花原照江、高山千佳子、小俣孝子、石原愛美、二家本辰巳、城野勝巳、森岡隆見、大竹義夫、早瀬さとみ           | 大山勝巳（大番頭:藤堂対馬）休演 九条は緊急手術執刀のため成敗に不参加 名乗り：左文字→井坂→吹雪→おりん 立ち回り中に心得の条ナレ |
| 第459話 |          | 9月25日  | さらば友よ 傷だらけの挽歌   | 胡桃哲            | 猪崎宣昭   | 中山昭二、内田勝正、外山高士、森幹太、秋谷陽子、関戸純、矢野間啓二、大山豊、谷本小夜子、高橋なづき、中瀬博文、森岡隆見、大竹義夫、大貫幸夫、郷内栄喜、二家本辰巳、高橋明良、柿木恵至、村上冬勝、早瀬さとみ | この回をもって、 岡江久美子（隠密同心:吹雪）、 かたせ梨乃（隠密同心:流れ星りん）降板 名乗り：左文字→井坂→九条→藤堂 立ち回り中に心得の条ナレ（行進はあり） |
| 第460話 |          | 10月2日  | 新登場 炎のおんな隠密       | 山崎巌            | 江崎実生   | 青木義朗、久富惟晴、伊達三郎、椎谷健治、西田良、堀礼文、吉田豊明、大竹義夫、荻原紀、岩瀬裕美、那須のり子、羽吹正吾、蟹沢良恵、二家本辰巳、戸塚孝、大貫幸夫、甲斐武、郷内栄喜、早瀬さとみ                   | この回より、 *夏樹陽子（隠密同心:風車の菊）、 山田由紀子（隠密同心:疾風のせん）加入 *それに伴いオープニング、クロージングの変更 *製作がテレビ東京とヴァンフィルの連名となり、三船プロダクションは製作協力になる 名乗り：左文字→井坂→お菊→おせん→九条→藤堂 立ち回り中に心得の条ナレ 510話まで名乗り前「たとえ世間は黙って見逃したとしてもこの懐剣だけは承知できねぇとよ」 |
| 第461話 |          | 10月9日  | 妖艶 やわ肌刺青針           | 土橋成男          | 原田雄一   | 谷川みゆき、早川保、小林勝彦、松村彦次郎、江幡高志、滝川潤、長谷川初範、勝野賢三、戸塚孝、田村貫、西朱美、柄沢英二、大貫幸夫、内藤路代、竹田えり子、中瀬博文、郷内栄喜、城野勝巳、村上久勝                 | 早瀬さとみ（夏）休演 |
| 第462話 |          | 10月16日 | 兇弾! 白い肌の狙撃者        | 胡桃哲            | 原田雄一   | 朝加真由美、川合伸旺、長谷川哲夫、辻萬長、結城真、三輪猛雄、林弘造、森下明、柿木恵至、高橋正昭、郷内栄喜、二家本辰巳、城野勝巳、森岡隆見、大竹義夫                                                         | 早瀬さとみ（夏）休演 名乗り：左文字→井坂→お菊→九条→おせん→藤堂 立ち回り中に心得の条ナレ |
| 第463話 |          | 10月23日 | 女郎花恋歌 逃亡の昼と夜     | 山崎巌            | 長谷部安春 | 片桐竜次、八名信夫、上原由恵、森大河、玉村駿太郎、相馬剛三、水木薫、三重街恒二、大竹義夫、藤田康之、中瀬博文、柿木恵至、藤原益二、深作覚、有馬明良                                                         | 大山勝巳（大番頭:藤堂対馬）、 早瀬さとみ（夏）休演 名乗り：左文字→井坂→お菊→おせん→九条 立ち回り中に心得の条ナレ |
| 第464話 |          | 10月30日 | 鈴の音は おんなの忍び泣き   | 胡桃哲            | 長谷部安春 | 高橋元太郎、郷鍈治、伊沢一郎、加藤大樹、佐藤恵利、保科三良、大山豊、倉富勝士、浜口竜哉、岡田和子、森下明、中瀬博文、石崎洋光、早瀬さとみ                                                                   | 大山勝巳（大番頭:藤堂対馬）休演 名乗り：左文字→井坂→お菊→九条→おせん 立ち回り中に心得の条ナレ |
| 第465話 |          | 11月6日  | 乱れからくり 偽美術品の罠   | 土橋成男          | 猪崎宣昭   | 里見奈保、佐原健二、北公次、伊豆肇、福山象三、天草四郎、永井玄哉、穂高稔、荻原紀、穴戸一郎、川村繁代、会田由来、甲斐武、大貫幸夫、大島光幸、森岡隆見、早瀬さとみ                                           | 夏樹陽子（隠密同心:風車の菊）、 大山勝巳（大番頭:藤堂対馬）休演 名乗り：左文字→井坂→おせん→九条 立ち回り中に心得の条ナレ |
| 第466話 |          | 11月13日 | おんなの肌は 二度燃える     | 山崎巌            | 松島稔     | 風美圭、高橋長英、稲葉義男、南雲佑介、原田千枝子、倉島襄、川野耕司、鹿島信哉、門脇三郎、田原千之右、倉富勝士、柳家小八                                                                                     | 山田由紀子（隠密同心:疾風のせん）、 大山勝巳（大番頭:藤堂対馬）、 早瀬さとみ（夏）休演 名乗り：左文字→井坂→お菊→九条 |
| 第467話 |          | 11月20日 | 牢破り 皆殺しの包囲網       | 山崎巌            | 胡桃哲     | 水野晴郎、星正人、林泰文、幸田宗丸、三島史郎、沖田駿一、富山真沙子、伊藤公子、相原巨典、久遠利三、木村翠、深見博、氷室浩次、山口正一郎、立川良一、甲斐武、八幡源太郎、早瀬さとみ                           | 大山勝巳（大番頭:藤堂対馬）休演 名乗り：左文字→井坂→お菊→九条→おせん |
| 第468話 |          | 11月27日 | くノ一殺し 禁断の白い肌     | 津田幸於          | 江崎実生   | 荒木しげる、梅津栄、西田良、伊達三郎、木島一郎、黒部進、橘田良江、小林ルリ子、柿木恵至、村上久勝、大竹義夫、高瀬将嗣、羽吹正吾、長塚美登、保谷政子、甲斐武、森下明、早瀬さとみ                             | 大山勝巳（大番頭:藤堂対馬）休演 名乗り：左文字→井坂→お菊→九条→おせん 立ち回り中に心得の条ナレ |
| 第469話 |          | 12月4日  | 妖艶! 熱い肌は殺しの匂い    | 山崎巌            | 江崎実生   | 松原留美子、堺左千夫、上田忠好、中村孝雄、三夏伸、野口貴史、槇ひろ子、森蔵人、中島元、若原初子、都家歌六、志村幸江、加藤茂雄、林佳子、森岡隆見、石崎洋光                                                   | 瑳川哲朗（隠密同心:井坂十蔵）、 大山勝巳（大番頭:藤堂対馬）、 早瀬さとみ（夏）休演 名乗り：左文字→お菊→九条→おせん |
| 第470話 |          | 12月11日 | 逆襲! 熱血同心一番長い日    | 山崎巌            | 宮越澄     | 堤大二郎、小沢象、一柳みる、加瀬悦孝、友金敏雄、沢田勝美、都築宏一郎、大島宇三郎、若林哲行、照井克也、曽雌達人、大島光幸、古川隆、城野勝巳、内ヶ崎福太郎、打越秀一、山下勝                                 | 大山勝巳（大番頭:藤堂対馬）、 早瀬さとみ（夏）休演 名乗り：左文字→井坂→お菊→おせん→九条 立ち回り中に心得の条ナレ |
| 第471話 |          | 12月18日 | 炎の誘惑 爆発魔を斬れ!      | 胡桃哲            | 宮越澄     | 椎谷建治、榊ひろみ、伊藤克、河合絃司、江藤漢、石垣恵三郎、津路清子、穴戸久一郎、西屋東、大竹義夫、立川博、西内彰、深作覚、二家本辰巳、菊川予市、中村光次郎、沼尻敬子、保谷政子                             | 早瀬さとみ（夏）休演 名乗り：左文字→井坂→おせん 菊丸、九条は爆弾探索のため不参加（最後に到着）、藤堂も遅れて登場し名乗りなし。 立ち回り中に心得の条ナレ |
| 第472話 |          | 12月25日 | 悪徳おんな市場 不倫の罠     | 津田幸於          | 長谷部安春 | 井原千寿子、清川新吾、中山昭二、唐沢民賢、福岡正剛、早川研吉、桜京美、三上剛仙、岩瀬威司、成田次穂、新山真弓、藤山洋佑、賀川幸史郎、仁科麗子、郷内栄喜、早瀬さとみ                                         | 南条弘二（隠密同心:九條新太郎）、 大山勝巳（大番頭:藤堂対馬）休演 名乗り：左文字→井坂→お菊→おせん 立ち回り中に心得の条ナレ |

1983年
| 話数    | 通算話数 | 放送日   | サブタイトル                 | 脚本              | 監督       | ゲスト | 備考 |
| ------- | -------- | -------- | ---------------------------- | ----------------- | ---------- | --- | --- |
| 第473話 |          | 1月8日   | 妖花一輪 男殺しの手毬唄      | 佐藤繁子          | 長谷部安春 | 風祭ゆき、伊沢一郎、大木正司、倉島襄、北條清嗣、灰地順、伊吹徹、徳弘夏生、佐藤了一、和田正義、田付貴彦、斉藤みよ子、立木アリサ、中瀬博文、北斗太郎、藤田康之                                                                     | 大山勝巳（大番頭:藤堂対馬）、 早瀬さとみ（夏）休演 名乗り：左文字→井坂→お菊→九条→おせん 立ち回り中に心得の条ナレ（通算第577話） |
| 第474話 |          | 1月15日  | 毒花一輪 獲物を狙う赤い唇    | 胡桃哲            | 猪崎宣昭   | 志麻いづみ、石山律雄、井上博一、高野真二、剣持伴紀、庄司三郎、山口正一郎、久保晶、久木念、武田ヒロシ、会田由来、田村元治、三川雄三、杉山孝、瀧義郎、山中康司                                                                     | 瑳川哲朗（隠密同心:井坂十蔵）、 大山勝巳（大番頭:藤堂対馬）、 早瀬さとみ（夏）休演 ラスボスは盗賊 名乗り：左文字→お菊→九条→おせん 立ち回り中に心得の条ナレ |
| 第475話 |          | 1月22日  | 艶花一輪 闇を濡らす赤い殺意  | 山崎巌            | 岡康季     | 松本留美、内田勝正、粟津號、辰馬伸、山口ひろみ、荻原紀、石田紀子、里木佐甫良、五十嵐美恵子、若尾義昭、大原真理子、横尾加代子、坂本由英、森岡隆見、吉田昌美、福野博美                                                             | 山田由紀子（隠密同心:疾風のせん）、 大山勝巳（大番頭:藤堂対馬）、 早瀬さとみ（夏）休演 ラスボスは始末屋 名乗り：左文字→井坂→お菊→九条 立ち回り中に心得の条ナレ |
| 第476話 |          | 1月29日  | 絶唱! 夜霧に燃えた女郎花     | 大工原正泰        | 江崎実生   | 岡本広美、保積ペペ、上野山功一、吉田豊明、矢野間啓二、天草四郎、高杉玄、田村貫、小倉雄三、町田政則、石崎洋光、高橋正昭、二家本辰巳、羽吹正吾、村上久勝                                                                           | 山田由紀子（隠密同心:疾風のせん）、 大山勝巳（大番頭:藤堂対馬）、 早瀬さとみ（夏）休演 名乗り：左文字→井坂→お菊→九条 立ち回り中に心得の条ナレ |
| 第477話 |          | 2月5日   | 処刑直前! 獄中の隠密同心     | 和久田正明        | 江崎実生   | 汐路章、沖田駿一、麻生えりか、原田千枝子、堀礼文、兼松隆、星野光司、橘比呂子、甲斐武、森岡隆見、蟹沢良恵、城野勝巳、深作覚、中瀬博文、砂田篤志、菊川予市、清水進一、早瀬さとみ                                                   | 名乗り：左文字→井坂→お菊のみ 九条とおせんは蔵に閉じ込められて立ち回り不参加 |
| 第478話 |          | 2月12日  | 遊女に賭けた 孤独の一匹狼    | 柏原寛司          | 長谷部安春 | 清水章吾、小林勝彦、佐藤恵利、成瀬正、新井和夫、五十嵐美恵子、佐藤了一、飯島大介、田中逸、安見あいか、小泉麻衣子、吉宮君子、円城寺衛、田口和政、森下明、村上久勝、荻原紀                                                         | 瑳川哲朗（隠密同心:井坂十蔵）、 大山勝巳（大番頭:藤堂対馬）、 早瀬さとみ（夏）休演 名乗り：左文字→おせん→お菊→九条 立ち回り中に心得の条ナレ |
| 第479話 |          | 2月19日  | 少女が襲う! 八才の殺人者     | 山崎巌            | 長谷部安春 | 堀越陽子、西沢利明、幸田宗丸、松本朝夫、若林味香、会田由来、河合絃司、相原巨典、江川久仁夫、磯辺真佐子、寺内よりえ、世良ジュン、大島光幸、郷内栄喜、森岡隆見、藤田康之、早瀬さとみ                                               | 瑳川哲朗（隠密同心:井坂十蔵）、 大山勝巳（大番頭:藤堂対馬）休演 名乗り：左文字→お菊→おせん→九条 立ち回り中に心得の条ナレ |
| 第480話 |          | 2月26日  | おんなの肌は 密室の切り札    | 大工原正泰        | 斎藤光正   | 島村佳江、和崎俊哉、遠藤征慈、富田浩太郎、剛たつひと、松村和美、井村昴、永野明彦、大島光幸、柿木恵至、森岡隆見、藤田康之、大貫幸雄、渋谷さだ子、里見千草、沼尻敬子                                                               | 瑳川哲朗（隠密同心:井坂十蔵）、 大山勝巳（大番頭:藤堂対馬）、 早瀬さとみ（夏）休演 名乗り：左文字→お菊→九条→おせん 立ち回り中に心得の条ナレ |
| 第481話 |          | 3月5日   | 刺青殺人 妖艶やわ肌秘図      | 津田幸於          | 斎藤光正   | 寺島まゆみ、武藤英司、宮口二郎、北原義郎、福山象三、城所英夫、桜川梅八、川村一代、麻生みちこ、照井克也、森下明、甲斐武、坂田寿子、羽吹正吾、有馬明良、香川由美                                                                   | 瑳川哲朗（隠密同心:井坂十蔵）、 大山勝巳（大番頭:藤堂対馬）、 早瀬さとみ（夏）休演 名乗り：左文字→お菊→九条→おせん 立ち回り中に心得の条ナレ |
| 第482話 |          | 3月12日  | 子の刻参上! 帰って来た鼠小僧 | 山崎巌            | 猪崎宣昭   | 小林かおり、黒部進、久里みのる、山口征一郎、大竹義夫、二宮寛、田村貫、伊達弘、武田ヒロシ、林弘造、岡田和子、沢柳廸子、細川隆一郎、下川辰平、早瀬さとみ                                                                           | 山田由紀子（隠密同心:疾風のせん）、 大山勝巳（大番頭:藤堂対馬）休演 名乗り：左文字→井坂→お菊→九条 立ち回り中に心得の条ナレ |
| 第483話 |          | 3月19日  | 八百屋お七 魔性の肌が燃える  | 胡桃哲            | 岡康季     | 永島暎子、木村元、南城竜也、内田喜郎、山岡徹也、森章二、荻原紀、尾曳伊都子、代志住正、大矢兼臣、三村大介、森岡隆見、荒谷明 | 南条弘二（隠密同心:九條新太郎）、 大山勝巳（大番頭:藤堂対馬）、 早瀬さとみ（夏）休演 名乗り：左文字→井坂→お菊→おせん 立ち回り中に心得の条ナレ |
| 第484話 |          | 3月26日  | 華魁秘録 花の吉原百人斬り    | 山浦弘靖          | 手銭弘喜   | 二宮さよ子、佐藤仁哉、金井大、永井秀明、小沢象、豊田充里、成田次穂、南祐輔、谷本小代子、坂本由英、橘家圓平、池田功、一瀬浩道、小寺大介、羽吹正吾、橋本芳美、早瀬さとみ                                                           | 山田由紀子（隠密同心:疾風のせん）、 大山勝巳（大番頭:藤堂対馬）休演 名乗り：左文字→井坂→お菊→九条 立ち回り中に心得の条ナレ |
| 第485話 |          | 4月2日   | 連続暴行魔 おんな風呂の罠    | 山崎巌            | 長谷部安春 | 石田純一、竹井みどり、垂水悟郎、川辺久造、伊豆肇、賀川雪絵、外山高士、小坂明央、立川良一、荒瀬寛樹、竹田恵利子、山口征一郎、川村万里阿、森下明、二家本辰己、大隈銀造、岡戸結花                                                   | 大山勝巳（大番頭:藤堂対馬）、 早瀬さとみ（夏）休演 名乗り：左文字→井坂→お菊→おせん→九条 立ち回り中に心得の条ナレ |
| 第486話 |          | 4月9日   | 尼僧乱れ肌 首なし死体の謎    | 山浦弘靖          | 岡康季     | 麻丘めぐみ、長谷川弘、磯村健治、岡本麗、森下哲夫、辻伊万里、森孝太、中真千子、森卓三、穴戸久一郎、櫛田純男、柏尾賢史、清水千恵子、宮内洋、早瀬さとみ                                                                             | 大山勝巳（大番頭:藤堂対馬）休演 名乗り：左文字→井坂→お菊→九条→おせん 立ち回り中に心得の条ナレ |
| 第487話 |          | 4月16日  | 女牢しのび肌 禁断の闇化粧    | 胡桃哲            | 手銭弘喜   | 倉田まり子、松橋登、佐藤恵利、早川雄三、倉島襄、長尾深雪、新井和夫、大島宇三郎、会田由来、久保晶、西屋東、山口ひろみ、篠田薫、戸塚孝                                                                                             | 大山勝巳（大番頭:藤堂対馬）、 早瀬さとみ（夏）休演 名乗り：左文字→井坂→お菊→九条→おせん 立ち回り中に心得の条ナレ |
| 第488話 |          | 4月23日  | 少年が襲う! 横浜無宿人狩り   | 山崎巌            | 長谷部安春 | 入川保則、菅貫太郎、田鍋友啓、津田和彦、田浦智之、深見博、小池雄介、中川みづ穂、溝口舜亮、入江正徳、井上三千男、平野稔、杉山孝志、水木まゆみ、依田英助                                                                           | 大山勝巳（大番頭:藤堂対馬）、 早瀬さとみ（夏）休演 名乗り：左文字→井坂→お菊→おせん→九条 立ち回り中に心得の条ナレ |
| 第489話 |          | 4月30日  | 女を狩る通り魔 陶酔の宴      | 山浦弘靖          | 江崎実生   | 柴田侊彦、三浦リカ、汐路章、岩瀬威司、松川ナミ、堀礼文、神山卓三、湖条千秋、森孝太、中島元、保科三良、稲川善一、側見民雄、大山豊、山田博幸、竹田恵利子、早瀬さとみ                                                               | 夏樹陽子（隠密同心:風車の菊）、 大山勝巳（大番頭:藤堂対馬）休演 井坂道場破り→参った作戦 名乗り：左文字→井坂→九条→おせん 立ち回り中に心得の条ナレ |
| 第490話 |          | 5月7日   | 危険な吐息 闇に誘う妖女      | 黒土三男          | 宮越澄     | 中西良太、中村竜三郎、三角八朗、丘野桃子、茜ゆう子、原田千枝子、吉中六、若林哲行、大竹義夫、荻原紀、関根久恵、奥村樹理、羽吹正吾、戸塚孝、川崎直也、菅原紀彦、山本秦三                                                           | 南条弘二（隠密同心:九條新太郎）、 大山勝巳（大番頭:藤堂対馬）、 早瀬さとみ（夏）休演 名乗り：左文字→井坂→お菊→おせん 立ち回り中に心得の条ナレ |
| 第491話 |          | 5月14日  | 父が叫ぶ! 非行少女暴走絵図   | 村尾昭            | 宮越澄     | 和崎俊哉、田口計、松木路子、牧口昌代、高木二郎、草薙良一、八木隆、田辺洋、吉田充、佐藤義昭、大宮美由起、秋山百絵、佐藤了一、若林味香、早瀬さとみ                                                                                 | この回をもって、早瀬さとみ（夏）降板 瑳川哲朗（隠密同心:井坂十蔵）休演 名乗り：左文字→お菊→九条→おせん 立ち回り中に心得の条ナレ |
| 第492話 |          | 5月21日  | 夫婦崩壊! 妻が酒に溺れる時   | 山崎巌            | 手銭弘喜   | 本阿弥周子、清川新吾、粟津號、森幹太、外山高士、三上瓔子、久里みのる、甲斐みどり、村上幹夫、丸山永二、酒井郷博、山中康司、逸見慶子、梓葉子、照井克也                                                                             | 山田由紀子（隠密同心:疾風のせん）、 大山勝巳（大番頭:藤堂対馬）休演 名乗り：左文字→井坂→お菊→九条 立ち回り中に心得の条ナレ |
| 第493話 |          | 5月28日  | 悪徳人妻市場 裏切りの情事    | 胡桃哲            | 手銭弘喜   | 三ッ木清隆、浅見美那、西田良、剣持伴紀、堀田真三、稲吉靖司、吉水慶、河合絃司、田原千之右、辰馬伸、朝森稚佐子、益田愛子、池田功、一瀬浩道、小林健一、佐野アツ子                                                                   | 山田由紀子（隠密同心:疾風のせん）、 大山勝巳（大番頭:藤堂対馬）休演 立ち回り中に心得の条ナレ お菊は浅見を逃がすため立ち回り不参加。ただし追ってきた堀田と一騎打ち。 |
| 第494話 |          | 6月4日   | 告白! 若妻が秘めた不倫の子   | 山浦弘靖          | 長谷部安春 | 丸山秀美、林ゆたか、片桐竜次、五味龍太郎、橘雪子、伊藤克、小池栄、花原照子、斉藤吏絵子、磯田俊比古、宍戸久一郎、海一生、田口和政、猪股左知子、長谷川奈穂                                                                         | 南条弘二（隠密同心:九條新太郎）、 大山勝巳（大番頭:藤堂対馬）休演 立ち回り中に心得の条ナレ |
| 第495話 |          | 6月11日  | 母が哭く 津軽三味線呪い節    | 山崎巌            | 磯見忠彦   | 京春上、大木正司、水木薫、重松収、早川研吉、原田千枝子、佐藤友枝、谷口友里子、折原のぞみ、一色美江、山口征一郎、小寺大介、川口節子、西屋東、竹内靖、酒井郷博、西川東希                                                           | 山田由紀子（隠密同心:疾風のせん）、 大山勝巳（大番頭:藤堂対馬）休演 ラスボスは僧、商人 立ち回り中に心得の条ナレ |
| 第496話 |          | 6月18日  | 女殺し 八王子千人軍団の謎    | 和久田正明        | 江崎実生   | 松居一代、岡本達也、林亜里沙、内田勝正、武藤英司、怪物ランド（平光琢也、赤星昇一郎、郷田ほづみ）、高山千草、吉沢健、岡本プク、井上三千男、側見民雄、山田博幸、宮川せい六、甲斐武、二家本辰己、田城英子                           | 瑳川哲朗（隠密同心:井坂十蔵）、 山田由紀子（隠密同心:疾風のせん）、 南条弘二（隠密同心:九條新太郎）、 大山勝巳（大番頭:藤堂対馬）休演 通常通り立ち回り前に心得の条ナレ |
| 第497話 |          | 6月25日  | 隠密狩り! 殺しに誘う美女     | 土橋成男          | 長谷部安春 | 小林幸子、神田隆、小沢象、北條清嗣、友金敏雄、倉崎青児、福岡正剛、岡幸次郎、亀井三郎、大竹義夫、宮川恵子、滝義郎、奈良井恵子、荻原紀、大熊敏志、佐藤美和                                                                         | 8年前のアヘン抜け荷による隠密同心潮田源三郎（うしおだげんざぶろう）殺しと現在の米の買い占めをめぐるストーリー 名乗り：左文字→井坂→九条→お菊→おせん→藤堂（罪状暴露時から登場） 立ち回り中に心得の条ナレ                                                                                       |
| 第498話 |          | 7月2日   | 母を許して! 花街子連れ唄     | 村尾昭            | 江崎実生   | 朝加真由美、堺左千夫、南城竜也、沖田駿一、上田絵美、信実一徳、千種かおる、鶴岡修、中島元、倉沢暎子、槙ひろ子、山岡八高、山川弘乃、宅間恵津子、寺尾いづみ                                                                         | 瑳川哲朗（隠密同心:井坂十蔵）、 大山勝巳（大番頭:藤堂対馬）休演 通常通り立ち回り前に心得の条ナレ |
| 第499話 |          | 7月9日   | 泣くな妹よ! 岡っ引行進曲     | 山崎巌            | 松島稔     | 平田満、深江章喜、堀之紀、稲吉靖司、川村一代、北町喜朗、藤山律子、岩城力也、田原千之右、河合絃司、里木佐甫良、大山豊、田山涼成、川瀬修三、杉山孝志、大城戸義晴、山田由起                                                         | 南条弘二（隠密同心:九條新太郎）、 大山勝巳（大番頭:藤堂対馬）休演 ラスボスは商人 立ち回り中に心得の条ナレ |
| 第500話 |          | 7月16日  | 絶唱! 涙に濡れた女郎花       | 胡桃哲            | 松島稔     | 芦川よしみ、佐藤仁哉、宮口二朗、江幡高志、唐沢民賢、浅見小四郎、村上正次、山吹まゆみ、進藤幸、福田麻知子、田村元治、津野哲郎、井村昴、三浦大、市川浩                                                                             | 山田由紀子（隠密同心:疾風のせん）、 南条弘二（隠密同心:九條新太郎）、 大山勝巳（大番頭:藤堂対馬）休演 成敗前、行進・BGMあり。ナレのみ立ち回り時 |
| 第501話 |          | 7月23日  | 我子を返せ! 母二人の対決     | 山浦弘靖          | 長谷部安春 | 今出川西紀、遠藤真理子、沢田勝美、森塚敏、平田守、成田次穂、和沢昌治、飯田テル子、崎田美也、小池栄、猪野剛太郎、阿部光子、藤堂貴也、羽吹正吾、大島光幸、田城英子                                                                 | 山田由紀子（隠密同心:疾風のせん）、 大山勝巳（大番頭:藤堂対馬）休演 名乗り：左文字→井坂→お菊→九条 立ち回り中に心得の条ナレ |
| 第502話 |          | 7月30日  | 哀愁別れ唄 さざんかの宿      | 山崎巌            | 長谷部安春 | 大川栄策、山内絵美子、石田信之、浜田晃、福山象三、西田良、滝川潤、畑中猛、大島宇三郎、風戸ひろし、永井英里、柿木恵至、大貫幸雄                                                                                                   | 夏樹陽子（隠密同心:風車の菊）、 山田由紀子（隠密同心:疾風のせん）、 大山勝巳（大番頭:藤堂対馬）休演 立ち回り中に心得の条ナレ |
| 第503話 |          | 8月6日   | 刺青連続殺人! 宿命の父娘     | 胡桃哲            | 杉村六郎   | 浜田朱里、前田昌明、外山高士、南雲佑介、穂高稔、保科三良、後藤いずみ、秋山武、石川裕美、磯崎亜紀子、川西立子、石崎洋光、森岡隆見、郷内栄喜                                                                                       | 夏樹陽子（隠密同心:風車の菊）、 山田由紀子（隠密同心:疾風のせん）、 大山勝巳（大番頭:藤堂対馬）休演 立ち回り中に心得の条ナレ |
| 第504話 |          | 8月13日  | 八丁堀情話 夫よ許して!       | 村尾昭            | 杉村六郎   | 志垣太郎、山下洵一郎、園みどり、中丸新将、紗貴めぐみ、小原初美、石田紀子、中屋敷鉄也、滝義郎、松浪志保、掛田誠、岩城和男、小松明義、名刕慶子、相原巨典、泉よし子、櫛田純男                                                       | 瑳川哲朗（隠密同心:井坂十蔵）、 山田由紀子（隠密同心:疾風のせん）、 大山勝巳（大番頭:藤堂対馬）休演 成敗前、行進・BGMあり。ナレのみ立ち回り時 名乗り：左文字→お菊→九条 |
| 第505話 |          | 8月20日  | 恐怖! 妖しく誘う魔性剣       | 山浦弘靖          | 白井政一   | 和崎俊哉、神田紅、竹井みどり、南城竜也、長谷川弘、伊達三郎、大塚国夫、金親保雄、柄沢英二、大竹義夫、久保晶、大村一郎、新井一夫                                                                                                   | 瑳川哲朗（隠密同心:井坂十蔵）、 山田由紀子（隠密同心:疾風のせん）、 大山勝巳（大番頭:藤堂対馬）休演 長谷川：善、和崎：悪 名乗り：左文字→九条→お菊 立ち回り中に心得の条ナレ |
| 第506話 |          | 8月27日  | 妹慕情 怒りのまむし剣法      | 山崎巌            | 手銭弘喜   | 柳田真宏、鈴鹿景子、久富惟晴、辰馬伸、江藤漢、大林丈史、井上高志、伊藤豪、八雲慶子、田村貫、伊吹礼一、篠田薫、有馬明良、奈良井恵子、沼尻敬子、小林和子                                                                           | 夏樹陽子（隠密同心:風車の菊）、 山田由紀子（隠密同心:疾風のせん）、 大山勝巳（大番頭:藤堂対馬）休演 立ち回り中に心得の条ナレ |
| 第507話 |          | 9月3日   | 美女必殺剣! 非情の果し状     | 小川英 四十物光男 | 手銭弘喜   | 早川絵美、広瀬昌助、田島義文、井上博一、幸田宗丸、江角英明、奈辺悟、稲川善一、風間信彦、星野晃、有馬明良、二家本辰巳、深作覚 | 山田由紀子（隠密同心:疾風のせん）、 大山勝巳（大番頭:藤堂対馬）休演 名乗り：左文字→井坂→お菊→九条 立ち回り中に心得の条ナレ |
| 第508話 |          | 9月10日  | 下手人は 父ちゃんだ!         | 胡桃哲            | 江崎実生   | 丹阿弥谷津子、大門正明、三角八朗、川崎絵美里、剣持伴紀、桜京美、沖田駿一、河合絃司、大山豊、本庄和子、野呂瀬初美、森岡隆見、小森和子                                                                                             | 瑳川哲朗（隠密同心:井坂十蔵）、 山田由紀子（隠密同心:疾風のせん）、 大山勝巳（大番頭:藤堂対馬）休演 おたねは清次郎と贋金作業場（夢想庵）に行き黒幕の正体を暴くが、清次郎早変わりの間に退場したと思われる 名乗り：左文字→九条→お菊 立ち回り中に心得の条ナレ 小森和子は2シーン出演             |
| 第509話 |          | 9月17日  | 一番手柄! 涙の母恋唄         | 山崎巌            | 宮越澄     | 丹阿弥谷津子、森川正太、堀田真三、倉島襄、高木二朗、中川みず穂、吉中六、石井茂樹、深江章喜 | 夏樹陽子（隠密同心:風車の菊）、 山田由紀子（隠密同心:疾風のせん）、 大山勝巳（大番頭:藤堂対馬）休演 立ち回り中に心得の条ナレ |
| 第510話 |          | 9月24日  | 純愛に賭けた 娘掏摸          | 山浦弘靖          | 宮越澄     | 丹阿弥谷津子、田島真吾、伊藤美由起、中村竜三郎、船水俊宏、森章二、団巌、田原千之右、磯田俊比古、寺本慎吾、戸塚孝、星野裕輝、藤原益二、星野晃、三浦由美子                                                                         | この回をもって、 山田由起子（隠密同心:疾風のせん）、 大山勝巳（大番頭:藤堂対馬）降板 山田由起子（隠密同心:疾風のせん）、 南条弘二（隠密同心:九條新太郎）、 大山勝巳（大番頭:藤堂対馬）休演 立ち回り中に心得の条ナレ 「たとえ世間は黙って見逃したとしてもこの懐剣だけは承知できねぇとよ」終了 |
| 第511話 |          | 10月1日  | 新隠密登場! つばくろの茜     | 胡桃哲            | 長谷部安春 | 手塚理美、星正人、児玉謙次、福山象三、椎谷建治、大竹義夫、側見民雄、神大介、高村連太郎、後藤健、柿木恵至、石崎洋光、葉山良二 | この回より、 *清原美華（隠密同心:つばくろの茜）加入 *それに伴いオープニング、クロージングの変更 *主題歌が「陽だまり」となる *三船プロダクションが製作協力からはずれる 名乗り：左文字→井坂→お菊→九条→茜                                                                                       |
| 第512話 |          | 10月8日  | 嘘か誠か? 花嫁の赤い疑惑     | 山崎巌            | 長谷部安春 | 大場久美子、伊沢一郎、成瀬正、黒部進、高野真二、灰地順、徳弘夏生、田村貫、森岡隆見、知念亮子、森江里奈、星ひとみ | 名乗り：左文字→井坂→お菊→九条→茜 立ち回り中に心得の条ナレ |
| 第513話 |          | 10月15日 | 二万両が舞う 十蔵花嫁騒動    | 土橋成男          | 江崎実生   | 丹阿弥谷津子、金沢碧、森幹太、西田良、小池雄介、玉村駿太郎、岩瀬威司、木島一郎、畑中猛、島村卓志、岸本功、菊川予市 | 夏樹陽子（隠密同心:風車の菊）休演 立ち回り中に心得の条ナレ |
| 第514話 |          | 10月22日 | 母さんと 呼んでいいかい?     | 和久田正明        | 江崎実生   | 大信田礼子、宮内洋、藤江リカ、石山雄大、前田正人、大前田武、俵一、益富信孝、成田次穂、鈴木弘一、杉欣也、加藤茂雄、立原繁、鈴木実                                                                                                 | 南条弘二（隠密同心:九條新太郎）休演 立ち回り中に心得の条ナレ |
| 第515話 |          | 10月29日 | 姫が消えた! 非情の囮作戦     | 山浦弘靖          | 宮越澄     | 北原佐和子、堺美紀子、梅津栄、玉川伊佐男、木村夏江、三上剛仙、宗方奈美、西朱美、久保田理恵、きくち英一、八木隆、浅見小四郎、門脇三郎、池田生二、高崎蓉子、麻生美子、川口圭子、有馬光貴、服部多香子、高田幸二、二家本辰己、甲斐武 | 瑳川哲朗（隠密同心:井坂十蔵）、 清原美華（隠密同心:つばくろの茜）休演 梅津：善、玉川：悪 名乗り：左文字→お菊→九条 立ち回り中に心得の条ナレ |
| 第516話 |          | 11月5日  | 美女誘拐! 涙の居残り野郎     | 山崎巌            | 宮越澄     | 岡崎二朗、山内絵美子、松井きみ江、外山高士、石山かつみ、小林健一、猪熊恒和、大磯学、大貫幸雄、鈴木実、菊川予市、福永喜一、有馬明良                                                                                               | 瑳川哲朗（隠密同心:井坂十蔵）休演 名乗り：左文字→お菊→九条→茜 立ち回り中に心得の条ナレ |
| 第517話 |          | 11月12日 | 孤島に燃える! 悲恋の挽歌     | 胡桃哲            | 杉村六郎   | 倉田保昭、風祭ゆき、森下哲夫、森大河、保科三良、市村昌治、本間夕斗、滝義郎、大念寺誠、稲川善一、海一生、重松収、尾鷲富雄、野田勇、大貫幸雄、鈴木実、有馬明良、戸塚孝、柿木恵至                                                   | 名乗り：左文字→井坂→お菊→九条→茜 立ち回り中に心得の条ナレ |
| 第518話 |          | 11月19日 | 処刑寸前! 清次郎命の賭け     | 和久田正明        | 猪崎宣昭   | 浅見美那、江角英明、砂塚英夫、倉島襄、有働智章、高杉哲平、大竹義夫、森下明、関口佳保里 | 瑳川哲朗（隠密同心:井坂十蔵）休演 名乗り：左文字→お菊→九条→茜 立ち回り中に心得の条ナレ |
| 第519話 |          | 11月26日 | 隠密同心狩り! 涙で結ぶ絆     | 村尾昭            | 長谷部安春 | 小林伊津子、竹田光裕、田鍋友啓、村松勝巳、北九州男、加藤大樹、佐藤了一、田原千之右、青木万理子、前田博、丸林昭夫、桑名良輔、川瀬修三、高杉良、工藤聖一、二家本辰巳、柿木恵至                                                     | 南条弘二（隠密同心:九條新太郎）休演 立ち回り中に心得の条ナレ |
| 第520話 |          | 12月3日  | 悪夢に泣く 少年の叫び!       | 山崎巌            | 長谷部安春 | 丹阿弥谷津子、内田勝正、田口計、小林勝彦、泉晶子、滝川潤、小松明義、古川真澄、松下信、小林文隆、大村一郎、宮沢元、田村哲郎、原田南店、今井耐介、中山直一、松重貢一郎                                                             | 夏樹陽子（隠密同心:風車の菊）休演 井坂の寺子屋は浅草馬道にある 名乗り：左文字→井坂→茜→九条 立ち回り中に心得の条ナレ |
| 第521話 |          | 12月10日 | 兇悪軍団怒る! 偶然の恐怖     | 山崎巌            | 江崎実生   | 丹阿弥谷津子、本郷直樹、清水めぐみ、草薙幸二郎、左右田一平、小宮健吾、北見治一、里木佐甫良、高山千草、児玉謙次、高木崇、相原巨典、刀原章光、清水忠一、鹿島信哉                                                                   | 南条弘二（隠密同心:九條新太郎）休演 立ち回り中に心得の条ナレ |
| 第522話 |          | 12月17日 | 女の決闘! くの一美女変化     | 胡桃哲            | 江崎実生   | 深江章喜、宮口二朗、堺左千夫、野瀬哲男、熊谷卓三、小林幸枝、郷内栄喜、大貫幸雄、星野晃、石崎洋光、靏野晃弘、菊川予市、清水進一、高橋正昭                                                                                         | 清原美華（隠密同心:つばくろの茜）休演 屋外立ち回り中に心得の条ナレ |
| 第523話 |          | 12月24日 | 俺は殺せない! 涙の雪化粧     | 山浦弘靖 胡桃哲   | 猪崎宣昭   | 佐藤仁哉、前田昌明、吉田友紀、柿崎澄子、唐沢民賢、相川圭子、深大寺敏之、岸本功、不知火艶、西屋東、岩城和男、門脇三郎、大木史朗、伊藤健、久慈英明、波多江清、吉田英樹、山下由香里、柿木恵至、石崎洋光                             | 清原美華（隠密同心:つばくろの茜）休演 名乗り：左文字→井坂→九条→お菊 立ち回り中に心得の条ナレ |

1984年
| 話数    | 通算話数 | 放送日  | サブタイトル              | 脚本          | 監督       | ゲスト | 備考 |
| ------- | -------- | ------- | ------------------------- | ------------- | ---------- | --- | --- |
| 第524話 |          | 1月7日  | おんな風呂 殺しの湯煙り   | 和久田正明    | 手銭弘喜   | 五月みどり、浜田晃、井上博一、堀内正美、徳弘夏生、山根久幸、相沢治夫、井上三千男、戸塚孝、菊川予市、中瀬博文、森岡隆見、星野晃、鈴木実、有馬明良、村上久勝                       | 清原美華（隠密同心:つばくろの茜）休演 ラスボスは商人（盗賊） 名乗り：左文字→井坂→お菊→九条 屋外立ち回り中に心得の条ナレ エピローグから「陽だまり」がスタートしそのまま2コーラス目からエンドクレジットへ（通算第628話） |
| 第525話 |          | 1月14日 | 私を妻に! 十蔵女難騒動    | 土橋成男      | 手銭弘喜   | 芦川よしみ、西田良、石田太郎、篠塚勝、信実一徳、大島宇三郎、石山かつみ、時田優、吉中六、加藤茂雄、中真千子、磯部稲子、原田千枝子、角間進、杉浦宏俊、菊川予市、大貫幸雄、大島光幸 | 清原美華（隠密同心:つばくろの茜）休演 井坂の寺子屋は駒形の六兵衛店 名乗り：左文字→井坂→九条→お菊 立ち回り中に心得の条ナレ                                                                                              |
| 第526話 |          | 1月21日 | 遊女流転! 津軽おんな恋唄  | 和久田正明    | 斎藤光正   | 島村佳江、長谷川明男、沢田情児、江幡高志、阿部寿美子、中村孝雄、石崎洋光、保科三良、逢坂秀実、大貫幸雄、有馬明良、菊川予市、関根あけみ、片野洋子、島崎玲子                       | 南条弘二（隠密同心:九條新太郎）休演 立ち回り中に心得の条ナレ |
| 第527話 |          | 1月28日 | 私を離縁して! 逃亡者の妻  | 山崎巌        | 斎藤光正   | 服部妙子、亀石征一郎、原口剛、黒部進、松山照夫、大場順、西尾ふじ美、磯崎洋介、生田目純子、甲斐武、中瀬博文、深作覚、星野晃                                                       | 南条弘二（隠密同心:九條新太郎）休演 立ち回り中に心得の条ナレ |
| 第528話 |          | 2月4日  | 生か死か! 傷だらけの女豹  | 胡桃哲        | 関本郁夫   | 大村波彦、田中浩、石橋雅史、水島美奈子、永井秀明、南雲佑介、陶隆司、成田次穂、三島新太郎、有馬明良、高橋正昭、武田のり子、北斗辰典、菊川予市、相沢真由美、玉木弓子、三園さゆり   | 瑳川哲朗（隠密同心:井坂十蔵）、 南条弘二（隠密同心:九條新太郎）休演 立ち回り中に心得の条ナレ |
| 第529話 |          | 2月11日 | 涙の再会! 素浪人はぐれ唄  | 山崎巌 胡桃哲 | 関本郁夫   | 佐藤允、佐藤恵利、頭師佳孝、櫻京美、北原義郎、稲吉靖司、内田タクマ、北町嘉朗、浅見小四郎、小泉麻衣子、小寺大介、西屋東、玉川良一                                                 | 瑳川哲朗（隠密同心:井坂十蔵）、 南条弘二（隠密同心:九條新太郎）休演 立ち回り中に心得の条ナレ |
| 第530話 |          | 2月18日 | 俺も男だ! 落ちこぼれ親父  | 土橋成男      | 長谷部安春 | 和田浩治、千野弘美、山本清、椎谷建治、早川純一、加瀬悦孝、石山かつみ、田原千之右、新山真弓、加藤大樹、会田由来、戸川暁子、岡田和子、大竹義夫、郷内栄喜、賀川幸史朗、海野弘昌     | 清原美華（隠密同心:つばくろの茜）休演 名乗り：左文字→井坂→お菊→九条 立ち回り中に心得の条ナレ |
| 第531話 |          | 2月25日 | 凍る夜 殺人者は眠らない   | 和久田正明    | 長谷部安春 | 田島令子、柴田侊彦、菅貫太郎、佐藤晟也、砂塚英夫、玉村駿太郎、宮城健太郎、辻伊万里、福原秀雄、入江正徳、大木史朗、八幡源太郎、本田昭雄、大貫幸雄、山崎あかね                     | 夏樹陽子（隠密同心:風車の菊）休演 立ち回り中に心得の条ナレ |
| 第532話 |          | 3月3日  | 宿命の絆 父と娘の別れ唄   | 山崎巌        | 手銭弘喜   | 坂上二郎、寺田農、高橋恵子、江見俊太郎、増田順司、森下哲夫、吉原正皓、依田英助、大熊敏志、星野晃、菊川予市、城野勝己、森岡隆見                                                   | 瑳川哲朗（隠密同心:井坂十蔵）休演 名乗り：左文字→お菊→九条→茜 立ち回り中に心得の条ナレ |
| 第533話 |          | 3月10日 | 狙撃! 姉様人形は血の匂い  | 胡桃哲        | 手銭弘喜   | 松本留美、和崎俊哉、西田健、小池雄介、武内文平、兼松隆、望月太郎、村松勉、村上幹夫、野口ひろとし、藤岡大樹、木村栄、横内直人、靏野晃弘                                           | 夏樹陽子（隠密同心:風車の菊）休演 5年前左文字はまだ旗本 左文字は直新陰流 ラスボスは商人（元武士） 立ち回り中に心得の条ナレ                                                                                             |
| 第534話 |          | 3月17日 | 泣き笑い清次郎 隠し子騒動 | 土橋成男      | 井上梅次   | 森次晃嗣、風見圭、灰地順、瀧義郎、小林伊津子、水島秦三、松川信、小林荘、鈴木謙一、伊藤浩之、葛原光正、清水愛、正木花奈、菊池由子、古川千江美、伊藤ゆきみ、本間夕斗               | 夏樹陽子（隠密同心:風車の菊）休演 立ち回り中に心得の条ナレ |
| 第535話 |          | 3月24日 | 振り袖お玉 情炎ふたり旅   | 和久田正明    | 猪崎宣昭   | 服部まこ、下塚誠、流健二郎、丹古母鬼馬二、江幡高志、水木薫、青木万里子、原ひさ子、柄沢英二、早川研吉、井上三千男、鶴田忍、小寺大介、田村貫                                       | 夏樹陽子（隠密同心:風車の菊）休演 立ち回り中に心得の条ナレ 丹古母：勘助 江幡：嘉兵衛 原：お千代 鶴田：雨之丞 |
| 第536話 |          | 3月31日 | 隠密同心 暁に去る         | 山崎巌        | 宮越澄     | 宮内洋、清水めぐみ、福崎和広、深江章喜、永井秀明、吉中六、大念寺誠、夕崎碧、河合絃司、清嶋智子、三鈴栄子、折尾哲郎、武藤積弘、松尾文人、永谷悟一                                 | （通算第640話） |

### 新 大江戸捜査網
- 企画:時崎克彦（テレビ東京）、元村武
- プロデューサー:石川博（テレビ東京）、田辺隆史
- 音楽:玉木宏樹
- 主題歌:「信じますか」日本クラウン
  - 作詞、作曲:松本ひでき
  - 編曲:松井忠重
  - 唄:松本ひでき
- 選曲:合田豊
- 撮影:村野信明、北泉成、小野進、伊佐山巖
- 美術:木村晃广
- 録音:秋山一三（宮永サウンド）
- 照明:嶋田宜代士
- 編集:井上親弥
- 助監督:大久保直実、宮崎寿一
- 記録:石川恵与、小島秀子、椎塚二三
- 演技事務:碓井義徳
- 制作主任:平林俊夫
- 制作担当:吉田由二
- 殺陣:高倉英二
- 効果:宮田音響
- 整音:黒丸治夫
- レーザーサウンド:横浜シネマ
- 現像所:東洋現像所
- 装置:美建興業
- 小道具:高津映画装飾
- 装飾:三度屋美術工房
- 衣装:京都衣装
- 美粧:山田かつら
- ナレーター:日下武史
- 協力:84プロモーション
- 脚本:山崎巖、小川英、胡桃哲、和久田正明、土橋成男、大工原正泰、下飯坂菊馬、富田富美
- 監督:長谷部安春、猪崎宣昭、岡康季、小澤啓一、手銭弘喜、宮越澄、白井政一、山城新伍、吉田啓一郎、大久保直実
- 製作:テレビ東京、ヴァンフィル

オープニングクレジット（レギュラー出演者）
- 隠密同心 新十郎:並木史朗

表稼業は飛脚だが、雇われているわけではなく、住まいである長屋の軒先に「手紙・送金、戀の橋渡し、文の代筆、その他よろず引受候」と掲げ、入り口には「飛」と大書してあり、自営のようである。備後福山藩の隣国の、取り潰された浅尾藩藩主の落胤（妾腹）で、備後福山藩の下級武士の娘であるお袖と恋仲になるも、身分の差で引き裂かれ、山寺に1年間閉じ込められたあと、武士の身分を捨て江戸に来た（第17話）。第26話（最終話）で、敵（松平定信を逆恨む尾張藩江戸家老 南原守膳）に正体がばれ、知り合いの子供が人質に取られる。瓦版に新十郎が隠密同心であり、子供が人質に取られたことを書き立てられ窮地に陥る。日向主水正から、御三家たる尾張藩へ乗り込むことを止められたため、隠密同心を返上、敵を成敗し江戸から姿を消した。
- 隠密同心 銀次:三浦浩一

楽天家で「お役者銀次」を自称しているが、定職に就いておらず、いてふ屋につけをためている。そのためいつも、松五郎の斡旋で、さまざまな仕事を請け負っているが、いずれもまともなものではない。「お役者」を自称するだけに、さまざまな変装をする。第26話（最終話）で、敵を成敗し江戸から姿を消した。
- 隠密同心 お紺:佳那晃子（大関優子）

表稼業は、「流し目のお紺」という通り名のはぐれ芸者。主に情報収集と、日向主水正から受け取る成敗書を敵に届けるのが役目で、成敗には参加しないことが多いが、第7話では簪で成敗したり、第26話（最終話）では、新十郎たちとともに成敗し江戸から姿を消した。成敗書を矢文にして飛ばす際に敵を倒すこともある。演じた佳那晃子は、「大江戸捜査網」時代には大関優子名義で多数ゲスト出演をしていた。
- 松五郎:ガッツ石松

隠密同心の行きつけのめし屋「いてふ屋」（いちょうや）の主。喧嘩っ早い性格で、時折、感情的になると相手を殴ってしまうことがある。いつも、銀次に仕事を斡旋している。新十郎たちが隠密同心であることは知らない。第26話（最終話）で、新十郎のことが瓦版に書き立てられたことで、裏切られた気になり冷たい態度をとる。しかし、最後に人質の子供を救い出した新十郎に、そのことを謝罪している。
- お清:甲斐智枝美

松五郎の妻。松五郎との仲は良く、喧嘩をすることもあるがすぐに仲直りする。たまに新十郎に気があるかのようなことを口にする。
- 隠密支配 日向主水正:瑳川哲朗

新十郎たちから御支配と呼ばれているが、表の役職は不明。老中 松平定信からの、丸に三つ葉葵の紋が入っている、罪状を記した成敗書を紺に渡している。新十郎たちと繋ぎを取る場面で出ることが多く、成敗には参加せず、立ち回りもしない。第26話（最終話）で、敵に正体がばれた新十郎及び他の隠密同心に手を出さないよう命令するが、隠密同心を返上されてしまう。
- 隠密同心 榊原長庵:橋幸夫

長屋に居を構える医師で、貧しい人からは治療代を取らず、患者からの信頼も厚い。その反面、悪人には厳しく、口より先に手を出し、手荒なことも厭わない。人差し指で相手の体を貫通したり、関節を外したりする秘術の使い手でもある。第26話（最終話）で、敵を成敗し江戸から姿を消した。
準レギュラー出演者
- 三太:岩瀬威司

長庵の手伝いをしている子供。両親は亡くなっており、代わりに育てている長庵を父と慕っている。
- おとき:江崎洋子

いてふ屋の女中。第1回と第2回の役名クレジットは小女であるが、劇中ではときと呼ばれていた。

#### オープニングナレーション
「風が鳴る、殺気が走る、きらめく刃が闇を裂く。大江戸八百八町が眠る頃、隠密同心、推参仕る」

#### 放送リスト
1984年

### 大江戸捜査網（1990年度版）
- 制作:遠藤慎介（テレビ東京）、元村武（G・カンパニー）
- プロデューサー:江津兵太（テレビ東京）、小川治（テレビ東京）、真鍋和己（G・カンパニー）
- 音楽:玉木宏樹
- 主題歌:「めぐり逢い」
  - 作詞:たかたかし
  - 作曲:小椋佳
  - 編曲:川口真
  - 唄:野中二郎（ビクター音楽産業）
- 選曲:合田豊
- 撮影:川崎龍治、森勝、松村文雄、林兆、伊佐山巌、中間政治
- 美術:望月正照
- 録音:川田保、高木勝義、井家眞紀夫、澤田敏春、大庭弘、菊地信之
- 照明:三荻国明、井上幸男、鎌田靖男、前原信雄、佐野政美、島田忠昭、嶋田宣代士、沖田秀則、清水達己
- 編集:河原弘志
- 助監督:荒井俊昭、藤田保行、大久保直実
- 記録:森靖子、石山久美子、石川和枝、長谷川幸子、田畑光代、井上一枝、福島勇子、杉原温子
- 制作担当:松本洋二、土肥裕二、小久保良男
- 殺陣:宇仁貫三
- 演技担当:小久保良男
- 俳優担当:小久保良男
- 効果:宮田音響
- 整音:映広
- 現像:IMAGICA
- 装置:美建興業
- 装飾:しみず工房
- 衣装:京都衣装（社名変更のため、第9話より東宝コスチューム）
- 衣装協力:いちこし
- 美粧:奥松かつら
- 刺青:霞涼二
- 舞踊指導:川原緑濤
- 琴指導:加澤喜美子
- スタジオ:東宝ビルト
- 車輌:マエダ・オート
- ロケ協力:根津神社
- 協力:根津神社
- ナレーター:黒沢良
- 脚本:小川英、中野顕彰、胡桃哲、山崎巖、大西信行、石川孝人、武末勝、大平洋、いずみ玲、杉昌英、久保田圭司
- 監督:江崎実生、居川靖彦、長谷部安春、関本郁夫、岡康季、白井政一、宮越澄、大久保直実、山城新伍、杉村六郎
- 製作:テレビ東京、G・カンパニー

オープニングクレジット（レギュラー出演者）
- 隠密同心 葉月裕之介:橋爪淳

本作品の主役。浪人。万福寺の山門の前で拾われた捨て子。小判3枚を縫い付けられた立派な産着を着せられており、身分の高い武士ではないかと推測されている。8月に拾われたので、葉月とされた。真善和尚に育てられ、寺子屋を開いているが、義憤から悪人狩りをしている。そのことは真善和尚も承知しており、葉月裕之介に殺された者の供養をしている。うち一件は、松平定信に目撃され、言葉を交わしている。ある悪徳商人を成敗し、町方に追われているところを、松平定信と敵対する元老中田沼主殿頭意次配下の、元秋月藩剣道指南役で道場主である大山勘助に助けられ、悪の元凶（松平定信）を絶たねばならぬと吹き込まれ、入門し小鈴と知り合う。しかし、未遂に終わった松平定信襲撃時の違和感と、教え子の父親である花火職人が、大山勘助たちに騙されて、松平定信襲撃のための爆弾を作らされた挙句、口封じに殺されたことで、自身の間違いに気付き、大山勘助とは袂を分かつ。そして小鈴にもさらなる襲撃から手を引かせようとする。親代わりの真善和尚が大山勘助配下の川辺に襲われ、死に際に自分に対し「友を持て。1人で地獄を行くのはもうやめろ。友を持て。」と言い残したことを、看取った光から伝え聞き、隠密同心に加入した。隠密装束は青色の着流しを着用し、髪型も総髪に変わる。家紋は真向き月に星（左）月に星（右）。
- 小鈴:沢口靖子

第1話と第23話（最終話）のみ登場した松平定信の娘。大山勘助の道場に通っている。葉月裕之介同様に松平定信暗殺に加担していたが、松平定信の用人である西澤半兵衛と、育ての親である山中忠次郎から実の父が松平定信であること、田沼主殿頭意次との戦いで危害が及ぶのを避けるために預けられたことを知り、松平定信とのわだかまりが解けた。しかし、最終回（第23話）で松平定信は「小鈴はのう、幼い時に母親を亡くして、わしが育てて参った」と発言している。同じく最終回（第23話）では、業平町に家を借り、踊りを教えている。
- 隠密同心 秋草新十郎:京本政樹

当初の設定は、南町奉行所の高積み見回り役同心（材木改めとも。材木（荷物）の高さを監視し、荷崩れ事故を防止する役目。）であり、上司の南町奉行所与力たる白壁桂馬から、定町廻のようなことをするなと言われていたが、途中からその咎めがなくなり、定町廻のようになっている。うだつの上がらぬ様子を演じているため、「与太郎」と白壁桂馬から揶揄されている。隠密同心結成前から松平定信の隠密として働いていた。同心のため、過去の事件の洗い出しにはもってこいの切れ者で、女形役者、太鼓もち、若旦那などに変装する。十手術や居合を得意とする。灰色の着流し着用。
- 隠密同心 松原蔵人:隆大介

剣道場の主。隠密同心結成前から松平定信の隠密として働いていた。腕は立つが道場が火の車なので、道場破りや傘張りで小銭を稼いでいる。浪人故か、家柄やしきたりにとらわれる武家を嫌っている節がある。隠密装束は、黒色の着流しを着用していたが、途中から茶色の着流し着用。槍も使用する。家紋は笹竜胆。
- 隠密同心 花小路お光:中村あずさ

渡世人「花の小路一家」の娘。徳川家ゆかりの血筋である桑原家に見初められ、嫁ぐも夫に先立たれる。徳川家にゆかりがあったため、否応なしに出家させられ、公儀の監視の下、夫の菩提を弔う身となる。生活のため賭場荒らしを行う。2年の喪が明けたのを機に、密かに習い覚えた小太刀の技と、捨て身の度胸を旧知の松平定信に買われ、光明尼から光と名を変え隠密同心となる。探索時には、芸者として振舞う。隠密装束は薄紫色の尼頭巾に紫色の着物、手には数珠を携帯。刀は黒色鍔無しの鞘の刀を、普段は逆手持ちで戦う。刀の柄の下部と鞘の下部は接続でき、薙刀のようにすることが可能。
隠密同心4人は成敗時には、額に正の一文字の入った金属性の額当て鉢巻を巻いている（光は尼頭巾に縫いつけている）。
- 老中 松平定信[49]:田村高廣

老中着任後、田沼政権がもたらした悪政を根絶やしにし、江戸庶民に平和と安らぎを与えるべく、伝説の存在だった隠密同心を結成。自らその支配として直接、隠密同心たちを束ねている。
準レギュラー出演者
- 六助:小松政夫

「一膳めし屋六助」の主人。義賊と謳われた盗賊「霞小僧」だったが、町方与力 小野寺作左衛門に捕縛された際、情けを掛けられ足を洗う。やくざを成敗し、町方に追われていた葉月裕之介を助け匿い、彼の悪人狩りのための情報収集をするようになる。葉月裕之介が隠密同心となった後は、隠密同心たちの情報収集などの補佐を担当する。
六助の過去にまつわる話は、第11話で語られている。
- おちか:辻沢杏子

六助の妻。たまには喧嘩もするがおしどり夫婦である。隠密同心の素性は知らないが、六助同様に何かと世話を焼いてくれる。
- 白壁桂馬:龍虎

秋草新十郎の上司の南町奉行所 与力であるが、評価は低いようである。お姉言葉な上に訛ってしゃべる男色家、あるいは両刀使いのようである。秋草新十郎に「相撲取りみてぇな体形しやがって」と陰で言われている。
- 隠密補佐 お七:吉野真弓

魚の行商を営む。隠密同心結成前から松平定信の隠密として働いていた。松平定信と隠密同心との繋ぎ役。その他情報収集。
- おはる:新城めぐみ

六助の女中。
- おちよ:森下桂

葉月裕之介の寺子屋で助手を務める。
- 菊池:高崎隆二

松平定信の用人。

#### オープニングナレーション（第1話を除く）
「隠密同心 それは、老中 松平定信に命を預け、人知れず、人生の裏道を歩かねばならぬ宿命を、自らに求めた者たちである。極悪非道の悪に虐げられ、過酷な法の冷たさに泣く、大江戸八百八町の人々を、ある時は助け、励まし、また、ある時は影のように支える彼ら。だが、身をやつし姿を変えて、敢然と悪に挑む隠密同心に、明日という日はない」

#### 劇中ナレーション（隠密同心 心得之條）
「隠密同心 心得之條  我が命、我がものと思わず、武門之儀、あくまで陰にて、己れの、器量伏し、御下命、如何にても、果す可し。尚死して屍、拾う者なし。死して屍、拾う者なし」

##### 放送リスト
1990年 - 1991年
このシリーズから、金曜日21:00～21:54

### 大江戸捜査網（1991年度版）
- 制作:江津兵太（テレビ東京）、元村武（G・カンパニー）
- プロデューサー:鈴木一巳（テレビ東京）、藤原幣吉（G・カンパニー）、真鍋和己（G・カンパニー）
- 音楽:玉木宏樹
- 主題歌:「恋花火」
  - 作詞:たかたかし
  - 作曲:弦哲也
  - 編曲:前田俊明
  - 唄:大石加奈子（テイチク）第12話、第24話にゲスト出演
- 選曲:合田豊
- 撮影:中間政治、片岡二郎、伊佐山巌
- 美術:松井敏行、田中孝男、吉見邦弘
- 録音:秋山一三
- 照明:村沢浩一
- 編集:原桂一、境誠一
- 殺陣:高倉英二、中瀬博文
- 助監督:金祐彦、荒井俊昭、野崎邦夫
- 制作担当:土肥裕二
- 広報:島田政明（テレビ東京）
- 記録:石川和枝、加藤八千代
- 効果:宮田音響
- 整音:星一郎（アオイスタジオ）
- 現像:東映化学
- スタジオ:東宝ビルト、生田スタジオ
- 装置:ケイエッチケイアート
- 装飾:小林和美（しみず工房）
- 衣裳:東宝コスチューム
- かつら:アートネイチャー
- 車輛:マエダオート
- 衣装協力:なんば愛染蔵
- 舞踊、三味線指導:川原緑濤
- 尺八指導:阿部章謡
- 琴指導:加沢喜美子
- 獅子舞:池上囃子保存会
- 刺青:霞涼二
- 協力:根津神社、北口本宮浅間神社、成城芹生、パシフィックコーラル、富士浅間神社、百 園
- ロケ協力:相模原市
- ナレーター:黒沢良
- 脚本:山崎巖、中野顕彰、いずみ玲、大平洋、久保田圭司、胡桃哲、武末勝、大工原正泰
- 監督:関本郁夫、白井政一、大久保直実、長谷部安春、小澤啓一、岡康季、金佑彦、猪崎宣昭
- 製作:テレビ東京、G・カンパニー

オープニングクレジット（レギュラー出演者）
- 隠密同心 天竜寺隼人（てんりゅうじ はやと）:橋爪淳
  - 本作品の主役。料理屋「桔梗」の板前直次郎（なおじろう）として働く。親切で面倒見がよく、女子供に慕われていると評判。元は忍の出身で、いち丸が本名。隠密装束は白い着流しを着用。家紋は月に星。
- 隠密同心 秋草新十郎（あきくさ しんじゅうろう）:京本政樹
  - 前作より引き続き出演。呑む打つ買うの三拍子で、南町奉行所を馘になり、浪人となる。女には滅法弱い。易者や虚無僧に変装する。情報収集の際、元上司の与力 白壁桂馬から聞きだしているが、相変わらず詰め寄られている。隠密装束は濃紫の着流しを着用。家紋は丸にニ引き紋。
- 隠密同心 流れ星お蝶（ながれぼしおちょう）:中村あずさ
  - 辰巳の自前芸者として、常磐津、三味線、踊りの諸芸に通じ、気が強くて、気に入らぬ客には、粋な啖呵を切る。小太刀の名手。7歳の時に両親を亡くし、父親の知り合いの源蔵に引き取られる。源蔵は紀伊国根来衆忍者の頭で、蝶は2つ年下の妹分で、同じく両親を亡くした、はなと共に修行させられていた。しかし、源蔵亡き後、頭になった佐平太は、大金を積まれ、蝶を武家に養女に出す。隠密装束は、赤の着物。刀は濃い茶色の鍔無し竹鞘の刀。

準レギュラー出演者
- 矢車お仙（やぐるまおせん）:荒井乃梨子[注釈 12]
  - 魚屋。第19話までは、情報収集と小笠原甚内との繋ぎ役の隠密補佐を務める。第20話で、幼馴染で将来を誓った、飛脚の庄吉の父親の遺体の傷を見た時、かつて女中奉公していた、相良藩江戸屋敷にて目撃した、側用人 向井竜太郎を怪しむ。そして、小笠原甚内からの打診を受け、隠密同心になる。隠密装束は黄色地に赤い風車柄の岡っ引き風の上着に、黒のショートパンツに膝下は黒の足当て。成敗時は、手槍を使用して戦う。
- 旗本寄合席（隠密支配） 小笠原甚内（おがさわら じんない）:和崎俊哉
  - 第1話では、都築という姓の浪人として、隠密同心たちに内密で、敵に潜入し内偵していた切れ者。
- 筆頭老中 松平定信:若林豪
  - 前作より引き続き隠密支配を兼任していたが、その役目を小笠原甚内に譲った。演者は変更されている。
- お涼:山本リンダ
  - 直次郎が働く「桔梗」の女将。酒癖が悪く第1話では、山本リンダの持ち歌である「狙いうち」を十八番として熱唱する。直次郎に好意を持っている。
- 白壁桂馬:龍虎
  - 前作より引き続き出演。南町奉行所与力。キャラクターは前作と同じ。秋草新十郎とは、依然つながりがある。
- お千代:北原歩
  - 「桔梗」の女中。博打で50両の借金を作った兄がいる。駕籠留の駕籠かき、草太と恋仲であるが、草太は、譜代大名5万石奥州山代藩の世継ぎの双子の弟として、家来の下男に里子に出され江戸へ来たことが判明し、前述の兄が行方をくらませたことも相まって、騒動に巻き込まれる。
- おそめ:古手川伸子
  - 流れ星お蝶の芸者仲間。

#### 放送リスト
1991年 - 1992年

## 映画『隠密同心・大江戸捜査網』
東京12チャンネルの開局15周年企画として、1979年12月1日に劇場版が公開された。配給は東宝。併映は岡本喜八監督『英霊たちの応援歌 最後の早慶戦』。
物語は将軍の御落胤を巡る、松平定信失脚を図る鳴神鉄山と、松平定信・隠密同心達の暗闘を描いている。芦田が鉄山を、三船が松平定信を演じた。

### ストーリー
寛政11年、秋、10数人の侍たちが、武州小牧村を襲い、村人達を斬殺した。そのころ、江戸では、老中松平定信の邸に、将軍家斉の御落胤と称する徳川信吾と用人・稲村重兵衛が訪れ信吾は2年前に亡くなった家斉側室・お牧の方の子で、18歳だと言い、将軍との対面を6日以内に取りはからうように申し入れた。

### 出演者
- 松方弘樹 - 清次郎 / 左文字右京
- 瑳川哲朗 - 井坂十蔵
- 土田早苗 - 玉竜 / 稲妻お竜
- かたせ梨乃 - おりん / 流れ星おりん
- 中村竹弥 - 内藤勘解由
- 古今亭志ん駒 - 金太 / 早耳金太
- 伊吹吾郎 - 天馬八郎太
- 三林京子 - 菊弥
- 大和田獏 - 徳川信吾（信吉）
- 岡田奈々 - 都大路高子
- 青木義朗 - 稲村重兵衛
- 浜田晃 - 北見一堂
- 折原啓子 - お牧の方
- 船戸順 - 佐平次
- 日野道夫 - 徳右衛門
- 村松英子 - 敬秀尼
- 芦田伸介 - 鳴神鉄山
- 三船敏郎 - 松平定信

### テレビ放送
1981年1月3日（土曜）に東京12チャンネルで放送。放送時間は20:00 - 21:48（JST） で、21:00以降は本作を休止して放送した。

## 新春ワイド時代劇『大江戸捜査網2015〜隠密同心、悪を斬る!』
『大江戸捜査網2015〜隠密同心、悪を斬る!』（おおえどそうさもう2015 おんみつどうしん あくをきる）のタイトルにより、テレビ東京系で毎年正月に放送されている「YAMADA新春ワイド時代劇」で、同局の開局50周年記念特別番組として2015年1月2日に放送した。
従来の時代劇に見られた、松平定信＝善、田沼意次＝悪という設定を逆にし、田沼意次を国の将来を案じ、民のために改革を行った善人に、松平定信を自らが将軍になり、権力を握ろうと暗躍する悪人として描かれている。
次作『信長燃ゆ』の放送時間が3時間に縮小、枠名も「新春時代劇」に変更されたため、2015年作品の本作が「新春ワイド時代劇」の通称で放映された最後の作品となる。

### キャスト
本作での隠密同心は、歴代のシリーズに登場した隠密同心の名前を再利用している。
- 十文字小弥太：高橋克典
  - 表向きは珊次郎（さんじろう）として、粋な江戸の遊び人を名乗っているが、その腕前を内藤勘解由に見込まれて隠密同心となる。
  - 元来は名字帯刀を許された豪士（豪農ともいう。多くの土地を所有する地主で、小作人をに貸与したり、作業員を雇って大規模農家を経営し、世話役を兼ね、庄屋を務めたりすることが多い。）の出だったが、凶賊に一家を惨殺された際に侍が役に立たなかったことから、侍嫌いとなり無宿人になる。剣の腕前も一流であり頭脳明晰な、隠密同心の筆頭格である。
- 井坂十蔵：村上弘明
  - 剣の腕も確かな実直な人情肌の浪人。元々は、歴とした侍だったが、目付の人足締め上げによる暴動の責任を取らされ、お家は断絶され妻も自害した。そのため浪人となった過去があるため、幕府を毛嫌いしている。
- 稲妻お竜：藤原紀香
  - 剣術も学んだ御家人の家の娘だが、貧しい暮らし故に芸者となる。
  - 表向きは玉竜（たまりゅう）という芸者として、情報探索の役目を負う。
- 不知火お吉：夏菜
  - 父は義賊の不知火吉兵衛であり、内藤勘解由の計らいで減刑された恩義から、いち早く隠密同心となる。錠前破りもお手の物で、普段は男勝りの鯔背な魚屋である。
- 榊原長庵：柄本時生
  - 飄々とした若者だが、杉田玄白に師事した優秀な蘭学医であり、優れた検死官でもある。元々は内気な性格であり、町道場で稽古に励んでいた。お結に思いを寄せていた。
- 秋草新十郎：松岡昌宏
  - 御家人の冷や飯食いだったが、養子に出された先の義父が同心株を買ったことから、同心となって北町奉行所勤めとなる。陰口を叩かれる辛さから逃れたい一心で剣の腕を磨き、問答無用で悪人を斬りまくっていた。当初は何かと珊次郎と対立するも、北町奉行の町村に裏切られたことで隠密同心となる。
- 田沼早苗：波瑠
  - 意次の娘。並外れた記憶力（瞬間記憶能力）を持ち、珊次郎に惹かれる。
- 平賀源内：小林稔侍
  - 表向きは死罪となっていたが、田沼意次の計らいで生きており、早苗を匿っている。
- 春朗（後の葛飾北斎）：永井大
  - 源内と早苗と行動を共にする若者。元は、田沼意次に仕える間者であった。絵師としての腕も確かである。
- 松平定信：加藤雅也
  - 田沼意次に代わって老中となり、内藤勘解由に隠密同心を結成させた。
- 内藤勘解由：里見浩太朗
  - 旗本寄合席で隠密支配。江戸の治安を守るべく、珊次郎達を集めて隠密同心を結成した。
  - 表だって感情を露わにすることはないが、誰よりも珊次郎達を案じている。
- 田沼意次：瑳川哲朗
  - 経済と文化を活性化させたが、賄賂が蔓延る政治をもたらしたとして、老中の座から失脚した。
- 松島（御中﨟）：かたせ梨乃
  - 御台所付き。家斉の女癖の悪さを案じ、憤りこぼしていたが御台所に窘められた。
- お栄：山口いづみ
  - 病のため、代わりに年頃である娘のお道を奉公に向かわせたが、悪党達の襲撃でお道を失ってしまう。
- 一橋治済（御三卿一橋家当主）：西村雅彦
  - 松平定信と手を組んで田沼を失脚させたが、次の老中を狙い松平失脚を画策する。
- 伊兵衛（隠密同心の集合場所 わび助の主人）：笹野高史
  - 元は吉兵衛の配下で、お吉をお嬢と呼ぶ初老の主人。隠密同心の集合場所としてわび助を提供する理解者。
- 町村典膳（北町奉行）：榎木孝明
- 巴屋忠兵衛（吉原の楼主）：鶴田忍
- 蔦屋重三郎（版元）：山田純大
- お結（伊兵衛の孫娘）：新川優愛
  - わび助の看板娘。珊次郎に惚れているため、長庵の気持ちに気づいていない。
- 山川喜八郎（十蔵の元部下）：宮川一朗太
- 近衛寔子（家斉の正室（御台所））：小芝風花
  - 家斉の御台所となるが、夫は女癖が悪くあまり省みられていない様子。
  - 松島が家斉の女癖の悪さに憤っていたが、「将軍家には跡継ぎが必要です」と窘めた。
- 五十鈴屋の女将：滝沢沙織
- 山川智寿（喜八郎の娘）：谷花音（当時子役）
  - 幼くして女衒に連れていかれ、五十鈴屋に売られていた。父が亡くなったことを知らないまま祈り続けていたが、それを新十郎から聞いた時は涙を流していた。五十鈴屋が焼かれた後は、新十郎によって身を寄せることになる。
- 善太（瓦版屋）：林家三平
  - 珊次郎達の知り合いの瓦版屋で、情報提供者である。
- 平太（瓦版屋）：スギちゃん
  - 善太と何かにつけて張り合うライバルの瓦版屋。
- 田沼意知：高知東生
  - 意次の嫡男。江戸城内で、佐野（後述）に斬殺された。
- 佐野善左衛門：佐野圭亮
  - 江戸城内で、田沼を斬殺。その後、江戸市民から「世直し大明神」と褒め称えられた。
- 川路左太夫（根来衆の棟梁、治済の配下）：小沢和義
- 孫六（寄場の人足）：近藤芳正
- 島津重豪（寔子の父、薩摩藩第8代藩主）：伊吹吾郎
- 徳川家斉（江戸幕府11代将軍）：小澤亮太
  - 先の将軍・家冶の後を継ぎ、征夷大将軍となるが女癖が悪い。そのせいか『オットセイ将軍』と渾名された。
- 中瀬彦十郎：和田聰宏
- 松原裕之介：嘉島典俊
- 切見世の遊女：宮地真緒
- お道（お栄の娘）：松本花奈
  - 幼い弟妹が4人いる年頃の娘。病の母の代わりに奉公へと向かっていたが、母と弟妹達を残して悪党達に斬殺される。
- 海原かなた、増田修一朗、ひろみどり、白井滋郎、峰蘭太郎、稲田龍雄、田村ツトム ほか

### スタッフ
本作は、シリーズ開始以来東京のスタジオとスタッフで作られた過去作と異なり、東映京都サイドがプロダクション、しかしシリーズ生みの親の元村武が監修し、プロデューサーの元信克則はかつてGカンパニーに所属した。
- ナレーション：山寺宏一
- 企画監修：元村武（Gカンパニー）
- オリジナルテーマ：玉木宏樹
- 脚本：山本むつみ
- 監督：猪原達三
- 音楽：沢田完
- 技斗：清家三彦（東映剣会）
- VFX：クロフネプロダクト
- 題字：中塚翠涛
- 技術協力：アップサイド
- 音響効果：メディアハウスサウンドデザイン
- 編集・MA：映広
- プロダクション協力：東映太秦映像
- 制作プロダクション：ユニオン映画
- チーフプロデューサー：岡部紳二（テレビ東京）
- プロデューサー：山鹿達也・佐々木彰（テレビ東京）、内堀雄三・元信克則（ユニオン映画）、進藤盛延（東映太秦映像）
- 製作著作：テレビ東京

## 隠密同心の組み合わせ
時期ごとの隠密同心の組み合わせを以下に記す。1980年3月22日と1980年5月3日には高瀬春奈演じる火車おもんが、1981年5月9日 - 1981年9月26日には中島ゆたか演じる矢車お菊が（それぞれ約1月分で6日ずつ位）出演して来るが、これは稲妻お竜:土田早苗の一時的な（疾病に拠る）休演による代役であり、OPにはクレジットされていないためこの表からは除外した。
| シリーズと放送期間 | シリーズと放送期間 | シリーズ | 筆頭同心   | 浪人・男隠密同心             | 芸者           | 魚屋（遊び人や補佐） | 隠密支配   |
| ------------------ | ------------------ | -------- | ---------- | ---------------------------- | -------------- | -------------------- | ---------- |
| 1970年10月3日      | 1971年9月25日      | 1        | 杉良太郎   | 瑳川哲朗                     | 梶芽衣子       | 岡田可愛             | 中村竹弥   |
| 1972年4月3日       | 1973年3月17日      | 2        | 〃         | 〃                           | 〃             | 〃                   | 〃         |
| 1973年9月22日      | 1974年3月16日      | 3        | 〃         | 〃                           | 古城都         | 江崎英子             | 〃         |
| 1974年3月23日      | 1974年11月16日     | 3        | 里見浩太朗 | 〃                           | 安田道代       | 〃                   | 〃         |
| 1974年11月23日     | 1975年3月15日      | 3        | 〃         | 〃                           | 〃・山口いづみ | 〃                   | 〃         |
| 1975年3月24日      | 1976年9月25日      | 3        | 〃         | 〃                           | 山口いづみ     | 〃                   | 〃         |
| 1976年10月2日      | 1977年9月17日      | 3        | 〃         | 〃                           | 土田早苗       | 志穂美悦子           | 〃         |
| 1977年9月24日      | 1978年4月8日       | 3        | 〃         | 〃                           | 〃             | 安西マリア           | 〃         |
| 1978年4月15日      | 1979年9月15日      | 3        | 〃         | 〃                           | 〃             | かたせ梨乃           | 〃         |
| 1979年9月22日      | 1981年9月26日      | 3        | 松方弘樹   | 〃                           | 〃             | 〃                   | 〃         |
| 1981年10月3日      | 1982年9月25日      | 3        | 〃         | 〃・南条弘二                 | 岡江久美子     | 〃                   | 大山勝巳   |
| 1982年10月2日      | 1983年5月14日      | 3        | 〃         | 〃・〃                       | 夏樹陽子       | 山田由紀子           | 〃         |
| 1983年10月1日      | 1984年3月31日      | 3        | 〃         | 〃・〃                       | 〃             | 清原美華             | 黒沢良     |
| 1984年4月7日       | 1984年9月29日      | （新･4） | 並木史朗   | 三浦浩一・橋幸夫             | 大関優子       | ━━━━━                | 瑳川哲朗   |
| 1990年10月12日     | 1991年3月29日      | 90年版①  | 橋爪淳     | 京本政樹・隆大介             | 中村あずさ     | 吉野真弓             | 田村高廣   |
| 1991年10月11日     | 1992年3月27日      | 91年版②  | 〃         | 京本政樹                     | 〃             | 荒井乃梨子           | 和崎俊哉   |
| 2015年1月2日       | 2015年1月2日       | 2015     | 高橋克典   | 村上弘明・柄本時生・松岡昌宏 | 藤原紀香       | 夏菜                 | 里見浩太朗 |

## ネット局
このシリーズはTXN誕生前から放送し、TXN系列局も同時ネットしていない回が多く、各地域ごとに解説する。

### 関東広域圏
東京12チャンネル→テレビ東京（制作局、1973年11月以降は同一法人。1981年10月1日社名変更）
- 昭和：土曜 21:00 - 21:56→21:55→21:54（『新‐』並木編を含む）「日産劇場」の字幕は、提供スポンサー表示テロップベースでオープニング画面から後付けされて表示された。
- 平成：金曜 21:00 - 21:54
- その後同時ネットに移行した地域は上記時間で放送。

### 近畿広域圏
毎日放送（MBS、当時12ch系列の準キー局。1981年末まで）→一時休止→TXN テレビ大阪（開局は1982年3月）
- MBSは日曜15:00 - 15:55→土曜13:00 - 13:55の枠で放送した。ネットチェンジ前は日産自動車提供の「日産劇場」としての放送だったが、ネットチェンジ後はローカルスポンサーによる放送だった。
- 再放送は朝日放送 (ABC) で実施されることが多かった。
  - 1975年4月編成は、ABCで平日16:00 - 16:55に帯放送したが、同局で同時期に放送されたNET・TBSの再放送番組と異なり（再）マークがないため、MBSから一時的に初回放送を移譲されたのか、過去の再放送を実施したのかは不明。
- MBSの打ち切り後、テレビ大阪が土曜夜のサービス放送を開始するまでは放送が無かった。

### 中京広域圏
中京テレビ→TXN テレビ愛知（1983年9月開局）
- 中京テレビは系列外にもかかわらず、当時出資していた日本経済新聞との関係や、当時の名古屋テレビとの変則クロスネットの名残から、12chとは準系列局的な関係があったことから、初期は日曜20:00に放送。土曜の同時間帯を経て木曜21:30に変更となる。
- 第3シリーズから土曜22:00の放送となり、1975年4月に日本テレビで放送を開始した『ウィークエンダー』を当初同時ネットせず、深夜枠での放送としていたが、半年後に『ウィークエンダー』を同時ネットしてからは、金曜19:00に移動[注釈 13]。その後、1977年4月から金曜22:00での放送となり、中京テレビでの末期は土曜23:55からの放送となった。
- 中京テレビはキー局と同じく「日産劇場」として、冒頭の『世界の恋人』入りの提供クレジットも含めての、日産グループの一社提供という形でネットしていた。後に継承したTXN系のテレビ愛知も同様。岐阜放送や三重テレビへの継承はなかった（版権が切れた後は放送）。

### 岡山県・香川県
山陽放送（RSK、現在のRSK山陽放送）→テレビせとうち（平成橋爪編のみ放送、1985年10月開局）
- 山陽放送は1970年10月18日から1971年10月10日まで第1シリーズを、1972年4月16日から1973年4月8日まで第2シリーズを、1973年10月28日から1978年3月19日（第222話）まで第3シリーズを、それぞれ日曜15:00 - 15:55の枠で放送した。1978年4月15日から土曜15:00 - 15:55の枠へ移動し、1979年3月31日（第276話）まで引き続いて放送された。1979年5月8日から火曜23:35 - 24:30枠へ移動して第279話から放送し、1981年9月22日まで放送。1981年10月3日から土曜14:00 - 14:55枠へ移動して第396話から放送し、土曜日の中で枠移動を繰り返しながら1985年3月30日（第531話）まで放送した。編成の都合により飛ばされた回も多い。
- 岡山放送 (OHK) も再放送した。
- テレビせとうち開局後は、昭和編を1990年代半ばまで平日14:00から放送していた。2013年2月より朝のドラマ再放送枠【おはようドラマ】にて、杉良太郎出演版を再放送。2014年12月から2015年8月21日まで、松方弘樹版を再放送していた。
- 2015年8月24日から、里見浩太朗版を再放送していたが、2016年9月26日に終了。現在は『名奉行 遠山の金さん』を放送している。
- 現在は瀬戸内海放送（KSB）が平日4:35 - 5:25に再放送している。

### 北海道
北海道放送（HBC、第1シリーズのみ水曜日10:00から放送）→北海道文化放送（uhb、昭和編のみ放送）→TXN テレビ北海道（TVh、平成橋爪編のみ放送、1989年10月開局）
- 放送開始当時、HBCで毎週土曜日の午後に放送されていた。
- uhbは水曜（1976年9月まで）と木曜（1982年3月まで）の22:00 - 23:00の時間帯をローカルセールス枠としていたため、昭和編を1976年まで木曜22:00 - 22:54の枠で放送し、水曜日のフジ系列同時枠化に伴い、同じく東京12チャンネル制作の『金曜スペシャル』を水曜から移動させたため[注釈 14]、土曜正午からの放送に移行した。スポンサーは、北の誉酒造とダイヤグロ紋付だった。この関係で、関西テレビ制作の全国ネット番組『凡児の娘をよろしく』→『恋のトリプルチャンス』→『三枝の爆笑美女対談』が、土曜午後に遅れネットとなっていた。
- uhbで昭和編ネットが終了した後、HBCが再放送扱いで平日の17時に放送していた。
- テレビ北海道は平成編をフルネットしたが、全道ネットワークの整備が困難だったため見られない地域の方が多かった。

### 福岡県
RKB毎日放送（RKB、昭和編のみ放送）→休止→TXN TVQ九州放送（TVQ、最終シリーズのみ放送、1991年4月開局）
- 昭和編放送期間中、福岡県苅田町に日産九州工場（現：日産自動車九州）が開業したという事情があり、RKBが開始時期不明ながら昭和編を最後まで日産自動車をメインスポンサーとして日曜10:00 - 10:55→日曜23:56 - 月曜0:51→金曜深夜→土曜13:00 - 13:55（里見編の途中まで金曜日の深夜での放送。2週遅れが基本。松方編は場合によって1ヶ月遅れ）に放送していた[注釈 15]。
- TVQ開局が平成橋爪編第1シリーズ終了後のため、同時ネットは最終シリーズのみで、ほかは朝9時台のアンコールドラマ枠で放送した。
- TVQ開局後の再放送で杉編に関しては、日曜日の早朝に放送されていた。これは『眠狂四郎シリーズ』も同様の再放送となった。
- 1980年代前半（昭和50年代後半）には、午前中に杉編を九州朝日放送とテレビ西日本で時差放送されていた時期もあり、一方のRKBでは、1985年（昭和60年）頃から1986年（昭和61年）夏ごろに里見編を平日9:55 - 10:55枠や17:00 - 18:00枠で再放送。1985年以降（昭和60年代）には福岡放送でも、平日10:30 - 11:30枠で第1シリーズのみを再放送している。
- 2017年7月13日から2018年1月26日までTVQで月 - 金16:00 - 16:54枠で131話から268話まで放送。

### その他地上波
- 青森県は青森テレビが第2シリーズは約11か月遅れの日曜22:30から、その後は土曜夕方に放送。「…2015」は、青森朝日放送が2015年6月の平日9:55 - 10:55に分割して放送。
- 宮城県は12ch時代からの作品を1970年11月から1982年頃まで仙台放送で放送（水曜深夜0:00 - →日曜15:00 - →土曜13:00 - ）していた[53]他、東日本放送が1980年代に初期作品（杉，里見編）の再放送を平日10:00から行っていた。橋爪編は東北放送で2009年4月から5月にかけてpart1を、2009年8月からPART2を『ドラマシアター』枠の9:58 - 10:50に放送。
- 秋田県は秋田放送が第1シリーズを約9ヶ月半遅れの土曜22:30から放送。
- 岩手県はIBC岩手放送（当時:岩手放送）が、第1シリーズを、水曜日16:00から本放送、水曜日23:40から再放送を行っていた。その後、時期は不明だがテレビ岩手に移り、土曜22:00から放送した。
- 群馬県は1990年代と2000年代に群馬テレビで放送した。
- 埼玉県はテレビ埼玉が1986年頃第1シリーズから第3シリーズ通算第130話までの杉良太郎編を繰り返し放送した。後年は2012年6月から2021年10月に、杉良太郎出演の昭和編第3シリーズから順次継続して放送した。
- TOKYO MXでは2009年8月から、杉良太郎出演の昭和編第1シリーズより順次継続して放送されていた。
- 新潟県は12ch時代から新潟総合テレビで日曜15:15（1983年10月以降は15:00）から約2か月遅れで放送。
- 長野県は12ch時代から長野放送で第1シリーズは日曜13:00、第2シリーズ以降は日曜14:00[54]から放送
- 静岡県は静岡放送 (SBS) が当初、里見編の途中まで水曜16時台に放送していたが（ - 1979年6月）、同年7月に静岡第一テレビ（SDT）が開局するのを受けて、それまで火曜日22時台のローカルセールス枠で放送されていた「グランド劇場」が、SDTの土曜21時台に移動するのに伴い、SBSでの同番組の後番組として火曜日22時枠に移動し、放送した[注釈 16]。平成橋爪編は第1・第2シリーズともに、土曜10時30分から放送していた。1986年から1987年に掛けて、杉編の第1・第2シリーズがSDTの平日10時30分から時代劇枠で放送した。
- 富山県は12ch時代から富山テレビで日曜12:45から放送[55]。
- 石川県は石川テレビで放送[56]。
- 福井県は福井テレビで放送[56]。
- 奈良県は奈良テレビが2012年1月から、杉良太郎出演の昭和編第3シリーズより順次継続して放送。
- 広島県は中国放送が土曜午後に放送し、広島テレビ・広島ホームテレビ・テレビ新広島が、初期作品（杉，里見編）を再放送した。
- 山口県は12ch時代からテレビ山口で日曜0:30（土曜深夜）から放送。
- 愛媛県は南海放送が木曜深夜に放送した。
- 長崎県はテレビ長崎が土曜深夜に放送した。
- 沖縄県は沖縄テレビが昭和編第1シリーズのみを土曜深夜に放送した。
- 神奈川県はテレビ神奈川が1988年頃杉良太郎編第1シリーズから第2シリーズを繰り返し放送した。2022年に昭和杉良太郎編第1シリーズを金曜12時から放送した。

### 衛星波
- 『時代劇専門チャンネル』は、2004年9月7日から2007年7月11日まで、第11話を除く、全715話[注釈 17] が再放送された。同チャンネルは2007年9月18日から2010年9月30日にかけて第1話から再放送した。第11話は原版が腐食して破損のため、現在は放送[57]できない。保存状態が比較的良くない作品を放送するときは、冒頭及び末尾に説明テロップを挿入する。
- テレビ東京系列のBSデジタル放送局・BSジャパンは、出演者の肖像権で（BSジャパンの当該項参照）開局以来放送できずにいたが、2010年4月4日から放送を開始した。当初は日曜正午枠で毎週1話ずつ放送し、その後、月 - 木曜の正午枠で2011年12月5日まで連日放送した。視聴契約が必要な有料系専門局の放送を除いて初めての全国放送で、BSデジタルの受信に対応した受信設備があれば日本全域で視聴可能であった。
- 2014年1月6日から里見編第3シリーズ第27話から月 - 金曜の朝に再放送が開始した。2014年の1月から3月まで、月初めの1週間は2話連続で放送した。開始日は後述のDVDコレクション発売日の前日である。
- 2015年12月下旬から大江戸捜査網の後枠で新大江戸捜査網（並木編）を放送し、2016年1月20日から大江戸捜査網（平成版橋爪編）を放送した。
- 2017年1月から松方編シリーズから月 - 金曜の朝に再放送した。主演した松方の他界に伴い、2017年1月24日放送回は冒頭に追悼テロップを表示した。
- 2022年3月26日に開局したBS松竹東急は、3月28日から9月22日に杉良太郎主演の全話（第1話から第130話）を放送した。2023年12月16日からBSフジは里見浩太朗主演シリーズ（第131話 - ）を放送し、2023年3月6日（第182話）まで放送した[注釈 18]。
- 2023年2月20日から『時代劇専門チャンネル』で里見浩太朗主演のシリーズ（第131話から）を放送予定。

## パチンコ
藤商事からパチンコ台『CR大江戸捜査網』がリリースされ、2007年1月から全国のパチンコ店に設置された。

## 制作事情
- スポンサー
  - 放送開始時の日産自動車宣伝部長だった石原俊（後の同社社長・会長）が時代劇ファンで「土曜日の夜に時代劇が無いのは寂しい」という後押しから制作が決定し、結果的に14年のロングランとなった[58]。
  - 番組開始冒頭では日産のコマーシャルソング「世界の恋人」（シンガーズ・スリーバージョン。作曲：芥川也寸志/編曲：大野雄二）が30秒流れ、最後の数秒で「人とクルマの明日をめざす、技術の日産グループの提供でお送りします」のあとに、オープニングとなった。キー局で本放送時のオープニング冒頭に『日産劇場』というテロップを挿入していた時期もあった。
  - 『大江戸捜査網』の後輩番組（『テレビあっとランダム』など）は、日産が筆頭スポンサーになっているが、複数社提供になっている。
- 題名
  - 放送開始時の時代劇ドラマは股旅物や主人公が単独のものが主流であり、複数人の主人公による集団捜査劇は異例である。そのため、初期はエリオット・ネス率いる捜査チームがアル・カポネを追い詰める、米国の集団捜査テレビドラマアンタッチャブルのタイトルを借りて、「大江戸捜査網 アンタッチャブル」という題名だった（杉編・第1シリーズ 第1話 - 第40話まで）。当時の日活は現代劇中心の制作体制を取っていたために、時代劇の制作ノウハウがなかったので、それを逆手に取り、現代劇の手法で時代劇を作ることを狙ったのが背景にあったという[59]。
  - OP（横書き）では「捜査網」の下、台本（縦書き）では右に「アンタッチャブル」の文字があった[60] が、それをルビと解釈している関係者もいる。杉良太郎へのインタビューによると、「初めは『大江戸アンタッチャブル』であり、世間から『時代劇にアンタッチャブルとは何事だ』と言われ、大江戸捜査網に変更をした」と語っている。作曲家の玉木宏樹も最初は大江戸捜査網に「大江戸アンタッチャブル」のルビがあったと述べている[61]。ただし、初期から次回予告では単に「大江戸捜査網」と読まれていた。
- 日活と杉とテレビ局
  - 杉良太郎はもともと、日活での映画出演歴がありながらも、他社で時代劇スターとしての知名度が上がりつつあった。この番組は、彼を再び自社制作で育てるために企画された、日活初のテレビ時代劇である。日活はテレビ時代劇の制作では後発だったために、東京12チャンネル（現：テレビ東京）に放送を依頼せざるを得なかった。
- 生みの親
  - 『大江戸捜査網』の生みの親は元村武である。日活のプロデューサーとして本作を企画した元村は、日活の事情で製作が打ち切られた後も、東京12チャンネルと日産自動車の意向で放送復活が決まると、三船プロダクションに移籍して『大江戸捜査網』の制作を続けた。その後、三船プロダクション重役にまで登りつめた元村は1981年、伊藤満らとともに、自ら制作会社・ヴァンフィルを設立し独立。三船プロの実質製作は松方弘樹版で終了し、ヴァンフィルに移行した。半年で終了した『新・大江戸捜査網』から数年後にヴァンフィルは解散したが、1988年に新会社「Gカンパニー」を設立。1990年から平成復活版を手がけた。
- スタッフ
  - 本作は東京を本拠にして制作された。日活調布撮影所、東宝ビルト、自社所有の時代劇のオープンセットをもった三船プロ、同様のオープンセットをもった国際放映、生田スタジオの各所が使われた。火事のシーン等は奥多摩の山奥に、実際の家屋を建設の上ガソリンを撒いて火を着け炎上させて、火消しや証拠捜しのシーンが撮影されていて、消防車も来ていてもらっていたと、朝日新聞のDVDマガジンの第２巻の附録のDVDへ収録されている、杉良太郎が特典映像のインタビューで、述べている。隅田川とされる川は多摩川であるので、江戸の町から眺める大川～隅田川とは、流れる向きが逆さであるのも川面をよく見れば判る。山越え等も五日市（現；あきる野）～檜原村，青梅、奥多摩の東京都内の山岳地帯での撮影といわれ、京都撮影所での撮影の作品とは、風景が異なるのもよく見れば判る筈である。時代劇の量産体制が整っている京都の撮影所とは違い、東京の撮影所では見合うロケ地やスタッフが限られている中ではあるのだが、黒澤組のスタッフ、東宝・大映のスタッフたちが集結して、東京に於いて京都での撮影に依る時代劇の作品に、決して劣らない良質の時代劇の作品を作り続けていた。
- 出演俳優
  - 流れ星おりん役のかたせ梨乃は売れっ子のCMモデルだったが、役者になりたい、大江戸捜査網に出たいと売り込みに来て出演することになった。胸が大きいため激しく動くとさらしがずれて胸が露出しそうになることが良くあり、何か所もピンで留めさせられた[62]。
- 設定年代
  - 作中の設定年代は、松平定信の老中在任期間から1787年（天明7年）-1793年（寛政5年）となる。当時の東京12チャンネル側プロデューサー・神山安平（映画製作部長）は、番組開始当初「歴史的背景、出演者が使う小道具など時代考証はきちんと守りますが、セリフ回しやアクションなどは現代風に」と語っている[63]。ただし、設定年代より後の1830年代に実用化されたリボルバー式拳銃[注釈 19] が登場するなど、必ずしも時代考証は徹底されてはいなかった。

## ソフト化
- 第1シリーズ
  - 2004年にポニーキャニオンから発売。欠番の第11話を除き、第1話から第19話まで次回予告を含め収録。各巻単品の発売はされていないが、DMM、ぽすれんで宅配レンタルは行われている。
  - 2020年にベストフィールドが発売し、東映、東映ビデオが販売する、HDリマスター版が第11話を含めてリリース 。
- 第2シリーズ
  - 2020年にベストフィールドが発売し、東映、東映ビデオが販売する。
- 第3シリーズ
  - 2000年にバップビデオから里見浩太朗主演期の厳選エピソードを2話ずつ収録したVHSが3巻発売。
  - 2014年1月7日から、第3シリーズを厳選し各号4話ずつ収録した『大江戸捜査網DVDコレクション』（分冊百科）が、朝日新聞出版から月2回刊行した。全75号。次回予告は収録されておらず、DVD冒頭の断りの通り一部の台詞の音声がカットがされている。
- 平成シリーズ
  - 2013年に全話収録したDVD-BOXがエイベックス・マーケティングから発売。
- 映画版
  - 2001年にキングレコードからDVDが発売。

## サウンドトラック
- 2002年にキングレコードからCD『大江戸捜査網 オリジナル・サウンド・トラック』（KICS-2376）が発売。ジャケットに「アンタッチャブル」の文字があるが、第3シリーズの里見編製作の際に新録されたBGMを収録。これは、玉木が曲の注文は「俺が注文を受けたときは、大江戸アンタッチャブルだったからつけよう」といったからであると、2回目のCDの解説に書かれている。全曲モノラル。オープニングテーマはTVサイズ1種のみ収録し、エンディングテーマは未収録。エンディングテーマ『ながれ橋』のアレンジBGMは「挿入歌いろはにほへと バリエーション」と誤って表記されていると思われていたが、2回目のサウンドトラック解説によると、現場では<いろはにを使おう>などと言われていたため、初めのCD制作時に、「いろはにほへとバリエーション」と、玉木自身が命名したと書かれている。
  - ブックレットには玉木宏樹（作曲）と合田豊（選曲）のメッセージを掲載。チャンバラシーンで多く使用された曲[注釈 20] などが未収録のため、選曲の不備にファンから不満の声が上がっている[64]。2014年10月に、これに新たに発掘された音源を20トラック追加して再発売された（KICS-3083）[65]。
- 『新世紀エヴァンゲリオン』（テレビ東京系）の監督として知られる庵野秀明がテレビ東京ミュージック社長（当時）の金子明雄と飲んだ際、「金子さん！是非とも大江戸捜査網をLD化してくださいよ!それが駄目ならせめて番組音楽のCDだけでも出してください。お願いします!」と懇願し、金子が真剣に検討したという逸話がある[66]。